# Variante du pion empoisonné
Cet article utilise la notation algébrique pour décrire des coups du jeu d'échecs.
|   | a | b | c | d | e | f | g | h |   |
| 8 | Tour noire sur case blanche a8 · Cavalier noir sur case noire b8 · Fou noir sur case blanche c8 · Roi noir sur case blanche e8 · Fou noir sur case noire f8 · Tour noire sur case noire h8 · Pion noir sur case blanche b7 · Pion noir sur case blanche f7 · Pion noir sur case noire g7 · Pion noir sur case blanche h7 · Pion noir sur case blanche a6 · Dame noire sur case noire b6 · Pion noir sur case noire d6 · Pion noir sur case blanche e6 · Cavalier noir sur case noire f6 · Fou blanc sur case noire g5 · Cavalier blanc sur case noire d4 · Pion blanc sur case blanche e4 · Pion blanc sur case noire f4 · Cavalier blanc sur case noire c3 · Pion blanc sur case blanche a2 · Pion blanc sur case noire b2 · Pion blanc sur case blanche c2 · Pion blanc sur case blanche g2 · Pion blanc sur case noire h2 · Tour blanche sur case noire a1 · Dame blanche sur case blanche d1 · Roi blanc sur case noire e1 · Fou blanc sur case blanche f1 · Tour blanche sur case blanche h1 | Tour noire sur case blanche a8 · Cavalier noir sur case noire b8 · Fou noir sur case blanche c8 · Roi noir sur case blanche e8 · Fou noir sur case noire f8 · Tour noire sur case noire h8 · Pion noir sur case blanche b7 · Pion noir sur case blanche f7 · Pion noir sur case noire g7 · Pion noir sur case blanche h7 · Pion noir sur case blanche a6 · Dame noire sur case noire b6 · Pion noir sur case noire d6 · Pion noir sur case blanche e6 · Cavalier noir sur case noire f6 · Fou blanc sur case noire g5 · Cavalier blanc sur case noire d4 · Pion blanc sur case blanche e4 · Pion blanc sur case noire f4 · Cavalier blanc sur case noire c3 · Pion blanc sur case blanche a2 · Pion blanc sur case noire b2 · Pion blanc sur case blanche c2 · Pion blanc sur case blanche g2 · Pion blanc sur case noire h2 · Tour blanche sur case noire a1 · Dame blanche sur case blanche d1 · Roi blanc sur case noire e1 · Fou blanc sur case blanche f1 · Tour blanche sur case blanche h1 | Tour noire sur case blanche a8 · Cavalier noir sur case noire b8 · Fou noir sur case blanche c8 · Roi noir sur case blanche e8 · Fou noir sur case noire f8 · Tour noire sur case noire h8 · Pion noir sur case blanche b7 · Pion noir sur case blanche f7 · Pion noir sur case noire g7 · Pion noir sur case blanche h7 · Pion noir sur case blanche a6 · Dame noire sur case noire b6 · Pion noir sur case noire d6 · Pion noir sur case blanche e6 · Cavalier noir sur case noire f6 · Fou blanc sur case noire g5 · Cavalier blanc sur case noire d4 · Pion blanc sur case blanche e4 · Pion blanc sur case noire f4 · Cavalier blanc sur case noire c3 · Pion blanc sur case blanche a2 · Pion blanc sur case noire b2 · Pion blanc sur case blanche c2 · Pion blanc sur case blanche g2 · Pion blanc sur case noire h2 · Tour blanche sur case noire a1 · Dame blanche sur case blanche d1 · Roi blanc sur case noire e1 · Fou blanc sur case blanche f1 · Tour blanche sur case blanche h1 | Tour noire sur case blanche a8 · Cavalier noir sur case noire b8 · Fou noir sur case blanche c8 · Roi noir sur case blanche e8 · Fou noir sur case noire f8 · Tour noire sur case noire h8 · Pion noir sur case blanche b7 · Pion noir sur case blanche f7 · Pion noir sur case noire g7 · Pion noir sur case blanche h7 · Pion noir sur case blanche a6 · Dame noire sur case noire b6 · Pion noir sur case noire d6 · Pion noir sur case blanche e6 · Cavalier noir sur case noire f6 · Fou blanc sur case noire g5 · Cavalier blanc sur case noire d4 · Pion blanc sur case blanche e4 · Pion blanc sur case noire f4 · Cavalier blanc sur case noire c3 · Pion blanc sur case blanche a2 · Pion blanc sur case noire b2 · Pion blanc sur case blanche c2 · Pion blanc sur case blanche g2 · Pion blanc sur case noire h2 · Tour blanche sur case noire a1 · Dame blanche sur case blanche d1 · Roi blanc sur case noire e1 · Fou blanc sur case blanche f1 · Tour blanche sur case blanche h1 | Tour noire sur case blanche a8 · Cavalier noir sur case noire b8 · Fou noir sur case blanche c8 · Roi noir sur case blanche e8 · Fou noir sur case noire f8 · Tour noire sur case noire h8 · Pion noir sur case blanche b7 · Pion noir sur case blanche f7 · Pion noir sur case noire g7 · Pion noir sur case blanche h7 · Pion noir sur case blanche a6 · Dame noire sur case noire b6 · Pion noir sur case noire d6 · Pion noir sur case blanche e6 · Cavalier noir sur case noire f6 · Fou blanc sur case noire g5 · Cavalier blanc sur case noire d4 · Pion blanc sur case blanche e4 · Pion blanc sur case noire f4 · Cavalier blanc sur case noire c3 · Pion blanc sur case blanche a2 · Pion blanc sur case noire b2 · Pion blanc sur case blanche c2 · Pion blanc sur case blanche g2 · Pion blanc sur case noire h2 · Tour blanche sur case noire a1 · Dame blanche sur case blanche d1 · Roi blanc sur case noire e1 · Fou blanc sur case blanche f1 · Tour blanche sur case blanche h1 | Tour noire sur case blanche a8 · Cavalier noir sur case noire b8 · Fou noir sur case blanche c8 · Roi noir sur case blanche e8 · Fou noir sur case noire f8 · Tour noire sur case noire h8 · Pion noir sur case blanche b7 · Pion noir sur case blanche f7 · Pion noir sur case noire g7 · Pion noir sur case blanche h7 · Pion noir sur case blanche a6 · Dame noire sur case noire b6 · Pion noir sur case noire d6 · Pion noir sur case blanche e6 · Cavalier noir sur case noire f6 · Fou blanc sur case noire g5 · Cavalier blanc sur case noire d4 · Pion blanc sur case blanche e4 · Pion blanc sur case noire f4 · Cavalier blanc sur case noire c3 · Pion blanc sur case blanche a2 · Pion blanc sur case noire b2 · Pion blanc sur case blanche c2 · Pion blanc sur case blanche g2 · Pion blanc sur case noire h2 · Tour blanche sur case noire a1 · Dame blanche sur case blanche d1 · Roi blanc sur case noire e1 · Fou blanc sur case blanche f1 · Tour blanche sur case blanche h1 | Tour noire sur case blanche a8 · Cavalier noir sur case noire b8 · Fou noir sur case blanche c8 · Roi noir sur case blanche e8 · Fou noir sur case noire f8 · Tour noire sur case noire h8 · Pion noir sur case blanche b7 · Pion noir sur case blanche f7 · Pion noir sur case noire g7 · Pion noir sur case blanche h7 · Pion noir sur case blanche a6 · Dame noire sur case noire b6 · Pion noir sur case noire d6 · Pion noir sur case blanche e6 · Cavalier noir sur case noire f6 · Fou blanc sur case noire g5 · Cavalier blanc sur case noire d4 · Pion blanc sur case blanche e4 · Pion blanc sur case noire f4 · Cavalier blanc sur case noire c3 · Pion blanc sur case blanche a2 · Pion blanc sur case noire b2 · Pion blanc sur case blanche c2 · Pion blanc sur case blanche g2 · Pion blanc sur case noire h2 · Tour blanche sur case noire a1 · Dame blanche sur case blanche d1 · Roi blanc sur case noire e1 · Fou blanc sur case blanche f1 · Tour blanche sur case blanche h1 | Tour noire sur case blanche a8 · Cavalier noir sur case noire b8 · Fou noir sur case blanche c8 · Roi noir sur case blanche e8 · Fou noir sur case noire f8 · Tour noire sur case noire h8 · Pion noir sur case blanche b7 · Pion noir sur case blanche f7 · Pion noir sur case noire g7 · Pion noir sur case blanche h7 · Pion noir sur case blanche a6 · Dame noire sur case noire b6 · Pion noir sur case noire d6 · Pion noir sur case blanche e6 · Cavalier noir sur case noire f6 · Fou blanc sur case noire g5 · Cavalier blanc sur case noire d4 · Pion blanc sur case blanche e4 · Pion blanc sur case noire f4 · Cavalier blanc sur case noire c3 · Pion blanc sur case blanche a2 · Pion blanc sur case noire b2 · Pion blanc sur case blanche c2 · Pion blanc sur case blanche g2 · Pion blanc sur case noire h2 · Tour blanche sur case noire a1 · Dame blanche sur case blanche d1 · Roi blanc sur case noire e1 · Fou blanc sur case blanche f1 · Tour blanche sur case blanche h1 | 8 |
| 7 | Tour noire sur case blanche a8 · Cavalier noir sur case noire b8 · Fou noir sur case blanche c8 · Roi noir sur case blanche e8 · Fou noir sur case noire f8 · Tour noire sur case noire h8 · Pion noir sur case blanche b7 · Pion noir sur case blanche f7 · Pion noir sur case noire g7 · Pion noir sur case blanche h7 · Pion noir sur case blanche a6 · Dame noire sur case noire b6 · Pion noir sur case noire d6 · Pion noir sur case blanche e6 · Cavalier noir sur case noire f6 · Fou blanc sur case noire g5 · Cavalier blanc sur case noire d4 · Pion blanc sur case blanche e4 · Pion blanc sur case noire f4 · Cavalier blanc sur case noire c3 · Pion blanc sur case blanche a2 · Pion blanc sur case noire b2 · Pion blanc sur case blanche c2 · Pion blanc sur case blanche g2 · Pion blanc sur case noire h2 · Tour blanche sur case noire a1 · Dame blanche sur case blanche d1 · Roi blanc sur case noire e1 · Fou blanc sur case blanche f1 · Tour blanche sur case blanche h1 | Tour noire sur case blanche a8 · Cavalier noir sur case noire b8 · Fou noir sur case blanche c8 · Roi noir sur case blanche e8 · Fou noir sur case noire f8 · Tour noire sur case noire h8 · Pion noir sur case blanche b7 · Pion noir sur case blanche f7 · Pion noir sur case noire g7 · Pion noir sur case blanche h7 · Pion noir sur case blanche a6 · Dame noire sur case noire b6 · Pion noir sur case noire d6 · Pion noir sur case blanche e6 · Cavalier noir sur case noire f6 · Fou blanc sur case noire g5 · Cavalier blanc sur case noire d4 · Pion blanc sur case blanche e4 · Pion blanc sur case noire f4 · Cavalier blanc sur case noire c3 · Pion blanc sur case blanche a2 · Pion blanc sur case noire b2 · Pion blanc sur case blanche c2 · Pion blanc sur case blanche g2 · Pion blanc sur case noire h2 · Tour blanche sur case noire a1 · Dame blanche sur case blanche d1 · Roi blanc sur case noire e1 · Fou blanc sur case blanche f1 · Tour blanche sur case blanche h1 | Tour noire sur case blanche a8 · Cavalier noir sur case noire b8 · Fou noir sur case blanche c8 · Roi noir sur case blanche e8 · Fou noir sur case noire f8 · Tour noire sur case noire h8 · Pion noir sur case blanche b7 · Pion noir sur case blanche f7 · Pion noir sur case noire g7 · Pion noir sur case blanche h7 · Pion noir sur case blanche a6 · Dame noire sur case noire b6 · Pion noir sur case noire d6 · Pion noir sur case blanche e6 · Cavalier noir sur case noire f6 · Fou blanc sur case noire g5 · Cavalier blanc sur case noire d4 · Pion blanc sur case blanche e4 · Pion blanc sur case noire f4 · Cavalier blanc sur case noire c3 · Pion blanc sur case blanche a2 · Pion blanc sur case noire b2 · Pion blanc sur case blanche c2 · Pion blanc sur case blanche g2 · Pion blanc sur case noire h2 · Tour blanche sur case noire a1 · Dame blanche sur case blanche d1 · Roi blanc sur case noire e1 · Fou blanc sur case blanche f1 · Tour blanche sur case blanche h1 | Tour noire sur case blanche a8 · Cavalier noir sur case noire b8 · Fou noir sur case blanche c8 · Roi noir sur case blanche e8 · Fou noir sur case noire f8 · Tour noire sur case noire h8 · Pion noir sur case blanche b7 · Pion noir sur case blanche f7 · Pion noir sur case noire g7 · Pion noir sur case blanche h7 · Pion noir sur case blanche a6 · Dame noire sur case noire b6 · Pion noir sur case noire d6 · Pion noir sur case blanche e6 · Cavalier noir sur case noire f6 · Fou blanc sur case noire g5 · Cavalier blanc sur case noire d4 · Pion blanc sur case blanche e4 · Pion blanc sur case noire f4 · Cavalier blanc sur case noire c3 · Pion blanc sur case blanche a2 · Pion blanc sur case noire b2 · Pion blanc sur case blanche c2 · Pion blanc sur case blanche g2 · Pion blanc sur case noire h2 · Tour blanche sur case noire a1 · Dame blanche sur case blanche d1 · Roi blanc sur case noire e1 · Fou blanc sur case blanche f1 · Tour blanche sur case blanche h1 | Tour noire sur case blanche a8 · Cavalier noir sur case noire b8 · Fou noir sur case blanche c8 · Roi noir sur case blanche e8 · Fou noir sur case noire f8 · Tour noire sur case noire h8 · Pion noir sur case blanche b7 · Pion noir sur case blanche f7 · Pion noir sur case noire g7 · Pion noir sur case blanche h7 · Pion noir sur case blanche a6 · Dame noire sur case noire b6 · Pion noir sur case noire d6 · Pion noir sur case blanche e6 · Cavalier noir sur case noire f6 · Fou blanc sur case noire g5 · Cavalier blanc sur case noire d4 · Pion blanc sur case blanche e4 · Pion blanc sur case noire f4 · Cavalier blanc sur case noire c3 · Pion blanc sur case blanche a2 · Pion blanc sur case noire b2 · Pion blanc sur case blanche c2 · Pion blanc sur case blanche g2 · Pion blanc sur case noire h2 · Tour blanche sur case noire a1 · Dame blanche sur case blanche d1 · Roi blanc sur case noire e1 · Fou blanc sur case blanche f1 · Tour blanche sur case blanche h1 | Tour noire sur case blanche a8 · Cavalier noir sur case noire b8 · Fou noir sur case blanche c8 · Roi noir sur case blanche e8 · Fou noir sur case noire f8 · Tour noire sur case noire h8 · Pion noir sur case blanche b7 · Pion noir sur case blanche f7 · Pion noir sur case noire g7 · Pion noir sur case blanche h7 · Pion noir sur case blanche a6 · Dame noire sur case noire b6 · Pion noir sur case noire d6 · Pion noir sur case blanche e6 · Cavalier noir sur case noire f6 · Fou blanc sur case noire g5 · Cavalier blanc sur case noire d4 · Pion blanc sur case blanche e4 · Pion blanc sur case noire f4 · Cavalier blanc sur case noire c3 · Pion blanc sur case blanche a2 · Pion blanc sur case noire b2 · Pion blanc sur case blanche c2 · Pion blanc sur case blanche g2 · Pion blanc sur case noire h2 · Tour blanche sur case noire a1 · Dame blanche sur case blanche d1 · Roi blanc sur case noire e1 · Fou blanc sur case blanche f1 · Tour blanche sur case blanche h1 | Tour noire sur case blanche a8 · Cavalier noir sur case noire b8 · Fou noir sur case blanche c8 · Roi noir sur case blanche e8 · Fou noir sur case noire f8 · Tour noire sur case noire h8 · Pion noir sur case blanche b7 · Pion noir sur case blanche f7 · Pion noir sur case noire g7 · Pion noir sur case blanche h7 · Pion noir sur case blanche a6 · Dame noire sur case noire b6 · Pion noir sur case noire d6 · Pion noir sur case blanche e6 · Cavalier noir sur case noire f6 · Fou blanc sur case noire g5 · Cavalier blanc sur case noire d4 · Pion blanc sur case blanche e4 · Pion blanc sur case noire f4 · Cavalier blanc sur case noire c3 · Pion blanc sur case blanche a2 · Pion blanc sur case noire b2 · Pion blanc sur case blanche c2 · Pion blanc sur case blanche g2 · Pion blanc sur case noire h2 · Tour blanche sur case noire a1 · Dame blanche sur case blanche d1 · Roi blanc sur case noire e1 · Fou blanc sur case blanche f1 · Tour blanche sur case blanche h1 | Tour noire sur case blanche a8 · Cavalier noir sur case noire b8 · Fou noir sur case blanche c8 · Roi noir sur case blanche e8 · Fou noir sur case noire f8 · Tour noire sur case noire h8 · Pion noir sur case blanche b7 · Pion noir sur case blanche f7 · Pion noir sur case noire g7 · Pion noir sur case blanche h7 · Pion noir sur case blanche a6 · Dame noire sur case noire b6 · Pion noir sur case noire d6 · Pion noir sur case blanche e6 · Cavalier noir sur case noire f6 · Fou blanc sur case noire g5 · Cavalier blanc sur case noire d4 · Pion blanc sur case blanche e4 · Pion blanc sur case noire f4 · Cavalier blanc sur case noire c3 · Pion blanc sur case blanche a2 · Pion blanc sur case noire b2 · Pion blanc sur case blanche c2 · Pion blanc sur case blanche g2 · Pion blanc sur case noire h2 · Tour blanche sur case noire a1 · Dame blanche sur case blanche d1 · Roi blanc sur case noire e1 · Fou blanc sur case blanche f1 · Tour blanche sur case blanche h1 | 7 |
| 6 | Tour noire sur case blanche a8 · Cavalier noir sur case noire b8 · Fou noir sur case blanche c8 · Roi noir sur case blanche e8 · Fou noir sur case noire f8 · Tour noire sur case noire h8 · Pion noir sur case blanche b7 · Pion noir sur case blanche f7 · Pion noir sur case noire g7 · Pion noir sur case blanche h7 · Pion noir sur case blanche a6 · Dame noire sur case noire b6 · Pion noir sur case noire d6 · Pion noir sur case blanche e6 · Cavalier noir sur case noire f6 · Fou blanc sur case noire g5 · Cavalier blanc sur case noire d4 · Pion blanc sur case blanche e4 · Pion blanc sur case noire f4 · Cavalier blanc sur case noire c3 · Pion blanc sur case blanche a2 · Pion blanc sur case noire b2 · Pion blanc sur case blanche c2 · Pion blanc sur case blanche g2 · Pion blanc sur case noire h2 · Tour blanche sur case noire a1 · Dame blanche sur case blanche d1 · Roi blanc sur case noire e1 · Fou blanc sur case blanche f1 · Tour blanche sur case blanche h1 | Tour noire sur case blanche a8 · Cavalier noir sur case noire b8 · Fou noir sur case blanche c8 · Roi noir sur case blanche e8 · Fou noir sur case noire f8 · Tour noire sur case noire h8 · Pion noir sur case blanche b7 · Pion noir sur case blanche f7 · Pion noir sur case noire g7 · Pion noir sur case blanche h7 · Pion noir sur case blanche a6 · Dame noire sur case noire b6 · Pion noir sur case noire d6 · Pion noir sur case blanche e6 · Cavalier noir sur case noire f6 · Fou blanc sur case noire g5 · Cavalier blanc sur case noire d4 · Pion blanc sur case blanche e4 · Pion blanc sur case noire f4 · Cavalier blanc sur case noire c3 · Pion blanc sur case blanche a2 · Pion blanc sur case noire b2 · Pion blanc sur case blanche c2 · Pion blanc sur case blanche g2 · Pion blanc sur case noire h2 · Tour blanche sur case noire a1 · Dame blanche sur case blanche d1 · Roi blanc sur case noire e1 · Fou blanc sur case blanche f1 · Tour blanche sur case blanche h1 | Tour noire sur case blanche a8 · Cavalier noir sur case noire b8 · Fou noir sur case blanche c8 · Roi noir sur case blanche e8 · Fou noir sur case noire f8 · Tour noire sur case noire h8 · Pion noir sur case blanche b7 · Pion noir sur case blanche f7 · Pion noir sur case noire g7 · Pion noir sur case blanche h7 · Pion noir sur case blanche a6 · Dame noire sur case noire b6 · Pion noir sur case noire d6 · Pion noir sur case blanche e6 · Cavalier noir sur case noire f6 · Fou blanc sur case noire g5 · Cavalier blanc sur case noire d4 · Pion blanc sur case blanche e4 · Pion blanc sur case noire f4 · Cavalier blanc sur case noire c3 · Pion blanc sur case blanche a2 · Pion blanc sur case noire b2 · Pion blanc sur case blanche c2 · Pion blanc sur case blanche g2 · Pion blanc sur case noire h2 · Tour blanche sur case noire a1 · Dame blanche sur case blanche d1 · Roi blanc sur case noire e1 · Fou blanc sur case blanche f1 · Tour blanche sur case blanche h1 | Tour noire sur case blanche a8 · Cavalier noir sur case noire b8 · Fou noir sur case blanche c8 · Roi noir sur case blanche e8 · Fou noir sur case noire f8 · Tour noire sur case noire h8 · Pion noir sur case blanche b7 · Pion noir sur case blanche f7 · Pion noir sur case noire g7 · Pion noir sur case blanche h7 · Pion noir sur case blanche a6 · Dame noire sur case noire b6 · Pion noir sur case noire d6 · Pion noir sur case blanche e6 · Cavalier noir sur case noire f6 · Fou blanc sur case noire g5 · Cavalier blanc sur case noire d4 · Pion blanc sur case blanche e4 · Pion blanc sur case noire f4 · Cavalier blanc sur case noire c3 · Pion blanc sur case blanche a2 · Pion blanc sur case noire b2 · Pion blanc sur case blanche c2 · Pion blanc sur case blanche g2 · Pion blanc sur case noire h2 · Tour blanche sur case noire a1 · Dame blanche sur case blanche d1 · Roi blanc sur case noire e1 · Fou blanc sur case blanche f1 · Tour blanche sur case blanche h1 | Tour noire sur case blanche a8 · Cavalier noir sur case noire b8 · Fou noir sur case blanche c8 · Roi noir sur case blanche e8 · Fou noir sur case noire f8 · Tour noire sur case noire h8 · Pion noir sur case blanche b7 · Pion noir sur case blanche f7 · Pion noir sur case noire g7 · Pion noir sur case blanche h7 · Pion noir sur case blanche a6 · Dame noire sur case noire b6 · Pion noir sur case noire d6 · Pion noir sur case blanche e6 · Cavalier noir sur case noire f6 · Fou blanc sur case noire g5 · Cavalier blanc sur case noire d4 · Pion blanc sur case blanche e4 · Pion blanc sur case noire f4 · Cavalier blanc sur case noire c3 · Pion blanc sur case blanche a2 · Pion blanc sur case noire b2 · Pion blanc sur case blanche c2 · Pion blanc sur case blanche g2 · Pion blanc sur case noire h2 · Tour blanche sur case noire a1 · Dame blanche sur case blanche d1 · Roi blanc sur case noire e1 · Fou blanc sur case blanche f1 · Tour blanche sur case blanche h1 | Tour noire sur case blanche a8 · Cavalier noir sur case noire b8 · Fou noir sur case blanche c8 · Roi noir sur case blanche e8 · Fou noir sur case noire f8 · Tour noire sur case noire h8 · Pion noir sur case blanche b7 · Pion noir sur case blanche f7 · Pion noir sur case noire g7 · Pion noir sur case blanche h7 · Pion noir sur case blanche a6 · Dame noire sur case noire b6 · Pion noir sur case noire d6 · Pion noir sur case blanche e6 · Cavalier noir sur case noire f6 · Fou blanc sur case noire g5 · Cavalier blanc sur case noire d4 · Pion blanc sur case blanche e4 · Pion blanc sur case noire f4 · Cavalier blanc sur case noire c3 · Pion blanc sur case blanche a2 · Pion blanc sur case noire b2 · Pion blanc sur case blanche c2 · Pion blanc sur case blanche g2 · Pion blanc sur case noire h2 · Tour blanche sur case noire a1 · Dame blanche sur case blanche d1 · Roi blanc sur case noire e1 · Fou blanc sur case blanche f1 · Tour blanche sur case blanche h1 | Tour noire sur case blanche a8 · Cavalier noir sur case noire b8 · Fou noir sur case blanche c8 · Roi noir sur case blanche e8 · Fou noir sur case noire f8 · Tour noire sur case noire h8 · Pion noir sur case blanche b7 · Pion noir sur case blanche f7 · Pion noir sur case noire g7 · Pion noir sur case blanche h7 · Pion noir sur case blanche a6 · Dame noire sur case noire b6 · Pion noir sur case noire d6 · Pion noir sur case blanche e6 · Cavalier noir sur case noire f6 · Fou blanc sur case noire g5 · Cavalier blanc sur case noire d4 · Pion blanc sur case blanche e4 · Pion blanc sur case noire f4 · Cavalier blanc sur case noire c3 · Pion blanc sur case blanche a2 · Pion blanc sur case noire b2 · Pion blanc sur case blanche c2 · Pion blanc sur case blanche g2 · Pion blanc sur case noire h2 · Tour blanche sur case noire a1 · Dame blanche sur case blanche d1 · Roi blanc sur case noire e1 · Fou blanc sur case blanche f1 · Tour blanche sur case blanche h1 | Tour noire sur case blanche a8 · Cavalier noir sur case noire b8 · Fou noir sur case blanche c8 · Roi noir sur case blanche e8 · Fou noir sur case noire f8 · Tour noire sur case noire h8 · Pion noir sur case blanche b7 · Pion noir sur case blanche f7 · Pion noir sur case noire g7 · Pion noir sur case blanche h7 · Pion noir sur case blanche a6 · Dame noire sur case noire b6 · Pion noir sur case noire d6 · Pion noir sur case blanche e6 · Cavalier noir sur case noire f6 · Fou blanc sur case noire g5 · Cavalier blanc sur case noire d4 · Pion blanc sur case blanche e4 · Pion blanc sur case noire f4 · Cavalier blanc sur case noire c3 · Pion blanc sur case blanche a2 · Pion blanc sur case noire b2 · Pion blanc sur case blanche c2 · Pion blanc sur case blanche g2 · Pion blanc sur case noire h2 · Tour blanche sur case noire a1 · Dame blanche sur case blanche d1 · Roi blanc sur case noire e1 · Fou blanc sur case blanche f1 · Tour blanche sur case blanche h1 | 6 |
| 5 | Tour noire sur case blanche a8 · Cavalier noir sur case noire b8 · Fou noir sur case blanche c8 · Roi noir sur case blanche e8 · Fou noir sur case noire f8 · Tour noire sur case noire h8 · Pion noir sur case blanche b7 · Pion noir sur case blanche f7 · Pion noir sur case noire g7 · Pion noir sur case blanche h7 · Pion noir sur case blanche a6 · Dame noire sur case noire b6 · Pion noir sur case noire d6 · Pion noir sur case blanche e6 · Cavalier noir sur case noire f6 · Fou blanc sur case noire g5 · Cavalier blanc sur case noire d4 · Pion blanc sur case blanche e4 · Pion blanc sur case noire f4 · Cavalier blanc sur case noire c3 · Pion blanc sur case blanche a2 · Pion blanc sur case noire b2 · Pion blanc sur case blanche c2 · Pion blanc sur case blanche g2 · Pion blanc sur case noire h2 · Tour blanche sur case noire a1 · Dame blanche sur case blanche d1 · Roi blanc sur case noire e1 · Fou blanc sur case blanche f1 · Tour blanche sur case blanche h1 | Tour noire sur case blanche a8 · Cavalier noir sur case noire b8 · Fou noir sur case blanche c8 · Roi noir sur case blanche e8 · Fou noir sur case noire f8 · Tour noire sur case noire h8 · Pion noir sur case blanche b7 · Pion noir sur case blanche f7 · Pion noir sur case noire g7 · Pion noir sur case blanche h7 · Pion noir sur case blanche a6 · Dame noire sur case noire b6 · Pion noir sur case noire d6 · Pion noir sur case blanche e6 · Cavalier noir sur case noire f6 · Fou blanc sur case noire g5 · Cavalier blanc sur case noire d4 · Pion blanc sur case blanche e4 · Pion blanc sur case noire f4 · Cavalier blanc sur case noire c3 · Pion blanc sur case blanche a2 · Pion blanc sur case noire b2 · Pion blanc sur case blanche c2 · Pion blanc sur case blanche g2 · Pion blanc sur case noire h2 · Tour blanche sur case noire a1 · Dame blanche sur case blanche d1 · Roi blanc sur case noire e1 · Fou blanc sur case blanche f1 · Tour blanche sur case blanche h1 | Tour noire sur case blanche a8 · Cavalier noir sur case noire b8 · Fou noir sur case blanche c8 · Roi noir sur case blanche e8 · Fou noir sur case noire f8 · Tour noire sur case noire h8 · Pion noir sur case blanche b7 · Pion noir sur case blanche f7 · Pion noir sur case noire g7 · Pion noir sur case blanche h7 · Pion noir sur case blanche a6 · Dame noire sur case noire b6 · Pion noir sur case noire d6 · Pion noir sur case blanche e6 · Cavalier noir sur case noire f6 · Fou blanc sur case noire g5 · Cavalier blanc sur case noire d4 · Pion blanc sur case blanche e4 · Pion blanc sur case noire f4 · Cavalier blanc sur case noire c3 · Pion blanc sur case blanche a2 · Pion blanc sur case noire b2 · Pion blanc sur case blanche c2 · Pion blanc sur case blanche g2 · Pion blanc sur case noire h2 · Tour blanche sur case noire a1 · Dame blanche sur case blanche d1 · Roi blanc sur case noire e1 · Fou blanc sur case blanche f1 · Tour blanche sur case blanche h1 | Tour noire sur case blanche a8 · Cavalier noir sur case noire b8 · Fou noir sur case blanche c8 · Roi noir sur case blanche e8 · Fou noir sur case noire f8 · Tour noire sur case noire h8 · Pion noir sur case blanche b7 · Pion noir sur case blanche f7 · Pion noir sur case noire g7 · Pion noir sur case blanche h7 · Pion noir sur case blanche a6 · Dame noire sur case noire b6 · Pion noir sur case noire d6 · Pion noir sur case blanche e6 · Cavalier noir sur case noire f6 · Fou blanc sur case noire g5 · Cavalier blanc sur case noire d4 · Pion blanc sur case blanche e4 · Pion blanc sur case noire f4 · Cavalier blanc sur case noire c3 · Pion blanc sur case blanche a2 · Pion blanc sur case noire b2 · Pion blanc sur case blanche c2 · Pion blanc sur case blanche g2 · Pion blanc sur case noire h2 · Tour blanche sur case noire a1 · Dame blanche sur case blanche d1 · Roi blanc sur case noire e1 · Fou blanc sur case blanche f1 · Tour blanche sur case blanche h1 | Tour noire sur case blanche a8 · Cavalier noir sur case noire b8 · Fou noir sur case blanche c8 · Roi noir sur case blanche e8 · Fou noir sur case noire f8 · Tour noire sur case noire h8 · Pion noir sur case blanche b7 · Pion noir sur case blanche f7 · Pion noir sur case noire g7 · Pion noir sur case blanche h7 · Pion noir sur case blanche a6 · Dame noire sur case noire b6 · Pion noir sur case noire d6 · Pion noir sur case blanche e6 · Cavalier noir sur case noire f6 · Fou blanc sur case noire g5 · Cavalier blanc sur case noire d4 · Pion blanc sur case blanche e4 · Pion blanc sur case noire f4 · Cavalier blanc sur case noire c3 · Pion blanc sur case blanche a2 · Pion blanc sur case noire b2 · Pion blanc sur case blanche c2 · Pion blanc sur case blanche g2 · Pion blanc sur case noire h2 · Tour blanche sur case noire a1 · Dame blanche sur case blanche d1 · Roi blanc sur case noire e1 · Fou blanc sur case blanche f1 · Tour blanche sur case blanche h1 | Tour noire sur case blanche a8 · Cavalier noir sur case noire b8 · Fou noir sur case blanche c8 · Roi noir sur case blanche e8 · Fou noir sur case noire f8 · Tour noire sur case noire h8 · Pion noir sur case blanche b7 · Pion noir sur case blanche f7 · Pion noir sur case noire g7 · Pion noir sur case blanche h7 · Pion noir sur case blanche a6 · Dame noire sur case noire b6 · Pion noir sur case noire d6 · Pion noir sur case blanche e6 · Cavalier noir sur case noire f6 · Fou blanc sur case noire g5 · Cavalier blanc sur case noire d4 · Pion blanc sur case blanche e4 · Pion blanc sur case noire f4 · Cavalier blanc sur case noire c3 · Pion blanc sur case blanche a2 · Pion blanc sur case noire b2 · Pion blanc sur case blanche c2 · Pion blanc sur case blanche g2 · Pion blanc sur case noire h2 · Tour blanche sur case noire a1 · Dame blanche sur case blanche d1 · Roi blanc sur case noire e1 · Fou blanc sur case blanche f1 · Tour blanche sur case blanche h1 | Tour noire sur case blanche a8 · Cavalier noir sur case noire b8 · Fou noir sur case blanche c8 · Roi noir sur case blanche e8 · Fou noir sur case noire f8 · Tour noire sur case noire h8 · Pion noir sur case blanche b7 · Pion noir sur case blanche f7 · Pion noir sur case noire g7 · Pion noir sur case blanche h7 · Pion noir sur case blanche a6 · Dame noire sur case noire b6 · Pion noir sur case noire d6 · Pion noir sur case blanche e6 · Cavalier noir sur case noire f6 · Fou blanc sur case noire g5 · Cavalier blanc sur case noire d4 · Pion blanc sur case blanche e4 · Pion blanc sur case noire f4 · Cavalier blanc sur case noire c3 · Pion blanc sur case blanche a2 · Pion blanc sur case noire b2 · Pion blanc sur case blanche c2 · Pion blanc sur case blanche g2 · Pion blanc sur case noire h2 · Tour blanche sur case noire a1 · Dame blanche sur case blanche d1 · Roi blanc sur case noire e1 · Fou blanc sur case blanche f1 · Tour blanche sur case blanche h1 | Tour noire sur case blanche a8 · Cavalier noir sur case noire b8 · Fou noir sur case blanche c8 · Roi noir sur case blanche e8 · Fou noir sur case noire f8 · Tour noire sur case noire h8 · Pion noir sur case blanche b7 · Pion noir sur case blanche f7 · Pion noir sur case noire g7 · Pion noir sur case blanche h7 · Pion noir sur case blanche a6 · Dame noire sur case noire b6 · Pion noir sur case noire d6 · Pion noir sur case blanche e6 · Cavalier noir sur case noire f6 · Fou blanc sur case noire g5 · Cavalier blanc sur case noire d4 · Pion blanc sur case blanche e4 · Pion blanc sur case noire f4 · Cavalier blanc sur case noire c3 · Pion blanc sur case blanche a2 · Pion blanc sur case noire b2 · Pion blanc sur case blanche c2 · Pion blanc sur case blanche g2 · Pion blanc sur case noire h2 · Tour blanche sur case noire a1 · Dame blanche sur case blanche d1 · Roi blanc sur case noire e1 · Fou blanc sur case blanche f1 · Tour blanche sur case blanche h1 | 5 |
| 4 | Tour noire sur case blanche a8 · Cavalier noir sur case noire b8 · Fou noir sur case blanche c8 · Roi noir sur case blanche e8 · Fou noir sur case noire f8 · Tour noire sur case noire h8 · Pion noir sur case blanche b7 · Pion noir sur case blanche f7 · Pion noir sur case noire g7 · Pion noir sur case blanche h7 · Pion noir sur case blanche a6 · Dame noire sur case noire b6 · Pion noir sur case noire d6 · Pion noir sur case blanche e6 · Cavalier noir sur case noire f6 · Fou blanc sur case noire g5 · Cavalier blanc sur case noire d4 · Pion blanc sur case blanche e4 · Pion blanc sur case noire f4 · Cavalier blanc sur case noire c3 · Pion blanc sur case blanche a2 · Pion blanc sur case noire b2 · Pion blanc sur case blanche c2 · Pion blanc sur case blanche g2 · Pion blanc sur case noire h2 · Tour blanche sur case noire a1 · Dame blanche sur case blanche d1 · Roi blanc sur case noire e1 · Fou blanc sur case blanche f1 · Tour blanche sur case blanche h1 | Tour noire sur case blanche a8 · Cavalier noir sur case noire b8 · Fou noir sur case blanche c8 · Roi noir sur case blanche e8 · Fou noir sur case noire f8 · Tour noire sur case noire h8 · Pion noir sur case blanche b7 · Pion noir sur case blanche f7 · Pion noir sur case noire g7 · Pion noir sur case blanche h7 · Pion noir sur case blanche a6 · Dame noire sur case noire b6 · Pion noir sur case noire d6 · Pion noir sur case blanche e6 · Cavalier noir sur case noire f6 · Fou blanc sur case noire g5 · Cavalier blanc sur case noire d4 · Pion blanc sur case blanche e4 · Pion blanc sur case noire f4 · Cavalier blanc sur case noire c3 · Pion blanc sur case blanche a2 · Pion blanc sur case noire b2 · Pion blanc sur case blanche c2 · Pion blanc sur case blanche g2 · Pion blanc sur case noire h2 · Tour blanche sur case noire a1 · Dame blanche sur case blanche d1 · Roi blanc sur case noire e1 · Fou blanc sur case blanche f1 · Tour blanche sur case blanche h1 | Tour noire sur case blanche a8 · Cavalier noir sur case noire b8 · Fou noir sur case blanche c8 · Roi noir sur case blanche e8 · Fou noir sur case noire f8 · Tour noire sur case noire h8 · Pion noir sur case blanche b7 · Pion noir sur case blanche f7 · Pion noir sur case noire g7 · Pion noir sur case blanche h7 · Pion noir sur case blanche a6 · Dame noire sur case noire b6 · Pion noir sur case noire d6 · Pion noir sur case blanche e6 · Cavalier noir sur case noire f6 · Fou blanc sur case noire g5 · Cavalier blanc sur case noire d4 · Pion blanc sur case blanche e4 · Pion blanc sur case noire f4 · Cavalier blanc sur case noire c3 · Pion blanc sur case blanche a2 · Pion blanc sur case noire b2 · Pion blanc sur case blanche c2 · Pion blanc sur case blanche g2 · Pion blanc sur case noire h2 · Tour blanche sur case noire a1 · Dame blanche sur case blanche d1 · Roi blanc sur case noire e1 · Fou blanc sur case blanche f1 · Tour blanche sur case blanche h1 | Tour noire sur case blanche a8 · Cavalier noir sur case noire b8 · Fou noir sur case blanche c8 · Roi noir sur case blanche e8 · Fou noir sur case noire f8 · Tour noire sur case noire h8 · Pion noir sur case blanche b7 · Pion noir sur case blanche f7 · Pion noir sur case noire g7 · Pion noir sur case blanche h7 · Pion noir sur case blanche a6 · Dame noire sur case noire b6 · Pion noir sur case noire d6 · Pion noir sur case blanche e6 · Cavalier noir sur case noire f6 · Fou blanc sur case noire g5 · Cavalier blanc sur case noire d4 · Pion blanc sur case blanche e4 · Pion blanc sur case noire f4 · Cavalier blanc sur case noire c3 · Pion blanc sur case blanche a2 · Pion blanc sur case noire b2 · Pion blanc sur case blanche c2 · Pion blanc sur case blanche g2 · Pion blanc sur case noire h2 · Tour blanche sur case noire a1 · Dame blanche sur case blanche d1 · Roi blanc sur case noire e1 · Fou blanc sur case blanche f1 · Tour blanche sur case blanche h1 | Tour noire sur case blanche a8 · Cavalier noir sur case noire b8 · Fou noir sur case blanche c8 · Roi noir sur case blanche e8 · Fou noir sur case noire f8 · Tour noire sur case noire h8 · Pion noir sur case blanche b7 · Pion noir sur case blanche f7 · Pion noir sur case noire g7 · Pion noir sur case blanche h7 · Pion noir sur case blanche a6 · Dame noire sur case noire b6 · Pion noir sur case noire d6 · Pion noir sur case blanche e6 · Cavalier noir sur case noire f6 · Fou blanc sur case noire g5 · Cavalier blanc sur case noire d4 · Pion blanc sur case blanche e4 · Pion blanc sur case noire f4 · Cavalier blanc sur case noire c3 · Pion blanc sur case blanche a2 · Pion blanc sur case noire b2 · Pion blanc sur case blanche c2 · Pion blanc sur case blanche g2 · Pion blanc sur case noire h2 · Tour blanche sur case noire a1 · Dame blanche sur case blanche d1 · Roi blanc sur case noire e1 · Fou blanc sur case blanche f1 · Tour blanche sur case blanche h1 | Tour noire sur case blanche a8 · Cavalier noir sur case noire b8 · Fou noir sur case blanche c8 · Roi noir sur case blanche e8 · Fou noir sur case noire f8 · Tour noire sur case noire h8 · Pion noir sur case blanche b7 · Pion noir sur case blanche f7 · Pion noir sur case noire g7 · Pion noir sur case blanche h7 · Pion noir sur case blanche a6 · Dame noire sur case noire b6 · Pion noir sur case noire d6 · Pion noir sur case blanche e6 · Cavalier noir sur case noire f6 · Fou blanc sur case noire g5 · Cavalier blanc sur case noire d4 · Pion blanc sur case blanche e4 · Pion blanc sur case noire f4 · Cavalier blanc sur case noire c3 · Pion blanc sur case blanche a2 · Pion blanc sur case noire b2 · Pion blanc sur case blanche c2 · Pion blanc sur case blanche g2 · Pion blanc sur case noire h2 · Tour blanche sur case noire a1 · Dame blanche sur case blanche d1 · Roi blanc sur case noire e1 · Fou blanc sur case blanche f1 · Tour blanche sur case blanche h1 | Tour noire sur case blanche a8 · Cavalier noir sur case noire b8 · Fou noir sur case blanche c8 · Roi noir sur case blanche e8 · Fou noir sur case noire f8 · Tour noire sur case noire h8 · Pion noir sur case blanche b7 · Pion noir sur case blanche f7 · Pion noir sur case noire g7 · Pion noir sur case blanche h7 · Pion noir sur case blanche a6 · Dame noire sur case noire b6 · Pion noir sur case noire d6 · Pion noir sur case blanche e6 · Cavalier noir sur case noire f6 · Fou blanc sur case noire g5 · Cavalier blanc sur case noire d4 · Pion blanc sur case blanche e4 · Pion blanc sur case noire f4 · Cavalier blanc sur case noire c3 · Pion blanc sur case blanche a2 · Pion blanc sur case noire b2 · Pion blanc sur case blanche c2 · Pion blanc sur case blanche g2 · Pion blanc sur case noire h2 · Tour blanche sur case noire a1 · Dame blanche sur case blanche d1 · Roi blanc sur case noire e1 · Fou blanc sur case blanche f1 · Tour blanche sur case blanche h1 | Tour noire sur case blanche a8 · Cavalier noir sur case noire b8 · Fou noir sur case blanche c8 · Roi noir sur case blanche e8 · Fou noir sur case noire f8 · Tour noire sur case noire h8 · Pion noir sur case blanche b7 · Pion noir sur case blanche f7 · Pion noir sur case noire g7 · Pion noir sur case blanche h7 · Pion noir sur case blanche a6 · Dame noire sur case noire b6 · Pion noir sur case noire d6 · Pion noir sur case blanche e6 · Cavalier noir sur case noire f6 · Fou blanc sur case noire g5 · Cavalier blanc sur case noire d4 · Pion blanc sur case blanche e4 · Pion blanc sur case noire f4 · Cavalier blanc sur case noire c3 · Pion blanc sur case blanche a2 · Pion blanc sur case noire b2 · Pion blanc sur case blanche c2 · Pion blanc sur case blanche g2 · Pion blanc sur case noire h2 · Tour blanche sur case noire a1 · Dame blanche sur case blanche d1 · Roi blanc sur case noire e1 · Fou blanc sur case blanche f1 · Tour blanche sur case blanche h1 | 4 |
| 3 | Tour noire sur case blanche a8 · Cavalier noir sur case noire b8 · Fou noir sur case blanche c8 · Roi noir sur case blanche e8 · Fou noir sur case noire f8 · Tour noire sur case noire h8 · Pion noir sur case blanche b7 · Pion noir sur case blanche f7 · Pion noir sur case noire g7 · Pion noir sur case blanche h7 · Pion noir sur case blanche a6 · Dame noire sur case noire b6 · Pion noir sur case noire d6 · Pion noir sur case blanche e6 · Cavalier noir sur case noire f6 · Fou blanc sur case noire g5 · Cavalier blanc sur case noire d4 · Pion blanc sur case blanche e4 · Pion blanc sur case noire f4 · Cavalier blanc sur case noire c3 · Pion blanc sur case blanche a2 · Pion blanc sur case noire b2 · Pion blanc sur case blanche c2 · Pion blanc sur case blanche g2 · Pion blanc sur case noire h2 · Tour blanche sur case noire a1 · Dame blanche sur case blanche d1 · Roi blanc sur case noire e1 · Fou blanc sur case blanche f1 · Tour blanche sur case blanche h1 | Tour noire sur case blanche a8 · Cavalier noir sur case noire b8 · Fou noir sur case blanche c8 · Roi noir sur case blanche e8 · Fou noir sur case noire f8 · Tour noire sur case noire h8 · Pion noir sur case blanche b7 · Pion noir sur case blanche f7 · Pion noir sur case noire g7 · Pion noir sur case blanche h7 · Pion noir sur case blanche a6 · Dame noire sur case noire b6 · Pion noir sur case noire d6 · Pion noir sur case blanche e6 · Cavalier noir sur case noire f6 · Fou blanc sur case noire g5 · Cavalier blanc sur case noire d4 · Pion blanc sur case blanche e4 · Pion blanc sur case noire f4 · Cavalier blanc sur case noire c3 · Pion blanc sur case blanche a2 · Pion blanc sur case noire b2 · Pion blanc sur case blanche c2 · Pion blanc sur case blanche g2 · Pion blanc sur case noire h2 · Tour blanche sur case noire a1 · Dame blanche sur case blanche d1 · Roi blanc sur case noire e1 · Fou blanc sur case blanche f1 · Tour blanche sur case blanche h1 | Tour noire sur case blanche a8 · Cavalier noir sur case noire b8 · Fou noir sur case blanche c8 · Roi noir sur case blanche e8 · Fou noir sur case noire f8 · Tour noire sur case noire h8 · Pion noir sur case blanche b7 · Pion noir sur case blanche f7 · Pion noir sur case noire g7 · Pion noir sur case blanche h7 · Pion noir sur case blanche a6 · Dame noire sur case noire b6 · Pion noir sur case noire d6 · Pion noir sur case blanche e6 · Cavalier noir sur case noire f6 · Fou blanc sur case noire g5 · Cavalier blanc sur case noire d4 · Pion blanc sur case blanche e4 · Pion blanc sur case noire f4 · Cavalier blanc sur case noire c3 · Pion blanc sur case blanche a2 · Pion blanc sur case noire b2 · Pion blanc sur case blanche c2 · Pion blanc sur case blanche g2 · Pion blanc sur case noire h2 · Tour blanche sur case noire a1 · Dame blanche sur case blanche d1 · Roi blanc sur case noire e1 · Fou blanc sur case blanche f1 · Tour blanche sur case blanche h1 | Tour noire sur case blanche a8 · Cavalier noir sur case noire b8 · Fou noir sur case blanche c8 · Roi noir sur case blanche e8 · Fou noir sur case noire f8 · Tour noire sur case noire h8 · Pion noir sur case blanche b7 · Pion noir sur case blanche f7 · Pion noir sur case noire g7 · Pion noir sur case blanche h7 · Pion noir sur case blanche a6 · Dame noire sur case noire b6 · Pion noir sur case noire d6 · Pion noir sur case blanche e6 · Cavalier noir sur case noire f6 · Fou blanc sur case noire g5 · Cavalier blanc sur case noire d4 · Pion blanc sur case blanche e4 · Pion blanc sur case noire f4 · Cavalier blanc sur case noire c3 · Pion blanc sur case blanche a2 · Pion blanc sur case noire b2 · Pion blanc sur case blanche c2 · Pion blanc sur case blanche g2 · Pion blanc sur case noire h2 · Tour blanche sur case noire a1 · Dame blanche sur case blanche d1 · Roi blanc sur case noire e1 · Fou blanc sur case blanche f1 · Tour blanche sur case blanche h1 | Tour noire sur case blanche a8 · Cavalier noir sur case noire b8 · Fou noir sur case blanche c8 · Roi noir sur case blanche e8 · Fou noir sur case noire f8 · Tour noire sur case noire h8 · Pion noir sur case blanche b7 · Pion noir sur case blanche f7 · Pion noir sur case noire g7 · Pion noir sur case blanche h7 · Pion noir sur case blanche a6 · Dame noire sur case noire b6 · Pion noir sur case noire d6 · Pion noir sur case blanche e6 · Cavalier noir sur case noire f6 · Fou blanc sur case noire g5 · Cavalier blanc sur case noire d4 · Pion blanc sur case blanche e4 · Pion blanc sur case noire f4 · Cavalier blanc sur case noire c3 · Pion blanc sur case blanche a2 · Pion blanc sur case noire b2 · Pion blanc sur case blanche c2 · Pion blanc sur case blanche g2 · Pion blanc sur case noire h2 · Tour blanche sur case noire a1 · Dame blanche sur case blanche d1 · Roi blanc sur case noire e1 · Fou blanc sur case blanche f1 · Tour blanche sur case blanche h1 | Tour noire sur case blanche a8 · Cavalier noir sur case noire b8 · Fou noir sur case blanche c8 · Roi noir sur case blanche e8 · Fou noir sur case noire f8 · Tour noire sur case noire h8 · Pion noir sur case blanche b7 · Pion noir sur case blanche f7 · Pion noir sur case noire g7 · Pion noir sur case blanche h7 · Pion noir sur case blanche a6 · Dame noire sur case noire b6 · Pion noir sur case noire d6 · Pion noir sur case blanche e6 · Cavalier noir sur case noire f6 · Fou blanc sur case noire g5 · Cavalier blanc sur case noire d4 · Pion blanc sur case blanche e4 · Pion blanc sur case noire f4 · Cavalier blanc sur case noire c3 · Pion blanc sur case blanche a2 · Pion blanc sur case noire b2 · Pion blanc sur case blanche c2 · Pion blanc sur case blanche g2 · Pion blanc sur case noire h2 · Tour blanche sur case noire a1 · Dame blanche sur case blanche d1 · Roi blanc sur case noire e1 · Fou blanc sur case blanche f1 · Tour blanche sur case blanche h1 | Tour noire sur case blanche a8 · Cavalier noir sur case noire b8 · Fou noir sur case blanche c8 · Roi noir sur case blanche e8 · Fou noir sur case noire f8 · Tour noire sur case noire h8 · Pion noir sur case blanche b7 · Pion noir sur case blanche f7 · Pion noir sur case noire g7 · Pion noir sur case blanche h7 · Pion noir sur case blanche a6 · Dame noire sur case noire b6 · Pion noir sur case noire d6 · Pion noir sur case blanche e6 · Cavalier noir sur case noire f6 · Fou blanc sur case noire g5 · Cavalier blanc sur case noire d4 · Pion blanc sur case blanche e4 · Pion blanc sur case noire f4 · Cavalier blanc sur case noire c3 · Pion blanc sur case blanche a2 · Pion blanc sur case noire b2 · Pion blanc sur case blanche c2 · Pion blanc sur case blanche g2 · Pion blanc sur case noire h2 · Tour blanche sur case noire a1 · Dame blanche sur case blanche d1 · Roi blanc sur case noire e1 · Fou blanc sur case blanche f1 · Tour blanche sur case blanche h1 | Tour noire sur case blanche a8 · Cavalier noir sur case noire b8 · Fou noir sur case blanche c8 · Roi noir sur case blanche e8 · Fou noir sur case noire f8 · Tour noire sur case noire h8 · Pion noir sur case blanche b7 · Pion noir sur case blanche f7 · Pion noir sur case noire g7 · Pion noir sur case blanche h7 · Pion noir sur case blanche a6 · Dame noire sur case noire b6 · Pion noir sur case noire d6 · Pion noir sur case blanche e6 · Cavalier noir sur case noire f6 · Fou blanc sur case noire g5 · Cavalier blanc sur case noire d4 · Pion blanc sur case blanche e4 · Pion blanc sur case noire f4 · Cavalier blanc sur case noire c3 · Pion blanc sur case blanche a2 · Pion blanc sur case noire b2 · Pion blanc sur case blanche c2 · Pion blanc sur case blanche g2 · Pion blanc sur case noire h2 · Tour blanche sur case noire a1 · Dame blanche sur case blanche d1 · Roi blanc sur case noire e1 · Fou blanc sur case blanche f1 · Tour blanche sur case blanche h1 | 3 |
| 2 | Tour noire sur case blanche a8 · Cavalier noir sur case noire b8 · Fou noir sur case blanche c8 · Roi noir sur case blanche e8 · Fou noir sur case noire f8 · Tour noire sur case noire h8 · Pion noir sur case blanche b7 · Pion noir sur case blanche f7 · Pion noir sur case noire g7 · Pion noir sur case blanche h7 · Pion noir sur case blanche a6 · Dame noire sur case noire b6 · Pion noir sur case noire d6 · Pion noir sur case blanche e6 · Cavalier noir sur case noire f6 · Fou blanc sur case noire g5 · Cavalier blanc sur case noire d4 · Pion blanc sur case blanche e4 · Pion blanc sur case noire f4 · Cavalier blanc sur case noire c3 · Pion blanc sur case blanche a2 · Pion blanc sur case noire b2 · Pion blanc sur case blanche c2 · Pion blanc sur case blanche g2 · Pion blanc sur case noire h2 · Tour blanche sur case noire a1 · Dame blanche sur case blanche d1 · Roi blanc sur case noire e1 · Fou blanc sur case blanche f1 · Tour blanche sur case blanche h1 | Tour noire sur case blanche a8 · Cavalier noir sur case noire b8 · Fou noir sur case blanche c8 · Roi noir sur case blanche e8 · Fou noir sur case noire f8 · Tour noire sur case noire h8 · Pion noir sur case blanche b7 · Pion noir sur case blanche f7 · Pion noir sur case noire g7 · Pion noir sur case blanche h7 · Pion noir sur case blanche a6 · Dame noire sur case noire b6 · Pion noir sur case noire d6 · Pion noir sur case blanche e6 · Cavalier noir sur case noire f6 · Fou blanc sur case noire g5 · Cavalier blanc sur case noire d4 · Pion blanc sur case blanche e4 · Pion blanc sur case noire f4 · Cavalier blanc sur case noire c3 · Pion blanc sur case blanche a2 · Pion blanc sur case noire b2 · Pion blanc sur case blanche c2 · Pion blanc sur case blanche g2 · Pion blanc sur case noire h2 · Tour blanche sur case noire a1 · Dame blanche sur case blanche d1 · Roi blanc sur case noire e1 · Fou blanc sur case blanche f1 · Tour blanche sur case blanche h1 | Tour noire sur case blanche a8 · Cavalier noir sur case noire b8 · Fou noir sur case blanche c8 · Roi noir sur case blanche e8 · Fou noir sur case noire f8 · Tour noire sur case noire h8 · Pion noir sur case blanche b7 · Pion noir sur case blanche f7 · Pion noir sur case noire g7 · Pion noir sur case blanche h7 · Pion noir sur case blanche a6 · Dame noire sur case noire b6 · Pion noir sur case noire d6 · Pion noir sur case blanche e6 · Cavalier noir sur case noire f6 · Fou blanc sur case noire g5 · Cavalier blanc sur case noire d4 · Pion blanc sur case blanche e4 · Pion blanc sur case noire f4 · Cavalier blanc sur case noire c3 · Pion blanc sur case blanche a2 · Pion blanc sur case noire b2 · Pion blanc sur case blanche c2 · Pion blanc sur case blanche g2 · Pion blanc sur case noire h2 · Tour blanche sur case noire a1 · Dame blanche sur case blanche d1 · Roi blanc sur case noire e1 · Fou blanc sur case blanche f1 · Tour blanche sur case blanche h1 | Tour noire sur case blanche a8 · Cavalier noir sur case noire b8 · Fou noir sur case blanche c8 · Roi noir sur case blanche e8 · Fou noir sur case noire f8 · Tour noire sur case noire h8 · Pion noir sur case blanche b7 · Pion noir sur case blanche f7 · Pion noir sur case noire g7 · Pion noir sur case blanche h7 · Pion noir sur case blanche a6 · Dame noire sur case noire b6 · Pion noir sur case noire d6 · Pion noir sur case blanche e6 · Cavalier noir sur case noire f6 · Fou blanc sur case noire g5 · Cavalier blanc sur case noire d4 · Pion blanc sur case blanche e4 · Pion blanc sur case noire f4 · Cavalier blanc sur case noire c3 · Pion blanc sur case blanche a2 · Pion blanc sur case noire b2 · Pion blanc sur case blanche c2 · Pion blanc sur case blanche g2 · Pion blanc sur case noire h2 · Tour blanche sur case noire a1 · Dame blanche sur case blanche d1 · Roi blanc sur case noire e1 · Fou blanc sur case blanche f1 · Tour blanche sur case blanche h1 | Tour noire sur case blanche a8 · Cavalier noir sur case noire b8 · Fou noir sur case blanche c8 · Roi noir sur case blanche e8 · Fou noir sur case noire f8 · Tour noire sur case noire h8 · Pion noir sur case blanche b7 · Pion noir sur case blanche f7 · Pion noir sur case noire g7 · Pion noir sur case blanche h7 · Pion noir sur case blanche a6 · Dame noire sur case noire b6 · Pion noir sur case noire d6 · Pion noir sur case blanche e6 · Cavalier noir sur case noire f6 · Fou blanc sur case noire g5 · Cavalier blanc sur case noire d4 · Pion blanc sur case blanche e4 · Pion blanc sur case noire f4 · Cavalier blanc sur case noire c3 · Pion blanc sur case blanche a2 · Pion blanc sur case noire b2 · Pion blanc sur case blanche c2 · Pion blanc sur case blanche g2 · Pion blanc sur case noire h2 · Tour blanche sur case noire a1 · Dame blanche sur case blanche d1 · Roi blanc sur case noire e1 · Fou blanc sur case blanche f1 · Tour blanche sur case blanche h1 | Tour noire sur case blanche a8 · Cavalier noir sur case noire b8 · Fou noir sur case blanche c8 · Roi noir sur case blanche e8 · Fou noir sur case noire f8 · Tour noire sur case noire h8 · Pion noir sur case blanche b7 · Pion noir sur case blanche f7 · Pion noir sur case noire g7 · Pion noir sur case blanche h7 · Pion noir sur case blanche a6 · Dame noire sur case noire b6 · Pion noir sur case noire d6 · Pion noir sur case blanche e6 · Cavalier noir sur case noire f6 · Fou blanc sur case noire g5 · Cavalier blanc sur case noire d4 · Pion blanc sur case blanche e4 · Pion blanc sur case noire f4 · Cavalier blanc sur case noire c3 · Pion blanc sur case blanche a2 · Pion blanc sur case noire b2 · Pion blanc sur case blanche c2 · Pion blanc sur case blanche g2 · Pion blanc sur case noire h2 · Tour blanche sur case noire a1 · Dame blanche sur case blanche d1 · Roi blanc sur case noire e1 · Fou blanc sur case blanche f1 · Tour blanche sur case blanche h1 | Tour noire sur case blanche a8 · Cavalier noir sur case noire b8 · Fou noir sur case blanche c8 · Roi noir sur case blanche e8 · Fou noir sur case noire f8 · Tour noire sur case noire h8 · Pion noir sur case blanche b7 · Pion noir sur case blanche f7 · Pion noir sur case noire g7 · Pion noir sur case blanche h7 · Pion noir sur case blanche a6 · Dame noire sur case noire b6 · Pion noir sur case noire d6 · Pion noir sur case blanche e6 · Cavalier noir sur case noire f6 · Fou blanc sur case noire g5 · Cavalier blanc sur case noire d4 · Pion blanc sur case blanche e4 · Pion blanc sur case noire f4 · Cavalier blanc sur case noire c3 · Pion blanc sur case blanche a2 · Pion blanc sur case noire b2 · Pion blanc sur case blanche c2 · Pion blanc sur case blanche g2 · Pion blanc sur case noire h2 · Tour blanche sur case noire a1 · Dame blanche sur case blanche d1 · Roi blanc sur case noire e1 · Fou blanc sur case blanche f1 · Tour blanche sur case blanche h1 | Tour noire sur case blanche a8 · Cavalier noir sur case noire b8 · Fou noir sur case blanche c8 · Roi noir sur case blanche e8 · Fou noir sur case noire f8 · Tour noire sur case noire h8 · Pion noir sur case blanche b7 · Pion noir sur case blanche f7 · Pion noir sur case noire g7 · Pion noir sur case blanche h7 · Pion noir sur case blanche a6 · Dame noire sur case noire b6 · Pion noir sur case noire d6 · Pion noir sur case blanche e6 · Cavalier noir sur case noire f6 · Fou blanc sur case noire g5 · Cavalier blanc sur case noire d4 · Pion blanc sur case blanche e4 · Pion blanc sur case noire f4 · Cavalier blanc sur case noire c3 · Pion blanc sur case blanche a2 · Pion blanc sur case noire b2 · Pion blanc sur case blanche c2 · Pion blanc sur case blanche g2 · Pion blanc sur case noire h2 · Tour blanche sur case noire a1 · Dame blanche sur case blanche d1 · Roi blanc sur case noire e1 · Fou blanc sur case blanche f1 · Tour blanche sur case blanche h1 | 2 |
| 1 | Tour noire sur case blanche a8 · Cavalier noir sur case noire b8 · Fou noir sur case blanche c8 · Roi noir sur case blanche e8 · Fou noir sur case noire f8 · Tour noire sur case noire h8 · Pion noir sur case blanche b7 · Pion noir sur case blanche f7 · Pion noir sur case noire g7 · Pion noir sur case blanche h7 · Pion noir sur case blanche a6 · Dame noire sur case noire b6 · Pion noir sur case noire d6 · Pion noir sur case blanche e6 · Cavalier noir sur case noire f6 · Fou blanc sur case noire g5 · Cavalier blanc sur case noire d4 · Pion blanc sur case blanche e4 · Pion blanc sur case noire f4 · Cavalier blanc sur case noire c3 · Pion blanc sur case blanche a2 · Pion blanc sur case noire b2 · Pion blanc sur case blanche c2 · Pion blanc sur case blanche g2 · Pion blanc sur case noire h2 · Tour blanche sur case noire a1 · Dame blanche sur case blanche d1 · Roi blanc sur case noire e1 · Fou blanc sur case blanche f1 · Tour blanche sur case blanche h1 | Tour noire sur case blanche a8 · Cavalier noir sur case noire b8 · Fou noir sur case blanche c8 · Roi noir sur case blanche e8 · Fou noir sur case noire f8 · Tour noire sur case noire h8 · Pion noir sur case blanche b7 · Pion noir sur case blanche f7 · Pion noir sur case noire g7 · Pion noir sur case blanche h7 · Pion noir sur case blanche a6 · Dame noire sur case noire b6 · Pion noir sur case noire d6 · Pion noir sur case blanche e6 · Cavalier noir sur case noire f6 · Fou blanc sur case noire g5 · Cavalier blanc sur case noire d4 · Pion blanc sur case blanche e4 · Pion blanc sur case noire f4 · Cavalier blanc sur case noire c3 · Pion blanc sur case blanche a2 · Pion blanc sur case noire b2 · Pion blanc sur case blanche c2 · Pion blanc sur case blanche g2 · Pion blanc sur case noire h2 · Tour blanche sur case noire a1 · Dame blanche sur case blanche d1 · Roi blanc sur case noire e1 · Fou blanc sur case blanche f1 · Tour blanche sur case blanche h1 | Tour noire sur case blanche a8 · Cavalier noir sur case noire b8 · Fou noir sur case blanche c8 · Roi noir sur case blanche e8 · Fou noir sur case noire f8 · Tour noire sur case noire h8 · Pion noir sur case blanche b7 · Pion noir sur case blanche f7 · Pion noir sur case noire g7 · Pion noir sur case blanche h7 · Pion noir sur case blanche a6 · Dame noire sur case noire b6 · Pion noir sur case noire d6 · Pion noir sur case blanche e6 · Cavalier noir sur case noire f6 · Fou blanc sur case noire g5 · Cavalier blanc sur case noire d4 · Pion blanc sur case blanche e4 · Pion blanc sur case noire f4 · Cavalier blanc sur case noire c3 · Pion blanc sur case blanche a2 · Pion blanc sur case noire b2 · Pion blanc sur case blanche c2 · Pion blanc sur case blanche g2 · Pion blanc sur case noire h2 · Tour blanche sur case noire a1 · Dame blanche sur case blanche d1 · Roi blanc sur case noire e1 · Fou blanc sur case blanche f1 · Tour blanche sur case blanche h1 | Tour noire sur case blanche a8 · Cavalier noir sur case noire b8 · Fou noir sur case blanche c8 · Roi noir sur case blanche e8 · Fou noir sur case noire f8 · Tour noire sur case noire h8 · Pion noir sur case blanche b7 · Pion noir sur case blanche f7 · Pion noir sur case noire g7 · Pion noir sur case blanche h7 · Pion noir sur case blanche a6 · Dame noire sur case noire b6 · Pion noir sur case noire d6 · Pion noir sur case blanche e6 · Cavalier noir sur case noire f6 · Fou blanc sur case noire g5 · Cavalier blanc sur case noire d4 · Pion blanc sur case blanche e4 · Pion blanc sur case noire f4 · Cavalier blanc sur case noire c3 · Pion blanc sur case blanche a2 · Pion blanc sur case noire b2 · Pion blanc sur case blanche c2 · Pion blanc sur case blanche g2 · Pion blanc sur case noire h2 · Tour blanche sur case noire a1 · Dame blanche sur case blanche d1 · Roi blanc sur case noire e1 · Fou blanc sur case blanche f1 · Tour blanche sur case blanche h1 | Tour noire sur case blanche a8 · Cavalier noir sur case noire b8 · Fou noir sur case blanche c8 · Roi noir sur case blanche e8 · Fou noir sur case noire f8 · Tour noire sur case noire h8 · Pion noir sur case blanche b7 · Pion noir sur case blanche f7 · Pion noir sur case noire g7 · Pion noir sur case blanche h7 · Pion noir sur case blanche a6 · Dame noire sur case noire b6 · Pion noir sur case noire d6 · Pion noir sur case blanche e6 · Cavalier noir sur case noire f6 · Fou blanc sur case noire g5 · Cavalier blanc sur case noire d4 · Pion blanc sur case blanche e4 · Pion blanc sur case noire f4 · Cavalier blanc sur case noire c3 · Pion blanc sur case blanche a2 · Pion blanc sur case noire b2 · Pion blanc sur case blanche c2 · Pion blanc sur case blanche g2 · Pion blanc sur case noire h2 · Tour blanche sur case noire a1 · Dame blanche sur case blanche d1 · Roi blanc sur case noire e1 · Fou blanc sur case blanche f1 · Tour blanche sur case blanche h1 | Tour noire sur case blanche a8 · Cavalier noir sur case noire b8 · Fou noir sur case blanche c8 · Roi noir sur case blanche e8 · Fou noir sur case noire f8 · Tour noire sur case noire h8 · Pion noir sur case blanche b7 · Pion noir sur case blanche f7 · Pion noir sur case noire g7 · Pion noir sur case blanche h7 · Pion noir sur case blanche a6 · Dame noire sur case noire b6 · Pion noir sur case noire d6 · Pion noir sur case blanche e6 · Cavalier noir sur case noire f6 · Fou blanc sur case noire g5 · Cavalier blanc sur case noire d4 · Pion blanc sur case blanche e4 · Pion blanc sur case noire f4 · Cavalier blanc sur case noire c3 · Pion blanc sur case blanche a2 · Pion blanc sur case noire b2 · Pion blanc sur case blanche c2 · Pion blanc sur case blanche g2 · Pion blanc sur case noire h2 · Tour blanche sur case noire a1 · Dame blanche sur case blanche d1 · Roi blanc sur case noire e1 · Fou blanc sur case blanche f1 · Tour blanche sur case blanche h1 | Tour noire sur case blanche a8 · Cavalier noir sur case noire b8 · Fou noir sur case blanche c8 · Roi noir sur case blanche e8 · Fou noir sur case noire f8 · Tour noire sur case noire h8 · Pion noir sur case blanche b7 · Pion noir sur case blanche f7 · Pion noir sur case noire g7 · Pion noir sur case blanche h7 · Pion noir sur case blanche a6 · Dame noire sur case noire b6 · Pion noir sur case noire d6 · Pion noir sur case blanche e6 · Cavalier noir sur case noire f6 · Fou blanc sur case noire g5 · Cavalier blanc sur case noire d4 · Pion blanc sur case blanche e4 · Pion blanc sur case noire f4 · Cavalier blanc sur case noire c3 · Pion blanc sur case blanche a2 · Pion blanc sur case noire b2 · Pion blanc sur case blanche c2 · Pion blanc sur case blanche g2 · Pion blanc sur case noire h2 · Tour blanche sur case noire a1 · Dame blanche sur case blanche d1 · Roi blanc sur case noire e1 · Fou blanc sur case blanche f1 · Tour blanche sur case blanche h1 | Tour noire sur case blanche a8 · Cavalier noir sur case noire b8 · Fou noir sur case blanche c8 · Roi noir sur case blanche e8 · Fou noir sur case noire f8 · Tour noire sur case noire h8 · Pion noir sur case blanche b7 · Pion noir sur case blanche f7 · Pion noir sur case noire g7 · Pion noir sur case blanche h7 · Pion noir sur case blanche a6 · Dame noire sur case noire b6 · Pion noir sur case noire d6 · Pion noir sur case blanche e6 · Cavalier noir sur case noire f6 · Fou blanc sur case noire g5 · Cavalier blanc sur case noire d4 · Pion blanc sur case blanche e4 · Pion blanc sur case noire f4 · Cavalier blanc sur case noire c3 · Pion blanc sur case blanche a2 · Pion blanc sur case noire b2 · Pion blanc sur case blanche c2 · Pion blanc sur case blanche g2 · Pion blanc sur case noire h2 · Tour blanche sur case noire a1 · Dame blanche sur case blanche d1 · Roi blanc sur case noire e1 · Fou blanc sur case blanche f1 · Tour blanche sur case blanche h1 | 1 |
|   | a | b | c | d | e | f | g | h |   |

La variante du pion empoisonné est une ouverture du jeu d'échecs, plus précisément une sous-variante de la variante Najdorf de la défense sicilienne. Elle doit son nom à la manœuvre de la dame noire qui, dans la variante principale, capture le pion b2 au prix d'une perte de temps. Les Blancs essaient de réfuter cette sortie en organisant une attaque sur le roi noir, voulant prouver ainsi que le pion b2 était empoisonné. À ce jour, toutes les tentatives pour prouver l'incorrection de la stratégie noire ont échoué ; la variante du pion empoisonné est une des sous-variantes principales de la variante Najdorf avec 6. Fg5, et est considérée par la théorie des ouvertures comme la plus forte des réponses[réf. nécessaire], donnant aux Noirs l'égalité.
Son code ECO est B97. Elle est caractérisée par les coups 1.e4 c5 2.Cf3 d6 3.d4 cxd4 4.Cxd4 Cf6 5.Cc3 a6 6. Fg5 e6 7. f4 Db6.

## Importance et aperçu général
7... Db6 est un coup extrêmement ambitieux et actif : les Noirs déclouent leur cavalier f6 et en même temps attaquent avec leur dame le pion b2. À l'aube du XXe siècle et de la théorie de la conduite de la partie, les préceptes énoncés par Tarrasch et même Nimzowitsch recommandaient de ne pas capturer de pion de l'aile en perdant des temps avec la dame dans l'ouverture, mais la théorie des ouvertures moderne analyse beaucoup plus profondément et concrètement les débuts, sans s'arrêter à des jugements de principes. Par ailleurs, le grand maître Lev Polougaïevski, bien que professant un certain scepticisme pour la conception générale de la variante, explique que la stratégie noire repose également sur certaines bases positionnelles : soit le cavalier d4 s'excentre en b3 pour protéger b2, soit les Blancs doivent sacrifier le pion b2. Après 8. Dd2 Dxb2, l'aile-dame blanche est démantelée, ce qui exclut le grand-roque blanc, et des faiblesses sur cases noires se créent, par exemple le cavalier c3 est moins bien défendu. La dame noire peut certes être repoussée par les pièces blanches, mais son activité limite leurs possibilités et crée une certaine dysharmonie dans le dispositif blanc. De même, avec f2-f4 joué, les Blancs sont faibles sur la diagonale g1/a7; un assaut général nécessiterait de mettre en jeu la Th1 tout en mettant le roi à l'abri, mais les Blancs sont encore à deux coups du petit roque, alors même que les Noirs n'ont pas concédé de faiblesse particulière dans leur position.
|   | a | b | c | d | e | f | g | h |   |
| 8 | Tour noire sur case blanche a8 · Cavalier noir sur case noire b8 · Fou noir sur case blanche c8 · Roi noir sur case blanche e8 · Fou noir sur case noire f8 · Tour noire sur case noire h8 · Pion noir sur case blanche b7 · Pion noir sur case blanche f7 · Pion noir sur case noire g7 · Pion noir sur case blanche h7 · Pion noir sur case blanche a6 · Pion noir sur case noire d6 · Pion noir sur case blanche e6 · Cavalier noir sur case noire f6 · Fou blanc sur case noire g5 · Cavalier blanc sur case noire d4 · Pion blanc sur case blanche e4 · Pion blanc sur case noire f4 · Dame noire sur case noire a3 · Cavalier blanc sur case noire c3 · Pion blanc sur case blanche a2 · Pion blanc sur case blanche c2 · Dame blanche sur case noire d2 · Pion blanc sur case blanche g2 · Pion blanc sur case noire h2 · Tour blanche sur case blanche b1 · Roi blanc sur case noire e1 · Fou blanc sur case blanche f1 · Tour blanche sur case blanche h1 | Tour noire sur case blanche a8 · Cavalier noir sur case noire b8 · Fou noir sur case blanche c8 · Roi noir sur case blanche e8 · Fou noir sur case noire f8 · Tour noire sur case noire h8 · Pion noir sur case blanche b7 · Pion noir sur case blanche f7 · Pion noir sur case noire g7 · Pion noir sur case blanche h7 · Pion noir sur case blanche a6 · Pion noir sur case noire d6 · Pion noir sur case blanche e6 · Cavalier noir sur case noire f6 · Fou blanc sur case noire g5 · Cavalier blanc sur case noire d4 · Pion blanc sur case blanche e4 · Pion blanc sur case noire f4 · Dame noire sur case noire a3 · Cavalier blanc sur case noire c3 · Pion blanc sur case blanche a2 · Pion blanc sur case blanche c2 · Dame blanche sur case noire d2 · Pion blanc sur case blanche g2 · Pion blanc sur case noire h2 · Tour blanche sur case blanche b1 · Roi blanc sur case noire e1 · Fou blanc sur case blanche f1 · Tour blanche sur case blanche h1 | Tour noire sur case blanche a8 · Cavalier noir sur case noire b8 · Fou noir sur case blanche c8 · Roi noir sur case blanche e8 · Fou noir sur case noire f8 · Tour noire sur case noire h8 · Pion noir sur case blanche b7 · Pion noir sur case blanche f7 · Pion noir sur case noire g7 · Pion noir sur case blanche h7 · Pion noir sur case blanche a6 · Pion noir sur case noire d6 · Pion noir sur case blanche e6 · Cavalier noir sur case noire f6 · Fou blanc sur case noire g5 · Cavalier blanc sur case noire d4 · Pion blanc sur case blanche e4 · Pion blanc sur case noire f4 · Dame noire sur case noire a3 · Cavalier blanc sur case noire c3 · Pion blanc sur case blanche a2 · Pion blanc sur case blanche c2 · Dame blanche sur case noire d2 · Pion blanc sur case blanche g2 · Pion blanc sur case noire h2 · Tour blanche sur case blanche b1 · Roi blanc sur case noire e1 · Fou blanc sur case blanche f1 · Tour blanche sur case blanche h1 | Tour noire sur case blanche a8 · Cavalier noir sur case noire b8 · Fou noir sur case blanche c8 · Roi noir sur case blanche e8 · Fou noir sur case noire f8 · Tour noire sur case noire h8 · Pion noir sur case blanche b7 · Pion noir sur case blanche f7 · Pion noir sur case noire g7 · Pion noir sur case blanche h7 · Pion noir sur case blanche a6 · Pion noir sur case noire d6 · Pion noir sur case blanche e6 · Cavalier noir sur case noire f6 · Fou blanc sur case noire g5 · Cavalier blanc sur case noire d4 · Pion blanc sur case blanche e4 · Pion blanc sur case noire f4 · Dame noire sur case noire a3 · Cavalier blanc sur case noire c3 · Pion blanc sur case blanche a2 · Pion blanc sur case blanche c2 · Dame blanche sur case noire d2 · Pion blanc sur case blanche g2 · Pion blanc sur case noire h2 · Tour blanche sur case blanche b1 · Roi blanc sur case noire e1 · Fou blanc sur case blanche f1 · Tour blanche sur case blanche h1 | Tour noire sur case blanche a8 · Cavalier noir sur case noire b8 · Fou noir sur case blanche c8 · Roi noir sur case blanche e8 · Fou noir sur case noire f8 · Tour noire sur case noire h8 · Pion noir sur case blanche b7 · Pion noir sur case blanche f7 · Pion noir sur case noire g7 · Pion noir sur case blanche h7 · Pion noir sur case blanche a6 · Pion noir sur case noire d6 · Pion noir sur case blanche e6 · Cavalier noir sur case noire f6 · Fou blanc sur case noire g5 · Cavalier blanc sur case noire d4 · Pion blanc sur case blanche e4 · Pion blanc sur case noire f4 · Dame noire sur case noire a3 · Cavalier blanc sur case noire c3 · Pion blanc sur case blanche a2 · Pion blanc sur case blanche c2 · Dame blanche sur case noire d2 · Pion blanc sur case blanche g2 · Pion blanc sur case noire h2 · Tour blanche sur case blanche b1 · Roi blanc sur case noire e1 · Fou blanc sur case blanche f1 · Tour blanche sur case blanche h1 | Tour noire sur case blanche a8 · Cavalier noir sur case noire b8 · Fou noir sur case blanche c8 · Roi noir sur case blanche e8 · Fou noir sur case noire f8 · Tour noire sur case noire h8 · Pion noir sur case blanche b7 · Pion noir sur case blanche f7 · Pion noir sur case noire g7 · Pion noir sur case blanche h7 · Pion noir sur case blanche a6 · Pion noir sur case noire d6 · Pion noir sur case blanche e6 · Cavalier noir sur case noire f6 · Fou blanc sur case noire g5 · Cavalier blanc sur case noire d4 · Pion blanc sur case blanche e4 · Pion blanc sur case noire f4 · Dame noire sur case noire a3 · Cavalier blanc sur case noire c3 · Pion blanc sur case blanche a2 · Pion blanc sur case blanche c2 · Dame blanche sur case noire d2 · Pion blanc sur case blanche g2 · Pion blanc sur case noire h2 · Tour blanche sur case blanche b1 · Roi blanc sur case noire e1 · Fou blanc sur case blanche f1 · Tour blanche sur case blanche h1 | Tour noire sur case blanche a8 · Cavalier noir sur case noire b8 · Fou noir sur case blanche c8 · Roi noir sur case blanche e8 · Fou noir sur case noire f8 · Tour noire sur case noire h8 · Pion noir sur case blanche b7 · Pion noir sur case blanche f7 · Pion noir sur case noire g7 · Pion noir sur case blanche h7 · Pion noir sur case blanche a6 · Pion noir sur case noire d6 · Pion noir sur case blanche e6 · Cavalier noir sur case noire f6 · Fou blanc sur case noire g5 · Cavalier blanc sur case noire d4 · Pion blanc sur case blanche e4 · Pion blanc sur case noire f4 · Dame noire sur case noire a3 · Cavalier blanc sur case noire c3 · Pion blanc sur case blanche a2 · Pion blanc sur case blanche c2 · Dame blanche sur case noire d2 · Pion blanc sur case blanche g2 · Pion blanc sur case noire h2 · Tour blanche sur case blanche b1 · Roi blanc sur case noire e1 · Fou blanc sur case blanche f1 · Tour blanche sur case blanche h1 | Tour noire sur case blanche a8 · Cavalier noir sur case noire b8 · Fou noir sur case blanche c8 · Roi noir sur case blanche e8 · Fou noir sur case noire f8 · Tour noire sur case noire h8 · Pion noir sur case blanche b7 · Pion noir sur case blanche f7 · Pion noir sur case noire g7 · Pion noir sur case blanche h7 · Pion noir sur case blanche a6 · Pion noir sur case noire d6 · Pion noir sur case blanche e6 · Cavalier noir sur case noire f6 · Fou blanc sur case noire g5 · Cavalier blanc sur case noire d4 · Pion blanc sur case blanche e4 · Pion blanc sur case noire f4 · Dame noire sur case noire a3 · Cavalier blanc sur case noire c3 · Pion blanc sur case blanche a2 · Pion blanc sur case blanche c2 · Dame blanche sur case noire d2 · Pion blanc sur case blanche g2 · Pion blanc sur case noire h2 · Tour blanche sur case blanche b1 · Roi blanc sur case noire e1 · Fou blanc sur case blanche f1 · Tour blanche sur case blanche h1 | 8 |
| 7 | Tour noire sur case blanche a8 · Cavalier noir sur case noire b8 · Fou noir sur case blanche c8 · Roi noir sur case blanche e8 · Fou noir sur case noire f8 · Tour noire sur case noire h8 · Pion noir sur case blanche b7 · Pion noir sur case blanche f7 · Pion noir sur case noire g7 · Pion noir sur case blanche h7 · Pion noir sur case blanche a6 · Pion noir sur case noire d6 · Pion noir sur case blanche e6 · Cavalier noir sur case noire f6 · Fou blanc sur case noire g5 · Cavalier blanc sur case noire d4 · Pion blanc sur case blanche e4 · Pion blanc sur case noire f4 · Dame noire sur case noire a3 · Cavalier blanc sur case noire c3 · Pion blanc sur case blanche a2 · Pion blanc sur case blanche c2 · Dame blanche sur case noire d2 · Pion blanc sur case blanche g2 · Pion blanc sur case noire h2 · Tour blanche sur case blanche b1 · Roi blanc sur case noire e1 · Fou blanc sur case blanche f1 · Tour blanche sur case blanche h1 | Tour noire sur case blanche a8 · Cavalier noir sur case noire b8 · Fou noir sur case blanche c8 · Roi noir sur case blanche e8 · Fou noir sur case noire f8 · Tour noire sur case noire h8 · Pion noir sur case blanche b7 · Pion noir sur case blanche f7 · Pion noir sur case noire g7 · Pion noir sur case blanche h7 · Pion noir sur case blanche a6 · Pion noir sur case noire d6 · Pion noir sur case blanche e6 · Cavalier noir sur case noire f6 · Fou blanc sur case noire g5 · Cavalier blanc sur case noire d4 · Pion blanc sur case blanche e4 · Pion blanc sur case noire f4 · Dame noire sur case noire a3 · Cavalier blanc sur case noire c3 · Pion blanc sur case blanche a2 · Pion blanc sur case blanche c2 · Dame blanche sur case noire d2 · Pion blanc sur case blanche g2 · Pion blanc sur case noire h2 · Tour blanche sur case blanche b1 · Roi blanc sur case noire e1 · Fou blanc sur case blanche f1 · Tour blanche sur case blanche h1 | Tour noire sur case blanche a8 · Cavalier noir sur case noire b8 · Fou noir sur case blanche c8 · Roi noir sur case blanche e8 · Fou noir sur case noire f8 · Tour noire sur case noire h8 · Pion noir sur case blanche b7 · Pion noir sur case blanche f7 · Pion noir sur case noire g7 · Pion noir sur case blanche h7 · Pion noir sur case blanche a6 · Pion noir sur case noire d6 · Pion noir sur case blanche e6 · Cavalier noir sur case noire f6 · Fou blanc sur case noire g5 · Cavalier blanc sur case noire d4 · Pion blanc sur case blanche e4 · Pion blanc sur case noire f4 · Dame noire sur case noire a3 · Cavalier blanc sur case noire c3 · Pion blanc sur case blanche a2 · Pion blanc sur case blanche c2 · Dame blanche sur case noire d2 · Pion blanc sur case blanche g2 · Pion blanc sur case noire h2 · Tour blanche sur case blanche b1 · Roi blanc sur case noire e1 · Fou blanc sur case blanche f1 · Tour blanche sur case blanche h1 | Tour noire sur case blanche a8 · Cavalier noir sur case noire b8 · Fou noir sur case blanche c8 · Roi noir sur case blanche e8 · Fou noir sur case noire f8 · Tour noire sur case noire h8 · Pion noir sur case blanche b7 · Pion noir sur case blanche f7 · Pion noir sur case noire g7 · Pion noir sur case blanche h7 · Pion noir sur case blanche a6 · Pion noir sur case noire d6 · Pion noir sur case blanche e6 · Cavalier noir sur case noire f6 · Fou blanc sur case noire g5 · Cavalier blanc sur case noire d4 · Pion blanc sur case blanche e4 · Pion blanc sur case noire f4 · Dame noire sur case noire a3 · Cavalier blanc sur case noire c3 · Pion blanc sur case blanche a2 · Pion blanc sur case blanche c2 · Dame blanche sur case noire d2 · Pion blanc sur case blanche g2 · Pion blanc sur case noire h2 · Tour blanche sur case blanche b1 · Roi blanc sur case noire e1 · Fou blanc sur case blanche f1 · Tour blanche sur case blanche h1 | Tour noire sur case blanche a8 · Cavalier noir sur case noire b8 · Fou noir sur case blanche c8 · Roi noir sur case blanche e8 · Fou noir sur case noire f8 · Tour noire sur case noire h8 · Pion noir sur case blanche b7 · Pion noir sur case blanche f7 · Pion noir sur case noire g7 · Pion noir sur case blanche h7 · Pion noir sur case blanche a6 · Pion noir sur case noire d6 · Pion noir sur case blanche e6 · Cavalier noir sur case noire f6 · Fou blanc sur case noire g5 · Cavalier blanc sur case noire d4 · Pion blanc sur case blanche e4 · Pion blanc sur case noire f4 · Dame noire sur case noire a3 · Cavalier blanc sur case noire c3 · Pion blanc sur case blanche a2 · Pion blanc sur case blanche c2 · Dame blanche sur case noire d2 · Pion blanc sur case blanche g2 · Pion blanc sur case noire h2 · Tour blanche sur case blanche b1 · Roi blanc sur case noire e1 · Fou blanc sur case blanche f1 · Tour blanche sur case blanche h1 | Tour noire sur case blanche a8 · Cavalier noir sur case noire b8 · Fou noir sur case blanche c8 · Roi noir sur case blanche e8 · Fou noir sur case noire f8 · Tour noire sur case noire h8 · Pion noir sur case blanche b7 · Pion noir sur case blanche f7 · Pion noir sur case noire g7 · Pion noir sur case blanche h7 · Pion noir sur case blanche a6 · Pion noir sur case noire d6 · Pion noir sur case blanche e6 · Cavalier noir sur case noire f6 · Fou blanc sur case noire g5 · Cavalier blanc sur case noire d4 · Pion blanc sur case blanche e4 · Pion blanc sur case noire f4 · Dame noire sur case noire a3 · Cavalier blanc sur case noire c3 · Pion blanc sur case blanche a2 · Pion blanc sur case blanche c2 · Dame blanche sur case noire d2 · Pion blanc sur case blanche g2 · Pion blanc sur case noire h2 · Tour blanche sur case blanche b1 · Roi blanc sur case noire e1 · Fou blanc sur case blanche f1 · Tour blanche sur case blanche h1 | Tour noire sur case blanche a8 · Cavalier noir sur case noire b8 · Fou noir sur case blanche c8 · Roi noir sur case blanche e8 · Fou noir sur case noire f8 · Tour noire sur case noire h8 · Pion noir sur case blanche b7 · Pion noir sur case blanche f7 · Pion noir sur case noire g7 · Pion noir sur case blanche h7 · Pion noir sur case blanche a6 · Pion noir sur case noire d6 · Pion noir sur case blanche e6 · Cavalier noir sur case noire f6 · Fou blanc sur case noire g5 · Cavalier blanc sur case noire d4 · Pion blanc sur case blanche e4 · Pion blanc sur case noire f4 · Dame noire sur case noire a3 · Cavalier blanc sur case noire c3 · Pion blanc sur case blanche a2 · Pion blanc sur case blanche c2 · Dame blanche sur case noire d2 · Pion blanc sur case blanche g2 · Pion blanc sur case noire h2 · Tour blanche sur case blanche b1 · Roi blanc sur case noire e1 · Fou blanc sur case blanche f1 · Tour blanche sur case blanche h1 | Tour noire sur case blanche a8 · Cavalier noir sur case noire b8 · Fou noir sur case blanche c8 · Roi noir sur case blanche e8 · Fou noir sur case noire f8 · Tour noire sur case noire h8 · Pion noir sur case blanche b7 · Pion noir sur case blanche f7 · Pion noir sur case noire g7 · Pion noir sur case blanche h7 · Pion noir sur case blanche a6 · Pion noir sur case noire d6 · Pion noir sur case blanche e6 · Cavalier noir sur case noire f6 · Fou blanc sur case noire g5 · Cavalier blanc sur case noire d4 · Pion blanc sur case blanche e4 · Pion blanc sur case noire f4 · Dame noire sur case noire a3 · Cavalier blanc sur case noire c3 · Pion blanc sur case blanche a2 · Pion blanc sur case blanche c2 · Dame blanche sur case noire d2 · Pion blanc sur case blanche g2 · Pion blanc sur case noire h2 · Tour blanche sur case blanche b1 · Roi blanc sur case noire e1 · Fou blanc sur case blanche f1 · Tour blanche sur case blanche h1 | 7 |
| 6 | Tour noire sur case blanche a8 · Cavalier noir sur case noire b8 · Fou noir sur case blanche c8 · Roi noir sur case blanche e8 · Fou noir sur case noire f8 · Tour noire sur case noire h8 · Pion noir sur case blanche b7 · Pion noir sur case blanche f7 · Pion noir sur case noire g7 · Pion noir sur case blanche h7 · Pion noir sur case blanche a6 · Pion noir sur case noire d6 · Pion noir sur case blanche e6 · Cavalier noir sur case noire f6 · Fou blanc sur case noire g5 · Cavalier blanc sur case noire d4 · Pion blanc sur case blanche e4 · Pion blanc sur case noire f4 · Dame noire sur case noire a3 · Cavalier blanc sur case noire c3 · Pion blanc sur case blanche a2 · Pion blanc sur case blanche c2 · Dame blanche sur case noire d2 · Pion blanc sur case blanche g2 · Pion blanc sur case noire h2 · Tour blanche sur case blanche b1 · Roi blanc sur case noire e1 · Fou blanc sur case blanche f1 · Tour blanche sur case blanche h1 | Tour noire sur case blanche a8 · Cavalier noir sur case noire b8 · Fou noir sur case blanche c8 · Roi noir sur case blanche e8 · Fou noir sur case noire f8 · Tour noire sur case noire h8 · Pion noir sur case blanche b7 · Pion noir sur case blanche f7 · Pion noir sur case noire g7 · Pion noir sur case blanche h7 · Pion noir sur case blanche a6 · Pion noir sur case noire d6 · Pion noir sur case blanche e6 · Cavalier noir sur case noire f6 · Fou blanc sur case noire g5 · Cavalier blanc sur case noire d4 · Pion blanc sur case blanche e4 · Pion blanc sur case noire f4 · Dame noire sur case noire a3 · Cavalier blanc sur case noire c3 · Pion blanc sur case blanche a2 · Pion blanc sur case blanche c2 · Dame blanche sur case noire d2 · Pion blanc sur case blanche g2 · Pion blanc sur case noire h2 · Tour blanche sur case blanche b1 · Roi blanc sur case noire e1 · Fou blanc sur case blanche f1 · Tour blanche sur case blanche h1 | Tour noire sur case blanche a8 · Cavalier noir sur case noire b8 · Fou noir sur case blanche c8 · Roi noir sur case blanche e8 · Fou noir sur case noire f8 · Tour noire sur case noire h8 · Pion noir sur case blanche b7 · Pion noir sur case blanche f7 · Pion noir sur case noire g7 · Pion noir sur case blanche h7 · Pion noir sur case blanche a6 · Pion noir sur case noire d6 · Pion noir sur case blanche e6 · Cavalier noir sur case noire f6 · Fou blanc sur case noire g5 · Cavalier blanc sur case noire d4 · Pion blanc sur case blanche e4 · Pion blanc sur case noire f4 · Dame noire sur case noire a3 · Cavalier blanc sur case noire c3 · Pion blanc sur case blanche a2 · Pion blanc sur case blanche c2 · Dame blanche sur case noire d2 · Pion blanc sur case blanche g2 · Pion blanc sur case noire h2 · Tour blanche sur case blanche b1 · Roi blanc sur case noire e1 · Fou blanc sur case blanche f1 · Tour blanche sur case blanche h1 | Tour noire sur case blanche a8 · Cavalier noir sur case noire b8 · Fou noir sur case blanche c8 · Roi noir sur case blanche e8 · Fou noir sur case noire f8 · Tour noire sur case noire h8 · Pion noir sur case blanche b7 · Pion noir sur case blanche f7 · Pion noir sur case noire g7 · Pion noir sur case blanche h7 · Pion noir sur case blanche a6 · Pion noir sur case noire d6 · Pion noir sur case blanche e6 · Cavalier noir sur case noire f6 · Fou blanc sur case noire g5 · Cavalier blanc sur case noire d4 · Pion blanc sur case blanche e4 · Pion blanc sur case noire f4 · Dame noire sur case noire a3 · Cavalier blanc sur case noire c3 · Pion blanc sur case blanche a2 · Pion blanc sur case blanche c2 · Dame blanche sur case noire d2 · Pion blanc sur case blanche g2 · Pion blanc sur case noire h2 · Tour blanche sur case blanche b1 · Roi blanc sur case noire e1 · Fou blanc sur case blanche f1 · Tour blanche sur case blanche h1 | Tour noire sur case blanche a8 · Cavalier noir sur case noire b8 · Fou noir sur case blanche c8 · Roi noir sur case blanche e8 · Fou noir sur case noire f8 · Tour noire sur case noire h8 · Pion noir sur case blanche b7 · Pion noir sur case blanche f7 · Pion noir sur case noire g7 · Pion noir sur case blanche h7 · Pion noir sur case blanche a6 · Pion noir sur case noire d6 · Pion noir sur case blanche e6 · Cavalier noir sur case noire f6 · Fou blanc sur case noire g5 · Cavalier blanc sur case noire d4 · Pion blanc sur case blanche e4 · Pion blanc sur case noire f4 · Dame noire sur case noire a3 · Cavalier blanc sur case noire c3 · Pion blanc sur case blanche a2 · Pion blanc sur case blanche c2 · Dame blanche sur case noire d2 · Pion blanc sur case blanche g2 · Pion blanc sur case noire h2 · Tour blanche sur case blanche b1 · Roi blanc sur case noire e1 · Fou blanc sur case blanche f1 · Tour blanche sur case blanche h1 | Tour noire sur case blanche a8 · Cavalier noir sur case noire b8 · Fou noir sur case blanche c8 · Roi noir sur case blanche e8 · Fou noir sur case noire f8 · Tour noire sur case noire h8 · Pion noir sur case blanche b7 · Pion noir sur case blanche f7 · Pion noir sur case noire g7 · Pion noir sur case blanche h7 · Pion noir sur case blanche a6 · Pion noir sur case noire d6 · Pion noir sur case blanche e6 · Cavalier noir sur case noire f6 · Fou blanc sur case noire g5 · Cavalier blanc sur case noire d4 · Pion blanc sur case blanche e4 · Pion blanc sur case noire f4 · Dame noire sur case noire a3 · Cavalier blanc sur case noire c3 · Pion blanc sur case blanche a2 · Pion blanc sur case blanche c2 · Dame blanche sur case noire d2 · Pion blanc sur case blanche g2 · Pion blanc sur case noire h2 · Tour blanche sur case blanche b1 · Roi blanc sur case noire e1 · Fou blanc sur case blanche f1 · Tour blanche sur case blanche h1 | Tour noire sur case blanche a8 · Cavalier noir sur case noire b8 · Fou noir sur case blanche c8 · Roi noir sur case blanche e8 · Fou noir sur case noire f8 · Tour noire sur case noire h8 · Pion noir sur case blanche b7 · Pion noir sur case blanche f7 · Pion noir sur case noire g7 · Pion noir sur case blanche h7 · Pion noir sur case blanche a6 · Pion noir sur case noire d6 · Pion noir sur case blanche e6 · Cavalier noir sur case noire f6 · Fou blanc sur case noire g5 · Cavalier blanc sur case noire d4 · Pion blanc sur case blanche e4 · Pion blanc sur case noire f4 · Dame noire sur case noire a3 · Cavalier blanc sur case noire c3 · Pion blanc sur case blanche a2 · Pion blanc sur case blanche c2 · Dame blanche sur case noire d2 · Pion blanc sur case blanche g2 · Pion blanc sur case noire h2 · Tour blanche sur case blanche b1 · Roi blanc sur case noire e1 · Fou blanc sur case blanche f1 · Tour blanche sur case blanche h1 | Tour noire sur case blanche a8 · Cavalier noir sur case noire b8 · Fou noir sur case blanche c8 · Roi noir sur case blanche e8 · Fou noir sur case noire f8 · Tour noire sur case noire h8 · Pion noir sur case blanche b7 · Pion noir sur case blanche f7 · Pion noir sur case noire g7 · Pion noir sur case blanche h7 · Pion noir sur case blanche a6 · Pion noir sur case noire d6 · Pion noir sur case blanche e6 · Cavalier noir sur case noire f6 · Fou blanc sur case noire g5 · Cavalier blanc sur case noire d4 · Pion blanc sur case blanche e4 · Pion blanc sur case noire f4 · Dame noire sur case noire a3 · Cavalier blanc sur case noire c3 · Pion blanc sur case blanche a2 · Pion blanc sur case blanche c2 · Dame blanche sur case noire d2 · Pion blanc sur case blanche g2 · Pion blanc sur case noire h2 · Tour blanche sur case blanche b1 · Roi blanc sur case noire e1 · Fou blanc sur case blanche f1 · Tour blanche sur case blanche h1 | 6 |
| 5 | Tour noire sur case blanche a8 · Cavalier noir sur case noire b8 · Fou noir sur case blanche c8 · Roi noir sur case blanche e8 · Fou noir sur case noire f8 · Tour noire sur case noire h8 · Pion noir sur case blanche b7 · Pion noir sur case blanche f7 · Pion noir sur case noire g7 · Pion noir sur case blanche h7 · Pion noir sur case blanche a6 · Pion noir sur case noire d6 · Pion noir sur case blanche e6 · Cavalier noir sur case noire f6 · Fou blanc sur case noire g5 · Cavalier blanc sur case noire d4 · Pion blanc sur case blanche e4 · Pion blanc sur case noire f4 · Dame noire sur case noire a3 · Cavalier blanc sur case noire c3 · Pion blanc sur case blanche a2 · Pion blanc sur case blanche c2 · Dame blanche sur case noire d2 · Pion blanc sur case blanche g2 · Pion blanc sur case noire h2 · Tour blanche sur case blanche b1 · Roi blanc sur case noire e1 · Fou blanc sur case blanche f1 · Tour blanche sur case blanche h1 | Tour noire sur case blanche a8 · Cavalier noir sur case noire b8 · Fou noir sur case blanche c8 · Roi noir sur case blanche e8 · Fou noir sur case noire f8 · Tour noire sur case noire h8 · Pion noir sur case blanche b7 · Pion noir sur case blanche f7 · Pion noir sur case noire g7 · Pion noir sur case blanche h7 · Pion noir sur case blanche a6 · Pion noir sur case noire d6 · Pion noir sur case blanche e6 · Cavalier noir sur case noire f6 · Fou blanc sur case noire g5 · Cavalier blanc sur case noire d4 · Pion blanc sur case blanche e4 · Pion blanc sur case noire f4 · Dame noire sur case noire a3 · Cavalier blanc sur case noire c3 · Pion blanc sur case blanche a2 · Pion blanc sur case blanche c2 · Dame blanche sur case noire d2 · Pion blanc sur case blanche g2 · Pion blanc sur case noire h2 · Tour blanche sur case blanche b1 · Roi blanc sur case noire e1 · Fou blanc sur case blanche f1 · Tour blanche sur case blanche h1 | Tour noire sur case blanche a8 · Cavalier noir sur case noire b8 · Fou noir sur case blanche c8 · Roi noir sur case blanche e8 · Fou noir sur case noire f8 · Tour noire sur case noire h8 · Pion noir sur case blanche b7 · Pion noir sur case blanche f7 · Pion noir sur case noire g7 · Pion noir sur case blanche h7 · Pion noir sur case blanche a6 · Pion noir sur case noire d6 · Pion noir sur case blanche e6 · Cavalier noir sur case noire f6 · Fou blanc sur case noire g5 · Cavalier blanc sur case noire d4 · Pion blanc sur case blanche e4 · Pion blanc sur case noire f4 · Dame noire sur case noire a3 · Cavalier blanc sur case noire c3 · Pion blanc sur case blanche a2 · Pion blanc sur case blanche c2 · Dame blanche sur case noire d2 · Pion blanc sur case blanche g2 · Pion blanc sur case noire h2 · Tour blanche sur case blanche b1 · Roi blanc sur case noire e1 · Fou blanc sur case blanche f1 · Tour blanche sur case blanche h1 | Tour noire sur case blanche a8 · Cavalier noir sur case noire b8 · Fou noir sur case blanche c8 · Roi noir sur case blanche e8 · Fou noir sur case noire f8 · Tour noire sur case noire h8 · Pion noir sur case blanche b7 · Pion noir sur case blanche f7 · Pion noir sur case noire g7 · Pion noir sur case blanche h7 · Pion noir sur case blanche a6 · Pion noir sur case noire d6 · Pion noir sur case blanche e6 · Cavalier noir sur case noire f6 · Fou blanc sur case noire g5 · Cavalier blanc sur case noire d4 · Pion blanc sur case blanche e4 · Pion blanc sur case noire f4 · Dame noire sur case noire a3 · Cavalier blanc sur case noire c3 · Pion blanc sur case blanche a2 · Pion blanc sur case blanche c2 · Dame blanche sur case noire d2 · Pion blanc sur case blanche g2 · Pion blanc sur case noire h2 · Tour blanche sur case blanche b1 · Roi blanc sur case noire e1 · Fou blanc sur case blanche f1 · Tour blanche sur case blanche h1 | Tour noire sur case blanche a8 · Cavalier noir sur case noire b8 · Fou noir sur case blanche c8 · Roi noir sur case blanche e8 · Fou noir sur case noire f8 · Tour noire sur case noire h8 · Pion noir sur case blanche b7 · Pion noir sur case blanche f7 · Pion noir sur case noire g7 · Pion noir sur case blanche h7 · Pion noir sur case blanche a6 · Pion noir sur case noire d6 · Pion noir sur case blanche e6 · Cavalier noir sur case noire f6 · Fou blanc sur case noire g5 · Cavalier blanc sur case noire d4 · Pion blanc sur case blanche e4 · Pion blanc sur case noire f4 · Dame noire sur case noire a3 · Cavalier blanc sur case noire c3 · Pion blanc sur case blanche a2 · Pion blanc sur case blanche c2 · Dame blanche sur case noire d2 · Pion blanc sur case blanche g2 · Pion blanc sur case noire h2 · Tour blanche sur case blanche b1 · Roi blanc sur case noire e1 · Fou blanc sur case blanche f1 · Tour blanche sur case blanche h1 | Tour noire sur case blanche a8 · Cavalier noir sur case noire b8 · Fou noir sur case blanche c8 · Roi noir sur case blanche e8 · Fou noir sur case noire f8 · Tour noire sur case noire h8 · Pion noir sur case blanche b7 · Pion noir sur case blanche f7 · Pion noir sur case noire g7 · Pion noir sur case blanche h7 · Pion noir sur case blanche a6 · Pion noir sur case noire d6 · Pion noir sur case blanche e6 · Cavalier noir sur case noire f6 · Fou blanc sur case noire g5 · Cavalier blanc sur case noire d4 · Pion blanc sur case blanche e4 · Pion blanc sur case noire f4 · Dame noire sur case noire a3 · Cavalier blanc sur case noire c3 · Pion blanc sur case blanche a2 · Pion blanc sur case blanche c2 · Dame blanche sur case noire d2 · Pion blanc sur case blanche g2 · Pion blanc sur case noire h2 · Tour blanche sur case blanche b1 · Roi blanc sur case noire e1 · Fou blanc sur case blanche f1 · Tour blanche sur case blanche h1 | Tour noire sur case blanche a8 · Cavalier noir sur case noire b8 · Fou noir sur case blanche c8 · Roi noir sur case blanche e8 · Fou noir sur case noire f8 · Tour noire sur case noire h8 · Pion noir sur case blanche b7 · Pion noir sur case blanche f7 · Pion noir sur case noire g7 · Pion noir sur case blanche h7 · Pion noir sur case blanche a6 · Pion noir sur case noire d6 · Pion noir sur case blanche e6 · Cavalier noir sur case noire f6 · Fou blanc sur case noire g5 · Cavalier blanc sur case noire d4 · Pion blanc sur case blanche e4 · Pion blanc sur case noire f4 · Dame noire sur case noire a3 · Cavalier blanc sur case noire c3 · Pion blanc sur case blanche a2 · Pion blanc sur case blanche c2 · Dame blanche sur case noire d2 · Pion blanc sur case blanche g2 · Pion blanc sur case noire h2 · Tour blanche sur case blanche b1 · Roi blanc sur case noire e1 · Fou blanc sur case blanche f1 · Tour blanche sur case blanche h1 | Tour noire sur case blanche a8 · Cavalier noir sur case noire b8 · Fou noir sur case blanche c8 · Roi noir sur case blanche e8 · Fou noir sur case noire f8 · Tour noire sur case noire h8 · Pion noir sur case blanche b7 · Pion noir sur case blanche f7 · Pion noir sur case noire g7 · Pion noir sur case blanche h7 · Pion noir sur case blanche a6 · Pion noir sur case noire d6 · Pion noir sur case blanche e6 · Cavalier noir sur case noire f6 · Fou blanc sur case noire g5 · Cavalier blanc sur case noire d4 · Pion blanc sur case blanche e4 · Pion blanc sur case noire f4 · Dame noire sur case noire a3 · Cavalier blanc sur case noire c3 · Pion blanc sur case blanche a2 · Pion blanc sur case blanche c2 · Dame blanche sur case noire d2 · Pion blanc sur case blanche g2 · Pion blanc sur case noire h2 · Tour blanche sur case blanche b1 · Roi blanc sur case noire e1 · Fou blanc sur case blanche f1 · Tour blanche sur case blanche h1 | 5 |
| 4 | Tour noire sur case blanche a8 · Cavalier noir sur case noire b8 · Fou noir sur case blanche c8 · Roi noir sur case blanche e8 · Fou noir sur case noire f8 · Tour noire sur case noire h8 · Pion noir sur case blanche b7 · Pion noir sur case blanche f7 · Pion noir sur case noire g7 · Pion noir sur case blanche h7 · Pion noir sur case blanche a6 · Pion noir sur case noire d6 · Pion noir sur case blanche e6 · Cavalier noir sur case noire f6 · Fou blanc sur case noire g5 · Cavalier blanc sur case noire d4 · Pion blanc sur case blanche e4 · Pion blanc sur case noire f4 · Dame noire sur case noire a3 · Cavalier blanc sur case noire c3 · Pion blanc sur case blanche a2 · Pion blanc sur case blanche c2 · Dame blanche sur case noire d2 · Pion blanc sur case blanche g2 · Pion blanc sur case noire h2 · Tour blanche sur case blanche b1 · Roi blanc sur case noire e1 · Fou blanc sur case blanche f1 · Tour blanche sur case blanche h1 | Tour noire sur case blanche a8 · Cavalier noir sur case noire b8 · Fou noir sur case blanche c8 · Roi noir sur case blanche e8 · Fou noir sur case noire f8 · Tour noire sur case noire h8 · Pion noir sur case blanche b7 · Pion noir sur case blanche f7 · Pion noir sur case noire g7 · Pion noir sur case blanche h7 · Pion noir sur case blanche a6 · Pion noir sur case noire d6 · Pion noir sur case blanche e6 · Cavalier noir sur case noire f6 · Fou blanc sur case noire g5 · Cavalier blanc sur case noire d4 · Pion blanc sur case blanche e4 · Pion blanc sur case noire f4 · Dame noire sur case noire a3 · Cavalier blanc sur case noire c3 · Pion blanc sur case blanche a2 · Pion blanc sur case blanche c2 · Dame blanche sur case noire d2 · Pion blanc sur case blanche g2 · Pion blanc sur case noire h2 · Tour blanche sur case blanche b1 · Roi blanc sur case noire e1 · Fou blanc sur case blanche f1 · Tour blanche sur case blanche h1 | Tour noire sur case blanche a8 · Cavalier noir sur case noire b8 · Fou noir sur case blanche c8 · Roi noir sur case blanche e8 · Fou noir sur case noire f8 · Tour noire sur case noire h8 · Pion noir sur case blanche b7 · Pion noir sur case blanche f7 · Pion noir sur case noire g7 · Pion noir sur case blanche h7 · Pion noir sur case blanche a6 · Pion noir sur case noire d6 · Pion noir sur case blanche e6 · Cavalier noir sur case noire f6 · Fou blanc sur case noire g5 · Cavalier blanc sur case noire d4 · Pion blanc sur case blanche e4 · Pion blanc sur case noire f4 · Dame noire sur case noire a3 · Cavalier blanc sur case noire c3 · Pion blanc sur case blanche a2 · Pion blanc sur case blanche c2 · Dame blanche sur case noire d2 · Pion blanc sur case blanche g2 · Pion blanc sur case noire h2 · Tour blanche sur case blanche b1 · Roi blanc sur case noire e1 · Fou blanc sur case blanche f1 · Tour blanche sur case blanche h1 | Tour noire sur case blanche a8 · Cavalier noir sur case noire b8 · Fou noir sur case blanche c8 · Roi noir sur case blanche e8 · Fou noir sur case noire f8 · Tour noire sur case noire h8 · Pion noir sur case blanche b7 · Pion noir sur case blanche f7 · Pion noir sur case noire g7 · Pion noir sur case blanche h7 · Pion noir sur case blanche a6 · Pion noir sur case noire d6 · Pion noir sur case blanche e6 · Cavalier noir sur case noire f6 · Fou blanc sur case noire g5 · Cavalier blanc sur case noire d4 · Pion blanc sur case blanche e4 · Pion blanc sur case noire f4 · Dame noire sur case noire a3 · Cavalier blanc sur case noire c3 · Pion blanc sur case blanche a2 · Pion blanc sur case blanche c2 · Dame blanche sur case noire d2 · Pion blanc sur case blanche g2 · Pion blanc sur case noire h2 · Tour blanche sur case blanche b1 · Roi blanc sur case noire e1 · Fou blanc sur case blanche f1 · Tour blanche sur case blanche h1 | Tour noire sur case blanche a8 · Cavalier noir sur case noire b8 · Fou noir sur case blanche c8 · Roi noir sur case blanche e8 · Fou noir sur case noire f8 · Tour noire sur case noire h8 · Pion noir sur case blanche b7 · Pion noir sur case blanche f7 · Pion noir sur case noire g7 · Pion noir sur case blanche h7 · Pion noir sur case blanche a6 · Pion noir sur case noire d6 · Pion noir sur case blanche e6 · Cavalier noir sur case noire f6 · Fou blanc sur case noire g5 · Cavalier blanc sur case noire d4 · Pion blanc sur case blanche e4 · Pion blanc sur case noire f4 · Dame noire sur case noire a3 · Cavalier blanc sur case noire c3 · Pion blanc sur case blanche a2 · Pion blanc sur case blanche c2 · Dame blanche sur case noire d2 · Pion blanc sur case blanche g2 · Pion blanc sur case noire h2 · Tour blanche sur case blanche b1 · Roi blanc sur case noire e1 · Fou blanc sur case blanche f1 · Tour blanche sur case blanche h1 | Tour noire sur case blanche a8 · Cavalier noir sur case noire b8 · Fou noir sur case blanche c8 · Roi noir sur case blanche e8 · Fou noir sur case noire f8 · Tour noire sur case noire h8 · Pion noir sur case blanche b7 · Pion noir sur case blanche f7 · Pion noir sur case noire g7 · Pion noir sur case blanche h7 · Pion noir sur case blanche a6 · Pion noir sur case noire d6 · Pion noir sur case blanche e6 · Cavalier noir sur case noire f6 · Fou blanc sur case noire g5 · Cavalier blanc sur case noire d4 · Pion blanc sur case blanche e4 · Pion blanc sur case noire f4 · Dame noire sur case noire a3 · Cavalier blanc sur case noire c3 · Pion blanc sur case blanche a2 · Pion blanc sur case blanche c2 · Dame blanche sur case noire d2 · Pion blanc sur case blanche g2 · Pion blanc sur case noire h2 · Tour blanche sur case blanche b1 · Roi blanc sur case noire e1 · Fou blanc sur case blanche f1 · Tour blanche sur case blanche h1 | Tour noire sur case blanche a8 · Cavalier noir sur case noire b8 · Fou noir sur case blanche c8 · Roi noir sur case blanche e8 · Fou noir sur case noire f8 · Tour noire sur case noire h8 · Pion noir sur case blanche b7 · Pion noir sur case blanche f7 · Pion noir sur case noire g7 · Pion noir sur case blanche h7 · Pion noir sur case blanche a6 · Pion noir sur case noire d6 · Pion noir sur case blanche e6 · Cavalier noir sur case noire f6 · Fou blanc sur case noire g5 · Cavalier blanc sur case noire d4 · Pion blanc sur case blanche e4 · Pion blanc sur case noire f4 · Dame noire sur case noire a3 · Cavalier blanc sur case noire c3 · Pion blanc sur case blanche a2 · Pion blanc sur case blanche c2 · Dame blanche sur case noire d2 · Pion blanc sur case blanche g2 · Pion blanc sur case noire h2 · Tour blanche sur case blanche b1 · Roi blanc sur case noire e1 · Fou blanc sur case blanche f1 · Tour blanche sur case blanche h1 | Tour noire sur case blanche a8 · Cavalier noir sur case noire b8 · Fou noir sur case blanche c8 · Roi noir sur case blanche e8 · Fou noir sur case noire f8 · Tour noire sur case noire h8 · Pion noir sur case blanche b7 · Pion noir sur case blanche f7 · Pion noir sur case noire g7 · Pion noir sur case blanche h7 · Pion noir sur case blanche a6 · Pion noir sur case noire d6 · Pion noir sur case blanche e6 · Cavalier noir sur case noire f6 · Fou blanc sur case noire g5 · Cavalier blanc sur case noire d4 · Pion blanc sur case blanche e4 · Pion blanc sur case noire f4 · Dame noire sur case noire a3 · Cavalier blanc sur case noire c3 · Pion blanc sur case blanche a2 · Pion blanc sur case blanche c2 · Dame blanche sur case noire d2 · Pion blanc sur case blanche g2 · Pion blanc sur case noire h2 · Tour blanche sur case blanche b1 · Roi blanc sur case noire e1 · Fou blanc sur case blanche f1 · Tour blanche sur case blanche h1 | 4 |
| 3 | Tour noire sur case blanche a8 · Cavalier noir sur case noire b8 · Fou noir sur case blanche c8 · Roi noir sur case blanche e8 · Fou noir sur case noire f8 · Tour noire sur case noire h8 · Pion noir sur case blanche b7 · Pion noir sur case blanche f7 · Pion noir sur case noire g7 · Pion noir sur case blanche h7 · Pion noir sur case blanche a6 · Pion noir sur case noire d6 · Pion noir sur case blanche e6 · Cavalier noir sur case noire f6 · Fou blanc sur case noire g5 · Cavalier blanc sur case noire d4 · Pion blanc sur case blanche e4 · Pion blanc sur case noire f4 · Dame noire sur case noire a3 · Cavalier blanc sur case noire c3 · Pion blanc sur case blanche a2 · Pion blanc sur case blanche c2 · Dame blanche sur case noire d2 · Pion blanc sur case blanche g2 · Pion blanc sur case noire h2 · Tour blanche sur case blanche b1 · Roi blanc sur case noire e1 · Fou blanc sur case blanche f1 · Tour blanche sur case blanche h1 | Tour noire sur case blanche a8 · Cavalier noir sur case noire b8 · Fou noir sur case blanche c8 · Roi noir sur case blanche e8 · Fou noir sur case noire f8 · Tour noire sur case noire h8 · Pion noir sur case blanche b7 · Pion noir sur case blanche f7 · Pion noir sur case noire g7 · Pion noir sur case blanche h7 · Pion noir sur case blanche a6 · Pion noir sur case noire d6 · Pion noir sur case blanche e6 · Cavalier noir sur case noire f6 · Fou blanc sur case noire g5 · Cavalier blanc sur case noire d4 · Pion blanc sur case blanche e4 · Pion blanc sur case noire f4 · Dame noire sur case noire a3 · Cavalier blanc sur case noire c3 · Pion blanc sur case blanche a2 · Pion blanc sur case blanche c2 · Dame blanche sur case noire d2 · Pion blanc sur case blanche g2 · Pion blanc sur case noire h2 · Tour blanche sur case blanche b1 · Roi blanc sur case noire e1 · Fou blanc sur case blanche f1 · Tour blanche sur case blanche h1 | Tour noire sur case blanche a8 · Cavalier noir sur case noire b8 · Fou noir sur case blanche c8 · Roi noir sur case blanche e8 · Fou noir sur case noire f8 · Tour noire sur case noire h8 · Pion noir sur case blanche b7 · Pion noir sur case blanche f7 · Pion noir sur case noire g7 · Pion noir sur case blanche h7 · Pion noir sur case blanche a6 · Pion noir sur case noire d6 · Pion noir sur case blanche e6 · Cavalier noir sur case noire f6 · Fou blanc sur case noire g5 · Cavalier blanc sur case noire d4 · Pion blanc sur case blanche e4 · Pion blanc sur case noire f4 · Dame noire sur case noire a3 · Cavalier blanc sur case noire c3 · Pion blanc sur case blanche a2 · Pion blanc sur case blanche c2 · Dame blanche sur case noire d2 · Pion blanc sur case blanche g2 · Pion blanc sur case noire h2 · Tour blanche sur case blanche b1 · Roi blanc sur case noire e1 · Fou blanc sur case blanche f1 · Tour blanche sur case blanche h1 | Tour noire sur case blanche a8 · Cavalier noir sur case noire b8 · Fou noir sur case blanche c8 · Roi noir sur case blanche e8 · Fou noir sur case noire f8 · Tour noire sur case noire h8 · Pion noir sur case blanche b7 · Pion noir sur case blanche f7 · Pion noir sur case noire g7 · Pion noir sur case blanche h7 · Pion noir sur case blanche a6 · Pion noir sur case noire d6 · Pion noir sur case blanche e6 · Cavalier noir sur case noire f6 · Fou blanc sur case noire g5 · Cavalier blanc sur case noire d4 · Pion blanc sur case blanche e4 · Pion blanc sur case noire f4 · Dame noire sur case noire a3 · Cavalier blanc sur case noire c3 · Pion blanc sur case blanche a2 · Pion blanc sur case blanche c2 · Dame blanche sur case noire d2 · Pion blanc sur case blanche g2 · Pion blanc sur case noire h2 · Tour blanche sur case blanche b1 · Roi blanc sur case noire e1 · Fou blanc sur case blanche f1 · Tour blanche sur case blanche h1 | Tour noire sur case blanche a8 · Cavalier noir sur case noire b8 · Fou noir sur case blanche c8 · Roi noir sur case blanche e8 · Fou noir sur case noire f8 · Tour noire sur case noire h8 · Pion noir sur case blanche b7 · Pion noir sur case blanche f7 · Pion noir sur case noire g7 · Pion noir sur case blanche h7 · Pion noir sur case blanche a6 · Pion noir sur case noire d6 · Pion noir sur case blanche e6 · Cavalier noir sur case noire f6 · Fou blanc sur case noire g5 · Cavalier blanc sur case noire d4 · Pion blanc sur case blanche e4 · Pion blanc sur case noire f4 · Dame noire sur case noire a3 · Cavalier blanc sur case noire c3 · Pion blanc sur case blanche a2 · Pion blanc sur case blanche c2 · Dame blanche sur case noire d2 · Pion blanc sur case blanche g2 · Pion blanc sur case noire h2 · Tour blanche sur case blanche b1 · Roi blanc sur case noire e1 · Fou blanc sur case blanche f1 · Tour blanche sur case blanche h1 | Tour noire sur case blanche a8 · Cavalier noir sur case noire b8 · Fou noir sur case blanche c8 · Roi noir sur case blanche e8 · Fou noir sur case noire f8 · Tour noire sur case noire h8 · Pion noir sur case blanche b7 · Pion noir sur case blanche f7 · Pion noir sur case noire g7 · Pion noir sur case blanche h7 · Pion noir sur case blanche a6 · Pion noir sur case noire d6 · Pion noir sur case blanche e6 · Cavalier noir sur case noire f6 · Fou blanc sur case noire g5 · Cavalier blanc sur case noire d4 · Pion blanc sur case blanche e4 · Pion blanc sur case noire f4 · Dame noire sur case noire a3 · Cavalier blanc sur case noire c3 · Pion blanc sur case blanche a2 · Pion blanc sur case blanche c2 · Dame blanche sur case noire d2 · Pion blanc sur case blanche g2 · Pion blanc sur case noire h2 · Tour blanche sur case blanche b1 · Roi blanc sur case noire e1 · Fou blanc sur case blanche f1 · Tour blanche sur case blanche h1 | Tour noire sur case blanche a8 · Cavalier noir sur case noire b8 · Fou noir sur case blanche c8 · Roi noir sur case blanche e8 · Fou noir sur case noire f8 · Tour noire sur case noire h8 · Pion noir sur case blanche b7 · Pion noir sur case blanche f7 · Pion noir sur case noire g7 · Pion noir sur case blanche h7 · Pion noir sur case blanche a6 · Pion noir sur case noire d6 · Pion noir sur case blanche e6 · Cavalier noir sur case noire f6 · Fou blanc sur case noire g5 · Cavalier blanc sur case noire d4 · Pion blanc sur case blanche e4 · Pion blanc sur case noire f4 · Dame noire sur case noire a3 · Cavalier blanc sur case noire c3 · Pion blanc sur case blanche a2 · Pion blanc sur case blanche c2 · Dame blanche sur case noire d2 · Pion blanc sur case blanche g2 · Pion blanc sur case noire h2 · Tour blanche sur case blanche b1 · Roi blanc sur case noire e1 · Fou blanc sur case blanche f1 · Tour blanche sur case blanche h1 | Tour noire sur case blanche a8 · Cavalier noir sur case noire b8 · Fou noir sur case blanche c8 · Roi noir sur case blanche e8 · Fou noir sur case noire f8 · Tour noire sur case noire h8 · Pion noir sur case blanche b7 · Pion noir sur case blanche f7 · Pion noir sur case noire g7 · Pion noir sur case blanche h7 · Pion noir sur case blanche a6 · Pion noir sur case noire d6 · Pion noir sur case blanche e6 · Cavalier noir sur case noire f6 · Fou blanc sur case noire g5 · Cavalier blanc sur case noire d4 · Pion blanc sur case blanche e4 · Pion blanc sur case noire f4 · Dame noire sur case noire a3 · Cavalier blanc sur case noire c3 · Pion blanc sur case blanche a2 · Pion blanc sur case blanche c2 · Dame blanche sur case noire d2 · Pion blanc sur case blanche g2 · Pion blanc sur case noire h2 · Tour blanche sur case blanche b1 · Roi blanc sur case noire e1 · Fou blanc sur case blanche f1 · Tour blanche sur case blanche h1 | 3 |
| 2 | Tour noire sur case blanche a8 · Cavalier noir sur case noire b8 · Fou noir sur case blanche c8 · Roi noir sur case blanche e8 · Fou noir sur case noire f8 · Tour noire sur case noire h8 · Pion noir sur case blanche b7 · Pion noir sur case blanche f7 · Pion noir sur case noire g7 · Pion noir sur case blanche h7 · Pion noir sur case blanche a6 · Pion noir sur case noire d6 · Pion noir sur case blanche e6 · Cavalier noir sur case noire f6 · Fou blanc sur case noire g5 · Cavalier blanc sur case noire d4 · Pion blanc sur case blanche e4 · Pion blanc sur case noire f4 · Dame noire sur case noire a3 · Cavalier blanc sur case noire c3 · Pion blanc sur case blanche a2 · Pion blanc sur case blanche c2 · Dame blanche sur case noire d2 · Pion blanc sur case blanche g2 · Pion blanc sur case noire h2 · Tour blanche sur case blanche b1 · Roi blanc sur case noire e1 · Fou blanc sur case blanche f1 · Tour blanche sur case blanche h1 | Tour noire sur case blanche a8 · Cavalier noir sur case noire b8 · Fou noir sur case blanche c8 · Roi noir sur case blanche e8 · Fou noir sur case noire f8 · Tour noire sur case noire h8 · Pion noir sur case blanche b7 · Pion noir sur case blanche f7 · Pion noir sur case noire g7 · Pion noir sur case blanche h7 · Pion noir sur case blanche a6 · Pion noir sur case noire d6 · Pion noir sur case blanche e6 · Cavalier noir sur case noire f6 · Fou blanc sur case noire g5 · Cavalier blanc sur case noire d4 · Pion blanc sur case blanche e4 · Pion blanc sur case noire f4 · Dame noire sur case noire a3 · Cavalier blanc sur case noire c3 · Pion blanc sur case blanche a2 · Pion blanc sur case blanche c2 · Dame blanche sur case noire d2 · Pion blanc sur case blanche g2 · Pion blanc sur case noire h2 · Tour blanche sur case blanche b1 · Roi blanc sur case noire e1 · Fou blanc sur case blanche f1 · Tour blanche sur case blanche h1 | Tour noire sur case blanche a8 · Cavalier noir sur case noire b8 · Fou noir sur case blanche c8 · Roi noir sur case blanche e8 · Fou noir sur case noire f8 · Tour noire sur case noire h8 · Pion noir sur case blanche b7 · Pion noir sur case blanche f7 · Pion noir sur case noire g7 · Pion noir sur case blanche h7 · Pion noir sur case blanche a6 · Pion noir sur case noire d6 · Pion noir sur case blanche e6 · Cavalier noir sur case noire f6 · Fou blanc sur case noire g5 · Cavalier blanc sur case noire d4 · Pion blanc sur case blanche e4 · Pion blanc sur case noire f4 · Dame noire sur case noire a3 · Cavalier blanc sur case noire c3 · Pion blanc sur case blanche a2 · Pion blanc sur case blanche c2 · Dame blanche sur case noire d2 · Pion blanc sur case blanche g2 · Pion blanc sur case noire h2 · Tour blanche sur case blanche b1 · Roi blanc sur case noire e1 · Fou blanc sur case blanche f1 · Tour blanche sur case blanche h1 | Tour noire sur case blanche a8 · Cavalier noir sur case noire b8 · Fou noir sur case blanche c8 · Roi noir sur case blanche e8 · Fou noir sur case noire f8 · Tour noire sur case noire h8 · Pion noir sur case blanche b7 · Pion noir sur case blanche f7 · Pion noir sur case noire g7 · Pion noir sur case blanche h7 · Pion noir sur case blanche a6 · Pion noir sur case noire d6 · Pion noir sur case blanche e6 · Cavalier noir sur case noire f6 · Fou blanc sur case noire g5 · Cavalier blanc sur case noire d4 · Pion blanc sur case blanche e4 · Pion blanc sur case noire f4 · Dame noire sur case noire a3 · Cavalier blanc sur case noire c3 · Pion blanc sur case blanche a2 · Pion blanc sur case blanche c2 · Dame blanche sur case noire d2 · Pion blanc sur case blanche g2 · Pion blanc sur case noire h2 · Tour blanche sur case blanche b1 · Roi blanc sur case noire e1 · Fou blanc sur case blanche f1 · Tour blanche sur case blanche h1 | Tour noire sur case blanche a8 · Cavalier noir sur case noire b8 · Fou noir sur case blanche c8 · Roi noir sur case blanche e8 · Fou noir sur case noire f8 · Tour noire sur case noire h8 · Pion noir sur case blanche b7 · Pion noir sur case blanche f7 · Pion noir sur case noire g7 · Pion noir sur case blanche h7 · Pion noir sur case blanche a6 · Pion noir sur case noire d6 · Pion noir sur case blanche e6 · Cavalier noir sur case noire f6 · Fou blanc sur case noire g5 · Cavalier blanc sur case noire d4 · Pion blanc sur case blanche e4 · Pion blanc sur case noire f4 · Dame noire sur case noire a3 · Cavalier blanc sur case noire c3 · Pion blanc sur case blanche a2 · Pion blanc sur case blanche c2 · Dame blanche sur case noire d2 · Pion blanc sur case blanche g2 · Pion blanc sur case noire h2 · Tour blanche sur case blanche b1 · Roi blanc sur case noire e1 · Fou blanc sur case blanche f1 · Tour blanche sur case blanche h1 | Tour noire sur case blanche a8 · Cavalier noir sur case noire b8 · Fou noir sur case blanche c8 · Roi noir sur case blanche e8 · Fou noir sur case noire f8 · Tour noire sur case noire h8 · Pion noir sur case blanche b7 · Pion noir sur case blanche f7 · Pion noir sur case noire g7 · Pion noir sur case blanche h7 · Pion noir sur case blanche a6 · Pion noir sur case noire d6 · Pion noir sur case blanche e6 · Cavalier noir sur case noire f6 · Fou blanc sur case noire g5 · Cavalier blanc sur case noire d4 · Pion blanc sur case blanche e4 · Pion blanc sur case noire f4 · Dame noire sur case noire a3 · Cavalier blanc sur case noire c3 · Pion blanc sur case blanche a2 · Pion blanc sur case blanche c2 · Dame blanche sur case noire d2 · Pion blanc sur case blanche g2 · Pion blanc sur case noire h2 · Tour blanche sur case blanche b1 · Roi blanc sur case noire e1 · Fou blanc sur case blanche f1 · Tour blanche sur case blanche h1 | Tour noire sur case blanche a8 · Cavalier noir sur case noire b8 · Fou noir sur case blanche c8 · Roi noir sur case blanche e8 · Fou noir sur case noire f8 · Tour noire sur case noire h8 · Pion noir sur case blanche b7 · Pion noir sur case blanche f7 · Pion noir sur case noire g7 · Pion noir sur case blanche h7 · Pion noir sur case blanche a6 · Pion noir sur case noire d6 · Pion noir sur case blanche e6 · Cavalier noir sur case noire f6 · Fou blanc sur case noire g5 · Cavalier blanc sur case noire d4 · Pion blanc sur case blanche e4 · Pion blanc sur case noire f4 · Dame noire sur case noire a3 · Cavalier blanc sur case noire c3 · Pion blanc sur case blanche a2 · Pion blanc sur case blanche c2 · Dame blanche sur case noire d2 · Pion blanc sur case blanche g2 · Pion blanc sur case noire h2 · Tour blanche sur case blanche b1 · Roi blanc sur case noire e1 · Fou blanc sur case blanche f1 · Tour blanche sur case blanche h1 | Tour noire sur case blanche a8 · Cavalier noir sur case noire b8 · Fou noir sur case blanche c8 · Roi noir sur case blanche e8 · Fou noir sur case noire f8 · Tour noire sur case noire h8 · Pion noir sur case blanche b7 · Pion noir sur case blanche f7 · Pion noir sur case noire g7 · Pion noir sur case blanche h7 · Pion noir sur case blanche a6 · Pion noir sur case noire d6 · Pion noir sur case blanche e6 · Cavalier noir sur case noire f6 · Fou blanc sur case noire g5 · Cavalier blanc sur case noire d4 · Pion blanc sur case blanche e4 · Pion blanc sur case noire f4 · Dame noire sur case noire a3 · Cavalier blanc sur case noire c3 · Pion blanc sur case blanche a2 · Pion blanc sur case blanche c2 · Dame blanche sur case noire d2 · Pion blanc sur case blanche g2 · Pion blanc sur case noire h2 · Tour blanche sur case blanche b1 · Roi blanc sur case noire e1 · Fou blanc sur case blanche f1 · Tour blanche sur case blanche h1 | 2 |
| 1 | Tour noire sur case blanche a8 · Cavalier noir sur case noire b8 · Fou noir sur case blanche c8 · Roi noir sur case blanche e8 · Fou noir sur case noire f8 · Tour noire sur case noire h8 · Pion noir sur case blanche b7 · Pion noir sur case blanche f7 · Pion noir sur case noire g7 · Pion noir sur case blanche h7 · Pion noir sur case blanche a6 · Pion noir sur case noire d6 · Pion noir sur case blanche e6 · Cavalier noir sur case noire f6 · Fou blanc sur case noire g5 · Cavalier blanc sur case noire d4 · Pion blanc sur case blanche e4 · Pion blanc sur case noire f4 · Dame noire sur case noire a3 · Cavalier blanc sur case noire c3 · Pion blanc sur case blanche a2 · Pion blanc sur case blanche c2 · Dame blanche sur case noire d2 · Pion blanc sur case blanche g2 · Pion blanc sur case noire h2 · Tour blanche sur case blanche b1 · Roi blanc sur case noire e1 · Fou blanc sur case blanche f1 · Tour blanche sur case blanche h1 | Tour noire sur case blanche a8 · Cavalier noir sur case noire b8 · Fou noir sur case blanche c8 · Roi noir sur case blanche e8 · Fou noir sur case noire f8 · Tour noire sur case noire h8 · Pion noir sur case blanche b7 · Pion noir sur case blanche f7 · Pion noir sur case noire g7 · Pion noir sur case blanche h7 · Pion noir sur case blanche a6 · Pion noir sur case noire d6 · Pion noir sur case blanche e6 · Cavalier noir sur case noire f6 · Fou blanc sur case noire g5 · Cavalier blanc sur case noire d4 · Pion blanc sur case blanche e4 · Pion blanc sur case noire f4 · Dame noire sur case noire a3 · Cavalier blanc sur case noire c3 · Pion blanc sur case blanche a2 · Pion blanc sur case blanche c2 · Dame blanche sur case noire d2 · Pion blanc sur case blanche g2 · Pion blanc sur case noire h2 · Tour blanche sur case blanche b1 · Roi blanc sur case noire e1 · Fou blanc sur case blanche f1 · Tour blanche sur case blanche h1 | Tour noire sur case blanche a8 · Cavalier noir sur case noire b8 · Fou noir sur case blanche c8 · Roi noir sur case blanche e8 · Fou noir sur case noire f8 · Tour noire sur case noire h8 · Pion noir sur case blanche b7 · Pion noir sur case blanche f7 · Pion noir sur case noire g7 · Pion noir sur case blanche h7 · Pion noir sur case blanche a6 · Pion noir sur case noire d6 · Pion noir sur case blanche e6 · Cavalier noir sur case noire f6 · Fou blanc sur case noire g5 · Cavalier blanc sur case noire d4 · Pion blanc sur case blanche e4 · Pion blanc sur case noire f4 · Dame noire sur case noire a3 · Cavalier blanc sur case noire c3 · Pion blanc sur case blanche a2 · Pion blanc sur case blanche c2 · Dame blanche sur case noire d2 · Pion blanc sur case blanche g2 · Pion blanc sur case noire h2 · Tour blanche sur case blanche b1 · Roi blanc sur case noire e1 · Fou blanc sur case blanche f1 · Tour blanche sur case blanche h1 | Tour noire sur case blanche a8 · Cavalier noir sur case noire b8 · Fou noir sur case blanche c8 · Roi noir sur case blanche e8 · Fou noir sur case noire f8 · Tour noire sur case noire h8 · Pion noir sur case blanche b7 · Pion noir sur case blanche f7 · Pion noir sur case noire g7 · Pion noir sur case blanche h7 · Pion noir sur case blanche a6 · Pion noir sur case noire d6 · Pion noir sur case blanche e6 · Cavalier noir sur case noire f6 · Fou blanc sur case noire g5 · Cavalier blanc sur case noire d4 · Pion blanc sur case blanche e4 · Pion blanc sur case noire f4 · Dame noire sur case noire a3 · Cavalier blanc sur case noire c3 · Pion blanc sur case blanche a2 · Pion blanc sur case blanche c2 · Dame blanche sur case noire d2 · Pion blanc sur case blanche g2 · Pion blanc sur case noire h2 · Tour blanche sur case blanche b1 · Roi blanc sur case noire e1 · Fou blanc sur case blanche f1 · Tour blanche sur case blanche h1 | Tour noire sur case blanche a8 · Cavalier noir sur case noire b8 · Fou noir sur case blanche c8 · Roi noir sur case blanche e8 · Fou noir sur case noire f8 · Tour noire sur case noire h8 · Pion noir sur case blanche b7 · Pion noir sur case blanche f7 · Pion noir sur case noire g7 · Pion noir sur case blanche h7 · Pion noir sur case blanche a6 · Pion noir sur case noire d6 · Pion noir sur case blanche e6 · Cavalier noir sur case noire f6 · Fou blanc sur case noire g5 · Cavalier blanc sur case noire d4 · Pion blanc sur case blanche e4 · Pion blanc sur case noire f4 · Dame noire sur case noire a3 · Cavalier blanc sur case noire c3 · Pion blanc sur case blanche a2 · Pion blanc sur case blanche c2 · Dame blanche sur case noire d2 · Pion blanc sur case blanche g2 · Pion blanc sur case noire h2 · Tour blanche sur case blanche b1 · Roi blanc sur case noire e1 · Fou blanc sur case blanche f1 · Tour blanche sur case blanche h1 | Tour noire sur case blanche a8 · Cavalier noir sur case noire b8 · Fou noir sur case blanche c8 · Roi noir sur case blanche e8 · Fou noir sur case noire f8 · Tour noire sur case noire h8 · Pion noir sur case blanche b7 · Pion noir sur case blanche f7 · Pion noir sur case noire g7 · Pion noir sur case blanche h7 · Pion noir sur case blanche a6 · Pion noir sur case noire d6 · Pion noir sur case blanche e6 · Cavalier noir sur case noire f6 · Fou blanc sur case noire g5 · Cavalier blanc sur case noire d4 · Pion blanc sur case blanche e4 · Pion blanc sur case noire f4 · Dame noire sur case noire a3 · Cavalier blanc sur case noire c3 · Pion blanc sur case blanche a2 · Pion blanc sur case blanche c2 · Dame blanche sur case noire d2 · Pion blanc sur case blanche g2 · Pion blanc sur case noire h2 · Tour blanche sur case blanche b1 · Roi blanc sur case noire e1 · Fou blanc sur case blanche f1 · Tour blanche sur case blanche h1 | Tour noire sur case blanche a8 · Cavalier noir sur case noire b8 · Fou noir sur case blanche c8 · Roi noir sur case blanche e8 · Fou noir sur case noire f8 · Tour noire sur case noire h8 · Pion noir sur case blanche b7 · Pion noir sur case blanche f7 · Pion noir sur case noire g7 · Pion noir sur case blanche h7 · Pion noir sur case blanche a6 · Pion noir sur case noire d6 · Pion noir sur case blanche e6 · Cavalier noir sur case noire f6 · Fou blanc sur case noire g5 · Cavalier blanc sur case noire d4 · Pion blanc sur case blanche e4 · Pion blanc sur case noire f4 · Dame noire sur case noire a3 · Cavalier blanc sur case noire c3 · Pion blanc sur case blanche a2 · Pion blanc sur case blanche c2 · Dame blanche sur case noire d2 · Pion blanc sur case blanche g2 · Pion blanc sur case noire h2 · Tour blanche sur case blanche b1 · Roi blanc sur case noire e1 · Fou blanc sur case blanche f1 · Tour blanche sur case blanche h1 | Tour noire sur case blanche a8 · Cavalier noir sur case noire b8 · Fou noir sur case blanche c8 · Roi noir sur case blanche e8 · Fou noir sur case noire f8 · Tour noire sur case noire h8 · Pion noir sur case blanche b7 · Pion noir sur case blanche f7 · Pion noir sur case noire g7 · Pion noir sur case blanche h7 · Pion noir sur case blanche a6 · Pion noir sur case noire d6 · Pion noir sur case blanche e6 · Cavalier noir sur case noire f6 · Fou blanc sur case noire g5 · Cavalier blanc sur case noire d4 · Pion blanc sur case blanche e4 · Pion blanc sur case noire f4 · Dame noire sur case noire a3 · Cavalier blanc sur case noire c3 · Pion blanc sur case blanche a2 · Pion blanc sur case blanche c2 · Dame blanche sur case noire d2 · Pion blanc sur case blanche g2 · Pion blanc sur case noire h2 · Tour blanche sur case blanche b1 · Roi blanc sur case noire e1 · Fou blanc sur case blanche f1 · Tour blanche sur case blanche h1 | 1 |
|   | a | b | c | d | e | f | g | h |   |

La variante du pion empoisonné, née dans les années 1950, a été soutenue et analysée par deux des plus grands joueurs de l'histoire des échecs, Bobby Fischer et Garry Kasparov, qui ont tous deux en leur temps élevé le niveau de la préparation dans les ouvertures. En dépit de quantités d'analyse colossales, spécialement dans la ligne 7... Db6 8. Dd2 Dxb2 9. Tb1 Da3 (cf diagramme), la variante du pion empoisonné est le principal obstacle des Blancs sur le chemin d'une réfutation de la Najdorf dans son ensemble.  À tel point que la variante a atteint un statut quasi mythique, certains auteurs comparant même la recherche de la réfutation de la variante du pion empoisonné à la quête d'un Saint Graal échiquéen.

## Variantes du pion empoisonné dans d'autres ouvertures
John Watson cite la variante du pion empoisonné comme un signe précurseur fort du changement des mentalités dans la pratique des ouvertures. En prouvant que les Noirs pouvaient capturer le pion b2 avec leur dame dans cette variante et non seulement survivre mais prospérer, les joueurs modernes provoquèrent l'émergence d'une floraison de variantes utilisant cette idée dans de nombreuses autres lignes de la théorie des ouvertures; par exemple :
- la variante du pion empoisonné dans la française Winawer : 1. e4 e6 2. d4 d5 3. Cc3 Fb4 4. e5 c5 5. a3 Fxc3+ 6. bxc3 Ce7 7. Dg4 Dc7 8. Dxg7 Tg8 9. Dxh7,
- la variante Boleslavski de la variante classique de la défense française : 1. e4 e6 2. d4 d5 3. Cc3 Cf6 4. e5 Cfd7 5. f4 c5 6. Cf3 Cc6 7. Fe3 cxd4 8. Cxd4 Db6 9. Dd2 Dxb2,
- la variante du pion empoisonné de l'attaque Torre : 1. d4 Cf6 2. Cf3 e6 3. Fg5 c5 4. e3 Db6 5. Cbd2 Dxb2,
- le gambit Vaganian de l'attaque Trompowsky : 1. d4 Cf6 2. Fg5 c5 3. d5 Db6 4. Cc3 Dxb2,
- et la grande ligne de la variante moderne de la défense Grünfeld : 1. d4 Cf6 2. c4 g6 3. Cc3 d5 4. cxd5 Cxd5 5. e4 Cxc3 6. bxc3 Fg7 7. Cf3 c5 8. Tb1 0-0 9. Fe2 cxd4 10. cxd4 Da5+ 11. Fd2 Dxa2[7].

## Variante 8. Cb3
En réponse à 7... Db6, les Blancs ne sont pas obligés de sacrifier le pion b2. Ils peuvent choisir de retirer leur cavalier en b3 : 8. Cb3. Bien sûr, un tel coup ne peut prétendre réfuter la variante du pion empoisonné, ni même prétendre à un quelconque réel avantage d'ouverture, mais il s'agit toutefois d'un coup raisonnable et solide qui garantit une lutte complexe; c'est un choix populaire en pratique, spécialement lorsque les lignes avec Dxb2 sont en crise pour les Blancs. Dans le même esprit, les Noirs peuvent répondre 8... De3+ 9. De2 Dxe2+ 10. Fxe2 avec une finale solide mais peut-être un peu inférieure. Toutefois, les Noirs recherchent en général un jeu plus étoffé par 8... Cbd7 9. Df3 Fe7 10. 0-0-0 Dc7 11. Fd3 b5 :
Péter Lékó (2745) - Judit Polgár (2676) [B97], 
Tournoi de SuperGM, Linares (5), 28 février 2001
1.e4 c5 2.Cf3 d6 3.d4 cxd4 4.Cxd4 Cf6 5.Cc3 a6 6.Fg5 e6 7.f4 Db6 8. Cb3 Fe7 9.Df3 Cbd7 10.0-0-0 Dc7 11.Fd3 b5 12.a3 Tb8 13.The1 h6 14.Dh3 e5 15.f5 b4 16.axb4 Txb4 17.Fd2 Cb6 18.g4 Tg8 19.Rb1 Cc4 20.Fxc4 Txc4 21.g5 hxg5 22.Fxg5 Fb7 23.Fxf6 Fxf6 24.Cd5 Fxd5 25.Txd5 Re7 26.Dd3 Tc8 27.Te2 Db6 ½-½

## Variante 8. a3
Une autre option est le coup 8. a3, qui empêche également la capture en b2 : 8. a3 Dxb2?? est puni par 9. Ca4 gagnant la dame. Mais après 8... Cc6 les Blancs doivent tout de même jouer 9. Cb3, et il n'est pas clair que l'ajout du coup a3 soit au bénéfice des Blancs, même s'ils peuvent essayer de prouver que le cavalier noir n'est pas non plus idéalement placé à c6.
|   | a | b | c | d | e | f | g | h |   |
| 8 | Tour noire sur case blanche c8 · Tour noire sur case noire d8 · Pion noir sur case noire g7 · Pion noir sur case blanche a6 · Pion noir sur case blanche e6 · Pion noir sur case noire h6 · Dame noire sur case noire e5 · Pion blanc sur case noire b4 · Pion blanc sur case blanche g4 · Dame blanche sur case blanche f3 · Fou blanc sur case noire d2 · Tour blanche sur case noire f2 · Pion blanc sur case noire h2 · Roi noir sur case blanche b1 · Roi blanc sur case blanche d1 | Tour noire sur case blanche c8 · Tour noire sur case noire d8 · Pion noir sur case noire g7 · Pion noir sur case blanche a6 · Pion noir sur case blanche e6 · Pion noir sur case noire h6 · Dame noire sur case noire e5 · Pion blanc sur case noire b4 · Pion blanc sur case blanche g4 · Dame blanche sur case blanche f3 · Fou blanc sur case noire d2 · Tour blanche sur case noire f2 · Pion blanc sur case noire h2 · Roi noir sur case blanche b1 · Roi blanc sur case blanche d1 | Tour noire sur case blanche c8 · Tour noire sur case noire d8 · Pion noir sur case noire g7 · Pion noir sur case blanche a6 · Pion noir sur case blanche e6 · Pion noir sur case noire h6 · Dame noire sur case noire e5 · Pion blanc sur case noire b4 · Pion blanc sur case blanche g4 · Dame blanche sur case blanche f3 · Fou blanc sur case noire d2 · Tour blanche sur case noire f2 · Pion blanc sur case noire h2 · Roi noir sur case blanche b1 · Roi blanc sur case blanche d1 | Tour noire sur case blanche c8 · Tour noire sur case noire d8 · Pion noir sur case noire g7 · Pion noir sur case blanche a6 · Pion noir sur case blanche e6 · Pion noir sur case noire h6 · Dame noire sur case noire e5 · Pion blanc sur case noire b4 · Pion blanc sur case blanche g4 · Dame blanche sur case blanche f3 · Fou blanc sur case noire d2 · Tour blanche sur case noire f2 · Pion blanc sur case noire h2 · Roi noir sur case blanche b1 · Roi blanc sur case blanche d1 | Tour noire sur case blanche c8 · Tour noire sur case noire d8 · Pion noir sur case noire g7 · Pion noir sur case blanche a6 · Pion noir sur case blanche e6 · Pion noir sur case noire h6 · Dame noire sur case noire e5 · Pion blanc sur case noire b4 · Pion blanc sur case blanche g4 · Dame blanche sur case blanche f3 · Fou blanc sur case noire d2 · Tour blanche sur case noire f2 · Pion blanc sur case noire h2 · Roi noir sur case blanche b1 · Roi blanc sur case blanche d1 | Tour noire sur case blanche c8 · Tour noire sur case noire d8 · Pion noir sur case noire g7 · Pion noir sur case blanche a6 · Pion noir sur case blanche e6 · Pion noir sur case noire h6 · Dame noire sur case noire e5 · Pion blanc sur case noire b4 · Pion blanc sur case blanche g4 · Dame blanche sur case blanche f3 · Fou blanc sur case noire d2 · Tour blanche sur case noire f2 · Pion blanc sur case noire h2 · Roi noir sur case blanche b1 · Roi blanc sur case blanche d1 | Tour noire sur case blanche c8 · Tour noire sur case noire d8 · Pion noir sur case noire g7 · Pion noir sur case blanche a6 · Pion noir sur case blanche e6 · Pion noir sur case noire h6 · Dame noire sur case noire e5 · Pion blanc sur case noire b4 · Pion blanc sur case blanche g4 · Dame blanche sur case blanche f3 · Fou blanc sur case noire d2 · Tour blanche sur case noire f2 · Pion blanc sur case noire h2 · Roi noir sur case blanche b1 · Roi blanc sur case blanche d1 | Tour noire sur case blanche c8 · Tour noire sur case noire d8 · Pion noir sur case noire g7 · Pion noir sur case blanche a6 · Pion noir sur case blanche e6 · Pion noir sur case noire h6 · Dame noire sur case noire e5 · Pion blanc sur case noire b4 · Pion blanc sur case blanche g4 · Dame blanche sur case blanche f3 · Fou blanc sur case noire d2 · Tour blanche sur case noire f2 · Pion blanc sur case noire h2 · Roi noir sur case blanche b1 · Roi blanc sur case blanche d1 | 8 |
| 7 | Tour noire sur case blanche c8 · Tour noire sur case noire d8 · Pion noir sur case noire g7 · Pion noir sur case blanche a6 · Pion noir sur case blanche e6 · Pion noir sur case noire h6 · Dame noire sur case noire e5 · Pion blanc sur case noire b4 · Pion blanc sur case blanche g4 · Dame blanche sur case blanche f3 · Fou blanc sur case noire d2 · Tour blanche sur case noire f2 · Pion blanc sur case noire h2 · Roi noir sur case blanche b1 · Roi blanc sur case blanche d1 | Tour noire sur case blanche c8 · Tour noire sur case noire d8 · Pion noir sur case noire g7 · Pion noir sur case blanche a6 · Pion noir sur case blanche e6 · Pion noir sur case noire h6 · Dame noire sur case noire e5 · Pion blanc sur case noire b4 · Pion blanc sur case blanche g4 · Dame blanche sur case blanche f3 · Fou blanc sur case noire d2 · Tour blanche sur case noire f2 · Pion blanc sur case noire h2 · Roi noir sur case blanche b1 · Roi blanc sur case blanche d1 | Tour noire sur case blanche c8 · Tour noire sur case noire d8 · Pion noir sur case noire g7 · Pion noir sur case blanche a6 · Pion noir sur case blanche e6 · Pion noir sur case noire h6 · Dame noire sur case noire e5 · Pion blanc sur case noire b4 · Pion blanc sur case blanche g4 · Dame blanche sur case blanche f3 · Fou blanc sur case noire d2 · Tour blanche sur case noire f2 · Pion blanc sur case noire h2 · Roi noir sur case blanche b1 · Roi blanc sur case blanche d1 | Tour noire sur case blanche c8 · Tour noire sur case noire d8 · Pion noir sur case noire g7 · Pion noir sur case blanche a6 · Pion noir sur case blanche e6 · Pion noir sur case noire h6 · Dame noire sur case noire e5 · Pion blanc sur case noire b4 · Pion blanc sur case blanche g4 · Dame blanche sur case blanche f3 · Fou blanc sur case noire d2 · Tour blanche sur case noire f2 · Pion blanc sur case noire h2 · Roi noir sur case blanche b1 · Roi blanc sur case blanche d1 | Tour noire sur case blanche c8 · Tour noire sur case noire d8 · Pion noir sur case noire g7 · Pion noir sur case blanche a6 · Pion noir sur case blanche e6 · Pion noir sur case noire h6 · Dame noire sur case noire e5 · Pion blanc sur case noire b4 · Pion blanc sur case blanche g4 · Dame blanche sur case blanche f3 · Fou blanc sur case noire d2 · Tour blanche sur case noire f2 · Pion blanc sur case noire h2 · Roi noir sur case blanche b1 · Roi blanc sur case blanche d1 | Tour noire sur case blanche c8 · Tour noire sur case noire d8 · Pion noir sur case noire g7 · Pion noir sur case blanche a6 · Pion noir sur case blanche e6 · Pion noir sur case noire h6 · Dame noire sur case noire e5 · Pion blanc sur case noire b4 · Pion blanc sur case blanche g4 · Dame blanche sur case blanche f3 · Fou blanc sur case noire d2 · Tour blanche sur case noire f2 · Pion blanc sur case noire h2 · Roi noir sur case blanche b1 · Roi blanc sur case blanche d1 | Tour noire sur case blanche c8 · Tour noire sur case noire d8 · Pion noir sur case noire g7 · Pion noir sur case blanche a6 · Pion noir sur case blanche e6 · Pion noir sur case noire h6 · Dame noire sur case noire e5 · Pion blanc sur case noire b4 · Pion blanc sur case blanche g4 · Dame blanche sur case blanche f3 · Fou blanc sur case noire d2 · Tour blanche sur case noire f2 · Pion blanc sur case noire h2 · Roi noir sur case blanche b1 · Roi blanc sur case blanche d1 | Tour noire sur case blanche c8 · Tour noire sur case noire d8 · Pion noir sur case noire g7 · Pion noir sur case blanche a6 · Pion noir sur case blanche e6 · Pion noir sur case noire h6 · Dame noire sur case noire e5 · Pion blanc sur case noire b4 · Pion blanc sur case blanche g4 · Dame blanche sur case blanche f3 · Fou blanc sur case noire d2 · Tour blanche sur case noire f2 · Pion blanc sur case noire h2 · Roi noir sur case blanche b1 · Roi blanc sur case blanche d1 | 7 |
| 6 | Tour noire sur case blanche c8 · Tour noire sur case noire d8 · Pion noir sur case noire g7 · Pion noir sur case blanche a6 · Pion noir sur case blanche e6 · Pion noir sur case noire h6 · Dame noire sur case noire e5 · Pion blanc sur case noire b4 · Pion blanc sur case blanche g4 · Dame blanche sur case blanche f3 · Fou blanc sur case noire d2 · Tour blanche sur case noire f2 · Pion blanc sur case noire h2 · Roi noir sur case blanche b1 · Roi blanc sur case blanche d1 | Tour noire sur case blanche c8 · Tour noire sur case noire d8 · Pion noir sur case noire g7 · Pion noir sur case blanche a6 · Pion noir sur case blanche e6 · Pion noir sur case noire h6 · Dame noire sur case noire e5 · Pion blanc sur case noire b4 · Pion blanc sur case blanche g4 · Dame blanche sur case blanche f3 · Fou blanc sur case noire d2 · Tour blanche sur case noire f2 · Pion blanc sur case noire h2 · Roi noir sur case blanche b1 · Roi blanc sur case blanche d1 | Tour noire sur case blanche c8 · Tour noire sur case noire d8 · Pion noir sur case noire g7 · Pion noir sur case blanche a6 · Pion noir sur case blanche e6 · Pion noir sur case noire h6 · Dame noire sur case noire e5 · Pion blanc sur case noire b4 · Pion blanc sur case blanche g4 · Dame blanche sur case blanche f3 · Fou blanc sur case noire d2 · Tour blanche sur case noire f2 · Pion blanc sur case noire h2 · Roi noir sur case blanche b1 · Roi blanc sur case blanche d1 | Tour noire sur case blanche c8 · Tour noire sur case noire d8 · Pion noir sur case noire g7 · Pion noir sur case blanche a6 · Pion noir sur case blanche e6 · Pion noir sur case noire h6 · Dame noire sur case noire e5 · Pion blanc sur case noire b4 · Pion blanc sur case blanche g4 · Dame blanche sur case blanche f3 · Fou blanc sur case noire d2 · Tour blanche sur case noire f2 · Pion blanc sur case noire h2 · Roi noir sur case blanche b1 · Roi blanc sur case blanche d1 | Tour noire sur case blanche c8 · Tour noire sur case noire d8 · Pion noir sur case noire g7 · Pion noir sur case blanche a6 · Pion noir sur case blanche e6 · Pion noir sur case noire h6 · Dame noire sur case noire e5 · Pion blanc sur case noire b4 · Pion blanc sur case blanche g4 · Dame blanche sur case blanche f3 · Fou blanc sur case noire d2 · Tour blanche sur case noire f2 · Pion blanc sur case noire h2 · Roi noir sur case blanche b1 · Roi blanc sur case blanche d1 | Tour noire sur case blanche c8 · Tour noire sur case noire d8 · Pion noir sur case noire g7 · Pion noir sur case blanche a6 · Pion noir sur case blanche e6 · Pion noir sur case noire h6 · Dame noire sur case noire e5 · Pion blanc sur case noire b4 · Pion blanc sur case blanche g4 · Dame blanche sur case blanche f3 · Fou blanc sur case noire d2 · Tour blanche sur case noire f2 · Pion blanc sur case noire h2 · Roi noir sur case blanche b1 · Roi blanc sur case blanche d1 | Tour noire sur case blanche c8 · Tour noire sur case noire d8 · Pion noir sur case noire g7 · Pion noir sur case blanche a6 · Pion noir sur case blanche e6 · Pion noir sur case noire h6 · Dame noire sur case noire e5 · Pion blanc sur case noire b4 · Pion blanc sur case blanche g4 · Dame blanche sur case blanche f3 · Fou blanc sur case noire d2 · Tour blanche sur case noire f2 · Pion blanc sur case noire h2 · Roi noir sur case blanche b1 · Roi blanc sur case blanche d1 | Tour noire sur case blanche c8 · Tour noire sur case noire d8 · Pion noir sur case noire g7 · Pion noir sur case blanche a6 · Pion noir sur case blanche e6 · Pion noir sur case noire h6 · Dame noire sur case noire e5 · Pion blanc sur case noire b4 · Pion blanc sur case blanche g4 · Dame blanche sur case blanche f3 · Fou blanc sur case noire d2 · Tour blanche sur case noire f2 · Pion blanc sur case noire h2 · Roi noir sur case blanche b1 · Roi blanc sur case blanche d1 | 6 |
| 5 | Tour noire sur case blanche c8 · Tour noire sur case noire d8 · Pion noir sur case noire g7 · Pion noir sur case blanche a6 · Pion noir sur case blanche e6 · Pion noir sur case noire h6 · Dame noire sur case noire e5 · Pion blanc sur case noire b4 · Pion blanc sur case blanche g4 · Dame blanche sur case blanche f3 · Fou blanc sur case noire d2 · Tour blanche sur case noire f2 · Pion blanc sur case noire h2 · Roi noir sur case blanche b1 · Roi blanc sur case blanche d1 | Tour noire sur case blanche c8 · Tour noire sur case noire d8 · Pion noir sur case noire g7 · Pion noir sur case blanche a6 · Pion noir sur case blanche e6 · Pion noir sur case noire h6 · Dame noire sur case noire e5 · Pion blanc sur case noire b4 · Pion blanc sur case blanche g4 · Dame blanche sur case blanche f3 · Fou blanc sur case noire d2 · Tour blanche sur case noire f2 · Pion blanc sur case noire h2 · Roi noir sur case blanche b1 · Roi blanc sur case blanche d1 | Tour noire sur case blanche c8 · Tour noire sur case noire d8 · Pion noir sur case noire g7 · Pion noir sur case blanche a6 · Pion noir sur case blanche e6 · Pion noir sur case noire h6 · Dame noire sur case noire e5 · Pion blanc sur case noire b4 · Pion blanc sur case blanche g4 · Dame blanche sur case blanche f3 · Fou blanc sur case noire d2 · Tour blanche sur case noire f2 · Pion blanc sur case noire h2 · Roi noir sur case blanche b1 · Roi blanc sur case blanche d1 | Tour noire sur case blanche c8 · Tour noire sur case noire d8 · Pion noir sur case noire g7 · Pion noir sur case blanche a6 · Pion noir sur case blanche e6 · Pion noir sur case noire h6 · Dame noire sur case noire e5 · Pion blanc sur case noire b4 · Pion blanc sur case blanche g4 · Dame blanche sur case blanche f3 · Fou blanc sur case noire d2 · Tour blanche sur case noire f2 · Pion blanc sur case noire h2 · Roi noir sur case blanche b1 · Roi blanc sur case blanche d1 | Tour noire sur case blanche c8 · Tour noire sur case noire d8 · Pion noir sur case noire g7 · Pion noir sur case blanche a6 · Pion noir sur case blanche e6 · Pion noir sur case noire h6 · Dame noire sur case noire e5 · Pion blanc sur case noire b4 · Pion blanc sur case blanche g4 · Dame blanche sur case blanche f3 · Fou blanc sur case noire d2 · Tour blanche sur case noire f2 · Pion blanc sur case noire h2 · Roi noir sur case blanche b1 · Roi blanc sur case blanche d1 | Tour noire sur case blanche c8 · Tour noire sur case noire d8 · Pion noir sur case noire g7 · Pion noir sur case blanche a6 · Pion noir sur case blanche e6 · Pion noir sur case noire h6 · Dame noire sur case noire e5 · Pion blanc sur case noire b4 · Pion blanc sur case blanche g4 · Dame blanche sur case blanche f3 · Fou blanc sur case noire d2 · Tour blanche sur case noire f2 · Pion blanc sur case noire h2 · Roi noir sur case blanche b1 · Roi blanc sur case blanche d1 | Tour noire sur case blanche c8 · Tour noire sur case noire d8 · Pion noir sur case noire g7 · Pion noir sur case blanche a6 · Pion noir sur case blanche e6 · Pion noir sur case noire h6 · Dame noire sur case noire e5 · Pion blanc sur case noire b4 · Pion blanc sur case blanche g4 · Dame blanche sur case blanche f3 · Fou blanc sur case noire d2 · Tour blanche sur case noire f2 · Pion blanc sur case noire h2 · Roi noir sur case blanche b1 · Roi blanc sur case blanche d1 | Tour noire sur case blanche c8 · Tour noire sur case noire d8 · Pion noir sur case noire g7 · Pion noir sur case blanche a6 · Pion noir sur case blanche e6 · Pion noir sur case noire h6 · Dame noire sur case noire e5 · Pion blanc sur case noire b4 · Pion blanc sur case blanche g4 · Dame blanche sur case blanche f3 · Fou blanc sur case noire d2 · Tour blanche sur case noire f2 · Pion blanc sur case noire h2 · Roi noir sur case blanche b1 · Roi blanc sur case blanche d1 | 5 |
| 4 | Tour noire sur case blanche c8 · Tour noire sur case noire d8 · Pion noir sur case noire g7 · Pion noir sur case blanche a6 · Pion noir sur case blanche e6 · Pion noir sur case noire h6 · Dame noire sur case noire e5 · Pion blanc sur case noire b4 · Pion blanc sur case blanche g4 · Dame blanche sur case blanche f3 · Fou blanc sur case noire d2 · Tour blanche sur case noire f2 · Pion blanc sur case noire h2 · Roi noir sur case blanche b1 · Roi blanc sur case blanche d1 | Tour noire sur case blanche c8 · Tour noire sur case noire d8 · Pion noir sur case noire g7 · Pion noir sur case blanche a6 · Pion noir sur case blanche e6 · Pion noir sur case noire h6 · Dame noire sur case noire e5 · Pion blanc sur case noire b4 · Pion blanc sur case blanche g4 · Dame blanche sur case blanche f3 · Fou blanc sur case noire d2 · Tour blanche sur case noire f2 · Pion blanc sur case noire h2 · Roi noir sur case blanche b1 · Roi blanc sur case blanche d1 | Tour noire sur case blanche c8 · Tour noire sur case noire d8 · Pion noir sur case noire g7 · Pion noir sur case blanche a6 · Pion noir sur case blanche e6 · Pion noir sur case noire h6 · Dame noire sur case noire e5 · Pion blanc sur case noire b4 · Pion blanc sur case blanche g4 · Dame blanche sur case blanche f3 · Fou blanc sur case noire d2 · Tour blanche sur case noire f2 · Pion blanc sur case noire h2 · Roi noir sur case blanche b1 · Roi blanc sur case blanche d1 | Tour noire sur case blanche c8 · Tour noire sur case noire d8 · Pion noir sur case noire g7 · Pion noir sur case blanche a6 · Pion noir sur case blanche e6 · Pion noir sur case noire h6 · Dame noire sur case noire e5 · Pion blanc sur case noire b4 · Pion blanc sur case blanche g4 · Dame blanche sur case blanche f3 · Fou blanc sur case noire d2 · Tour blanche sur case noire f2 · Pion blanc sur case noire h2 · Roi noir sur case blanche b1 · Roi blanc sur case blanche d1 | Tour noire sur case blanche c8 · Tour noire sur case noire d8 · Pion noir sur case noire g7 · Pion noir sur case blanche a6 · Pion noir sur case blanche e6 · Pion noir sur case noire h6 · Dame noire sur case noire e5 · Pion blanc sur case noire b4 · Pion blanc sur case blanche g4 · Dame blanche sur case blanche f3 · Fou blanc sur case noire d2 · Tour blanche sur case noire f2 · Pion blanc sur case noire h2 · Roi noir sur case blanche b1 · Roi blanc sur case blanche d1 | Tour noire sur case blanche c8 · Tour noire sur case noire d8 · Pion noir sur case noire g7 · Pion noir sur case blanche a6 · Pion noir sur case blanche e6 · Pion noir sur case noire h6 · Dame noire sur case noire e5 · Pion blanc sur case noire b4 · Pion blanc sur case blanche g4 · Dame blanche sur case blanche f3 · Fou blanc sur case noire d2 · Tour blanche sur case noire f2 · Pion blanc sur case noire h2 · Roi noir sur case blanche b1 · Roi blanc sur case blanche d1 | Tour noire sur case blanche c8 · Tour noire sur case noire d8 · Pion noir sur case noire g7 · Pion noir sur case blanche a6 · Pion noir sur case blanche e6 · Pion noir sur case noire h6 · Dame noire sur case noire e5 · Pion blanc sur case noire b4 · Pion blanc sur case blanche g4 · Dame blanche sur case blanche f3 · Fou blanc sur case noire d2 · Tour blanche sur case noire f2 · Pion blanc sur case noire h2 · Roi noir sur case blanche b1 · Roi blanc sur case blanche d1 | Tour noire sur case blanche c8 · Tour noire sur case noire d8 · Pion noir sur case noire g7 · Pion noir sur case blanche a6 · Pion noir sur case blanche e6 · Pion noir sur case noire h6 · Dame noire sur case noire e5 · Pion blanc sur case noire b4 · Pion blanc sur case blanche g4 · Dame blanche sur case blanche f3 · Fou blanc sur case noire d2 · Tour blanche sur case noire f2 · Pion blanc sur case noire h2 · Roi noir sur case blanche b1 · Roi blanc sur case blanche d1 | 4 |
| 3 | Tour noire sur case blanche c8 · Tour noire sur case noire d8 · Pion noir sur case noire g7 · Pion noir sur case blanche a6 · Pion noir sur case blanche e6 · Pion noir sur case noire h6 · Dame noire sur case noire e5 · Pion blanc sur case noire b4 · Pion blanc sur case blanche g4 · Dame blanche sur case blanche f3 · Fou blanc sur case noire d2 · Tour blanche sur case noire f2 · Pion blanc sur case noire h2 · Roi noir sur case blanche b1 · Roi blanc sur case blanche d1 | Tour noire sur case blanche c8 · Tour noire sur case noire d8 · Pion noir sur case noire g7 · Pion noir sur case blanche a6 · Pion noir sur case blanche e6 · Pion noir sur case noire h6 · Dame noire sur case noire e5 · Pion blanc sur case noire b4 · Pion blanc sur case blanche g4 · Dame blanche sur case blanche f3 · Fou blanc sur case noire d2 · Tour blanche sur case noire f2 · Pion blanc sur case noire h2 · Roi noir sur case blanche b1 · Roi blanc sur case blanche d1 | Tour noire sur case blanche c8 · Tour noire sur case noire d8 · Pion noir sur case noire g7 · Pion noir sur case blanche a6 · Pion noir sur case blanche e6 · Pion noir sur case noire h6 · Dame noire sur case noire e5 · Pion blanc sur case noire b4 · Pion blanc sur case blanche g4 · Dame blanche sur case blanche f3 · Fou blanc sur case noire d2 · Tour blanche sur case noire f2 · Pion blanc sur case noire h2 · Roi noir sur case blanche b1 · Roi blanc sur case blanche d1 | Tour noire sur case blanche c8 · Tour noire sur case noire d8 · Pion noir sur case noire g7 · Pion noir sur case blanche a6 · Pion noir sur case blanche e6 · Pion noir sur case noire h6 · Dame noire sur case noire e5 · Pion blanc sur case noire b4 · Pion blanc sur case blanche g4 · Dame blanche sur case blanche f3 · Fou blanc sur case noire d2 · Tour blanche sur case noire f2 · Pion blanc sur case noire h2 · Roi noir sur case blanche b1 · Roi blanc sur case blanche d1 | Tour noire sur case blanche c8 · Tour noire sur case noire d8 · Pion noir sur case noire g7 · Pion noir sur case blanche a6 · Pion noir sur case blanche e6 · Pion noir sur case noire h6 · Dame noire sur case noire e5 · Pion blanc sur case noire b4 · Pion blanc sur case blanche g4 · Dame blanche sur case blanche f3 · Fou blanc sur case noire d2 · Tour blanche sur case noire f2 · Pion blanc sur case noire h2 · Roi noir sur case blanche b1 · Roi blanc sur case blanche d1 | Tour noire sur case blanche c8 · Tour noire sur case noire d8 · Pion noir sur case noire g7 · Pion noir sur case blanche a6 · Pion noir sur case blanche e6 · Pion noir sur case noire h6 · Dame noire sur case noire e5 · Pion blanc sur case noire b4 · Pion blanc sur case blanche g4 · Dame blanche sur case blanche f3 · Fou blanc sur case noire d2 · Tour blanche sur case noire f2 · Pion blanc sur case noire h2 · Roi noir sur case blanche b1 · Roi blanc sur case blanche d1 | Tour noire sur case blanche c8 · Tour noire sur case noire d8 · Pion noir sur case noire g7 · Pion noir sur case blanche a6 · Pion noir sur case blanche e6 · Pion noir sur case noire h6 · Dame noire sur case noire e5 · Pion blanc sur case noire b4 · Pion blanc sur case blanche g4 · Dame blanche sur case blanche f3 · Fou blanc sur case noire d2 · Tour blanche sur case noire f2 · Pion blanc sur case noire h2 · Roi noir sur case blanche b1 · Roi blanc sur case blanche d1 | Tour noire sur case blanche c8 · Tour noire sur case noire d8 · Pion noir sur case noire g7 · Pion noir sur case blanche a6 · Pion noir sur case blanche e6 · Pion noir sur case noire h6 · Dame noire sur case noire e5 · Pion blanc sur case noire b4 · Pion blanc sur case blanche g4 · Dame blanche sur case blanche f3 · Fou blanc sur case noire d2 · Tour blanche sur case noire f2 · Pion blanc sur case noire h2 · Roi noir sur case blanche b1 · Roi blanc sur case blanche d1 | 3 |
| 2 | Tour noire sur case blanche c8 · Tour noire sur case noire d8 · Pion noir sur case noire g7 · Pion noir sur case blanche a6 · Pion noir sur case blanche e6 · Pion noir sur case noire h6 · Dame noire sur case noire e5 · Pion blanc sur case noire b4 · Pion blanc sur case blanche g4 · Dame blanche sur case blanche f3 · Fou blanc sur case noire d2 · Tour blanche sur case noire f2 · Pion blanc sur case noire h2 · Roi noir sur case blanche b1 · Roi blanc sur case blanche d1 | Tour noire sur case blanche c8 · Tour noire sur case noire d8 · Pion noir sur case noire g7 · Pion noir sur case blanche a6 · Pion noir sur case blanche e6 · Pion noir sur case noire h6 · Dame noire sur case noire e5 · Pion blanc sur case noire b4 · Pion blanc sur case blanche g4 · Dame blanche sur case blanche f3 · Fou blanc sur case noire d2 · Tour blanche sur case noire f2 · Pion blanc sur case noire h2 · Roi noir sur case blanche b1 · Roi blanc sur case blanche d1 | Tour noire sur case blanche c8 · Tour noire sur case noire d8 · Pion noir sur case noire g7 · Pion noir sur case blanche a6 · Pion noir sur case blanche e6 · Pion noir sur case noire h6 · Dame noire sur case noire e5 · Pion blanc sur case noire b4 · Pion blanc sur case blanche g4 · Dame blanche sur case blanche f3 · Fou blanc sur case noire d2 · Tour blanche sur case noire f2 · Pion blanc sur case noire h2 · Roi noir sur case blanche b1 · Roi blanc sur case blanche d1 | Tour noire sur case blanche c8 · Tour noire sur case noire d8 · Pion noir sur case noire g7 · Pion noir sur case blanche a6 · Pion noir sur case blanche e6 · Pion noir sur case noire h6 · Dame noire sur case noire e5 · Pion blanc sur case noire b4 · Pion blanc sur case blanche g4 · Dame blanche sur case blanche f3 · Fou blanc sur case noire d2 · Tour blanche sur case noire f2 · Pion blanc sur case noire h2 · Roi noir sur case blanche b1 · Roi blanc sur case blanche d1 | Tour noire sur case blanche c8 · Tour noire sur case noire d8 · Pion noir sur case noire g7 · Pion noir sur case blanche a6 · Pion noir sur case blanche e6 · Pion noir sur case noire h6 · Dame noire sur case noire e5 · Pion blanc sur case noire b4 · Pion blanc sur case blanche g4 · Dame blanche sur case blanche f3 · Fou blanc sur case noire d2 · Tour blanche sur case noire f2 · Pion blanc sur case noire h2 · Roi noir sur case blanche b1 · Roi blanc sur case blanche d1 | Tour noire sur case blanche c8 · Tour noire sur case noire d8 · Pion noir sur case noire g7 · Pion noir sur case blanche a6 · Pion noir sur case blanche e6 · Pion noir sur case noire h6 · Dame noire sur case noire e5 · Pion blanc sur case noire b4 · Pion blanc sur case blanche g4 · Dame blanche sur case blanche f3 · Fou blanc sur case noire d2 · Tour blanche sur case noire f2 · Pion blanc sur case noire h2 · Roi noir sur case blanche b1 · Roi blanc sur case blanche d1 | Tour noire sur case blanche c8 · Tour noire sur case noire d8 · Pion noir sur case noire g7 · Pion noir sur case blanche a6 · Pion noir sur case blanche e6 · Pion noir sur case noire h6 · Dame noire sur case noire e5 · Pion blanc sur case noire b4 · Pion blanc sur case blanche g4 · Dame blanche sur case blanche f3 · Fou blanc sur case noire d2 · Tour blanche sur case noire f2 · Pion blanc sur case noire h2 · Roi noir sur case blanche b1 · Roi blanc sur case blanche d1 | Tour noire sur case blanche c8 · Tour noire sur case noire d8 · Pion noir sur case noire g7 · Pion noir sur case blanche a6 · Pion noir sur case blanche e6 · Pion noir sur case noire h6 · Dame noire sur case noire e5 · Pion blanc sur case noire b4 · Pion blanc sur case blanche g4 · Dame blanche sur case blanche f3 · Fou blanc sur case noire d2 · Tour blanche sur case noire f2 · Pion blanc sur case noire h2 · Roi noir sur case blanche b1 · Roi blanc sur case blanche d1 | 2 |
| 1 | Tour noire sur case blanche c8 · Tour noire sur case noire d8 · Pion noir sur case noire g7 · Pion noir sur case blanche a6 · Pion noir sur case blanche e6 · Pion noir sur case noire h6 · Dame noire sur case noire e5 · Pion blanc sur case noire b4 · Pion blanc sur case blanche g4 · Dame blanche sur case blanche f3 · Fou blanc sur case noire d2 · Tour blanche sur case noire f2 · Pion blanc sur case noire h2 · Roi noir sur case blanche b1 · Roi blanc sur case blanche d1 | Tour noire sur case blanche c8 · Tour noire sur case noire d8 · Pion noir sur case noire g7 · Pion noir sur case blanche a6 · Pion noir sur case blanche e6 · Pion noir sur case noire h6 · Dame noire sur case noire e5 · Pion blanc sur case noire b4 · Pion blanc sur case blanche g4 · Dame blanche sur case blanche f3 · Fou blanc sur case noire d2 · Tour blanche sur case noire f2 · Pion blanc sur case noire h2 · Roi noir sur case blanche b1 · Roi blanc sur case blanche d1 | Tour noire sur case blanche c8 · Tour noire sur case noire d8 · Pion noir sur case noire g7 · Pion noir sur case blanche a6 · Pion noir sur case blanche e6 · Pion noir sur case noire h6 · Dame noire sur case noire e5 · Pion blanc sur case noire b4 · Pion blanc sur case blanche g4 · Dame blanche sur case blanche f3 · Fou blanc sur case noire d2 · Tour blanche sur case noire f2 · Pion blanc sur case noire h2 · Roi noir sur case blanche b1 · Roi blanc sur case blanche d1 | Tour noire sur case blanche c8 · Tour noire sur case noire d8 · Pion noir sur case noire g7 · Pion noir sur case blanche a6 · Pion noir sur case blanche e6 · Pion noir sur case noire h6 · Dame noire sur case noire e5 · Pion blanc sur case noire b4 · Pion blanc sur case blanche g4 · Dame blanche sur case blanche f3 · Fou blanc sur case noire d2 · Tour blanche sur case noire f2 · Pion blanc sur case noire h2 · Roi noir sur case blanche b1 · Roi blanc sur case blanche d1 | Tour noire sur case blanche c8 · Tour noire sur case noire d8 · Pion noir sur case noire g7 · Pion noir sur case blanche a6 · Pion noir sur case blanche e6 · Pion noir sur case noire h6 · Dame noire sur case noire e5 · Pion blanc sur case noire b4 · Pion blanc sur case blanche g4 · Dame blanche sur case blanche f3 · Fou blanc sur case noire d2 · Tour blanche sur case noire f2 · Pion blanc sur case noire h2 · Roi noir sur case blanche b1 · Roi blanc sur case blanche d1 | Tour noire sur case blanche c8 · Tour noire sur case noire d8 · Pion noir sur case noire g7 · Pion noir sur case blanche a6 · Pion noir sur case blanche e6 · Pion noir sur case noire h6 · Dame noire sur case noire e5 · Pion blanc sur case noire b4 · Pion blanc sur case blanche g4 · Dame blanche sur case blanche f3 · Fou blanc sur case noire d2 · Tour blanche sur case noire f2 · Pion blanc sur case noire h2 · Roi noir sur case blanche b1 · Roi blanc sur case blanche d1 | Tour noire sur case blanche c8 · Tour noire sur case noire d8 · Pion noir sur case noire g7 · Pion noir sur case blanche a6 · Pion noir sur case blanche e6 · Pion noir sur case noire h6 · Dame noire sur case noire e5 · Pion blanc sur case noire b4 · Pion blanc sur case blanche g4 · Dame blanche sur case blanche f3 · Fou blanc sur case noire d2 · Tour blanche sur case noire f2 · Pion blanc sur case noire h2 · Roi noir sur case blanche b1 · Roi blanc sur case blanche d1 | Tour noire sur case blanche c8 · Tour noire sur case noire d8 · Pion noir sur case noire g7 · Pion noir sur case blanche a6 · Pion noir sur case blanche e6 · Pion noir sur case noire h6 · Dame noire sur case noire e5 · Pion blanc sur case noire b4 · Pion blanc sur case blanche g4 · Dame blanche sur case blanche f3 · Fou blanc sur case noire d2 · Tour blanche sur case noire f2 · Pion blanc sur case noire h2 · Roi noir sur case blanche b1 · Roi blanc sur case blanche d1 | 1 |
|   | a | b | c | d | e | f | g | h |   |

## Variante 8. Dd3
Un autre coup peu joué est 8. Dd3. Le jeu est similaire à la grande variante 8. Dd2 Dxb2, mais apparemment une majorité de maîtres considèrent que la dame est mieux placée en d2 qu'en d3. 8. Dd3 connaît toutefois un certain regain d'intérêt, notamment grâce aux efforts du grand maître Vugar Gashimov :
Vugar Gashimov (2759) - Alexander Grichtchouk (2736) [B97]
7e championnat du monde par équipes Bursa TUR (4), 8 janvier 2010
1.e4 c5 2.Cf3 d6 3.d4 cxd4 4.Cxd4 Cf6 5.Cc3 a6 6.Fg5 e6 7.f4 Db6 8.Dd3 Dxb2 9.Tb1 Da3 10.f5 Fe7 11.fxe6 fxe6 12.Fe2 Da5 13.Fd2 Dc7 14.g4 (Gashimov battit Grichtchouk avec 14. 0-0 dans une partie précédente) h6 15.Dh3 Th7 16.Tf1 Cc6 17.Cxc6 Dxc6 18.e5 dxe5 19.Fd3 e4 20.Cxe4 Cxe4 21.Dh5+ Rd7 22.Td1 Th8 23.Ff4 Fb4+ 24.c3 Cxc3 25.Fd2 Dd5 26.Tf7+ Rc6 27.Tc1 Rb6 28.Fe3+ Ra5 29.a3 Ra4 30.axb4 Dxd3 31.Da5+ Rb3 32.Txc3+ Dxc3+ 33.Fd2 b6 34.Dxb6 De5+ 35.Rd1 Fb7 36.Dxb7 Thd8 37.Tf3+ Ra2 38.Tf2 Rb1 (après avoir voyagé à travers tout l'échiquier, le roi noir participe directement à l'attaque décisive contre son homologue blanc) 39.Df3 Tac8 (cf diagramme) 40.Db3+ Db2 41.Dxb2+ Rxb2 0-1

## Variante principale (8. Dd2 Dxb2)

### Déviations précoces (incluant 9. Fxf6 et 9. Cb3)
Après le coup le plus courant, 8. Dd2, les Noirs ne sont pas obligés de capturer de suite en b2. Lorsque la variante avec Dxb2 est en crise pour les Noirs, ceux-ci choisissent fréquemment le coup 8... Cc6. Pour cette raison la variante est devenue très populaire à partir des années 2003-2005. Ce coup amène une position stratégique et complexe, avec souvent une caractéristique de structure Rauzer après Fxf6 gxf6, par exemple 8. Dd2 Cc6 9. Fxf6 gxf6 10. Cb3 Fd7 11. 0-0-0 0-0-0.
|   | a | b | c | d | e | f | g | h |   |
| 8 | Tour noire sur case blanche a8 · Cavalier noir sur case noire b8 · Fou noir sur case blanche c8 · Roi noir sur case blanche e8 · Fou noir sur case noire f8 · Tour noire sur case noire h8 · Pion noir sur case blanche b7 · Pion noir sur case blanche f7 · Pion noir sur case noire g7 · Pion noir sur case blanche h7 · Pion noir sur case blanche a6 · Pion noir sur case noire d6 · Pion noir sur case blanche e6 · Cavalier noir sur case noire f6 · Fou blanc sur case noire g5 · Pion blanc sur case blanche e4 · Pion blanc sur case noire f4 · Cavalier blanc sur case blanche b3 · Cavalier blanc sur case noire c3 · Pion blanc sur case blanche a2 · Dame noire sur case noire b2 · Pion blanc sur case blanche c2 · Dame blanche sur case noire d2 · Pion blanc sur case blanche g2 · Pion blanc sur case noire h2 · Tour blanche sur case noire a1 · Roi blanc sur case noire e1 · Fou blanc sur case blanche f1 · Tour blanche sur case blanche h1 | Tour noire sur case blanche a8 · Cavalier noir sur case noire b8 · Fou noir sur case blanche c8 · Roi noir sur case blanche e8 · Fou noir sur case noire f8 · Tour noire sur case noire h8 · Pion noir sur case blanche b7 · Pion noir sur case blanche f7 · Pion noir sur case noire g7 · Pion noir sur case blanche h7 · Pion noir sur case blanche a6 · Pion noir sur case noire d6 · Pion noir sur case blanche e6 · Cavalier noir sur case noire f6 · Fou blanc sur case noire g5 · Pion blanc sur case blanche e4 · Pion blanc sur case noire f4 · Cavalier blanc sur case blanche b3 · Cavalier blanc sur case noire c3 · Pion blanc sur case blanche a2 · Dame noire sur case noire b2 · Pion blanc sur case blanche c2 · Dame blanche sur case noire d2 · Pion blanc sur case blanche g2 · Pion blanc sur case noire h2 · Tour blanche sur case noire a1 · Roi blanc sur case noire e1 · Fou blanc sur case blanche f1 · Tour blanche sur case blanche h1 | Tour noire sur case blanche a8 · Cavalier noir sur case noire b8 · Fou noir sur case blanche c8 · Roi noir sur case blanche e8 · Fou noir sur case noire f8 · Tour noire sur case noire h8 · Pion noir sur case blanche b7 · Pion noir sur case blanche f7 · Pion noir sur case noire g7 · Pion noir sur case blanche h7 · Pion noir sur case blanche a6 · Pion noir sur case noire d6 · Pion noir sur case blanche e6 · Cavalier noir sur case noire f6 · Fou blanc sur case noire g5 · Pion blanc sur case blanche e4 · Pion blanc sur case noire f4 · Cavalier blanc sur case blanche b3 · Cavalier blanc sur case noire c3 · Pion blanc sur case blanche a2 · Dame noire sur case noire b2 · Pion blanc sur case blanche c2 · Dame blanche sur case noire d2 · Pion blanc sur case blanche g2 · Pion blanc sur case noire h2 · Tour blanche sur case noire a1 · Roi blanc sur case noire e1 · Fou blanc sur case blanche f1 · Tour blanche sur case blanche h1 | Tour noire sur case blanche a8 · Cavalier noir sur case noire b8 · Fou noir sur case blanche c8 · Roi noir sur case blanche e8 · Fou noir sur case noire f8 · Tour noire sur case noire h8 · Pion noir sur case blanche b7 · Pion noir sur case blanche f7 · Pion noir sur case noire g7 · Pion noir sur case blanche h7 · Pion noir sur case blanche a6 · Pion noir sur case noire d6 · Pion noir sur case blanche e6 · Cavalier noir sur case noire f6 · Fou blanc sur case noire g5 · Pion blanc sur case blanche e4 · Pion blanc sur case noire f4 · Cavalier blanc sur case blanche b3 · Cavalier blanc sur case noire c3 · Pion blanc sur case blanche a2 · Dame noire sur case noire b2 · Pion blanc sur case blanche c2 · Dame blanche sur case noire d2 · Pion blanc sur case blanche g2 · Pion blanc sur case noire h2 · Tour blanche sur case noire a1 · Roi blanc sur case noire e1 · Fou blanc sur case blanche f1 · Tour blanche sur case blanche h1 | Tour noire sur case blanche a8 · Cavalier noir sur case noire b8 · Fou noir sur case blanche c8 · Roi noir sur case blanche e8 · Fou noir sur case noire f8 · Tour noire sur case noire h8 · Pion noir sur case blanche b7 · Pion noir sur case blanche f7 · Pion noir sur case noire g7 · Pion noir sur case blanche h7 · Pion noir sur case blanche a6 · Pion noir sur case noire d6 · Pion noir sur case blanche e6 · Cavalier noir sur case noire f6 · Fou blanc sur case noire g5 · Pion blanc sur case blanche e4 · Pion blanc sur case noire f4 · Cavalier blanc sur case blanche b3 · Cavalier blanc sur case noire c3 · Pion blanc sur case blanche a2 · Dame noire sur case noire b2 · Pion blanc sur case blanche c2 · Dame blanche sur case noire d2 · Pion blanc sur case blanche g2 · Pion blanc sur case noire h2 · Tour blanche sur case noire a1 · Roi blanc sur case noire e1 · Fou blanc sur case blanche f1 · Tour blanche sur case blanche h1 | Tour noire sur case blanche a8 · Cavalier noir sur case noire b8 · Fou noir sur case blanche c8 · Roi noir sur case blanche e8 · Fou noir sur case noire f8 · Tour noire sur case noire h8 · Pion noir sur case blanche b7 · Pion noir sur case blanche f7 · Pion noir sur case noire g7 · Pion noir sur case blanche h7 · Pion noir sur case blanche a6 · Pion noir sur case noire d6 · Pion noir sur case blanche e6 · Cavalier noir sur case noire f6 · Fou blanc sur case noire g5 · Pion blanc sur case blanche e4 · Pion blanc sur case noire f4 · Cavalier blanc sur case blanche b3 · Cavalier blanc sur case noire c3 · Pion blanc sur case blanche a2 · Dame noire sur case noire b2 · Pion blanc sur case blanche c2 · Dame blanche sur case noire d2 · Pion blanc sur case blanche g2 · Pion blanc sur case noire h2 · Tour blanche sur case noire a1 · Roi blanc sur case noire e1 · Fou blanc sur case blanche f1 · Tour blanche sur case blanche h1 | Tour noire sur case blanche a8 · Cavalier noir sur case noire b8 · Fou noir sur case blanche c8 · Roi noir sur case blanche e8 · Fou noir sur case noire f8 · Tour noire sur case noire h8 · Pion noir sur case blanche b7 · Pion noir sur case blanche f7 · Pion noir sur case noire g7 · Pion noir sur case blanche h7 · Pion noir sur case blanche a6 · Pion noir sur case noire d6 · Pion noir sur case blanche e6 · Cavalier noir sur case noire f6 · Fou blanc sur case noire g5 · Pion blanc sur case blanche e4 · Pion blanc sur case noire f4 · Cavalier blanc sur case blanche b3 · Cavalier blanc sur case noire c3 · Pion blanc sur case blanche a2 · Dame noire sur case noire b2 · Pion blanc sur case blanche c2 · Dame blanche sur case noire d2 · Pion blanc sur case blanche g2 · Pion blanc sur case noire h2 · Tour blanche sur case noire a1 · Roi blanc sur case noire e1 · Fou blanc sur case blanche f1 · Tour blanche sur case blanche h1 | Tour noire sur case blanche a8 · Cavalier noir sur case noire b8 · Fou noir sur case blanche c8 · Roi noir sur case blanche e8 · Fou noir sur case noire f8 · Tour noire sur case noire h8 · Pion noir sur case blanche b7 · Pion noir sur case blanche f7 · Pion noir sur case noire g7 · Pion noir sur case blanche h7 · Pion noir sur case blanche a6 · Pion noir sur case noire d6 · Pion noir sur case blanche e6 · Cavalier noir sur case noire f6 · Fou blanc sur case noire g5 · Pion blanc sur case blanche e4 · Pion blanc sur case noire f4 · Cavalier blanc sur case blanche b3 · Cavalier blanc sur case noire c3 · Pion blanc sur case blanche a2 · Dame noire sur case noire b2 · Pion blanc sur case blanche c2 · Dame blanche sur case noire d2 · Pion blanc sur case blanche g2 · Pion blanc sur case noire h2 · Tour blanche sur case noire a1 · Roi blanc sur case noire e1 · Fou blanc sur case blanche f1 · Tour blanche sur case blanche h1 | 8 |
| 7 | Tour noire sur case blanche a8 · Cavalier noir sur case noire b8 · Fou noir sur case blanche c8 · Roi noir sur case blanche e8 · Fou noir sur case noire f8 · Tour noire sur case noire h8 · Pion noir sur case blanche b7 · Pion noir sur case blanche f7 · Pion noir sur case noire g7 · Pion noir sur case blanche h7 · Pion noir sur case blanche a6 · Pion noir sur case noire d6 · Pion noir sur case blanche e6 · Cavalier noir sur case noire f6 · Fou blanc sur case noire g5 · Pion blanc sur case blanche e4 · Pion blanc sur case noire f4 · Cavalier blanc sur case blanche b3 · Cavalier blanc sur case noire c3 · Pion blanc sur case blanche a2 · Dame noire sur case noire b2 · Pion blanc sur case blanche c2 · Dame blanche sur case noire d2 · Pion blanc sur case blanche g2 · Pion blanc sur case noire h2 · Tour blanche sur case noire a1 · Roi blanc sur case noire e1 · Fou blanc sur case blanche f1 · Tour blanche sur case blanche h1 | Tour noire sur case blanche a8 · Cavalier noir sur case noire b8 · Fou noir sur case blanche c8 · Roi noir sur case blanche e8 · Fou noir sur case noire f8 · Tour noire sur case noire h8 · Pion noir sur case blanche b7 · Pion noir sur case blanche f7 · Pion noir sur case noire g7 · Pion noir sur case blanche h7 · Pion noir sur case blanche a6 · Pion noir sur case noire d6 · Pion noir sur case blanche e6 · Cavalier noir sur case noire f6 · Fou blanc sur case noire g5 · Pion blanc sur case blanche e4 · Pion blanc sur case noire f4 · Cavalier blanc sur case blanche b3 · Cavalier blanc sur case noire c3 · Pion blanc sur case blanche a2 · Dame noire sur case noire b2 · Pion blanc sur case blanche c2 · Dame blanche sur case noire d2 · Pion blanc sur case blanche g2 · Pion blanc sur case noire h2 · Tour blanche sur case noire a1 · Roi blanc sur case noire e1 · Fou blanc sur case blanche f1 · Tour blanche sur case blanche h1 | Tour noire sur case blanche a8 · Cavalier noir sur case noire b8 · Fou noir sur case blanche c8 · Roi noir sur case blanche e8 · Fou noir sur case noire f8 · Tour noire sur case noire h8 · Pion noir sur case blanche b7 · Pion noir sur case blanche f7 · Pion noir sur case noire g7 · Pion noir sur case blanche h7 · Pion noir sur case blanche a6 · Pion noir sur case noire d6 · Pion noir sur case blanche e6 · Cavalier noir sur case noire f6 · Fou blanc sur case noire g5 · Pion blanc sur case blanche e4 · Pion blanc sur case noire f4 · Cavalier blanc sur case blanche b3 · Cavalier blanc sur case noire c3 · Pion blanc sur case blanche a2 · Dame noire sur case noire b2 · Pion blanc sur case blanche c2 · Dame blanche sur case noire d2 · Pion blanc sur case blanche g2 · Pion blanc sur case noire h2 · Tour blanche sur case noire a1 · Roi blanc sur case noire e1 · Fou blanc sur case blanche f1 · Tour blanche sur case blanche h1 | Tour noire sur case blanche a8 · Cavalier noir sur case noire b8 · Fou noir sur case blanche c8 · Roi noir sur case blanche e8 · Fou noir sur case noire f8 · Tour noire sur case noire h8 · Pion noir sur case blanche b7 · Pion noir sur case blanche f7 · Pion noir sur case noire g7 · Pion noir sur case blanche h7 · Pion noir sur case blanche a6 · Pion noir sur case noire d6 · Pion noir sur case blanche e6 · Cavalier noir sur case noire f6 · Fou blanc sur case noire g5 · Pion blanc sur case blanche e4 · Pion blanc sur case noire f4 · Cavalier blanc sur case blanche b3 · Cavalier blanc sur case noire c3 · Pion blanc sur case blanche a2 · Dame noire sur case noire b2 · Pion blanc sur case blanche c2 · Dame blanche sur case noire d2 · Pion blanc sur case blanche g2 · Pion blanc sur case noire h2 · Tour blanche sur case noire a1 · Roi blanc sur case noire e1 · Fou blanc sur case blanche f1 · Tour blanche sur case blanche h1 | Tour noire sur case blanche a8 · Cavalier noir sur case noire b8 · Fou noir sur case blanche c8 · Roi noir sur case blanche e8 · Fou noir sur case noire f8 · Tour noire sur case noire h8 · Pion noir sur case blanche b7 · Pion noir sur case blanche f7 · Pion noir sur case noire g7 · Pion noir sur case blanche h7 · Pion noir sur case blanche a6 · Pion noir sur case noire d6 · Pion noir sur case blanche e6 · Cavalier noir sur case noire f6 · Fou blanc sur case noire g5 · Pion blanc sur case blanche e4 · Pion blanc sur case noire f4 · Cavalier blanc sur case blanche b3 · Cavalier blanc sur case noire c3 · Pion blanc sur case blanche a2 · Dame noire sur case noire b2 · Pion blanc sur case blanche c2 · Dame blanche sur case noire d2 · Pion blanc sur case blanche g2 · Pion blanc sur case noire h2 · Tour blanche sur case noire a1 · Roi blanc sur case noire e1 · Fou blanc sur case blanche f1 · Tour blanche sur case blanche h1 | Tour noire sur case blanche a8 · Cavalier noir sur case noire b8 · Fou noir sur case blanche c8 · Roi noir sur case blanche e8 · Fou noir sur case noire f8 · Tour noire sur case noire h8 · Pion noir sur case blanche b7 · Pion noir sur case blanche f7 · Pion noir sur case noire g7 · Pion noir sur case blanche h7 · Pion noir sur case blanche a6 · Pion noir sur case noire d6 · Pion noir sur case blanche e6 · Cavalier noir sur case noire f6 · Fou blanc sur case noire g5 · Pion blanc sur case blanche e4 · Pion blanc sur case noire f4 · Cavalier blanc sur case blanche b3 · Cavalier blanc sur case noire c3 · Pion blanc sur case blanche a2 · Dame noire sur case noire b2 · Pion blanc sur case blanche c2 · Dame blanche sur case noire d2 · Pion blanc sur case blanche g2 · Pion blanc sur case noire h2 · Tour blanche sur case noire a1 · Roi blanc sur case noire e1 · Fou blanc sur case blanche f1 · Tour blanche sur case blanche h1 | Tour noire sur case blanche a8 · Cavalier noir sur case noire b8 · Fou noir sur case blanche c8 · Roi noir sur case blanche e8 · Fou noir sur case noire f8 · Tour noire sur case noire h8 · Pion noir sur case blanche b7 · Pion noir sur case blanche f7 · Pion noir sur case noire g7 · Pion noir sur case blanche h7 · Pion noir sur case blanche a6 · Pion noir sur case noire d6 · Pion noir sur case blanche e6 · Cavalier noir sur case noire f6 · Fou blanc sur case noire g5 · Pion blanc sur case blanche e4 · Pion blanc sur case noire f4 · Cavalier blanc sur case blanche b3 · Cavalier blanc sur case noire c3 · Pion blanc sur case blanche a2 · Dame noire sur case noire b2 · Pion blanc sur case blanche c2 · Dame blanche sur case noire d2 · Pion blanc sur case blanche g2 · Pion blanc sur case noire h2 · Tour blanche sur case noire a1 · Roi blanc sur case noire e1 · Fou blanc sur case blanche f1 · Tour blanche sur case blanche h1 | Tour noire sur case blanche a8 · Cavalier noir sur case noire b8 · Fou noir sur case blanche c8 · Roi noir sur case blanche e8 · Fou noir sur case noire f8 · Tour noire sur case noire h8 · Pion noir sur case blanche b7 · Pion noir sur case blanche f7 · Pion noir sur case noire g7 · Pion noir sur case blanche h7 · Pion noir sur case blanche a6 · Pion noir sur case noire d6 · Pion noir sur case blanche e6 · Cavalier noir sur case noire f6 · Fou blanc sur case noire g5 · Pion blanc sur case blanche e4 · Pion blanc sur case noire f4 · Cavalier blanc sur case blanche b3 · Cavalier blanc sur case noire c3 · Pion blanc sur case blanche a2 · Dame noire sur case noire b2 · Pion blanc sur case blanche c2 · Dame blanche sur case noire d2 · Pion blanc sur case blanche g2 · Pion blanc sur case noire h2 · Tour blanche sur case noire a1 · Roi blanc sur case noire e1 · Fou blanc sur case blanche f1 · Tour blanche sur case blanche h1 | 7 |
| 6 | Tour noire sur case blanche a8 · Cavalier noir sur case noire b8 · Fou noir sur case blanche c8 · Roi noir sur case blanche e8 · Fou noir sur case noire f8 · Tour noire sur case noire h8 · Pion noir sur case blanche b7 · Pion noir sur case blanche f7 · Pion noir sur case noire g7 · Pion noir sur case blanche h7 · Pion noir sur case blanche a6 · Pion noir sur case noire d6 · Pion noir sur case blanche e6 · Cavalier noir sur case noire f6 · Fou blanc sur case noire g5 · Pion blanc sur case blanche e4 · Pion blanc sur case noire f4 · Cavalier blanc sur case blanche b3 · Cavalier blanc sur case noire c3 · Pion blanc sur case blanche a2 · Dame noire sur case noire b2 · Pion blanc sur case blanche c2 · Dame blanche sur case noire d2 · Pion blanc sur case blanche g2 · Pion blanc sur case noire h2 · Tour blanche sur case noire a1 · Roi blanc sur case noire e1 · Fou blanc sur case blanche f1 · Tour blanche sur case blanche h1 | Tour noire sur case blanche a8 · Cavalier noir sur case noire b8 · Fou noir sur case blanche c8 · Roi noir sur case blanche e8 · Fou noir sur case noire f8 · Tour noire sur case noire h8 · Pion noir sur case blanche b7 · Pion noir sur case blanche f7 · Pion noir sur case noire g7 · Pion noir sur case blanche h7 · Pion noir sur case blanche a6 · Pion noir sur case noire d6 · Pion noir sur case blanche e6 · Cavalier noir sur case noire f6 · Fou blanc sur case noire g5 · Pion blanc sur case blanche e4 · Pion blanc sur case noire f4 · Cavalier blanc sur case blanche b3 · Cavalier blanc sur case noire c3 · Pion blanc sur case blanche a2 · Dame noire sur case noire b2 · Pion blanc sur case blanche c2 · Dame blanche sur case noire d2 · Pion blanc sur case blanche g2 · Pion blanc sur case noire h2 · Tour blanche sur case noire a1 · Roi blanc sur case noire e1 · Fou blanc sur case blanche f1 · Tour blanche sur case blanche h1 | Tour noire sur case blanche a8 · Cavalier noir sur case noire b8 · Fou noir sur case blanche c8 · Roi noir sur case blanche e8 · Fou noir sur case noire f8 · Tour noire sur case noire h8 · Pion noir sur case blanche b7 · Pion noir sur case blanche f7 · Pion noir sur case noire g7 · Pion noir sur case blanche h7 · Pion noir sur case blanche a6 · Pion noir sur case noire d6 · Pion noir sur case blanche e6 · Cavalier noir sur case noire f6 · Fou blanc sur case noire g5 · Pion blanc sur case blanche e4 · Pion blanc sur case noire f4 · Cavalier blanc sur case blanche b3 · Cavalier blanc sur case noire c3 · Pion blanc sur case blanche a2 · Dame noire sur case noire b2 · Pion blanc sur case blanche c2 · Dame blanche sur case noire d2 · Pion blanc sur case blanche g2 · Pion blanc sur case noire h2 · Tour blanche sur case noire a1 · Roi blanc sur case noire e1 · Fou blanc sur case blanche f1 · Tour blanche sur case blanche h1 | Tour noire sur case blanche a8 · Cavalier noir sur case noire b8 · Fou noir sur case blanche c8 · Roi noir sur case blanche e8 · Fou noir sur case noire f8 · Tour noire sur case noire h8 · Pion noir sur case blanche b7 · Pion noir sur case blanche f7 · Pion noir sur case noire g7 · Pion noir sur case blanche h7 · Pion noir sur case blanche a6 · Pion noir sur case noire d6 · Pion noir sur case blanche e6 · Cavalier noir sur case noire f6 · Fou blanc sur case noire g5 · Pion blanc sur case blanche e4 · Pion blanc sur case noire f4 · Cavalier blanc sur case blanche b3 · Cavalier blanc sur case noire c3 · Pion blanc sur case blanche a2 · Dame noire sur case noire b2 · Pion blanc sur case blanche c2 · Dame blanche sur case noire d2 · Pion blanc sur case blanche g2 · Pion blanc sur case noire h2 · Tour blanche sur case noire a1 · Roi blanc sur case noire e1 · Fou blanc sur case blanche f1 · Tour blanche sur case blanche h1 | Tour noire sur case blanche a8 · Cavalier noir sur case noire b8 · Fou noir sur case blanche c8 · Roi noir sur case blanche e8 · Fou noir sur case noire f8 · Tour noire sur case noire h8 · Pion noir sur case blanche b7 · Pion noir sur case blanche f7 · Pion noir sur case noire g7 · Pion noir sur case blanche h7 · Pion noir sur case blanche a6 · Pion noir sur case noire d6 · Pion noir sur case blanche e6 · Cavalier noir sur case noire f6 · Fou blanc sur case noire g5 · Pion blanc sur case blanche e4 · Pion blanc sur case noire f4 · Cavalier blanc sur case blanche b3 · Cavalier blanc sur case noire c3 · Pion blanc sur case blanche a2 · Dame noire sur case noire b2 · Pion blanc sur case blanche c2 · Dame blanche sur case noire d2 · Pion blanc sur case blanche g2 · Pion blanc sur case noire h2 · Tour blanche sur case noire a1 · Roi blanc sur case noire e1 · Fou blanc sur case blanche f1 · Tour blanche sur case blanche h1 | Tour noire sur case blanche a8 · Cavalier noir sur case noire b8 · Fou noir sur case blanche c8 · Roi noir sur case blanche e8 · Fou noir sur case noire f8 · Tour noire sur case noire h8 · Pion noir sur case blanche b7 · Pion noir sur case blanche f7 · Pion noir sur case noire g7 · Pion noir sur case blanche h7 · Pion noir sur case blanche a6 · Pion noir sur case noire d6 · Pion noir sur case blanche e6 · Cavalier noir sur case noire f6 · Fou blanc sur case noire g5 · Pion blanc sur case blanche e4 · Pion blanc sur case noire f4 · Cavalier blanc sur case blanche b3 · Cavalier blanc sur case noire c3 · Pion blanc sur case blanche a2 · Dame noire sur case noire b2 · Pion blanc sur case blanche c2 · Dame blanche sur case noire d2 · Pion blanc sur case blanche g2 · Pion blanc sur case noire h2 · Tour blanche sur case noire a1 · Roi blanc sur case noire e1 · Fou blanc sur case blanche f1 · Tour blanche sur case blanche h1 | Tour noire sur case blanche a8 · Cavalier noir sur case noire b8 · Fou noir sur case blanche c8 · Roi noir sur case blanche e8 · Fou noir sur case noire f8 · Tour noire sur case noire h8 · Pion noir sur case blanche b7 · Pion noir sur case blanche f7 · Pion noir sur case noire g7 · Pion noir sur case blanche h7 · Pion noir sur case blanche a6 · Pion noir sur case noire d6 · Pion noir sur case blanche e6 · Cavalier noir sur case noire f6 · Fou blanc sur case noire g5 · Pion blanc sur case blanche e4 · Pion blanc sur case noire f4 · Cavalier blanc sur case blanche b3 · Cavalier blanc sur case noire c3 · Pion blanc sur case blanche a2 · Dame noire sur case noire b2 · Pion blanc sur case blanche c2 · Dame blanche sur case noire d2 · Pion blanc sur case blanche g2 · Pion blanc sur case noire h2 · Tour blanche sur case noire a1 · Roi blanc sur case noire e1 · Fou blanc sur case blanche f1 · Tour blanche sur case blanche h1 | Tour noire sur case blanche a8 · Cavalier noir sur case noire b8 · Fou noir sur case blanche c8 · Roi noir sur case blanche e8 · Fou noir sur case noire f8 · Tour noire sur case noire h8 · Pion noir sur case blanche b7 · Pion noir sur case blanche f7 · Pion noir sur case noire g7 · Pion noir sur case blanche h7 · Pion noir sur case blanche a6 · Pion noir sur case noire d6 · Pion noir sur case blanche e6 · Cavalier noir sur case noire f6 · Fou blanc sur case noire g5 · Pion blanc sur case blanche e4 · Pion blanc sur case noire f4 · Cavalier blanc sur case blanche b3 · Cavalier blanc sur case noire c3 · Pion blanc sur case blanche a2 · Dame noire sur case noire b2 · Pion blanc sur case blanche c2 · Dame blanche sur case noire d2 · Pion blanc sur case blanche g2 · Pion blanc sur case noire h2 · Tour blanche sur case noire a1 · Roi blanc sur case noire e1 · Fou blanc sur case blanche f1 · Tour blanche sur case blanche h1 | 6 |
| 5 | Tour noire sur case blanche a8 · Cavalier noir sur case noire b8 · Fou noir sur case blanche c8 · Roi noir sur case blanche e8 · Fou noir sur case noire f8 · Tour noire sur case noire h8 · Pion noir sur case blanche b7 · Pion noir sur case blanche f7 · Pion noir sur case noire g7 · Pion noir sur case blanche h7 · Pion noir sur case blanche a6 · Pion noir sur case noire d6 · Pion noir sur case blanche e6 · Cavalier noir sur case noire f6 · Fou blanc sur case noire g5 · Pion blanc sur case blanche e4 · Pion blanc sur case noire f4 · Cavalier blanc sur case blanche b3 · Cavalier blanc sur case noire c3 · Pion blanc sur case blanche a2 · Dame noire sur case noire b2 · Pion blanc sur case blanche c2 · Dame blanche sur case noire d2 · Pion blanc sur case blanche g2 · Pion blanc sur case noire h2 · Tour blanche sur case noire a1 · Roi blanc sur case noire e1 · Fou blanc sur case blanche f1 · Tour blanche sur case blanche h1 | Tour noire sur case blanche a8 · Cavalier noir sur case noire b8 · Fou noir sur case blanche c8 · Roi noir sur case blanche e8 · Fou noir sur case noire f8 · Tour noire sur case noire h8 · Pion noir sur case blanche b7 · Pion noir sur case blanche f7 · Pion noir sur case noire g7 · Pion noir sur case blanche h7 · Pion noir sur case blanche a6 · Pion noir sur case noire d6 · Pion noir sur case blanche e6 · Cavalier noir sur case noire f6 · Fou blanc sur case noire g5 · Pion blanc sur case blanche e4 · Pion blanc sur case noire f4 · Cavalier blanc sur case blanche b3 · Cavalier blanc sur case noire c3 · Pion blanc sur case blanche a2 · Dame noire sur case noire b2 · Pion blanc sur case blanche c2 · Dame blanche sur case noire d2 · Pion blanc sur case blanche g2 · Pion blanc sur case noire h2 · Tour blanche sur case noire a1 · Roi blanc sur case noire e1 · Fou blanc sur case blanche f1 · Tour blanche sur case blanche h1 | Tour noire sur case blanche a8 · Cavalier noir sur case noire b8 · Fou noir sur case blanche c8 · Roi noir sur case blanche e8 · Fou noir sur case noire f8 · Tour noire sur case noire h8 · Pion noir sur case blanche b7 · Pion noir sur case blanche f7 · Pion noir sur case noire g7 · Pion noir sur case blanche h7 · Pion noir sur case blanche a6 · Pion noir sur case noire d6 · Pion noir sur case blanche e6 · Cavalier noir sur case noire f6 · Fou blanc sur case noire g5 · Pion blanc sur case blanche e4 · Pion blanc sur case noire f4 · Cavalier blanc sur case blanche b3 · Cavalier blanc sur case noire c3 · Pion blanc sur case blanche a2 · Dame noire sur case noire b2 · Pion blanc sur case blanche c2 · Dame blanche sur case noire d2 · Pion blanc sur case blanche g2 · Pion blanc sur case noire h2 · Tour blanche sur case noire a1 · Roi blanc sur case noire e1 · Fou blanc sur case blanche f1 · Tour blanche sur case blanche h1 | Tour noire sur case blanche a8 · Cavalier noir sur case noire b8 · Fou noir sur case blanche c8 · Roi noir sur case blanche e8 · Fou noir sur case noire f8 · Tour noire sur case noire h8 · Pion noir sur case blanche b7 · Pion noir sur case blanche f7 · Pion noir sur case noire g7 · Pion noir sur case blanche h7 · Pion noir sur case blanche a6 · Pion noir sur case noire d6 · Pion noir sur case blanche e6 · Cavalier noir sur case noire f6 · Fou blanc sur case noire g5 · Pion blanc sur case blanche e4 · Pion blanc sur case noire f4 · Cavalier blanc sur case blanche b3 · Cavalier blanc sur case noire c3 · Pion blanc sur case blanche a2 · Dame noire sur case noire b2 · Pion blanc sur case blanche c2 · Dame blanche sur case noire d2 · Pion blanc sur case blanche g2 · Pion blanc sur case noire h2 · Tour blanche sur case noire a1 · Roi blanc sur case noire e1 · Fou blanc sur case blanche f1 · Tour blanche sur case blanche h1 | Tour noire sur case blanche a8 · Cavalier noir sur case noire b8 · Fou noir sur case blanche c8 · Roi noir sur case blanche e8 · Fou noir sur case noire f8 · Tour noire sur case noire h8 · Pion noir sur case blanche b7 · Pion noir sur case blanche f7 · Pion noir sur case noire g7 · Pion noir sur case blanche h7 · Pion noir sur case blanche a6 · Pion noir sur case noire d6 · Pion noir sur case blanche e6 · Cavalier noir sur case noire f6 · Fou blanc sur case noire g5 · Pion blanc sur case blanche e4 · Pion blanc sur case noire f4 · Cavalier blanc sur case blanche b3 · Cavalier blanc sur case noire c3 · Pion blanc sur case blanche a2 · Dame noire sur case noire b2 · Pion blanc sur case blanche c2 · Dame blanche sur case noire d2 · Pion blanc sur case blanche g2 · Pion blanc sur case noire h2 · Tour blanche sur case noire a1 · Roi blanc sur case noire e1 · Fou blanc sur case blanche f1 · Tour blanche sur case blanche h1 | Tour noire sur case blanche a8 · Cavalier noir sur case noire b8 · Fou noir sur case blanche c8 · Roi noir sur case blanche e8 · Fou noir sur case noire f8 · Tour noire sur case noire h8 · Pion noir sur case blanche b7 · Pion noir sur case blanche f7 · Pion noir sur case noire g7 · Pion noir sur case blanche h7 · Pion noir sur case blanche a6 · Pion noir sur case noire d6 · Pion noir sur case blanche e6 · Cavalier noir sur case noire f6 · Fou blanc sur case noire g5 · Pion blanc sur case blanche e4 · Pion blanc sur case noire f4 · Cavalier blanc sur case blanche b3 · Cavalier blanc sur case noire c3 · Pion blanc sur case blanche a2 · Dame noire sur case noire b2 · Pion blanc sur case blanche c2 · Dame blanche sur case noire d2 · Pion blanc sur case blanche g2 · Pion blanc sur case noire h2 · Tour blanche sur case noire a1 · Roi blanc sur case noire e1 · Fou blanc sur case blanche f1 · Tour blanche sur case blanche h1 | Tour noire sur case blanche a8 · Cavalier noir sur case noire b8 · Fou noir sur case blanche c8 · Roi noir sur case blanche e8 · Fou noir sur case noire f8 · Tour noire sur case noire h8 · Pion noir sur case blanche b7 · Pion noir sur case blanche f7 · Pion noir sur case noire g7 · Pion noir sur case blanche h7 · Pion noir sur case blanche a6 · Pion noir sur case noire d6 · Pion noir sur case blanche e6 · Cavalier noir sur case noire f6 · Fou blanc sur case noire g5 · Pion blanc sur case blanche e4 · Pion blanc sur case noire f4 · Cavalier blanc sur case blanche b3 · Cavalier blanc sur case noire c3 · Pion blanc sur case blanche a2 · Dame noire sur case noire b2 · Pion blanc sur case blanche c2 · Dame blanche sur case noire d2 · Pion blanc sur case blanche g2 · Pion blanc sur case noire h2 · Tour blanche sur case noire a1 · Roi blanc sur case noire e1 · Fou blanc sur case blanche f1 · Tour blanche sur case blanche h1 | Tour noire sur case blanche a8 · Cavalier noir sur case noire b8 · Fou noir sur case blanche c8 · Roi noir sur case blanche e8 · Fou noir sur case noire f8 · Tour noire sur case noire h8 · Pion noir sur case blanche b7 · Pion noir sur case blanche f7 · Pion noir sur case noire g7 · Pion noir sur case blanche h7 · Pion noir sur case blanche a6 · Pion noir sur case noire d6 · Pion noir sur case blanche e6 · Cavalier noir sur case noire f6 · Fou blanc sur case noire g5 · Pion blanc sur case blanche e4 · Pion blanc sur case noire f4 · Cavalier blanc sur case blanche b3 · Cavalier blanc sur case noire c3 · Pion blanc sur case blanche a2 · Dame noire sur case noire b2 · Pion blanc sur case blanche c2 · Dame blanche sur case noire d2 · Pion blanc sur case blanche g2 · Pion blanc sur case noire h2 · Tour blanche sur case noire a1 · Roi blanc sur case noire e1 · Fou blanc sur case blanche f1 · Tour blanche sur case blanche h1 | 5 |
| 4 | Tour noire sur case blanche a8 · Cavalier noir sur case noire b8 · Fou noir sur case blanche c8 · Roi noir sur case blanche e8 · Fou noir sur case noire f8 · Tour noire sur case noire h8 · Pion noir sur case blanche b7 · Pion noir sur case blanche f7 · Pion noir sur case noire g7 · Pion noir sur case blanche h7 · Pion noir sur case blanche a6 · Pion noir sur case noire d6 · Pion noir sur case blanche e6 · Cavalier noir sur case noire f6 · Fou blanc sur case noire g5 · Pion blanc sur case blanche e4 · Pion blanc sur case noire f4 · Cavalier blanc sur case blanche b3 · Cavalier blanc sur case noire c3 · Pion blanc sur case blanche a2 · Dame noire sur case noire b2 · Pion blanc sur case blanche c2 · Dame blanche sur case noire d2 · Pion blanc sur case blanche g2 · Pion blanc sur case noire h2 · Tour blanche sur case noire a1 · Roi blanc sur case noire e1 · Fou blanc sur case blanche f1 · Tour blanche sur case blanche h1 | Tour noire sur case blanche a8 · Cavalier noir sur case noire b8 · Fou noir sur case blanche c8 · Roi noir sur case blanche e8 · Fou noir sur case noire f8 · Tour noire sur case noire h8 · Pion noir sur case blanche b7 · Pion noir sur case blanche f7 · Pion noir sur case noire g7 · Pion noir sur case blanche h7 · Pion noir sur case blanche a6 · Pion noir sur case noire d6 · Pion noir sur case blanche e6 · Cavalier noir sur case noire f6 · Fou blanc sur case noire g5 · Pion blanc sur case blanche e4 · Pion blanc sur case noire f4 · Cavalier blanc sur case blanche b3 · Cavalier blanc sur case noire c3 · Pion blanc sur case blanche a2 · Dame noire sur case noire b2 · Pion blanc sur case blanche c2 · Dame blanche sur case noire d2 · Pion blanc sur case blanche g2 · Pion blanc sur case noire h2 · Tour blanche sur case noire a1 · Roi blanc sur case noire e1 · Fou blanc sur case blanche f1 · Tour blanche sur case blanche h1 | Tour noire sur case blanche a8 · Cavalier noir sur case noire b8 · Fou noir sur case blanche c8 · Roi noir sur case blanche e8 · Fou noir sur case noire f8 · Tour noire sur case noire h8 · Pion noir sur case blanche b7 · Pion noir sur case blanche f7 · Pion noir sur case noire g7 · Pion noir sur case blanche h7 · Pion noir sur case blanche a6 · Pion noir sur case noire d6 · Pion noir sur case blanche e6 · Cavalier noir sur case noire f6 · Fou blanc sur case noire g5 · Pion blanc sur case blanche e4 · Pion blanc sur case noire f4 · Cavalier blanc sur case blanche b3 · Cavalier blanc sur case noire c3 · Pion blanc sur case blanche a2 · Dame noire sur case noire b2 · Pion blanc sur case blanche c2 · Dame blanche sur case noire d2 · Pion blanc sur case blanche g2 · Pion blanc sur case noire h2 · Tour blanche sur case noire a1 · Roi blanc sur case noire e1 · Fou blanc sur case blanche f1 · Tour blanche sur case blanche h1 | Tour noire sur case blanche a8 · Cavalier noir sur case noire b8 · Fou noir sur case blanche c8 · Roi noir sur case blanche e8 · Fou noir sur case noire f8 · Tour noire sur case noire h8 · Pion noir sur case blanche b7 · Pion noir sur case blanche f7 · Pion noir sur case noire g7 · Pion noir sur case blanche h7 · Pion noir sur case blanche a6 · Pion noir sur case noire d6 · Pion noir sur case blanche e6 · Cavalier noir sur case noire f6 · Fou blanc sur case noire g5 · Pion blanc sur case blanche e4 · Pion blanc sur case noire f4 · Cavalier blanc sur case blanche b3 · Cavalier blanc sur case noire c3 · Pion blanc sur case blanche a2 · Dame noire sur case noire b2 · Pion blanc sur case blanche c2 · Dame blanche sur case noire d2 · Pion blanc sur case blanche g2 · Pion blanc sur case noire h2 · Tour blanche sur case noire a1 · Roi blanc sur case noire e1 · Fou blanc sur case blanche f1 · Tour blanche sur case blanche h1 | Tour noire sur case blanche a8 · Cavalier noir sur case noire b8 · Fou noir sur case blanche c8 · Roi noir sur case blanche e8 · Fou noir sur case noire f8 · Tour noire sur case noire h8 · Pion noir sur case blanche b7 · Pion noir sur case blanche f7 · Pion noir sur case noire g7 · Pion noir sur case blanche h7 · Pion noir sur case blanche a6 · Pion noir sur case noire d6 · Pion noir sur case blanche e6 · Cavalier noir sur case noire f6 · Fou blanc sur case noire g5 · Pion blanc sur case blanche e4 · Pion blanc sur case noire f4 · Cavalier blanc sur case blanche b3 · Cavalier blanc sur case noire c3 · Pion blanc sur case blanche a2 · Dame noire sur case noire b2 · Pion blanc sur case blanche c2 · Dame blanche sur case noire d2 · Pion blanc sur case blanche g2 · Pion blanc sur case noire h2 · Tour blanche sur case noire a1 · Roi blanc sur case noire e1 · Fou blanc sur case blanche f1 · Tour blanche sur case blanche h1 | Tour noire sur case blanche a8 · Cavalier noir sur case noire b8 · Fou noir sur case blanche c8 · Roi noir sur case blanche e8 · Fou noir sur case noire f8 · Tour noire sur case noire h8 · Pion noir sur case blanche b7 · Pion noir sur case blanche f7 · Pion noir sur case noire g7 · Pion noir sur case blanche h7 · Pion noir sur case blanche a6 · Pion noir sur case noire d6 · Pion noir sur case blanche e6 · Cavalier noir sur case noire f6 · Fou blanc sur case noire g5 · Pion blanc sur case blanche e4 · Pion blanc sur case noire f4 · Cavalier blanc sur case blanche b3 · Cavalier blanc sur case noire c3 · Pion blanc sur case blanche a2 · Dame noire sur case noire b2 · Pion blanc sur case blanche c2 · Dame blanche sur case noire d2 · Pion blanc sur case blanche g2 · Pion blanc sur case noire h2 · Tour blanche sur case noire a1 · Roi blanc sur case noire e1 · Fou blanc sur case blanche f1 · Tour blanche sur case blanche h1 | Tour noire sur case blanche a8 · Cavalier noir sur case noire b8 · Fou noir sur case blanche c8 · Roi noir sur case blanche e8 · Fou noir sur case noire f8 · Tour noire sur case noire h8 · Pion noir sur case blanche b7 · Pion noir sur case blanche f7 · Pion noir sur case noire g7 · Pion noir sur case blanche h7 · Pion noir sur case blanche a6 · Pion noir sur case noire d6 · Pion noir sur case blanche e6 · Cavalier noir sur case noire f6 · Fou blanc sur case noire g5 · Pion blanc sur case blanche e4 · Pion blanc sur case noire f4 · Cavalier blanc sur case blanche b3 · Cavalier blanc sur case noire c3 · Pion blanc sur case blanche a2 · Dame noire sur case noire b2 · Pion blanc sur case blanche c2 · Dame blanche sur case noire d2 · Pion blanc sur case blanche g2 · Pion blanc sur case noire h2 · Tour blanche sur case noire a1 · Roi blanc sur case noire e1 · Fou blanc sur case blanche f1 · Tour blanche sur case blanche h1 | Tour noire sur case blanche a8 · Cavalier noir sur case noire b8 · Fou noir sur case blanche c8 · Roi noir sur case blanche e8 · Fou noir sur case noire f8 · Tour noire sur case noire h8 · Pion noir sur case blanche b7 · Pion noir sur case blanche f7 · Pion noir sur case noire g7 · Pion noir sur case blanche h7 · Pion noir sur case blanche a6 · Pion noir sur case noire d6 · Pion noir sur case blanche e6 · Cavalier noir sur case noire f6 · Fou blanc sur case noire g5 · Pion blanc sur case blanche e4 · Pion blanc sur case noire f4 · Cavalier blanc sur case blanche b3 · Cavalier blanc sur case noire c3 · Pion blanc sur case blanche a2 · Dame noire sur case noire b2 · Pion blanc sur case blanche c2 · Dame blanche sur case noire d2 · Pion blanc sur case blanche g2 · Pion blanc sur case noire h2 · Tour blanche sur case noire a1 · Roi blanc sur case noire e1 · Fou blanc sur case blanche f1 · Tour blanche sur case blanche h1 | 4 |
| 3 | Tour noire sur case blanche a8 · Cavalier noir sur case noire b8 · Fou noir sur case blanche c8 · Roi noir sur case blanche e8 · Fou noir sur case noire f8 · Tour noire sur case noire h8 · Pion noir sur case blanche b7 · Pion noir sur case blanche f7 · Pion noir sur case noire g7 · Pion noir sur case blanche h7 · Pion noir sur case blanche a6 · Pion noir sur case noire d6 · Pion noir sur case blanche e6 · Cavalier noir sur case noire f6 · Fou blanc sur case noire g5 · Pion blanc sur case blanche e4 · Pion blanc sur case noire f4 · Cavalier blanc sur case blanche b3 · Cavalier blanc sur case noire c3 · Pion blanc sur case blanche a2 · Dame noire sur case noire b2 · Pion blanc sur case blanche c2 · Dame blanche sur case noire d2 · Pion blanc sur case blanche g2 · Pion blanc sur case noire h2 · Tour blanche sur case noire a1 · Roi blanc sur case noire e1 · Fou blanc sur case blanche f1 · Tour blanche sur case blanche h1 | Tour noire sur case blanche a8 · Cavalier noir sur case noire b8 · Fou noir sur case blanche c8 · Roi noir sur case blanche e8 · Fou noir sur case noire f8 · Tour noire sur case noire h8 · Pion noir sur case blanche b7 · Pion noir sur case blanche f7 · Pion noir sur case noire g7 · Pion noir sur case blanche h7 · Pion noir sur case blanche a6 · Pion noir sur case noire d6 · Pion noir sur case blanche e6 · Cavalier noir sur case noire f6 · Fou blanc sur case noire g5 · Pion blanc sur case blanche e4 · Pion blanc sur case noire f4 · Cavalier blanc sur case blanche b3 · Cavalier blanc sur case noire c3 · Pion blanc sur case blanche a2 · Dame noire sur case noire b2 · Pion blanc sur case blanche c2 · Dame blanche sur case noire d2 · Pion blanc sur case blanche g2 · Pion blanc sur case noire h2 · Tour blanche sur case noire a1 · Roi blanc sur case noire e1 · Fou blanc sur case blanche f1 · Tour blanche sur case blanche h1 | Tour noire sur case blanche a8 · Cavalier noir sur case noire b8 · Fou noir sur case blanche c8 · Roi noir sur case blanche e8 · Fou noir sur case noire f8 · Tour noire sur case noire h8 · Pion noir sur case blanche b7 · Pion noir sur case blanche f7 · Pion noir sur case noire g7 · Pion noir sur case blanche h7 · Pion noir sur case blanche a6 · Pion noir sur case noire d6 · Pion noir sur case blanche e6 · Cavalier noir sur case noire f6 · Fou blanc sur case noire g5 · Pion blanc sur case blanche e4 · Pion blanc sur case noire f4 · Cavalier blanc sur case blanche b3 · Cavalier blanc sur case noire c3 · Pion blanc sur case blanche a2 · Dame noire sur case noire b2 · Pion blanc sur case blanche c2 · Dame blanche sur case noire d2 · Pion blanc sur case blanche g2 · Pion blanc sur case noire h2 · Tour blanche sur case noire a1 · Roi blanc sur case noire e1 · Fou blanc sur case blanche f1 · Tour blanche sur case blanche h1 | Tour noire sur case blanche a8 · Cavalier noir sur case noire b8 · Fou noir sur case blanche c8 · Roi noir sur case blanche e8 · Fou noir sur case noire f8 · Tour noire sur case noire h8 · Pion noir sur case blanche b7 · Pion noir sur case blanche f7 · Pion noir sur case noire g7 · Pion noir sur case blanche h7 · Pion noir sur case blanche a6 · Pion noir sur case noire d6 · Pion noir sur case blanche e6 · Cavalier noir sur case noire f6 · Fou blanc sur case noire g5 · Pion blanc sur case blanche e4 · Pion blanc sur case noire f4 · Cavalier blanc sur case blanche b3 · Cavalier blanc sur case noire c3 · Pion blanc sur case blanche a2 · Dame noire sur case noire b2 · Pion blanc sur case blanche c2 · Dame blanche sur case noire d2 · Pion blanc sur case blanche g2 · Pion blanc sur case noire h2 · Tour blanche sur case noire a1 · Roi blanc sur case noire e1 · Fou blanc sur case blanche f1 · Tour blanche sur case blanche h1 | Tour noire sur case blanche a8 · Cavalier noir sur case noire b8 · Fou noir sur case blanche c8 · Roi noir sur case blanche e8 · Fou noir sur case noire f8 · Tour noire sur case noire h8 · Pion noir sur case blanche b7 · Pion noir sur case blanche f7 · Pion noir sur case noire g7 · Pion noir sur case blanche h7 · Pion noir sur case blanche a6 · Pion noir sur case noire d6 · Pion noir sur case blanche e6 · Cavalier noir sur case noire f6 · Fou blanc sur case noire g5 · Pion blanc sur case blanche e4 · Pion blanc sur case noire f4 · Cavalier blanc sur case blanche b3 · Cavalier blanc sur case noire c3 · Pion blanc sur case blanche a2 · Dame noire sur case noire b2 · Pion blanc sur case blanche c2 · Dame blanche sur case noire d2 · Pion blanc sur case blanche g2 · Pion blanc sur case noire h2 · Tour blanche sur case noire a1 · Roi blanc sur case noire e1 · Fou blanc sur case blanche f1 · Tour blanche sur case blanche h1 | Tour noire sur case blanche a8 · Cavalier noir sur case noire b8 · Fou noir sur case blanche c8 · Roi noir sur case blanche e8 · Fou noir sur case noire f8 · Tour noire sur case noire h8 · Pion noir sur case blanche b7 · Pion noir sur case blanche f7 · Pion noir sur case noire g7 · Pion noir sur case blanche h7 · Pion noir sur case blanche a6 · Pion noir sur case noire d6 · Pion noir sur case blanche e6 · Cavalier noir sur case noire f6 · Fou blanc sur case noire g5 · Pion blanc sur case blanche e4 · Pion blanc sur case noire f4 · Cavalier blanc sur case blanche b3 · Cavalier blanc sur case noire c3 · Pion blanc sur case blanche a2 · Dame noire sur case noire b2 · Pion blanc sur case blanche c2 · Dame blanche sur case noire d2 · Pion blanc sur case blanche g2 · Pion blanc sur case noire h2 · Tour blanche sur case noire a1 · Roi blanc sur case noire e1 · Fou blanc sur case blanche f1 · Tour blanche sur case blanche h1 | Tour noire sur case blanche a8 · Cavalier noir sur case noire b8 · Fou noir sur case blanche c8 · Roi noir sur case blanche e8 · Fou noir sur case noire f8 · Tour noire sur case noire h8 · Pion noir sur case blanche b7 · Pion noir sur case blanche f7 · Pion noir sur case noire g7 · Pion noir sur case blanche h7 · Pion noir sur case blanche a6 · Pion noir sur case noire d6 · Pion noir sur case blanche e6 · Cavalier noir sur case noire f6 · Fou blanc sur case noire g5 · Pion blanc sur case blanche e4 · Pion blanc sur case noire f4 · Cavalier blanc sur case blanche b3 · Cavalier blanc sur case noire c3 · Pion blanc sur case blanche a2 · Dame noire sur case noire b2 · Pion blanc sur case blanche c2 · Dame blanche sur case noire d2 · Pion blanc sur case blanche g2 · Pion blanc sur case noire h2 · Tour blanche sur case noire a1 · Roi blanc sur case noire e1 · Fou blanc sur case blanche f1 · Tour blanche sur case blanche h1 | Tour noire sur case blanche a8 · Cavalier noir sur case noire b8 · Fou noir sur case blanche c8 · Roi noir sur case blanche e8 · Fou noir sur case noire f8 · Tour noire sur case noire h8 · Pion noir sur case blanche b7 · Pion noir sur case blanche f7 · Pion noir sur case noire g7 · Pion noir sur case blanche h7 · Pion noir sur case blanche a6 · Pion noir sur case noire d6 · Pion noir sur case blanche e6 · Cavalier noir sur case noire f6 · Fou blanc sur case noire g5 · Pion blanc sur case blanche e4 · Pion blanc sur case noire f4 · Cavalier blanc sur case blanche b3 · Cavalier blanc sur case noire c3 · Pion blanc sur case blanche a2 · Dame noire sur case noire b2 · Pion blanc sur case blanche c2 · Dame blanche sur case noire d2 · Pion blanc sur case blanche g2 · Pion blanc sur case noire h2 · Tour blanche sur case noire a1 · Roi blanc sur case noire e1 · Fou blanc sur case blanche f1 · Tour blanche sur case blanche h1 | 3 |
| 2 | Tour noire sur case blanche a8 · Cavalier noir sur case noire b8 · Fou noir sur case blanche c8 · Roi noir sur case blanche e8 · Fou noir sur case noire f8 · Tour noire sur case noire h8 · Pion noir sur case blanche b7 · Pion noir sur case blanche f7 · Pion noir sur case noire g7 · Pion noir sur case blanche h7 · Pion noir sur case blanche a6 · Pion noir sur case noire d6 · Pion noir sur case blanche e6 · Cavalier noir sur case noire f6 · Fou blanc sur case noire g5 · Pion blanc sur case blanche e4 · Pion blanc sur case noire f4 · Cavalier blanc sur case blanche b3 · Cavalier blanc sur case noire c3 · Pion blanc sur case blanche a2 · Dame noire sur case noire b2 · Pion blanc sur case blanche c2 · Dame blanche sur case noire d2 · Pion blanc sur case blanche g2 · Pion blanc sur case noire h2 · Tour blanche sur case noire a1 · Roi blanc sur case noire e1 · Fou blanc sur case blanche f1 · Tour blanche sur case blanche h1 | Tour noire sur case blanche a8 · Cavalier noir sur case noire b8 · Fou noir sur case blanche c8 · Roi noir sur case blanche e8 · Fou noir sur case noire f8 · Tour noire sur case noire h8 · Pion noir sur case blanche b7 · Pion noir sur case blanche f7 · Pion noir sur case noire g7 · Pion noir sur case blanche h7 · Pion noir sur case blanche a6 · Pion noir sur case noire d6 · Pion noir sur case blanche e6 · Cavalier noir sur case noire f6 · Fou blanc sur case noire g5 · Pion blanc sur case blanche e4 · Pion blanc sur case noire f4 · Cavalier blanc sur case blanche b3 · Cavalier blanc sur case noire c3 · Pion blanc sur case blanche a2 · Dame noire sur case noire b2 · Pion blanc sur case blanche c2 · Dame blanche sur case noire d2 · Pion blanc sur case blanche g2 · Pion blanc sur case noire h2 · Tour blanche sur case noire a1 · Roi blanc sur case noire e1 · Fou blanc sur case blanche f1 · Tour blanche sur case blanche h1 | Tour noire sur case blanche a8 · Cavalier noir sur case noire b8 · Fou noir sur case blanche c8 · Roi noir sur case blanche e8 · Fou noir sur case noire f8 · Tour noire sur case noire h8 · Pion noir sur case blanche b7 · Pion noir sur case blanche f7 · Pion noir sur case noire g7 · Pion noir sur case blanche h7 · Pion noir sur case blanche a6 · Pion noir sur case noire d6 · Pion noir sur case blanche e6 · Cavalier noir sur case noire f6 · Fou blanc sur case noire g5 · Pion blanc sur case blanche e4 · Pion blanc sur case noire f4 · Cavalier blanc sur case blanche b3 · Cavalier blanc sur case noire c3 · Pion blanc sur case blanche a2 · Dame noire sur case noire b2 · Pion blanc sur case blanche c2 · Dame blanche sur case noire d2 · Pion blanc sur case blanche g2 · Pion blanc sur case noire h2 · Tour blanche sur case noire a1 · Roi blanc sur case noire e1 · Fou blanc sur case blanche f1 · Tour blanche sur case blanche h1 | Tour noire sur case blanche a8 · Cavalier noir sur case noire b8 · Fou noir sur case blanche c8 · Roi noir sur case blanche e8 · Fou noir sur case noire f8 · Tour noire sur case noire h8 · Pion noir sur case blanche b7 · Pion noir sur case blanche f7 · Pion noir sur case noire g7 · Pion noir sur case blanche h7 · Pion noir sur case blanche a6 · Pion noir sur case noire d6 · Pion noir sur case blanche e6 · Cavalier noir sur case noire f6 · Fou blanc sur case noire g5 · Pion blanc sur case blanche e4 · Pion blanc sur case noire f4 · Cavalier blanc sur case blanche b3 · Cavalier blanc sur case noire c3 · Pion blanc sur case blanche a2 · Dame noire sur case noire b2 · Pion blanc sur case blanche c2 · Dame blanche sur case noire d2 · Pion blanc sur case blanche g2 · Pion blanc sur case noire h2 · Tour blanche sur case noire a1 · Roi blanc sur case noire e1 · Fou blanc sur case blanche f1 · Tour blanche sur case blanche h1 | Tour noire sur case blanche a8 · Cavalier noir sur case noire b8 · Fou noir sur case blanche c8 · Roi noir sur case blanche e8 · Fou noir sur case noire f8 · Tour noire sur case noire h8 · Pion noir sur case blanche b7 · Pion noir sur case blanche f7 · Pion noir sur case noire g7 · Pion noir sur case blanche h7 · Pion noir sur case blanche a6 · Pion noir sur case noire d6 · Pion noir sur case blanche e6 · Cavalier noir sur case noire f6 · Fou blanc sur case noire g5 · Pion blanc sur case blanche e4 · Pion blanc sur case noire f4 · Cavalier blanc sur case blanche b3 · Cavalier blanc sur case noire c3 · Pion blanc sur case blanche a2 · Dame noire sur case noire b2 · Pion blanc sur case blanche c2 · Dame blanche sur case noire d2 · Pion blanc sur case blanche g2 · Pion blanc sur case noire h2 · Tour blanche sur case noire a1 · Roi blanc sur case noire e1 · Fou blanc sur case blanche f1 · Tour blanche sur case blanche h1 | Tour noire sur case blanche a8 · Cavalier noir sur case noire b8 · Fou noir sur case blanche c8 · Roi noir sur case blanche e8 · Fou noir sur case noire f8 · Tour noire sur case noire h8 · Pion noir sur case blanche b7 · Pion noir sur case blanche f7 · Pion noir sur case noire g7 · Pion noir sur case blanche h7 · Pion noir sur case blanche a6 · Pion noir sur case noire d6 · Pion noir sur case blanche e6 · Cavalier noir sur case noire f6 · Fou blanc sur case noire g5 · Pion blanc sur case blanche e4 · Pion blanc sur case noire f4 · Cavalier blanc sur case blanche b3 · Cavalier blanc sur case noire c3 · Pion blanc sur case blanche a2 · Dame noire sur case noire b2 · Pion blanc sur case blanche c2 · Dame blanche sur case noire d2 · Pion blanc sur case blanche g2 · Pion blanc sur case noire h2 · Tour blanche sur case noire a1 · Roi blanc sur case noire e1 · Fou blanc sur case blanche f1 · Tour blanche sur case blanche h1 | Tour noire sur case blanche a8 · Cavalier noir sur case noire b8 · Fou noir sur case blanche c8 · Roi noir sur case blanche e8 · Fou noir sur case noire f8 · Tour noire sur case noire h8 · Pion noir sur case blanche b7 · Pion noir sur case blanche f7 · Pion noir sur case noire g7 · Pion noir sur case blanche h7 · Pion noir sur case blanche a6 · Pion noir sur case noire d6 · Pion noir sur case blanche e6 · Cavalier noir sur case noire f6 · Fou blanc sur case noire g5 · Pion blanc sur case blanche e4 · Pion blanc sur case noire f4 · Cavalier blanc sur case blanche b3 · Cavalier blanc sur case noire c3 · Pion blanc sur case blanche a2 · Dame noire sur case noire b2 · Pion blanc sur case blanche c2 · Dame blanche sur case noire d2 · Pion blanc sur case blanche g2 · Pion blanc sur case noire h2 · Tour blanche sur case noire a1 · Roi blanc sur case noire e1 · Fou blanc sur case blanche f1 · Tour blanche sur case blanche h1 | Tour noire sur case blanche a8 · Cavalier noir sur case noire b8 · Fou noir sur case blanche c8 · Roi noir sur case blanche e8 · Fou noir sur case noire f8 · Tour noire sur case noire h8 · Pion noir sur case blanche b7 · Pion noir sur case blanche f7 · Pion noir sur case noire g7 · Pion noir sur case blanche h7 · Pion noir sur case blanche a6 · Pion noir sur case noire d6 · Pion noir sur case blanche e6 · Cavalier noir sur case noire f6 · Fou blanc sur case noire g5 · Pion blanc sur case blanche e4 · Pion blanc sur case noire f4 · Cavalier blanc sur case blanche b3 · Cavalier blanc sur case noire c3 · Pion blanc sur case blanche a2 · Dame noire sur case noire b2 · Pion blanc sur case blanche c2 · Dame blanche sur case noire d2 · Pion blanc sur case blanche g2 · Pion blanc sur case noire h2 · Tour blanche sur case noire a1 · Roi blanc sur case noire e1 · Fou blanc sur case blanche f1 · Tour blanche sur case blanche h1 | 2 |
| 1 | Tour noire sur case blanche a8 · Cavalier noir sur case noire b8 · Fou noir sur case blanche c8 · Roi noir sur case blanche e8 · Fou noir sur case noire f8 · Tour noire sur case noire h8 · Pion noir sur case blanche b7 · Pion noir sur case blanche f7 · Pion noir sur case noire g7 · Pion noir sur case blanche h7 · Pion noir sur case blanche a6 · Pion noir sur case noire d6 · Pion noir sur case blanche e6 · Cavalier noir sur case noire f6 · Fou blanc sur case noire g5 · Pion blanc sur case blanche e4 · Pion blanc sur case noire f4 · Cavalier blanc sur case blanche b3 · Cavalier blanc sur case noire c3 · Pion blanc sur case blanche a2 · Dame noire sur case noire b2 · Pion blanc sur case blanche c2 · Dame blanche sur case noire d2 · Pion blanc sur case blanche g2 · Pion blanc sur case noire h2 · Tour blanche sur case noire a1 · Roi blanc sur case noire e1 · Fou blanc sur case blanche f1 · Tour blanche sur case blanche h1 | Tour noire sur case blanche a8 · Cavalier noir sur case noire b8 · Fou noir sur case blanche c8 · Roi noir sur case blanche e8 · Fou noir sur case noire f8 · Tour noire sur case noire h8 · Pion noir sur case blanche b7 · Pion noir sur case blanche f7 · Pion noir sur case noire g7 · Pion noir sur case blanche h7 · Pion noir sur case blanche a6 · Pion noir sur case noire d6 · Pion noir sur case blanche e6 · Cavalier noir sur case noire f6 · Fou blanc sur case noire g5 · Pion blanc sur case blanche e4 · Pion blanc sur case noire f4 · Cavalier blanc sur case blanche b3 · Cavalier blanc sur case noire c3 · Pion blanc sur case blanche a2 · Dame noire sur case noire b2 · Pion blanc sur case blanche c2 · Dame blanche sur case noire d2 · Pion blanc sur case blanche g2 · Pion blanc sur case noire h2 · Tour blanche sur case noire a1 · Roi blanc sur case noire e1 · Fou blanc sur case blanche f1 · Tour blanche sur case blanche h1 | Tour noire sur case blanche a8 · Cavalier noir sur case noire b8 · Fou noir sur case blanche c8 · Roi noir sur case blanche e8 · Fou noir sur case noire f8 · Tour noire sur case noire h8 · Pion noir sur case blanche b7 · Pion noir sur case blanche f7 · Pion noir sur case noire g7 · Pion noir sur case blanche h7 · Pion noir sur case blanche a6 · Pion noir sur case noire d6 · Pion noir sur case blanche e6 · Cavalier noir sur case noire f6 · Fou blanc sur case noire g5 · Pion blanc sur case blanche e4 · Pion blanc sur case noire f4 · Cavalier blanc sur case blanche b3 · Cavalier blanc sur case noire c3 · Pion blanc sur case blanche a2 · Dame noire sur case noire b2 · Pion blanc sur case blanche c2 · Dame blanche sur case noire d2 · Pion blanc sur case blanche g2 · Pion blanc sur case noire h2 · Tour blanche sur case noire a1 · Roi blanc sur case noire e1 · Fou blanc sur case blanche f1 · Tour blanche sur case blanche h1 | Tour noire sur case blanche a8 · Cavalier noir sur case noire b8 · Fou noir sur case blanche c8 · Roi noir sur case blanche e8 · Fou noir sur case noire f8 · Tour noire sur case noire h8 · Pion noir sur case blanche b7 · Pion noir sur case blanche f7 · Pion noir sur case noire g7 · Pion noir sur case blanche h7 · Pion noir sur case blanche a6 · Pion noir sur case noire d6 · Pion noir sur case blanche e6 · Cavalier noir sur case noire f6 · Fou blanc sur case noire g5 · Pion blanc sur case blanche e4 · Pion blanc sur case noire f4 · Cavalier blanc sur case blanche b3 · Cavalier blanc sur case noire c3 · Pion blanc sur case blanche a2 · Dame noire sur case noire b2 · Pion blanc sur case blanche c2 · Dame blanche sur case noire d2 · Pion blanc sur case blanche g2 · Pion blanc sur case noire h2 · Tour blanche sur case noire a1 · Roi blanc sur case noire e1 · Fou blanc sur case blanche f1 · Tour blanche sur case blanche h1 | Tour noire sur case blanche a8 · Cavalier noir sur case noire b8 · Fou noir sur case blanche c8 · Roi noir sur case blanche e8 · Fou noir sur case noire f8 · Tour noire sur case noire h8 · Pion noir sur case blanche b7 · Pion noir sur case blanche f7 · Pion noir sur case noire g7 · Pion noir sur case blanche h7 · Pion noir sur case blanche a6 · Pion noir sur case noire d6 · Pion noir sur case blanche e6 · Cavalier noir sur case noire f6 · Fou blanc sur case noire g5 · Pion blanc sur case blanche e4 · Pion blanc sur case noire f4 · Cavalier blanc sur case blanche b3 · Cavalier blanc sur case noire c3 · Pion blanc sur case blanche a2 · Dame noire sur case noire b2 · Pion blanc sur case blanche c2 · Dame blanche sur case noire d2 · Pion blanc sur case blanche g2 · Pion blanc sur case noire h2 · Tour blanche sur case noire a1 · Roi blanc sur case noire e1 · Fou blanc sur case blanche f1 · Tour blanche sur case blanche h1 | Tour noire sur case blanche a8 · Cavalier noir sur case noire b8 · Fou noir sur case blanche c8 · Roi noir sur case blanche e8 · Fou noir sur case noire f8 · Tour noire sur case noire h8 · Pion noir sur case blanche b7 · Pion noir sur case blanche f7 · Pion noir sur case noire g7 · Pion noir sur case blanche h7 · Pion noir sur case blanche a6 · Pion noir sur case noire d6 · Pion noir sur case blanche e6 · Cavalier noir sur case noire f6 · Fou blanc sur case noire g5 · Pion blanc sur case blanche e4 · Pion blanc sur case noire f4 · Cavalier blanc sur case blanche b3 · Cavalier blanc sur case noire c3 · Pion blanc sur case blanche a2 · Dame noire sur case noire b2 · Pion blanc sur case blanche c2 · Dame blanche sur case noire d2 · Pion blanc sur case blanche g2 · Pion blanc sur case noire h2 · Tour blanche sur case noire a1 · Roi blanc sur case noire e1 · Fou blanc sur case blanche f1 · Tour blanche sur case blanche h1 | Tour noire sur case blanche a8 · Cavalier noir sur case noire b8 · Fou noir sur case blanche c8 · Roi noir sur case blanche e8 · Fou noir sur case noire f8 · Tour noire sur case noire h8 · Pion noir sur case blanche b7 · Pion noir sur case blanche f7 · Pion noir sur case noire g7 · Pion noir sur case blanche h7 · Pion noir sur case blanche a6 · Pion noir sur case noire d6 · Pion noir sur case blanche e6 · Cavalier noir sur case noire f6 · Fou blanc sur case noire g5 · Pion blanc sur case blanche e4 · Pion blanc sur case noire f4 · Cavalier blanc sur case blanche b3 · Cavalier blanc sur case noire c3 · Pion blanc sur case blanche a2 · Dame noire sur case noire b2 · Pion blanc sur case blanche c2 · Dame blanche sur case noire d2 · Pion blanc sur case blanche g2 · Pion blanc sur case noire h2 · Tour blanche sur case noire a1 · Roi blanc sur case noire e1 · Fou blanc sur case blanche f1 · Tour blanche sur case blanche h1 | Tour noire sur case blanche a8 · Cavalier noir sur case noire b8 · Fou noir sur case blanche c8 · Roi noir sur case blanche e8 · Fou noir sur case noire f8 · Tour noire sur case noire h8 · Pion noir sur case blanche b7 · Pion noir sur case blanche f7 · Pion noir sur case noire g7 · Pion noir sur case blanche h7 · Pion noir sur case blanche a6 · Pion noir sur case noire d6 · Pion noir sur case blanche e6 · Cavalier noir sur case noire f6 · Fou blanc sur case noire g5 · Pion blanc sur case blanche e4 · Pion blanc sur case noire f4 · Cavalier blanc sur case blanche b3 · Cavalier blanc sur case noire c3 · Pion blanc sur case blanche a2 · Dame noire sur case noire b2 · Pion blanc sur case blanche c2 · Dame blanche sur case noire d2 · Pion blanc sur case blanche g2 · Pion blanc sur case noire h2 · Tour blanche sur case noire a1 · Roi blanc sur case noire e1 · Fou blanc sur case blanche f1 · Tour blanche sur case blanche h1 | 1 |
|   | a | b | c | d | e | f | g | h |   |

Traditionnellement, la ligne secondaire la plus importante est 8. Dd2 Dxb2 9. Cb3, avec l'idée de limiter les possibilités de mouvement de la dame noire. Elle doit sa réputation à son emploi par Boris Spassky, qui l'utilisa pour battre Bobby Fischer lors de la 11e partie du match du siècle à Reykjavik en 1972 :
Spassky,B (2660) - Fischer,B (2785) [B97]
28e championnat du monde, Reykjavik (11), 6 août 1972
1.e4 c5 2.Cf3 d6 3.d4 cxd4 4.Cxd4 Cf6 5.Cc3 a6 6.Fg5 e6 7.f4 Db6 8.Dd2 Dxb2 9.Cb3 Da3 10.Fxf6 gxf6 11.Fe2 h5 12.0-0 Cc6 13.Rh1 Fd7 14.Cb1 (une retraite étonnante qui fit couler beaucoup d'encre) Db4 15.De3 d5 16.exd5 Ce7 17.c4 Cf5 18.Dd3 h4 19.Fg4 Cd6 20.C1d2 f5 21.a3 Db6 22.c5 Db5 23.Dc3 fxg4 24.a4 h3 25.axb5 hxg2+ 26.Rxg2 Th3 27.Df6 Cf5 28.c6 Fc8 29.dxe6 fxe6 30.Tfe1 Fe7 31.Txe6 1-0
Un certain nombre de théoriciens, tels Nunn et Luther, estimaient qu'étant donné la quantité d'analyse à laquelle la variante 9. Tb1 a été soumise, 9. Cb3 est peut-être le meilleur essai blanc pour essayer de trouver un avantage de début dans la variante du pion empoisonné. Par rapport à ce qu'avait joué Fischer en 1972, les joueurs noirs jouent 12... Cd7 à présent, ou 11... Cc6 12. 0-0 Fd7 un coup plus tôt :
Nigel Short (2655) - Garry Kasparov (2805) [B97]
Mémorial Tal, Riga (9), 1995
1.e4 c5 2.Cf3 d6 3.d4 cxd4 4.Cxd4 Cf6 5.Cc3 a6 6.Fg5 e6 7.f4 Db6 8.Dd2 Dxb2 9.Cb3 Da3 10.Fxf6 gxf6 11.Fe2 h5 12.0-0 Cd7 13.Rh1 h4 14.h3 Fe7 15.Tad1 b6 16.De3 Fb7 17.f5 Tc8 18.fxe6 fxe6 19.Fg4 Db2 20.Td3 f5 21.Tb1 (21. exf5! a été analysé comme gagnant pour les Blancs) Dxb1+ 22.Cxb1 fxg4 23.hxg4 h3 24.Tc3 hxg2+ 25.Rxg2 Tg8 26.Txc8+ Fxc8 27.Rf1 Txg4 28.C1d2 e5 29.Dc3 Fb7 30.Dc7 ½-½
9. Cb3 Cc6 est également jouable et pratiqué occasionnellement, mais est considéré depuis longtemps comme menant à une finale légèrement inférieure de façon presque forcée après 10. Fxf6 gxf6 11. Ca4 Da3 12. Cb6 Tb8 13. Cc4 Da4 14. a3 b5 15. Cxd6+ Fxd6 16. Dxd6 Dxe4 17. Fe2 Dd5 (ou 17... Fb7 18. Cc5).

### L'ancienne ligne 9. Tb1 Da3 10. e5
|   | a | b | c | d | e | f | g | h |   |
| 8 | Tour noire sur case blanche a8 · Cavalier noir sur case noire b8 · Fou noir sur case blanche c8 · Roi noir sur case blanche e8 · Fou noir sur case noire f8 · Tour noire sur case noire h8 · Pion noir sur case blanche b7 · Pion noir sur case blanche f7 · Pion noir sur case noire g7 · Pion noir sur case blanche h7 · Pion noir sur case blanche a6 · Pion noir sur case noire d6 · Pion noir sur case blanche e6 · Cavalier noir sur case noire f6 · Pion blanc sur case noire e5 · Fou blanc sur case noire g5 · Cavalier blanc sur case noire d4 · Pion blanc sur case noire f4 · Dame noire sur case noire a3 · Cavalier blanc sur case noire c3 · Pion blanc sur case blanche a2 · Pion blanc sur case blanche c2 · Dame blanche sur case noire d2 · Pion blanc sur case blanche g2 · Pion blanc sur case noire h2 · Tour blanche sur case blanche b1 · Roi blanc sur case noire e1 · Fou blanc sur case blanche f1 · Tour blanche sur case blanche h1 | Tour noire sur case blanche a8 · Cavalier noir sur case noire b8 · Fou noir sur case blanche c8 · Roi noir sur case blanche e8 · Fou noir sur case noire f8 · Tour noire sur case noire h8 · Pion noir sur case blanche b7 · Pion noir sur case blanche f7 · Pion noir sur case noire g7 · Pion noir sur case blanche h7 · Pion noir sur case blanche a6 · Pion noir sur case noire d6 · Pion noir sur case blanche e6 · Cavalier noir sur case noire f6 · Pion blanc sur case noire e5 · Fou blanc sur case noire g5 · Cavalier blanc sur case noire d4 · Pion blanc sur case noire f4 · Dame noire sur case noire a3 · Cavalier blanc sur case noire c3 · Pion blanc sur case blanche a2 · Pion blanc sur case blanche c2 · Dame blanche sur case noire d2 · Pion blanc sur case blanche g2 · Pion blanc sur case noire h2 · Tour blanche sur case blanche b1 · Roi blanc sur case noire e1 · Fou blanc sur case blanche f1 · Tour blanche sur case blanche h1 | Tour noire sur case blanche a8 · Cavalier noir sur case noire b8 · Fou noir sur case blanche c8 · Roi noir sur case blanche e8 · Fou noir sur case noire f8 · Tour noire sur case noire h8 · Pion noir sur case blanche b7 · Pion noir sur case blanche f7 · Pion noir sur case noire g7 · Pion noir sur case blanche h7 · Pion noir sur case blanche a6 · Pion noir sur case noire d6 · Pion noir sur case blanche e6 · Cavalier noir sur case noire f6 · Pion blanc sur case noire e5 · Fou blanc sur case noire g5 · Cavalier blanc sur case noire d4 · Pion blanc sur case noire f4 · Dame noire sur case noire a3 · Cavalier blanc sur case noire c3 · Pion blanc sur case blanche a2 · Pion blanc sur case blanche c2 · Dame blanche sur case noire d2 · Pion blanc sur case blanche g2 · Pion blanc sur case noire h2 · Tour blanche sur case blanche b1 · Roi blanc sur case noire e1 · Fou blanc sur case blanche f1 · Tour blanche sur case blanche h1 | Tour noire sur case blanche a8 · Cavalier noir sur case noire b8 · Fou noir sur case blanche c8 · Roi noir sur case blanche e8 · Fou noir sur case noire f8 · Tour noire sur case noire h8 · Pion noir sur case blanche b7 · Pion noir sur case blanche f7 · Pion noir sur case noire g7 · Pion noir sur case blanche h7 · Pion noir sur case blanche a6 · Pion noir sur case noire d6 · Pion noir sur case blanche e6 · Cavalier noir sur case noire f6 · Pion blanc sur case noire e5 · Fou blanc sur case noire g5 · Cavalier blanc sur case noire d4 · Pion blanc sur case noire f4 · Dame noire sur case noire a3 · Cavalier blanc sur case noire c3 · Pion blanc sur case blanche a2 · Pion blanc sur case blanche c2 · Dame blanche sur case noire d2 · Pion blanc sur case blanche g2 · Pion blanc sur case noire h2 · Tour blanche sur case blanche b1 · Roi blanc sur case noire e1 · Fou blanc sur case blanche f1 · Tour blanche sur case blanche h1 | Tour noire sur case blanche a8 · Cavalier noir sur case noire b8 · Fou noir sur case blanche c8 · Roi noir sur case blanche e8 · Fou noir sur case noire f8 · Tour noire sur case noire h8 · Pion noir sur case blanche b7 · Pion noir sur case blanche f7 · Pion noir sur case noire g7 · Pion noir sur case blanche h7 · Pion noir sur case blanche a6 · Pion noir sur case noire d6 · Pion noir sur case blanche e6 · Cavalier noir sur case noire f6 · Pion blanc sur case noire e5 · Fou blanc sur case noire g5 · Cavalier blanc sur case noire d4 · Pion blanc sur case noire f4 · Dame noire sur case noire a3 · Cavalier blanc sur case noire c3 · Pion blanc sur case blanche a2 · Pion blanc sur case blanche c2 · Dame blanche sur case noire d2 · Pion blanc sur case blanche g2 · Pion blanc sur case noire h2 · Tour blanche sur case blanche b1 · Roi blanc sur case noire e1 · Fou blanc sur case blanche f1 · Tour blanche sur case blanche h1 | Tour noire sur case blanche a8 · Cavalier noir sur case noire b8 · Fou noir sur case blanche c8 · Roi noir sur case blanche e8 · Fou noir sur case noire f8 · Tour noire sur case noire h8 · Pion noir sur case blanche b7 · Pion noir sur case blanche f7 · Pion noir sur case noire g7 · Pion noir sur case blanche h7 · Pion noir sur case blanche a6 · Pion noir sur case noire d6 · Pion noir sur case blanche e6 · Cavalier noir sur case noire f6 · Pion blanc sur case noire e5 · Fou blanc sur case noire g5 · Cavalier blanc sur case noire d4 · Pion blanc sur case noire f4 · Dame noire sur case noire a3 · Cavalier blanc sur case noire c3 · Pion blanc sur case blanche a2 · Pion blanc sur case blanche c2 · Dame blanche sur case noire d2 · Pion blanc sur case blanche g2 · Pion blanc sur case noire h2 · Tour blanche sur case blanche b1 · Roi blanc sur case noire e1 · Fou blanc sur case blanche f1 · Tour blanche sur case blanche h1 | Tour noire sur case blanche a8 · Cavalier noir sur case noire b8 · Fou noir sur case blanche c8 · Roi noir sur case blanche e8 · Fou noir sur case noire f8 · Tour noire sur case noire h8 · Pion noir sur case blanche b7 · Pion noir sur case blanche f7 · Pion noir sur case noire g7 · Pion noir sur case blanche h7 · Pion noir sur case blanche a6 · Pion noir sur case noire d6 · Pion noir sur case blanche e6 · Cavalier noir sur case noire f6 · Pion blanc sur case noire e5 · Fou blanc sur case noire g5 · Cavalier blanc sur case noire d4 · Pion blanc sur case noire f4 · Dame noire sur case noire a3 · Cavalier blanc sur case noire c3 · Pion blanc sur case blanche a2 · Pion blanc sur case blanche c2 · Dame blanche sur case noire d2 · Pion blanc sur case blanche g2 · Pion blanc sur case noire h2 · Tour blanche sur case blanche b1 · Roi blanc sur case noire e1 · Fou blanc sur case blanche f1 · Tour blanche sur case blanche h1 | Tour noire sur case blanche a8 · Cavalier noir sur case noire b8 · Fou noir sur case blanche c8 · Roi noir sur case blanche e8 · Fou noir sur case noire f8 · Tour noire sur case noire h8 · Pion noir sur case blanche b7 · Pion noir sur case blanche f7 · Pion noir sur case noire g7 · Pion noir sur case blanche h7 · Pion noir sur case blanche a6 · Pion noir sur case noire d6 · Pion noir sur case blanche e6 · Cavalier noir sur case noire f6 · Pion blanc sur case noire e5 · Fou blanc sur case noire g5 · Cavalier blanc sur case noire d4 · Pion blanc sur case noire f4 · Dame noire sur case noire a3 · Cavalier blanc sur case noire c3 · Pion blanc sur case blanche a2 · Pion blanc sur case blanche c2 · Dame blanche sur case noire d2 · Pion blanc sur case blanche g2 · Pion blanc sur case noire h2 · Tour blanche sur case blanche b1 · Roi blanc sur case noire e1 · Fou blanc sur case blanche f1 · Tour blanche sur case blanche h1 | 8 |
| 7 | Tour noire sur case blanche a8 · Cavalier noir sur case noire b8 · Fou noir sur case blanche c8 · Roi noir sur case blanche e8 · Fou noir sur case noire f8 · Tour noire sur case noire h8 · Pion noir sur case blanche b7 · Pion noir sur case blanche f7 · Pion noir sur case noire g7 · Pion noir sur case blanche h7 · Pion noir sur case blanche a6 · Pion noir sur case noire d6 · Pion noir sur case blanche e6 · Cavalier noir sur case noire f6 · Pion blanc sur case noire e5 · Fou blanc sur case noire g5 · Cavalier blanc sur case noire d4 · Pion blanc sur case noire f4 · Dame noire sur case noire a3 · Cavalier blanc sur case noire c3 · Pion blanc sur case blanche a2 · Pion blanc sur case blanche c2 · Dame blanche sur case noire d2 · Pion blanc sur case blanche g2 · Pion blanc sur case noire h2 · Tour blanche sur case blanche b1 · Roi blanc sur case noire e1 · Fou blanc sur case blanche f1 · Tour blanche sur case blanche h1 | Tour noire sur case blanche a8 · Cavalier noir sur case noire b8 · Fou noir sur case blanche c8 · Roi noir sur case blanche e8 · Fou noir sur case noire f8 · Tour noire sur case noire h8 · Pion noir sur case blanche b7 · Pion noir sur case blanche f7 · Pion noir sur case noire g7 · Pion noir sur case blanche h7 · Pion noir sur case blanche a6 · Pion noir sur case noire d6 · Pion noir sur case blanche e6 · Cavalier noir sur case noire f6 · Pion blanc sur case noire e5 · Fou blanc sur case noire g5 · Cavalier blanc sur case noire d4 · Pion blanc sur case noire f4 · Dame noire sur case noire a3 · Cavalier blanc sur case noire c3 · Pion blanc sur case blanche a2 · Pion blanc sur case blanche c2 · Dame blanche sur case noire d2 · Pion blanc sur case blanche g2 · Pion blanc sur case noire h2 · Tour blanche sur case blanche b1 · Roi blanc sur case noire e1 · Fou blanc sur case blanche f1 · Tour blanche sur case blanche h1 | Tour noire sur case blanche a8 · Cavalier noir sur case noire b8 · Fou noir sur case blanche c8 · Roi noir sur case blanche e8 · Fou noir sur case noire f8 · Tour noire sur case noire h8 · Pion noir sur case blanche b7 · Pion noir sur case blanche f7 · Pion noir sur case noire g7 · Pion noir sur case blanche h7 · Pion noir sur case blanche a6 · Pion noir sur case noire d6 · Pion noir sur case blanche e6 · Cavalier noir sur case noire f6 · Pion blanc sur case noire e5 · Fou blanc sur case noire g5 · Cavalier blanc sur case noire d4 · Pion blanc sur case noire f4 · Dame noire sur case noire a3 · Cavalier blanc sur case noire c3 · Pion blanc sur case blanche a2 · Pion blanc sur case blanche c2 · Dame blanche sur case noire d2 · Pion blanc sur case blanche g2 · Pion blanc sur case noire h2 · Tour blanche sur case blanche b1 · Roi blanc sur case noire e1 · Fou blanc sur case blanche f1 · Tour blanche sur case blanche h1 | Tour noire sur case blanche a8 · Cavalier noir sur case noire b8 · Fou noir sur case blanche c8 · Roi noir sur case blanche e8 · Fou noir sur case noire f8 · Tour noire sur case noire h8 · Pion noir sur case blanche b7 · Pion noir sur case blanche f7 · Pion noir sur case noire g7 · Pion noir sur case blanche h7 · Pion noir sur case blanche a6 · Pion noir sur case noire d6 · Pion noir sur case blanche e6 · Cavalier noir sur case noire f6 · Pion blanc sur case noire e5 · Fou blanc sur case noire g5 · Cavalier blanc sur case noire d4 · Pion blanc sur case noire f4 · Dame noire sur case noire a3 · Cavalier blanc sur case noire c3 · Pion blanc sur case blanche a2 · Pion blanc sur case blanche c2 · Dame blanche sur case noire d2 · Pion blanc sur case blanche g2 · Pion blanc sur case noire h2 · Tour blanche sur case blanche b1 · Roi blanc sur case noire e1 · Fou blanc sur case blanche f1 · Tour blanche sur case blanche h1 | Tour noire sur case blanche a8 · Cavalier noir sur case noire b8 · Fou noir sur case blanche c8 · Roi noir sur case blanche e8 · Fou noir sur case noire f8 · Tour noire sur case noire h8 · Pion noir sur case blanche b7 · Pion noir sur case blanche f7 · Pion noir sur case noire g7 · Pion noir sur case blanche h7 · Pion noir sur case blanche a6 · Pion noir sur case noire d6 · Pion noir sur case blanche e6 · Cavalier noir sur case noire f6 · Pion blanc sur case noire e5 · Fou blanc sur case noire g5 · Cavalier blanc sur case noire d4 · Pion blanc sur case noire f4 · Dame noire sur case noire a3 · Cavalier blanc sur case noire c3 · Pion blanc sur case blanche a2 · Pion blanc sur case blanche c2 · Dame blanche sur case noire d2 · Pion blanc sur case blanche g2 · Pion blanc sur case noire h2 · Tour blanche sur case blanche b1 · Roi blanc sur case noire e1 · Fou blanc sur case blanche f1 · Tour blanche sur case blanche h1 | Tour noire sur case blanche a8 · Cavalier noir sur case noire b8 · Fou noir sur case blanche c8 · Roi noir sur case blanche e8 · Fou noir sur case noire f8 · Tour noire sur case noire h8 · Pion noir sur case blanche b7 · Pion noir sur case blanche f7 · Pion noir sur case noire g7 · Pion noir sur case blanche h7 · Pion noir sur case blanche a6 · Pion noir sur case noire d6 · Pion noir sur case blanche e6 · Cavalier noir sur case noire f6 · Pion blanc sur case noire e5 · Fou blanc sur case noire g5 · Cavalier blanc sur case noire d4 · Pion blanc sur case noire f4 · Dame noire sur case noire a3 · Cavalier blanc sur case noire c3 · Pion blanc sur case blanche a2 · Pion blanc sur case blanche c2 · Dame blanche sur case noire d2 · Pion blanc sur case blanche g2 · Pion blanc sur case noire h2 · Tour blanche sur case blanche b1 · Roi blanc sur case noire e1 · Fou blanc sur case blanche f1 · Tour blanche sur case blanche h1 | Tour noire sur case blanche a8 · Cavalier noir sur case noire b8 · Fou noir sur case blanche c8 · Roi noir sur case blanche e8 · Fou noir sur case noire f8 · Tour noire sur case noire h8 · Pion noir sur case blanche b7 · Pion noir sur case blanche f7 · Pion noir sur case noire g7 · Pion noir sur case blanche h7 · Pion noir sur case blanche a6 · Pion noir sur case noire d6 · Pion noir sur case blanche e6 · Cavalier noir sur case noire f6 · Pion blanc sur case noire e5 · Fou blanc sur case noire g5 · Cavalier blanc sur case noire d4 · Pion blanc sur case noire f4 · Dame noire sur case noire a3 · Cavalier blanc sur case noire c3 · Pion blanc sur case blanche a2 · Pion blanc sur case blanche c2 · Dame blanche sur case noire d2 · Pion blanc sur case blanche g2 · Pion blanc sur case noire h2 · Tour blanche sur case blanche b1 · Roi blanc sur case noire e1 · Fou blanc sur case blanche f1 · Tour blanche sur case blanche h1 | Tour noire sur case blanche a8 · Cavalier noir sur case noire b8 · Fou noir sur case blanche c8 · Roi noir sur case blanche e8 · Fou noir sur case noire f8 · Tour noire sur case noire h8 · Pion noir sur case blanche b7 · Pion noir sur case blanche f7 · Pion noir sur case noire g7 · Pion noir sur case blanche h7 · Pion noir sur case blanche a6 · Pion noir sur case noire d6 · Pion noir sur case blanche e6 · Cavalier noir sur case noire f6 · Pion blanc sur case noire e5 · Fou blanc sur case noire g5 · Cavalier blanc sur case noire d4 · Pion blanc sur case noire f4 · Dame noire sur case noire a3 · Cavalier blanc sur case noire c3 · Pion blanc sur case blanche a2 · Pion blanc sur case blanche c2 · Dame blanche sur case noire d2 · Pion blanc sur case blanche g2 · Pion blanc sur case noire h2 · Tour blanche sur case blanche b1 · Roi blanc sur case noire e1 · Fou blanc sur case blanche f1 · Tour blanche sur case blanche h1 | 7 |
| 6 | Tour noire sur case blanche a8 · Cavalier noir sur case noire b8 · Fou noir sur case blanche c8 · Roi noir sur case blanche e8 · Fou noir sur case noire f8 · Tour noire sur case noire h8 · Pion noir sur case blanche b7 · Pion noir sur case blanche f7 · Pion noir sur case noire g7 · Pion noir sur case blanche h7 · Pion noir sur case blanche a6 · Pion noir sur case noire d6 · Pion noir sur case blanche e6 · Cavalier noir sur case noire f6 · Pion blanc sur case noire e5 · Fou blanc sur case noire g5 · Cavalier blanc sur case noire d4 · Pion blanc sur case noire f4 · Dame noire sur case noire a3 · Cavalier blanc sur case noire c3 · Pion blanc sur case blanche a2 · Pion blanc sur case blanche c2 · Dame blanche sur case noire d2 · Pion blanc sur case blanche g2 · Pion blanc sur case noire h2 · Tour blanche sur case blanche b1 · Roi blanc sur case noire e1 · Fou blanc sur case blanche f1 · Tour blanche sur case blanche h1 | Tour noire sur case blanche a8 · Cavalier noir sur case noire b8 · Fou noir sur case blanche c8 · Roi noir sur case blanche e8 · Fou noir sur case noire f8 · Tour noire sur case noire h8 · Pion noir sur case blanche b7 · Pion noir sur case blanche f7 · Pion noir sur case noire g7 · Pion noir sur case blanche h7 · Pion noir sur case blanche a6 · Pion noir sur case noire d6 · Pion noir sur case blanche e6 · Cavalier noir sur case noire f6 · Pion blanc sur case noire e5 · Fou blanc sur case noire g5 · Cavalier blanc sur case noire d4 · Pion blanc sur case noire f4 · Dame noire sur case noire a3 · Cavalier blanc sur case noire c3 · Pion blanc sur case blanche a2 · Pion blanc sur case blanche c2 · Dame blanche sur case noire d2 · Pion blanc sur case blanche g2 · Pion blanc sur case noire h2 · Tour blanche sur case blanche b1 · Roi blanc sur case noire e1 · Fou blanc sur case blanche f1 · Tour blanche sur case blanche h1 | Tour noire sur case blanche a8 · Cavalier noir sur case noire b8 · Fou noir sur case blanche c8 · Roi noir sur case blanche e8 · Fou noir sur case noire f8 · Tour noire sur case noire h8 · Pion noir sur case blanche b7 · Pion noir sur case blanche f7 · Pion noir sur case noire g7 · Pion noir sur case blanche h7 · Pion noir sur case blanche a6 · Pion noir sur case noire d6 · Pion noir sur case blanche e6 · Cavalier noir sur case noire f6 · Pion blanc sur case noire e5 · Fou blanc sur case noire g5 · Cavalier blanc sur case noire d4 · Pion blanc sur case noire f4 · Dame noire sur case noire a3 · Cavalier blanc sur case noire c3 · Pion blanc sur case blanche a2 · Pion blanc sur case blanche c2 · Dame blanche sur case noire d2 · Pion blanc sur case blanche g2 · Pion blanc sur case noire h2 · Tour blanche sur case blanche b1 · Roi blanc sur case noire e1 · Fou blanc sur case blanche f1 · Tour blanche sur case blanche h1 | Tour noire sur case blanche a8 · Cavalier noir sur case noire b8 · Fou noir sur case blanche c8 · Roi noir sur case blanche e8 · Fou noir sur case noire f8 · Tour noire sur case noire h8 · Pion noir sur case blanche b7 · Pion noir sur case blanche f7 · Pion noir sur case noire g7 · Pion noir sur case blanche h7 · Pion noir sur case blanche a6 · Pion noir sur case noire d6 · Pion noir sur case blanche e6 · Cavalier noir sur case noire f6 · Pion blanc sur case noire e5 · Fou blanc sur case noire g5 · Cavalier blanc sur case noire d4 · Pion blanc sur case noire f4 · Dame noire sur case noire a3 · Cavalier blanc sur case noire c3 · Pion blanc sur case blanche a2 · Pion blanc sur case blanche c2 · Dame blanche sur case noire d2 · Pion blanc sur case blanche g2 · Pion blanc sur case noire h2 · Tour blanche sur case blanche b1 · Roi blanc sur case noire e1 · Fou blanc sur case blanche f1 · Tour blanche sur case blanche h1 | Tour noire sur case blanche a8 · Cavalier noir sur case noire b8 · Fou noir sur case blanche c8 · Roi noir sur case blanche e8 · Fou noir sur case noire f8 · Tour noire sur case noire h8 · Pion noir sur case blanche b7 · Pion noir sur case blanche f7 · Pion noir sur case noire g7 · Pion noir sur case blanche h7 · Pion noir sur case blanche a6 · Pion noir sur case noire d6 · Pion noir sur case blanche e6 · Cavalier noir sur case noire f6 · Pion blanc sur case noire e5 · Fou blanc sur case noire g5 · Cavalier blanc sur case noire d4 · Pion blanc sur case noire f4 · Dame noire sur case noire a3 · Cavalier blanc sur case noire c3 · Pion blanc sur case blanche a2 · Pion blanc sur case blanche c2 · Dame blanche sur case noire d2 · Pion blanc sur case blanche g2 · Pion blanc sur case noire h2 · Tour blanche sur case blanche b1 · Roi blanc sur case noire e1 · Fou blanc sur case blanche f1 · Tour blanche sur case blanche h1 | Tour noire sur case blanche a8 · Cavalier noir sur case noire b8 · Fou noir sur case blanche c8 · Roi noir sur case blanche e8 · Fou noir sur case noire f8 · Tour noire sur case noire h8 · Pion noir sur case blanche b7 · Pion noir sur case blanche f7 · Pion noir sur case noire g7 · Pion noir sur case blanche h7 · Pion noir sur case blanche a6 · Pion noir sur case noire d6 · Pion noir sur case blanche e6 · Cavalier noir sur case noire f6 · Pion blanc sur case noire e5 · Fou blanc sur case noire g5 · Cavalier blanc sur case noire d4 · Pion blanc sur case noire f4 · Dame noire sur case noire a3 · Cavalier blanc sur case noire c3 · Pion blanc sur case blanche a2 · Pion blanc sur case blanche c2 · Dame blanche sur case noire d2 · Pion blanc sur case blanche g2 · Pion blanc sur case noire h2 · Tour blanche sur case blanche b1 · Roi blanc sur case noire e1 · Fou blanc sur case blanche f1 · Tour blanche sur case blanche h1 | Tour noire sur case blanche a8 · Cavalier noir sur case noire b8 · Fou noir sur case blanche c8 · Roi noir sur case blanche e8 · Fou noir sur case noire f8 · Tour noire sur case noire h8 · Pion noir sur case blanche b7 · Pion noir sur case blanche f7 · Pion noir sur case noire g7 · Pion noir sur case blanche h7 · Pion noir sur case blanche a6 · Pion noir sur case noire d6 · Pion noir sur case blanche e6 · Cavalier noir sur case noire f6 · Pion blanc sur case noire e5 · Fou blanc sur case noire g5 · Cavalier blanc sur case noire d4 · Pion blanc sur case noire f4 · Dame noire sur case noire a3 · Cavalier blanc sur case noire c3 · Pion blanc sur case blanche a2 · Pion blanc sur case blanche c2 · Dame blanche sur case noire d2 · Pion blanc sur case blanche g2 · Pion blanc sur case noire h2 · Tour blanche sur case blanche b1 · Roi blanc sur case noire e1 · Fou blanc sur case blanche f1 · Tour blanche sur case blanche h1 | Tour noire sur case blanche a8 · Cavalier noir sur case noire b8 · Fou noir sur case blanche c8 · Roi noir sur case blanche e8 · Fou noir sur case noire f8 · Tour noire sur case noire h8 · Pion noir sur case blanche b7 · Pion noir sur case blanche f7 · Pion noir sur case noire g7 · Pion noir sur case blanche h7 · Pion noir sur case blanche a6 · Pion noir sur case noire d6 · Pion noir sur case blanche e6 · Cavalier noir sur case noire f6 · Pion blanc sur case noire e5 · Fou blanc sur case noire g5 · Cavalier blanc sur case noire d4 · Pion blanc sur case noire f4 · Dame noire sur case noire a3 · Cavalier blanc sur case noire c3 · Pion blanc sur case blanche a2 · Pion blanc sur case blanche c2 · Dame blanche sur case noire d2 · Pion blanc sur case blanche g2 · Pion blanc sur case noire h2 · Tour blanche sur case blanche b1 · Roi blanc sur case noire e1 · Fou blanc sur case blanche f1 · Tour blanche sur case blanche h1 | 6 |
| 5 | Tour noire sur case blanche a8 · Cavalier noir sur case noire b8 · Fou noir sur case blanche c8 · Roi noir sur case blanche e8 · Fou noir sur case noire f8 · Tour noire sur case noire h8 · Pion noir sur case blanche b7 · Pion noir sur case blanche f7 · Pion noir sur case noire g7 · Pion noir sur case blanche h7 · Pion noir sur case blanche a6 · Pion noir sur case noire d6 · Pion noir sur case blanche e6 · Cavalier noir sur case noire f6 · Pion blanc sur case noire e5 · Fou blanc sur case noire g5 · Cavalier blanc sur case noire d4 · Pion blanc sur case noire f4 · Dame noire sur case noire a3 · Cavalier blanc sur case noire c3 · Pion blanc sur case blanche a2 · Pion blanc sur case blanche c2 · Dame blanche sur case noire d2 · Pion blanc sur case blanche g2 · Pion blanc sur case noire h2 · Tour blanche sur case blanche b1 · Roi blanc sur case noire e1 · Fou blanc sur case blanche f1 · Tour blanche sur case blanche h1 | Tour noire sur case blanche a8 · Cavalier noir sur case noire b8 · Fou noir sur case blanche c8 · Roi noir sur case blanche e8 · Fou noir sur case noire f8 · Tour noire sur case noire h8 · Pion noir sur case blanche b7 · Pion noir sur case blanche f7 · Pion noir sur case noire g7 · Pion noir sur case blanche h7 · Pion noir sur case blanche a6 · Pion noir sur case noire d6 · Pion noir sur case blanche e6 · Cavalier noir sur case noire f6 · Pion blanc sur case noire e5 · Fou blanc sur case noire g5 · Cavalier blanc sur case noire d4 · Pion blanc sur case noire f4 · Dame noire sur case noire a3 · Cavalier blanc sur case noire c3 · Pion blanc sur case blanche a2 · Pion blanc sur case blanche c2 · Dame blanche sur case noire d2 · Pion blanc sur case blanche g2 · Pion blanc sur case noire h2 · Tour blanche sur case blanche b1 · Roi blanc sur case noire e1 · Fou blanc sur case blanche f1 · Tour blanche sur case blanche h1 | Tour noire sur case blanche a8 · Cavalier noir sur case noire b8 · Fou noir sur case blanche c8 · Roi noir sur case blanche e8 · Fou noir sur case noire f8 · Tour noire sur case noire h8 · Pion noir sur case blanche b7 · Pion noir sur case blanche f7 · Pion noir sur case noire g7 · Pion noir sur case blanche h7 · Pion noir sur case blanche a6 · Pion noir sur case noire d6 · Pion noir sur case blanche e6 · Cavalier noir sur case noire f6 · Pion blanc sur case noire e5 · Fou blanc sur case noire g5 · Cavalier blanc sur case noire d4 · Pion blanc sur case noire f4 · Dame noire sur case noire a3 · Cavalier blanc sur case noire c3 · Pion blanc sur case blanche a2 · Pion blanc sur case blanche c2 · Dame blanche sur case noire d2 · Pion blanc sur case blanche g2 · Pion blanc sur case noire h2 · Tour blanche sur case blanche b1 · Roi blanc sur case noire e1 · Fou blanc sur case blanche f1 · Tour blanche sur case blanche h1 | Tour noire sur case blanche a8 · Cavalier noir sur case noire b8 · Fou noir sur case blanche c8 · Roi noir sur case blanche e8 · Fou noir sur case noire f8 · Tour noire sur case noire h8 · Pion noir sur case blanche b7 · Pion noir sur case blanche f7 · Pion noir sur case noire g7 · Pion noir sur case blanche h7 · Pion noir sur case blanche a6 · Pion noir sur case noire d6 · Pion noir sur case blanche e6 · Cavalier noir sur case noire f6 · Pion blanc sur case noire e5 · Fou blanc sur case noire g5 · Cavalier blanc sur case noire d4 · Pion blanc sur case noire f4 · Dame noire sur case noire a3 · Cavalier blanc sur case noire c3 · Pion blanc sur case blanche a2 · Pion blanc sur case blanche c2 · Dame blanche sur case noire d2 · Pion blanc sur case blanche g2 · Pion blanc sur case noire h2 · Tour blanche sur case blanche b1 · Roi blanc sur case noire e1 · Fou blanc sur case blanche f1 · Tour blanche sur case blanche h1 | Tour noire sur case blanche a8 · Cavalier noir sur case noire b8 · Fou noir sur case blanche c8 · Roi noir sur case blanche e8 · Fou noir sur case noire f8 · Tour noire sur case noire h8 · Pion noir sur case blanche b7 · Pion noir sur case blanche f7 · Pion noir sur case noire g7 · Pion noir sur case blanche h7 · Pion noir sur case blanche a6 · Pion noir sur case noire d6 · Pion noir sur case blanche e6 · Cavalier noir sur case noire f6 · Pion blanc sur case noire e5 · Fou blanc sur case noire g5 · Cavalier blanc sur case noire d4 · Pion blanc sur case noire f4 · Dame noire sur case noire a3 · Cavalier blanc sur case noire c3 · Pion blanc sur case blanche a2 · Pion blanc sur case blanche c2 · Dame blanche sur case noire d2 · Pion blanc sur case blanche g2 · Pion blanc sur case noire h2 · Tour blanche sur case blanche b1 · Roi blanc sur case noire e1 · Fou blanc sur case blanche f1 · Tour blanche sur case blanche h1 | Tour noire sur case blanche a8 · Cavalier noir sur case noire b8 · Fou noir sur case blanche c8 · Roi noir sur case blanche e8 · Fou noir sur case noire f8 · Tour noire sur case noire h8 · Pion noir sur case blanche b7 · Pion noir sur case blanche f7 · Pion noir sur case noire g7 · Pion noir sur case blanche h7 · Pion noir sur case blanche a6 · Pion noir sur case noire d6 · Pion noir sur case blanche e6 · Cavalier noir sur case noire f6 · Pion blanc sur case noire e5 · Fou blanc sur case noire g5 · Cavalier blanc sur case noire d4 · Pion blanc sur case noire f4 · Dame noire sur case noire a3 · Cavalier blanc sur case noire c3 · Pion blanc sur case blanche a2 · Pion blanc sur case blanche c2 · Dame blanche sur case noire d2 · Pion blanc sur case blanche g2 · Pion blanc sur case noire h2 · Tour blanche sur case blanche b1 · Roi blanc sur case noire e1 · Fou blanc sur case blanche f1 · Tour blanche sur case blanche h1 | Tour noire sur case blanche a8 · Cavalier noir sur case noire b8 · Fou noir sur case blanche c8 · Roi noir sur case blanche e8 · Fou noir sur case noire f8 · Tour noire sur case noire h8 · Pion noir sur case blanche b7 · Pion noir sur case blanche f7 · Pion noir sur case noire g7 · Pion noir sur case blanche h7 · Pion noir sur case blanche a6 · Pion noir sur case noire d6 · Pion noir sur case blanche e6 · Cavalier noir sur case noire f6 · Pion blanc sur case noire e5 · Fou blanc sur case noire g5 · Cavalier blanc sur case noire d4 · Pion blanc sur case noire f4 · Dame noire sur case noire a3 · Cavalier blanc sur case noire c3 · Pion blanc sur case blanche a2 · Pion blanc sur case blanche c2 · Dame blanche sur case noire d2 · Pion blanc sur case blanche g2 · Pion blanc sur case noire h2 · Tour blanche sur case blanche b1 · Roi blanc sur case noire e1 · Fou blanc sur case blanche f1 · Tour blanche sur case blanche h1 | Tour noire sur case blanche a8 · Cavalier noir sur case noire b8 · Fou noir sur case blanche c8 · Roi noir sur case blanche e8 · Fou noir sur case noire f8 · Tour noire sur case noire h8 · Pion noir sur case blanche b7 · Pion noir sur case blanche f7 · Pion noir sur case noire g7 · Pion noir sur case blanche h7 · Pion noir sur case blanche a6 · Pion noir sur case noire d6 · Pion noir sur case blanche e6 · Cavalier noir sur case noire f6 · Pion blanc sur case noire e5 · Fou blanc sur case noire g5 · Cavalier blanc sur case noire d4 · Pion blanc sur case noire f4 · Dame noire sur case noire a3 · Cavalier blanc sur case noire c3 · Pion blanc sur case blanche a2 · Pion blanc sur case blanche c2 · Dame blanche sur case noire d2 · Pion blanc sur case blanche g2 · Pion blanc sur case noire h2 · Tour blanche sur case blanche b1 · Roi blanc sur case noire e1 · Fou blanc sur case blanche f1 · Tour blanche sur case blanche h1 | 5 |
| 4 | Tour noire sur case blanche a8 · Cavalier noir sur case noire b8 · Fou noir sur case blanche c8 · Roi noir sur case blanche e8 · Fou noir sur case noire f8 · Tour noire sur case noire h8 · Pion noir sur case blanche b7 · Pion noir sur case blanche f7 · Pion noir sur case noire g7 · Pion noir sur case blanche h7 · Pion noir sur case blanche a6 · Pion noir sur case noire d6 · Pion noir sur case blanche e6 · Cavalier noir sur case noire f6 · Pion blanc sur case noire e5 · Fou blanc sur case noire g5 · Cavalier blanc sur case noire d4 · Pion blanc sur case noire f4 · Dame noire sur case noire a3 · Cavalier blanc sur case noire c3 · Pion blanc sur case blanche a2 · Pion blanc sur case blanche c2 · Dame blanche sur case noire d2 · Pion blanc sur case blanche g2 · Pion blanc sur case noire h2 · Tour blanche sur case blanche b1 · Roi blanc sur case noire e1 · Fou blanc sur case blanche f1 · Tour blanche sur case blanche h1 | Tour noire sur case blanche a8 · Cavalier noir sur case noire b8 · Fou noir sur case blanche c8 · Roi noir sur case blanche e8 · Fou noir sur case noire f8 · Tour noire sur case noire h8 · Pion noir sur case blanche b7 · Pion noir sur case blanche f7 · Pion noir sur case noire g7 · Pion noir sur case blanche h7 · Pion noir sur case blanche a6 · Pion noir sur case noire d6 · Pion noir sur case blanche e6 · Cavalier noir sur case noire f6 · Pion blanc sur case noire e5 · Fou blanc sur case noire g5 · Cavalier blanc sur case noire d4 · Pion blanc sur case noire f4 · Dame noire sur case noire a3 · Cavalier blanc sur case noire c3 · Pion blanc sur case blanche a2 · Pion blanc sur case blanche c2 · Dame blanche sur case noire d2 · Pion blanc sur case blanche g2 · Pion blanc sur case noire h2 · Tour blanche sur case blanche b1 · Roi blanc sur case noire e1 · Fou blanc sur case blanche f1 · Tour blanche sur case blanche h1 | Tour noire sur case blanche a8 · Cavalier noir sur case noire b8 · Fou noir sur case blanche c8 · Roi noir sur case blanche e8 · Fou noir sur case noire f8 · Tour noire sur case noire h8 · Pion noir sur case blanche b7 · Pion noir sur case blanche f7 · Pion noir sur case noire g7 · Pion noir sur case blanche h7 · Pion noir sur case blanche a6 · Pion noir sur case noire d6 · Pion noir sur case blanche e6 · Cavalier noir sur case noire f6 · Pion blanc sur case noire e5 · Fou blanc sur case noire g5 · Cavalier blanc sur case noire d4 · Pion blanc sur case noire f4 · Dame noire sur case noire a3 · Cavalier blanc sur case noire c3 · Pion blanc sur case blanche a2 · Pion blanc sur case blanche c2 · Dame blanche sur case noire d2 · Pion blanc sur case blanche g2 · Pion blanc sur case noire h2 · Tour blanche sur case blanche b1 · Roi blanc sur case noire e1 · Fou blanc sur case blanche f1 · Tour blanche sur case blanche h1 | Tour noire sur case blanche a8 · Cavalier noir sur case noire b8 · Fou noir sur case blanche c8 · Roi noir sur case blanche e8 · Fou noir sur case noire f8 · Tour noire sur case noire h8 · Pion noir sur case blanche b7 · Pion noir sur case blanche f7 · Pion noir sur case noire g7 · Pion noir sur case blanche h7 · Pion noir sur case blanche a6 · Pion noir sur case noire d6 · Pion noir sur case blanche e6 · Cavalier noir sur case noire f6 · Pion blanc sur case noire e5 · Fou blanc sur case noire g5 · Cavalier blanc sur case noire d4 · Pion blanc sur case noire f4 · Dame noire sur case noire a3 · Cavalier blanc sur case noire c3 · Pion blanc sur case blanche a2 · Pion blanc sur case blanche c2 · Dame blanche sur case noire d2 · Pion blanc sur case blanche g2 · Pion blanc sur case noire h2 · Tour blanche sur case blanche b1 · Roi blanc sur case noire e1 · Fou blanc sur case blanche f1 · Tour blanche sur case blanche h1 | Tour noire sur case blanche a8 · Cavalier noir sur case noire b8 · Fou noir sur case blanche c8 · Roi noir sur case blanche e8 · Fou noir sur case noire f8 · Tour noire sur case noire h8 · Pion noir sur case blanche b7 · Pion noir sur case blanche f7 · Pion noir sur case noire g7 · Pion noir sur case blanche h7 · Pion noir sur case blanche a6 · Pion noir sur case noire d6 · Pion noir sur case blanche e6 · Cavalier noir sur case noire f6 · Pion blanc sur case noire e5 · Fou blanc sur case noire g5 · Cavalier blanc sur case noire d4 · Pion blanc sur case noire f4 · Dame noire sur case noire a3 · Cavalier blanc sur case noire c3 · Pion blanc sur case blanche a2 · Pion blanc sur case blanche c2 · Dame blanche sur case noire d2 · Pion blanc sur case blanche g2 · Pion blanc sur case noire h2 · Tour blanche sur case blanche b1 · Roi blanc sur case noire e1 · Fou blanc sur case blanche f1 · Tour blanche sur case blanche h1 | Tour noire sur case blanche a8 · Cavalier noir sur case noire b8 · Fou noir sur case blanche c8 · Roi noir sur case blanche e8 · Fou noir sur case noire f8 · Tour noire sur case noire h8 · Pion noir sur case blanche b7 · Pion noir sur case blanche f7 · Pion noir sur case noire g7 · Pion noir sur case blanche h7 · Pion noir sur case blanche a6 · Pion noir sur case noire d6 · Pion noir sur case blanche e6 · Cavalier noir sur case noire f6 · Pion blanc sur case noire e5 · Fou blanc sur case noire g5 · Cavalier blanc sur case noire d4 · Pion blanc sur case noire f4 · Dame noire sur case noire a3 · Cavalier blanc sur case noire c3 · Pion blanc sur case blanche a2 · Pion blanc sur case blanche c2 · Dame blanche sur case noire d2 · Pion blanc sur case blanche g2 · Pion blanc sur case noire h2 · Tour blanche sur case blanche b1 · Roi blanc sur case noire e1 · Fou blanc sur case blanche f1 · Tour blanche sur case blanche h1 | Tour noire sur case blanche a8 · Cavalier noir sur case noire b8 · Fou noir sur case blanche c8 · Roi noir sur case blanche e8 · Fou noir sur case noire f8 · Tour noire sur case noire h8 · Pion noir sur case blanche b7 · Pion noir sur case blanche f7 · Pion noir sur case noire g7 · Pion noir sur case blanche h7 · Pion noir sur case blanche a6 · Pion noir sur case noire d6 · Pion noir sur case blanche e6 · Cavalier noir sur case noire f6 · Pion blanc sur case noire e5 · Fou blanc sur case noire g5 · Cavalier blanc sur case noire d4 · Pion blanc sur case noire f4 · Dame noire sur case noire a3 · Cavalier blanc sur case noire c3 · Pion blanc sur case blanche a2 · Pion blanc sur case blanche c2 · Dame blanche sur case noire d2 · Pion blanc sur case blanche g2 · Pion blanc sur case noire h2 · Tour blanche sur case blanche b1 · Roi blanc sur case noire e1 · Fou blanc sur case blanche f1 · Tour blanche sur case blanche h1 | Tour noire sur case blanche a8 · Cavalier noir sur case noire b8 · Fou noir sur case blanche c8 · Roi noir sur case blanche e8 · Fou noir sur case noire f8 · Tour noire sur case noire h8 · Pion noir sur case blanche b7 · Pion noir sur case blanche f7 · Pion noir sur case noire g7 · Pion noir sur case blanche h7 · Pion noir sur case blanche a6 · Pion noir sur case noire d6 · Pion noir sur case blanche e6 · Cavalier noir sur case noire f6 · Pion blanc sur case noire e5 · Fou blanc sur case noire g5 · Cavalier blanc sur case noire d4 · Pion blanc sur case noire f4 · Dame noire sur case noire a3 · Cavalier blanc sur case noire c3 · Pion blanc sur case blanche a2 · Pion blanc sur case blanche c2 · Dame blanche sur case noire d2 · Pion blanc sur case blanche g2 · Pion blanc sur case noire h2 · Tour blanche sur case blanche b1 · Roi blanc sur case noire e1 · Fou blanc sur case blanche f1 · Tour blanche sur case blanche h1 | 4 |
| 3 | Tour noire sur case blanche a8 · Cavalier noir sur case noire b8 · Fou noir sur case blanche c8 · Roi noir sur case blanche e8 · Fou noir sur case noire f8 · Tour noire sur case noire h8 · Pion noir sur case blanche b7 · Pion noir sur case blanche f7 · Pion noir sur case noire g7 · Pion noir sur case blanche h7 · Pion noir sur case blanche a6 · Pion noir sur case noire d6 · Pion noir sur case blanche e6 · Cavalier noir sur case noire f6 · Pion blanc sur case noire e5 · Fou blanc sur case noire g5 · Cavalier blanc sur case noire d4 · Pion blanc sur case noire f4 · Dame noire sur case noire a3 · Cavalier blanc sur case noire c3 · Pion blanc sur case blanche a2 · Pion blanc sur case blanche c2 · Dame blanche sur case noire d2 · Pion blanc sur case blanche g2 · Pion blanc sur case noire h2 · Tour blanche sur case blanche b1 · Roi blanc sur case noire e1 · Fou blanc sur case blanche f1 · Tour blanche sur case blanche h1 | Tour noire sur case blanche a8 · Cavalier noir sur case noire b8 · Fou noir sur case blanche c8 · Roi noir sur case blanche e8 · Fou noir sur case noire f8 · Tour noire sur case noire h8 · Pion noir sur case blanche b7 · Pion noir sur case blanche f7 · Pion noir sur case noire g7 · Pion noir sur case blanche h7 · Pion noir sur case blanche a6 · Pion noir sur case noire d6 · Pion noir sur case blanche e6 · Cavalier noir sur case noire f6 · Pion blanc sur case noire e5 · Fou blanc sur case noire g5 · Cavalier blanc sur case noire d4 · Pion blanc sur case noire f4 · Dame noire sur case noire a3 · Cavalier blanc sur case noire c3 · Pion blanc sur case blanche a2 · Pion blanc sur case blanche c2 · Dame blanche sur case noire d2 · Pion blanc sur case blanche g2 · Pion blanc sur case noire h2 · Tour blanche sur case blanche b1 · Roi blanc sur case noire e1 · Fou blanc sur case blanche f1 · Tour blanche sur case blanche h1 | Tour noire sur case blanche a8 · Cavalier noir sur case noire b8 · Fou noir sur case blanche c8 · Roi noir sur case blanche e8 · Fou noir sur case noire f8 · Tour noire sur case noire h8 · Pion noir sur case blanche b7 · Pion noir sur case blanche f7 · Pion noir sur case noire g7 · Pion noir sur case blanche h7 · Pion noir sur case blanche a6 · Pion noir sur case noire d6 · Pion noir sur case blanche e6 · Cavalier noir sur case noire f6 · Pion blanc sur case noire e5 · Fou blanc sur case noire g5 · Cavalier blanc sur case noire d4 · Pion blanc sur case noire f4 · Dame noire sur case noire a3 · Cavalier blanc sur case noire c3 · Pion blanc sur case blanche a2 · Pion blanc sur case blanche c2 · Dame blanche sur case noire d2 · Pion blanc sur case blanche g2 · Pion blanc sur case noire h2 · Tour blanche sur case blanche b1 · Roi blanc sur case noire e1 · Fou blanc sur case blanche f1 · Tour blanche sur case blanche h1 | Tour noire sur case blanche a8 · Cavalier noir sur case noire b8 · Fou noir sur case blanche c8 · Roi noir sur case blanche e8 · Fou noir sur case noire f8 · Tour noire sur case noire h8 · Pion noir sur case blanche b7 · Pion noir sur case blanche f7 · Pion noir sur case noire g7 · Pion noir sur case blanche h7 · Pion noir sur case blanche a6 · Pion noir sur case noire d6 · Pion noir sur case blanche e6 · Cavalier noir sur case noire f6 · Pion blanc sur case noire e5 · Fou blanc sur case noire g5 · Cavalier blanc sur case noire d4 · Pion blanc sur case noire f4 · Dame noire sur case noire a3 · Cavalier blanc sur case noire c3 · Pion blanc sur case blanche a2 · Pion blanc sur case blanche c2 · Dame blanche sur case noire d2 · Pion blanc sur case blanche g2 · Pion blanc sur case noire h2 · Tour blanche sur case blanche b1 · Roi blanc sur case noire e1 · Fou blanc sur case blanche f1 · Tour blanche sur case blanche h1 | Tour noire sur case blanche a8 · Cavalier noir sur case noire b8 · Fou noir sur case blanche c8 · Roi noir sur case blanche e8 · Fou noir sur case noire f8 · Tour noire sur case noire h8 · Pion noir sur case blanche b7 · Pion noir sur case blanche f7 · Pion noir sur case noire g7 · Pion noir sur case blanche h7 · Pion noir sur case blanche a6 · Pion noir sur case noire d6 · Pion noir sur case blanche e6 · Cavalier noir sur case noire f6 · Pion blanc sur case noire e5 · Fou blanc sur case noire g5 · Cavalier blanc sur case noire d4 · Pion blanc sur case noire f4 · Dame noire sur case noire a3 · Cavalier blanc sur case noire c3 · Pion blanc sur case blanche a2 · Pion blanc sur case blanche c2 · Dame blanche sur case noire d2 · Pion blanc sur case blanche g2 · Pion blanc sur case noire h2 · Tour blanche sur case blanche b1 · Roi blanc sur case noire e1 · Fou blanc sur case blanche f1 · Tour blanche sur case blanche h1 | Tour noire sur case blanche a8 · Cavalier noir sur case noire b8 · Fou noir sur case blanche c8 · Roi noir sur case blanche e8 · Fou noir sur case noire f8 · Tour noire sur case noire h8 · Pion noir sur case blanche b7 · Pion noir sur case blanche f7 · Pion noir sur case noire g7 · Pion noir sur case blanche h7 · Pion noir sur case blanche a6 · Pion noir sur case noire d6 · Pion noir sur case blanche e6 · Cavalier noir sur case noire f6 · Pion blanc sur case noire e5 · Fou blanc sur case noire g5 · Cavalier blanc sur case noire d4 · Pion blanc sur case noire f4 · Dame noire sur case noire a3 · Cavalier blanc sur case noire c3 · Pion blanc sur case blanche a2 · Pion blanc sur case blanche c2 · Dame blanche sur case noire d2 · Pion blanc sur case blanche g2 · Pion blanc sur case noire h2 · Tour blanche sur case blanche b1 · Roi blanc sur case noire e1 · Fou blanc sur case blanche f1 · Tour blanche sur case blanche h1 | Tour noire sur case blanche a8 · Cavalier noir sur case noire b8 · Fou noir sur case blanche c8 · Roi noir sur case blanche e8 · Fou noir sur case noire f8 · Tour noire sur case noire h8 · Pion noir sur case blanche b7 · Pion noir sur case blanche f7 · Pion noir sur case noire g7 · Pion noir sur case blanche h7 · Pion noir sur case blanche a6 · Pion noir sur case noire d6 · Pion noir sur case blanche e6 · Cavalier noir sur case noire f6 · Pion blanc sur case noire e5 · Fou blanc sur case noire g5 · Cavalier blanc sur case noire d4 · Pion blanc sur case noire f4 · Dame noire sur case noire a3 · Cavalier blanc sur case noire c3 · Pion blanc sur case blanche a2 · Pion blanc sur case blanche c2 · Dame blanche sur case noire d2 · Pion blanc sur case blanche g2 · Pion blanc sur case noire h2 · Tour blanche sur case blanche b1 · Roi blanc sur case noire e1 · Fou blanc sur case blanche f1 · Tour blanche sur case blanche h1 | Tour noire sur case blanche a8 · Cavalier noir sur case noire b8 · Fou noir sur case blanche c8 · Roi noir sur case blanche e8 · Fou noir sur case noire f8 · Tour noire sur case noire h8 · Pion noir sur case blanche b7 · Pion noir sur case blanche f7 · Pion noir sur case noire g7 · Pion noir sur case blanche h7 · Pion noir sur case blanche a6 · Pion noir sur case noire d6 · Pion noir sur case blanche e6 · Cavalier noir sur case noire f6 · Pion blanc sur case noire e5 · Fou blanc sur case noire g5 · Cavalier blanc sur case noire d4 · Pion blanc sur case noire f4 · Dame noire sur case noire a3 · Cavalier blanc sur case noire c3 · Pion blanc sur case blanche a2 · Pion blanc sur case blanche c2 · Dame blanche sur case noire d2 · Pion blanc sur case blanche g2 · Pion blanc sur case noire h2 · Tour blanche sur case blanche b1 · Roi blanc sur case noire e1 · Fou blanc sur case blanche f1 · Tour blanche sur case blanche h1 | 3 |
| 2 | Tour noire sur case blanche a8 · Cavalier noir sur case noire b8 · Fou noir sur case blanche c8 · Roi noir sur case blanche e8 · Fou noir sur case noire f8 · Tour noire sur case noire h8 · Pion noir sur case blanche b7 · Pion noir sur case blanche f7 · Pion noir sur case noire g7 · Pion noir sur case blanche h7 · Pion noir sur case blanche a6 · Pion noir sur case noire d6 · Pion noir sur case blanche e6 · Cavalier noir sur case noire f6 · Pion blanc sur case noire e5 · Fou blanc sur case noire g5 · Cavalier blanc sur case noire d4 · Pion blanc sur case noire f4 · Dame noire sur case noire a3 · Cavalier blanc sur case noire c3 · Pion blanc sur case blanche a2 · Pion blanc sur case blanche c2 · Dame blanche sur case noire d2 · Pion blanc sur case blanche g2 · Pion blanc sur case noire h2 · Tour blanche sur case blanche b1 · Roi blanc sur case noire e1 · Fou blanc sur case blanche f1 · Tour blanche sur case blanche h1 | Tour noire sur case blanche a8 · Cavalier noir sur case noire b8 · Fou noir sur case blanche c8 · Roi noir sur case blanche e8 · Fou noir sur case noire f8 · Tour noire sur case noire h8 · Pion noir sur case blanche b7 · Pion noir sur case blanche f7 · Pion noir sur case noire g7 · Pion noir sur case blanche h7 · Pion noir sur case blanche a6 · Pion noir sur case noire d6 · Pion noir sur case blanche e6 · Cavalier noir sur case noire f6 · Pion blanc sur case noire e5 · Fou blanc sur case noire g5 · Cavalier blanc sur case noire d4 · Pion blanc sur case noire f4 · Dame noire sur case noire a3 · Cavalier blanc sur case noire c3 · Pion blanc sur case blanche a2 · Pion blanc sur case blanche c2 · Dame blanche sur case noire d2 · Pion blanc sur case blanche g2 · Pion blanc sur case noire h2 · Tour blanche sur case blanche b1 · Roi blanc sur case noire e1 · Fou blanc sur case blanche f1 · Tour blanche sur case blanche h1 | Tour noire sur case blanche a8 · Cavalier noir sur case noire b8 · Fou noir sur case blanche c8 · Roi noir sur case blanche e8 · Fou noir sur case noire f8 · Tour noire sur case noire h8 · Pion noir sur case blanche b7 · Pion noir sur case blanche f7 · Pion noir sur case noire g7 · Pion noir sur case blanche h7 · Pion noir sur case blanche a6 · Pion noir sur case noire d6 · Pion noir sur case blanche e6 · Cavalier noir sur case noire f6 · Pion blanc sur case noire e5 · Fou blanc sur case noire g5 · Cavalier blanc sur case noire d4 · Pion blanc sur case noire f4 · Dame noire sur case noire a3 · Cavalier blanc sur case noire c3 · Pion blanc sur case blanche a2 · Pion blanc sur case blanche c2 · Dame blanche sur case noire d2 · Pion blanc sur case blanche g2 · Pion blanc sur case noire h2 · Tour blanche sur case blanche b1 · Roi blanc sur case noire e1 · Fou blanc sur case blanche f1 · Tour blanche sur case blanche h1 | Tour noire sur case blanche a8 · Cavalier noir sur case noire b8 · Fou noir sur case blanche c8 · Roi noir sur case blanche e8 · Fou noir sur case noire f8 · Tour noire sur case noire h8 · Pion noir sur case blanche b7 · Pion noir sur case blanche f7 · Pion noir sur case noire g7 · Pion noir sur case blanche h7 · Pion noir sur case blanche a6 · Pion noir sur case noire d6 · Pion noir sur case blanche e6 · Cavalier noir sur case noire f6 · Pion blanc sur case noire e5 · Fou blanc sur case noire g5 · Cavalier blanc sur case noire d4 · Pion blanc sur case noire f4 · Dame noire sur case noire a3 · Cavalier blanc sur case noire c3 · Pion blanc sur case blanche a2 · Pion blanc sur case blanche c2 · Dame blanche sur case noire d2 · Pion blanc sur case blanche g2 · Pion blanc sur case noire h2 · Tour blanche sur case blanche b1 · Roi blanc sur case noire e1 · Fou blanc sur case blanche f1 · Tour blanche sur case blanche h1 | Tour noire sur case blanche a8 · Cavalier noir sur case noire b8 · Fou noir sur case blanche c8 · Roi noir sur case blanche e8 · Fou noir sur case noire f8 · Tour noire sur case noire h8 · Pion noir sur case blanche b7 · Pion noir sur case blanche f7 · Pion noir sur case noire g7 · Pion noir sur case blanche h7 · Pion noir sur case blanche a6 · Pion noir sur case noire d6 · Pion noir sur case blanche e6 · Cavalier noir sur case noire f6 · Pion blanc sur case noire e5 · Fou blanc sur case noire g5 · Cavalier blanc sur case noire d4 · Pion blanc sur case noire f4 · Dame noire sur case noire a3 · Cavalier blanc sur case noire c3 · Pion blanc sur case blanche a2 · Pion blanc sur case blanche c2 · Dame blanche sur case noire d2 · Pion blanc sur case blanche g2 · Pion blanc sur case noire h2 · Tour blanche sur case blanche b1 · Roi blanc sur case noire e1 · Fou blanc sur case blanche f1 · Tour blanche sur case blanche h1 | Tour noire sur case blanche a8 · Cavalier noir sur case noire b8 · Fou noir sur case blanche c8 · Roi noir sur case blanche e8 · Fou noir sur case noire f8 · Tour noire sur case noire h8 · Pion noir sur case blanche b7 · Pion noir sur case blanche f7 · Pion noir sur case noire g7 · Pion noir sur case blanche h7 · Pion noir sur case blanche a6 · Pion noir sur case noire d6 · Pion noir sur case blanche e6 · Cavalier noir sur case noire f6 · Pion blanc sur case noire e5 · Fou blanc sur case noire g5 · Cavalier blanc sur case noire d4 · Pion blanc sur case noire f4 · Dame noire sur case noire a3 · Cavalier blanc sur case noire c3 · Pion blanc sur case blanche a2 · Pion blanc sur case blanche c2 · Dame blanche sur case noire d2 · Pion blanc sur case blanche g2 · Pion blanc sur case noire h2 · Tour blanche sur case blanche b1 · Roi blanc sur case noire e1 · Fou blanc sur case blanche f1 · Tour blanche sur case blanche h1 | Tour noire sur case blanche a8 · Cavalier noir sur case noire b8 · Fou noir sur case blanche c8 · Roi noir sur case blanche e8 · Fou noir sur case noire f8 · Tour noire sur case noire h8 · Pion noir sur case blanche b7 · Pion noir sur case blanche f7 · Pion noir sur case noire g7 · Pion noir sur case blanche h7 · Pion noir sur case blanche a6 · Pion noir sur case noire d6 · Pion noir sur case blanche e6 · Cavalier noir sur case noire f6 · Pion blanc sur case noire e5 · Fou blanc sur case noire g5 · Cavalier blanc sur case noire d4 · Pion blanc sur case noire f4 · Dame noire sur case noire a3 · Cavalier blanc sur case noire c3 · Pion blanc sur case blanche a2 · Pion blanc sur case blanche c2 · Dame blanche sur case noire d2 · Pion blanc sur case blanche g2 · Pion blanc sur case noire h2 · Tour blanche sur case blanche b1 · Roi blanc sur case noire e1 · Fou blanc sur case blanche f1 · Tour blanche sur case blanche h1 | Tour noire sur case blanche a8 · Cavalier noir sur case noire b8 · Fou noir sur case blanche c8 · Roi noir sur case blanche e8 · Fou noir sur case noire f8 · Tour noire sur case noire h8 · Pion noir sur case blanche b7 · Pion noir sur case blanche f7 · Pion noir sur case noire g7 · Pion noir sur case blanche h7 · Pion noir sur case blanche a6 · Pion noir sur case noire d6 · Pion noir sur case blanche e6 · Cavalier noir sur case noire f6 · Pion blanc sur case noire e5 · Fou blanc sur case noire g5 · Cavalier blanc sur case noire d4 · Pion blanc sur case noire f4 · Dame noire sur case noire a3 · Cavalier blanc sur case noire c3 · Pion blanc sur case blanche a2 · Pion blanc sur case blanche c2 · Dame blanche sur case noire d2 · Pion blanc sur case blanche g2 · Pion blanc sur case noire h2 · Tour blanche sur case blanche b1 · Roi blanc sur case noire e1 · Fou blanc sur case blanche f1 · Tour blanche sur case blanche h1 | 2 |
| 1 | Tour noire sur case blanche a8 · Cavalier noir sur case noire b8 · Fou noir sur case blanche c8 · Roi noir sur case blanche e8 · Fou noir sur case noire f8 · Tour noire sur case noire h8 · Pion noir sur case blanche b7 · Pion noir sur case blanche f7 · Pion noir sur case noire g7 · Pion noir sur case blanche h7 · Pion noir sur case blanche a6 · Pion noir sur case noire d6 · Pion noir sur case blanche e6 · Cavalier noir sur case noire f6 · Pion blanc sur case noire e5 · Fou blanc sur case noire g5 · Cavalier blanc sur case noire d4 · Pion blanc sur case noire f4 · Dame noire sur case noire a3 · Cavalier blanc sur case noire c3 · Pion blanc sur case blanche a2 · Pion blanc sur case blanche c2 · Dame blanche sur case noire d2 · Pion blanc sur case blanche g2 · Pion blanc sur case noire h2 · Tour blanche sur case blanche b1 · Roi blanc sur case noire e1 · Fou blanc sur case blanche f1 · Tour blanche sur case blanche h1 | Tour noire sur case blanche a8 · Cavalier noir sur case noire b8 · Fou noir sur case blanche c8 · Roi noir sur case blanche e8 · Fou noir sur case noire f8 · Tour noire sur case noire h8 · Pion noir sur case blanche b7 · Pion noir sur case blanche f7 · Pion noir sur case noire g7 · Pion noir sur case blanche h7 · Pion noir sur case blanche a6 · Pion noir sur case noire d6 · Pion noir sur case blanche e6 · Cavalier noir sur case noire f6 · Pion blanc sur case noire e5 · Fou blanc sur case noire g5 · Cavalier blanc sur case noire d4 · Pion blanc sur case noire f4 · Dame noire sur case noire a3 · Cavalier blanc sur case noire c3 · Pion blanc sur case blanche a2 · Pion blanc sur case blanche c2 · Dame blanche sur case noire d2 · Pion blanc sur case blanche g2 · Pion blanc sur case noire h2 · Tour blanche sur case blanche b1 · Roi blanc sur case noire e1 · Fou blanc sur case blanche f1 · Tour blanche sur case blanche h1 | Tour noire sur case blanche a8 · Cavalier noir sur case noire b8 · Fou noir sur case blanche c8 · Roi noir sur case blanche e8 · Fou noir sur case noire f8 · Tour noire sur case noire h8 · Pion noir sur case blanche b7 · Pion noir sur case blanche f7 · Pion noir sur case noire g7 · Pion noir sur case blanche h7 · Pion noir sur case blanche a6 · Pion noir sur case noire d6 · Pion noir sur case blanche e6 · Cavalier noir sur case noire f6 · Pion blanc sur case noire e5 · Fou blanc sur case noire g5 · Cavalier blanc sur case noire d4 · Pion blanc sur case noire f4 · Dame noire sur case noire a3 · Cavalier blanc sur case noire c3 · Pion blanc sur case blanche a2 · Pion blanc sur case blanche c2 · Dame blanche sur case noire d2 · Pion blanc sur case blanche g2 · Pion blanc sur case noire h2 · Tour blanche sur case blanche b1 · Roi blanc sur case noire e1 · Fou blanc sur case blanche f1 · Tour blanche sur case blanche h1 | Tour noire sur case blanche a8 · Cavalier noir sur case noire b8 · Fou noir sur case blanche c8 · Roi noir sur case blanche e8 · Fou noir sur case noire f8 · Tour noire sur case noire h8 · Pion noir sur case blanche b7 · Pion noir sur case blanche f7 · Pion noir sur case noire g7 · Pion noir sur case blanche h7 · Pion noir sur case blanche a6 · Pion noir sur case noire d6 · Pion noir sur case blanche e6 · Cavalier noir sur case noire f6 · Pion blanc sur case noire e5 · Fou blanc sur case noire g5 · Cavalier blanc sur case noire d4 · Pion blanc sur case noire f4 · Dame noire sur case noire a3 · Cavalier blanc sur case noire c3 · Pion blanc sur case blanche a2 · Pion blanc sur case blanche c2 · Dame blanche sur case noire d2 · Pion blanc sur case blanche g2 · Pion blanc sur case noire h2 · Tour blanche sur case blanche b1 · Roi blanc sur case noire e1 · Fou blanc sur case blanche f1 · Tour blanche sur case blanche h1 | Tour noire sur case blanche a8 · Cavalier noir sur case noire b8 · Fou noir sur case blanche c8 · Roi noir sur case blanche e8 · Fou noir sur case noire f8 · Tour noire sur case noire h8 · Pion noir sur case blanche b7 · Pion noir sur case blanche f7 · Pion noir sur case noire g7 · Pion noir sur case blanche h7 · Pion noir sur case blanche a6 · Pion noir sur case noire d6 · Pion noir sur case blanche e6 · Cavalier noir sur case noire f6 · Pion blanc sur case noire e5 · Fou blanc sur case noire g5 · Cavalier blanc sur case noire d4 · Pion blanc sur case noire f4 · Dame noire sur case noire a3 · Cavalier blanc sur case noire c3 · Pion blanc sur case blanche a2 · Pion blanc sur case blanche c2 · Dame blanche sur case noire d2 · Pion blanc sur case blanche g2 · Pion blanc sur case noire h2 · Tour blanche sur case blanche b1 · Roi blanc sur case noire e1 · Fou blanc sur case blanche f1 · Tour blanche sur case blanche h1 | Tour noire sur case blanche a8 · Cavalier noir sur case noire b8 · Fou noir sur case blanche c8 · Roi noir sur case blanche e8 · Fou noir sur case noire f8 · Tour noire sur case noire h8 · Pion noir sur case blanche b7 · Pion noir sur case blanche f7 · Pion noir sur case noire g7 · Pion noir sur case blanche h7 · Pion noir sur case blanche a6 · Pion noir sur case noire d6 · Pion noir sur case blanche e6 · Cavalier noir sur case noire f6 · Pion blanc sur case noire e5 · Fou blanc sur case noire g5 · Cavalier blanc sur case noire d4 · Pion blanc sur case noire f4 · Dame noire sur case noire a3 · Cavalier blanc sur case noire c3 · Pion blanc sur case blanche a2 · Pion blanc sur case blanche c2 · Dame blanche sur case noire d2 · Pion blanc sur case blanche g2 · Pion blanc sur case noire h2 · Tour blanche sur case blanche b1 · Roi blanc sur case noire e1 · Fou blanc sur case blanche f1 · Tour blanche sur case blanche h1 | Tour noire sur case blanche a8 · Cavalier noir sur case noire b8 · Fou noir sur case blanche c8 · Roi noir sur case blanche e8 · Fou noir sur case noire f8 · Tour noire sur case noire h8 · Pion noir sur case blanche b7 · Pion noir sur case blanche f7 · Pion noir sur case noire g7 · Pion noir sur case blanche h7 · Pion noir sur case blanche a6 · Pion noir sur case noire d6 · Pion noir sur case blanche e6 · Cavalier noir sur case noire f6 · Pion blanc sur case noire e5 · Fou blanc sur case noire g5 · Cavalier blanc sur case noire d4 · Pion blanc sur case noire f4 · Dame noire sur case noire a3 · Cavalier blanc sur case noire c3 · Pion blanc sur case blanche a2 · Pion blanc sur case blanche c2 · Dame blanche sur case noire d2 · Pion blanc sur case blanche g2 · Pion blanc sur case noire h2 · Tour blanche sur case blanche b1 · Roi blanc sur case noire e1 · Fou blanc sur case blanche f1 · Tour blanche sur case blanche h1 | Tour noire sur case blanche a8 · Cavalier noir sur case noire b8 · Fou noir sur case blanche c8 · Roi noir sur case blanche e8 · Fou noir sur case noire f8 · Tour noire sur case noire h8 · Pion noir sur case blanche b7 · Pion noir sur case blanche f7 · Pion noir sur case noire g7 · Pion noir sur case blanche h7 · Pion noir sur case blanche a6 · Pion noir sur case noire d6 · Pion noir sur case blanche e6 · Cavalier noir sur case noire f6 · Pion blanc sur case noire e5 · Fou blanc sur case noire g5 · Cavalier blanc sur case noire d4 · Pion blanc sur case noire f4 · Dame noire sur case noire a3 · Cavalier blanc sur case noire c3 · Pion blanc sur case blanche a2 · Pion blanc sur case blanche c2 · Dame blanche sur case noire d2 · Pion blanc sur case blanche g2 · Pion blanc sur case noire h2 · Tour blanche sur case blanche b1 · Roi blanc sur case noire e1 · Fou blanc sur case blanche f1 · Tour blanche sur case blanche h1 | 1 |
|   | a | b | c | d | e | f | g | h |   |

Dans les années 1950, lorsque 7... Db6 commença à apparaître, les Blancs choisirent le chemin le plus direct : le retard de développement des Noirs provoqué par l'excursion de la dame devait être puni par l'ouverture immédiate des lignes au centre. Les Blancs continuaient donc par la percée 8. Dd2 Dxb2 9. Tb1 Da3 10. e5 (cf diagramme). Ce coup valut à des attaquants comme Mikhail Tal et Paul Keres de brillantes victoires :
Mikhail Tal - Aleksandr Tolouch [B97]
XXIIIe championnat d'URSS, Leningrad, 1956
1.e4 c5 2.Cf3 d6 3.d4 cxd4 4.Cxd4 Cf6 5.Cc3 a6 6.Fg5 e6 7.f4 Db6 8.Dd2 Dxb2 9.Tb1 Da3 10.e5 dxe5 11.fxe5 Cfd7 12.Ce4 Dxa2 13.Tb3 Da1+ 14.Rf2 Da4 15.Fb5 axb5 16.Cxb5 f6 17.exf6 gxf6 18.Te1 Ta6 19.Fxf6 Cxf6 20.Cxf6+ Rf7 21.Tf3 Dh4+ 22.Rf1 e5 23.Dd5+ Fe6 24.Cd7+ Rg6 25.Cxe5+ Rg7 26.Tg3+ Dxg3 27.Dxb7+ Cd7 28.hxg3 Tb6 29.Dc7 Fc5 30.Cxd7 Fc4+ 31.Te2 1-0,
À partir de 1961, Bobby Fischer abandonna le coup 7... Fe7 et se mit à pratiquer quasi systématiquement la variante du pion empoisonné avec les Noirs. Par ses analyses détaillées il renforça le jeu noir dans la variante 10. e5, enregistrant notamment trois victoires d'ouverture contre Mazzoni, Bilek et Tringov. À partir de ces succès fut bâti l'essentiel de la théorie de la variante 10. e5, qui donnait jusqu'en 2005 un bon jeu noir après les suites 10... dxe5 11. fxe5 Cfd7 12. Fc4 (12. Ce4 h6!) et ici 12... Fb4 ou 12... Da5. Ainsi John Nunn écrivait-il en 1996 que la variante avait été étudiée en détail, délaissée faute de succès et qu'une résurgence n'était pas en vue.
|   | a | b | c | d | e | f | g | h |   |
| 8 | Tour noire sur case blanche a8 · Cavalier noir sur case noire b8 · Fou noir sur case blanche c8 · Roi noir sur case blanche e8 · Fou noir sur case noire f8 · Tour noire sur case noire h8 · Pion noir sur case blanche b7 · Cavalier noir sur case blanche d7 · Pion noir sur case blanche f7 · Pion noir sur case noire g7 · Pion noir sur case blanche a6 · Pion noir sur case blanche e6 · Pion noir sur case noire h6 · Pion blanc sur case noire e5 · Cavalier blanc sur case noire d4 · Cavalier blanc sur case blanche e4 · Fou blanc sur case noire h4 · Dame noire sur case blanche a2 · Pion blanc sur case blanche c2 · Dame blanche sur case noire d2 · Pion blanc sur case blanche g2 · Pion blanc sur case noire h2 · Tour blanche sur case blanche d1 · Roi blanc sur case noire e1 · Fou blanc sur case blanche f1 · Tour blanche sur case blanche h1 | Tour noire sur case blanche a8 · Cavalier noir sur case noire b8 · Fou noir sur case blanche c8 · Roi noir sur case blanche e8 · Fou noir sur case noire f8 · Tour noire sur case noire h8 · Pion noir sur case blanche b7 · Cavalier noir sur case blanche d7 · Pion noir sur case blanche f7 · Pion noir sur case noire g7 · Pion noir sur case blanche a6 · Pion noir sur case blanche e6 · Pion noir sur case noire h6 · Pion blanc sur case noire e5 · Cavalier blanc sur case noire d4 · Cavalier blanc sur case blanche e4 · Fou blanc sur case noire h4 · Dame noire sur case blanche a2 · Pion blanc sur case blanche c2 · Dame blanche sur case noire d2 · Pion blanc sur case blanche g2 · Pion blanc sur case noire h2 · Tour blanche sur case blanche d1 · Roi blanc sur case noire e1 · Fou blanc sur case blanche f1 · Tour blanche sur case blanche h1 | Tour noire sur case blanche a8 · Cavalier noir sur case noire b8 · Fou noir sur case blanche c8 · Roi noir sur case blanche e8 · Fou noir sur case noire f8 · Tour noire sur case noire h8 · Pion noir sur case blanche b7 · Cavalier noir sur case blanche d7 · Pion noir sur case blanche f7 · Pion noir sur case noire g7 · Pion noir sur case blanche a6 · Pion noir sur case blanche e6 · Pion noir sur case noire h6 · Pion blanc sur case noire e5 · Cavalier blanc sur case noire d4 · Cavalier blanc sur case blanche e4 · Fou blanc sur case noire h4 · Dame noire sur case blanche a2 · Pion blanc sur case blanche c2 · Dame blanche sur case noire d2 · Pion blanc sur case blanche g2 · Pion blanc sur case noire h2 · Tour blanche sur case blanche d1 · Roi blanc sur case noire e1 · Fou blanc sur case blanche f1 · Tour blanche sur case blanche h1 | Tour noire sur case blanche a8 · Cavalier noir sur case noire b8 · Fou noir sur case blanche c8 · Roi noir sur case blanche e8 · Fou noir sur case noire f8 · Tour noire sur case noire h8 · Pion noir sur case blanche b7 · Cavalier noir sur case blanche d7 · Pion noir sur case blanche f7 · Pion noir sur case noire g7 · Pion noir sur case blanche a6 · Pion noir sur case blanche e6 · Pion noir sur case noire h6 · Pion blanc sur case noire e5 · Cavalier blanc sur case noire d4 · Cavalier blanc sur case blanche e4 · Fou blanc sur case noire h4 · Dame noire sur case blanche a2 · Pion blanc sur case blanche c2 · Dame blanche sur case noire d2 · Pion blanc sur case blanche g2 · Pion blanc sur case noire h2 · Tour blanche sur case blanche d1 · Roi blanc sur case noire e1 · Fou blanc sur case blanche f1 · Tour blanche sur case blanche h1 | Tour noire sur case blanche a8 · Cavalier noir sur case noire b8 · Fou noir sur case blanche c8 · Roi noir sur case blanche e8 · Fou noir sur case noire f8 · Tour noire sur case noire h8 · Pion noir sur case blanche b7 · Cavalier noir sur case blanche d7 · Pion noir sur case blanche f7 · Pion noir sur case noire g7 · Pion noir sur case blanche a6 · Pion noir sur case blanche e6 · Pion noir sur case noire h6 · Pion blanc sur case noire e5 · Cavalier blanc sur case noire d4 · Cavalier blanc sur case blanche e4 · Fou blanc sur case noire h4 · Dame noire sur case blanche a2 · Pion blanc sur case blanche c2 · Dame blanche sur case noire d2 · Pion blanc sur case blanche g2 · Pion blanc sur case noire h2 · Tour blanche sur case blanche d1 · Roi blanc sur case noire e1 · Fou blanc sur case blanche f1 · Tour blanche sur case blanche h1 | Tour noire sur case blanche a8 · Cavalier noir sur case noire b8 · Fou noir sur case blanche c8 · Roi noir sur case blanche e8 · Fou noir sur case noire f8 · Tour noire sur case noire h8 · Pion noir sur case blanche b7 · Cavalier noir sur case blanche d7 · Pion noir sur case blanche f7 · Pion noir sur case noire g7 · Pion noir sur case blanche a6 · Pion noir sur case blanche e6 · Pion noir sur case noire h6 · Pion blanc sur case noire e5 · Cavalier blanc sur case noire d4 · Cavalier blanc sur case blanche e4 · Fou blanc sur case noire h4 · Dame noire sur case blanche a2 · Pion blanc sur case blanche c2 · Dame blanche sur case noire d2 · Pion blanc sur case blanche g2 · Pion blanc sur case noire h2 · Tour blanche sur case blanche d1 · Roi blanc sur case noire e1 · Fou blanc sur case blanche f1 · Tour blanche sur case blanche h1 | Tour noire sur case blanche a8 · Cavalier noir sur case noire b8 · Fou noir sur case blanche c8 · Roi noir sur case blanche e8 · Fou noir sur case noire f8 · Tour noire sur case noire h8 · Pion noir sur case blanche b7 · Cavalier noir sur case blanche d7 · Pion noir sur case blanche f7 · Pion noir sur case noire g7 · Pion noir sur case blanche a6 · Pion noir sur case blanche e6 · Pion noir sur case noire h6 · Pion blanc sur case noire e5 · Cavalier blanc sur case noire d4 · Cavalier blanc sur case blanche e4 · Fou blanc sur case noire h4 · Dame noire sur case blanche a2 · Pion blanc sur case blanche c2 · Dame blanche sur case noire d2 · Pion blanc sur case blanche g2 · Pion blanc sur case noire h2 · Tour blanche sur case blanche d1 · Roi blanc sur case noire e1 · Fou blanc sur case blanche f1 · Tour blanche sur case blanche h1 | Tour noire sur case blanche a8 · Cavalier noir sur case noire b8 · Fou noir sur case blanche c8 · Roi noir sur case blanche e8 · Fou noir sur case noire f8 · Tour noire sur case noire h8 · Pion noir sur case blanche b7 · Cavalier noir sur case blanche d7 · Pion noir sur case blanche f7 · Pion noir sur case noire g7 · Pion noir sur case blanche a6 · Pion noir sur case blanche e6 · Pion noir sur case noire h6 · Pion blanc sur case noire e5 · Cavalier blanc sur case noire d4 · Cavalier blanc sur case blanche e4 · Fou blanc sur case noire h4 · Dame noire sur case blanche a2 · Pion blanc sur case blanche c2 · Dame blanche sur case noire d2 · Pion blanc sur case blanche g2 · Pion blanc sur case noire h2 · Tour blanche sur case blanche d1 · Roi blanc sur case noire e1 · Fou blanc sur case blanche f1 · Tour blanche sur case blanche h1 | 8 |
| 7 | Tour noire sur case blanche a8 · Cavalier noir sur case noire b8 · Fou noir sur case blanche c8 · Roi noir sur case blanche e8 · Fou noir sur case noire f8 · Tour noire sur case noire h8 · Pion noir sur case blanche b7 · Cavalier noir sur case blanche d7 · Pion noir sur case blanche f7 · Pion noir sur case noire g7 · Pion noir sur case blanche a6 · Pion noir sur case blanche e6 · Pion noir sur case noire h6 · Pion blanc sur case noire e5 · Cavalier blanc sur case noire d4 · Cavalier blanc sur case blanche e4 · Fou blanc sur case noire h4 · Dame noire sur case blanche a2 · Pion blanc sur case blanche c2 · Dame blanche sur case noire d2 · Pion blanc sur case blanche g2 · Pion blanc sur case noire h2 · Tour blanche sur case blanche d1 · Roi blanc sur case noire e1 · Fou blanc sur case blanche f1 · Tour blanche sur case blanche h1 | Tour noire sur case blanche a8 · Cavalier noir sur case noire b8 · Fou noir sur case blanche c8 · Roi noir sur case blanche e8 · Fou noir sur case noire f8 · Tour noire sur case noire h8 · Pion noir sur case blanche b7 · Cavalier noir sur case blanche d7 · Pion noir sur case blanche f7 · Pion noir sur case noire g7 · Pion noir sur case blanche a6 · Pion noir sur case blanche e6 · Pion noir sur case noire h6 · Pion blanc sur case noire e5 · Cavalier blanc sur case noire d4 · Cavalier blanc sur case blanche e4 · Fou blanc sur case noire h4 · Dame noire sur case blanche a2 · Pion blanc sur case blanche c2 · Dame blanche sur case noire d2 · Pion blanc sur case blanche g2 · Pion blanc sur case noire h2 · Tour blanche sur case blanche d1 · Roi blanc sur case noire e1 · Fou blanc sur case blanche f1 · Tour blanche sur case blanche h1 | Tour noire sur case blanche a8 · Cavalier noir sur case noire b8 · Fou noir sur case blanche c8 · Roi noir sur case blanche e8 · Fou noir sur case noire f8 · Tour noire sur case noire h8 · Pion noir sur case blanche b7 · Cavalier noir sur case blanche d7 · Pion noir sur case blanche f7 · Pion noir sur case noire g7 · Pion noir sur case blanche a6 · Pion noir sur case blanche e6 · Pion noir sur case noire h6 · Pion blanc sur case noire e5 · Cavalier blanc sur case noire d4 · Cavalier blanc sur case blanche e4 · Fou blanc sur case noire h4 · Dame noire sur case blanche a2 · Pion blanc sur case blanche c2 · Dame blanche sur case noire d2 · Pion blanc sur case blanche g2 · Pion blanc sur case noire h2 · Tour blanche sur case blanche d1 · Roi blanc sur case noire e1 · Fou blanc sur case blanche f1 · Tour blanche sur case blanche h1 | Tour noire sur case blanche a8 · Cavalier noir sur case noire b8 · Fou noir sur case blanche c8 · Roi noir sur case blanche e8 · Fou noir sur case noire f8 · Tour noire sur case noire h8 · Pion noir sur case blanche b7 · Cavalier noir sur case blanche d7 · Pion noir sur case blanche f7 · Pion noir sur case noire g7 · Pion noir sur case blanche a6 · Pion noir sur case blanche e6 · Pion noir sur case noire h6 · Pion blanc sur case noire e5 · Cavalier blanc sur case noire d4 · Cavalier blanc sur case blanche e4 · Fou blanc sur case noire h4 · Dame noire sur case blanche a2 · Pion blanc sur case blanche c2 · Dame blanche sur case noire d2 · Pion blanc sur case blanche g2 · Pion blanc sur case noire h2 · Tour blanche sur case blanche d1 · Roi blanc sur case noire e1 · Fou blanc sur case blanche f1 · Tour blanche sur case blanche h1 | Tour noire sur case blanche a8 · Cavalier noir sur case noire b8 · Fou noir sur case blanche c8 · Roi noir sur case blanche e8 · Fou noir sur case noire f8 · Tour noire sur case noire h8 · Pion noir sur case blanche b7 · Cavalier noir sur case blanche d7 · Pion noir sur case blanche f7 · Pion noir sur case noire g7 · Pion noir sur case blanche a6 · Pion noir sur case blanche e6 · Pion noir sur case noire h6 · Pion blanc sur case noire e5 · Cavalier blanc sur case noire d4 · Cavalier blanc sur case blanche e4 · Fou blanc sur case noire h4 · Dame noire sur case blanche a2 · Pion blanc sur case blanche c2 · Dame blanche sur case noire d2 · Pion blanc sur case blanche g2 · Pion blanc sur case noire h2 · Tour blanche sur case blanche d1 · Roi blanc sur case noire e1 · Fou blanc sur case blanche f1 · Tour blanche sur case blanche h1 | Tour noire sur case blanche a8 · Cavalier noir sur case noire b8 · Fou noir sur case blanche c8 · Roi noir sur case blanche e8 · Fou noir sur case noire f8 · Tour noire sur case noire h8 · Pion noir sur case blanche b7 · Cavalier noir sur case blanche d7 · Pion noir sur case blanche f7 · Pion noir sur case noire g7 · Pion noir sur case blanche a6 · Pion noir sur case blanche e6 · Pion noir sur case noire h6 · Pion blanc sur case noire e5 · Cavalier blanc sur case noire d4 · Cavalier blanc sur case blanche e4 · Fou blanc sur case noire h4 · Dame noire sur case blanche a2 · Pion blanc sur case blanche c2 · Dame blanche sur case noire d2 · Pion blanc sur case blanche g2 · Pion blanc sur case noire h2 · Tour blanche sur case blanche d1 · Roi blanc sur case noire e1 · Fou blanc sur case blanche f1 · Tour blanche sur case blanche h1 | Tour noire sur case blanche a8 · Cavalier noir sur case noire b8 · Fou noir sur case blanche c8 · Roi noir sur case blanche e8 · Fou noir sur case noire f8 · Tour noire sur case noire h8 · Pion noir sur case blanche b7 · Cavalier noir sur case blanche d7 · Pion noir sur case blanche f7 · Pion noir sur case noire g7 · Pion noir sur case blanche a6 · Pion noir sur case blanche e6 · Pion noir sur case noire h6 · Pion blanc sur case noire e5 · Cavalier blanc sur case noire d4 · Cavalier blanc sur case blanche e4 · Fou blanc sur case noire h4 · Dame noire sur case blanche a2 · Pion blanc sur case blanche c2 · Dame blanche sur case noire d2 · Pion blanc sur case blanche g2 · Pion blanc sur case noire h2 · Tour blanche sur case blanche d1 · Roi blanc sur case noire e1 · Fou blanc sur case blanche f1 · Tour blanche sur case blanche h1 | Tour noire sur case blanche a8 · Cavalier noir sur case noire b8 · Fou noir sur case blanche c8 · Roi noir sur case blanche e8 · Fou noir sur case noire f8 · Tour noire sur case noire h8 · Pion noir sur case blanche b7 · Cavalier noir sur case blanche d7 · Pion noir sur case blanche f7 · Pion noir sur case noire g7 · Pion noir sur case blanche a6 · Pion noir sur case blanche e6 · Pion noir sur case noire h6 · Pion blanc sur case noire e5 · Cavalier blanc sur case noire d4 · Cavalier blanc sur case blanche e4 · Fou blanc sur case noire h4 · Dame noire sur case blanche a2 · Pion blanc sur case blanche c2 · Dame blanche sur case noire d2 · Pion blanc sur case blanche g2 · Pion blanc sur case noire h2 · Tour blanche sur case blanche d1 · Roi blanc sur case noire e1 · Fou blanc sur case blanche f1 · Tour blanche sur case blanche h1 | 7 |
| 6 | Tour noire sur case blanche a8 · Cavalier noir sur case noire b8 · Fou noir sur case blanche c8 · Roi noir sur case blanche e8 · Fou noir sur case noire f8 · Tour noire sur case noire h8 · Pion noir sur case blanche b7 · Cavalier noir sur case blanche d7 · Pion noir sur case blanche f7 · Pion noir sur case noire g7 · Pion noir sur case blanche a6 · Pion noir sur case blanche e6 · Pion noir sur case noire h6 · Pion blanc sur case noire e5 · Cavalier blanc sur case noire d4 · Cavalier blanc sur case blanche e4 · Fou blanc sur case noire h4 · Dame noire sur case blanche a2 · Pion blanc sur case blanche c2 · Dame blanche sur case noire d2 · Pion blanc sur case blanche g2 · Pion blanc sur case noire h2 · Tour blanche sur case blanche d1 · Roi blanc sur case noire e1 · Fou blanc sur case blanche f1 · Tour blanche sur case blanche h1 | Tour noire sur case blanche a8 · Cavalier noir sur case noire b8 · Fou noir sur case blanche c8 · Roi noir sur case blanche e8 · Fou noir sur case noire f8 · Tour noire sur case noire h8 · Pion noir sur case blanche b7 · Cavalier noir sur case blanche d7 · Pion noir sur case blanche f7 · Pion noir sur case noire g7 · Pion noir sur case blanche a6 · Pion noir sur case blanche e6 · Pion noir sur case noire h6 · Pion blanc sur case noire e5 · Cavalier blanc sur case noire d4 · Cavalier blanc sur case blanche e4 · Fou blanc sur case noire h4 · Dame noire sur case blanche a2 · Pion blanc sur case blanche c2 · Dame blanche sur case noire d2 · Pion blanc sur case blanche g2 · Pion blanc sur case noire h2 · Tour blanche sur case blanche d1 · Roi blanc sur case noire e1 · Fou blanc sur case blanche f1 · Tour blanche sur case blanche h1 | Tour noire sur case blanche a8 · Cavalier noir sur case noire b8 · Fou noir sur case blanche c8 · Roi noir sur case blanche e8 · Fou noir sur case noire f8 · Tour noire sur case noire h8 · Pion noir sur case blanche b7 · Cavalier noir sur case blanche d7 · Pion noir sur case blanche f7 · Pion noir sur case noire g7 · Pion noir sur case blanche a6 · Pion noir sur case blanche e6 · Pion noir sur case noire h6 · Pion blanc sur case noire e5 · Cavalier blanc sur case noire d4 · Cavalier blanc sur case blanche e4 · Fou blanc sur case noire h4 · Dame noire sur case blanche a2 · Pion blanc sur case blanche c2 · Dame blanche sur case noire d2 · Pion blanc sur case blanche g2 · Pion blanc sur case noire h2 · Tour blanche sur case blanche d1 · Roi blanc sur case noire e1 · Fou blanc sur case blanche f1 · Tour blanche sur case blanche h1 | Tour noire sur case blanche a8 · Cavalier noir sur case noire b8 · Fou noir sur case blanche c8 · Roi noir sur case blanche e8 · Fou noir sur case noire f8 · Tour noire sur case noire h8 · Pion noir sur case blanche b7 · Cavalier noir sur case blanche d7 · Pion noir sur case blanche f7 · Pion noir sur case noire g7 · Pion noir sur case blanche a6 · Pion noir sur case blanche e6 · Pion noir sur case noire h6 · Pion blanc sur case noire e5 · Cavalier blanc sur case noire d4 · Cavalier blanc sur case blanche e4 · Fou blanc sur case noire h4 · Dame noire sur case blanche a2 · Pion blanc sur case blanche c2 · Dame blanche sur case noire d2 · Pion blanc sur case blanche g2 · Pion blanc sur case noire h2 · Tour blanche sur case blanche d1 · Roi blanc sur case noire e1 · Fou blanc sur case blanche f1 · Tour blanche sur case blanche h1 | Tour noire sur case blanche a8 · Cavalier noir sur case noire b8 · Fou noir sur case blanche c8 · Roi noir sur case blanche e8 · Fou noir sur case noire f8 · Tour noire sur case noire h8 · Pion noir sur case blanche b7 · Cavalier noir sur case blanche d7 · Pion noir sur case blanche f7 · Pion noir sur case noire g7 · Pion noir sur case blanche a6 · Pion noir sur case blanche e6 · Pion noir sur case noire h6 · Pion blanc sur case noire e5 · Cavalier blanc sur case noire d4 · Cavalier blanc sur case blanche e4 · Fou blanc sur case noire h4 · Dame noire sur case blanche a2 · Pion blanc sur case blanche c2 · Dame blanche sur case noire d2 · Pion blanc sur case blanche g2 · Pion blanc sur case noire h2 · Tour blanche sur case blanche d1 · Roi blanc sur case noire e1 · Fou blanc sur case blanche f1 · Tour blanche sur case blanche h1 | Tour noire sur case blanche a8 · Cavalier noir sur case noire b8 · Fou noir sur case blanche c8 · Roi noir sur case blanche e8 · Fou noir sur case noire f8 · Tour noire sur case noire h8 · Pion noir sur case blanche b7 · Cavalier noir sur case blanche d7 · Pion noir sur case blanche f7 · Pion noir sur case noire g7 · Pion noir sur case blanche a6 · Pion noir sur case blanche e6 · Pion noir sur case noire h6 · Pion blanc sur case noire e5 · Cavalier blanc sur case noire d4 · Cavalier blanc sur case blanche e4 · Fou blanc sur case noire h4 · Dame noire sur case blanche a2 · Pion blanc sur case blanche c2 · Dame blanche sur case noire d2 · Pion blanc sur case blanche g2 · Pion blanc sur case noire h2 · Tour blanche sur case blanche d1 · Roi blanc sur case noire e1 · Fou blanc sur case blanche f1 · Tour blanche sur case blanche h1 | Tour noire sur case blanche a8 · Cavalier noir sur case noire b8 · Fou noir sur case blanche c8 · Roi noir sur case blanche e8 · Fou noir sur case noire f8 · Tour noire sur case noire h8 · Pion noir sur case blanche b7 · Cavalier noir sur case blanche d7 · Pion noir sur case blanche f7 · Pion noir sur case noire g7 · Pion noir sur case blanche a6 · Pion noir sur case blanche e6 · Pion noir sur case noire h6 · Pion blanc sur case noire e5 · Cavalier blanc sur case noire d4 · Cavalier blanc sur case blanche e4 · Fou blanc sur case noire h4 · Dame noire sur case blanche a2 · Pion blanc sur case blanche c2 · Dame blanche sur case noire d2 · Pion blanc sur case blanche g2 · Pion blanc sur case noire h2 · Tour blanche sur case blanche d1 · Roi blanc sur case noire e1 · Fou blanc sur case blanche f1 · Tour blanche sur case blanche h1 | Tour noire sur case blanche a8 · Cavalier noir sur case noire b8 · Fou noir sur case blanche c8 · Roi noir sur case blanche e8 · Fou noir sur case noire f8 · Tour noire sur case noire h8 · Pion noir sur case blanche b7 · Cavalier noir sur case blanche d7 · Pion noir sur case blanche f7 · Pion noir sur case noire g7 · Pion noir sur case blanche a6 · Pion noir sur case blanche e6 · Pion noir sur case noire h6 · Pion blanc sur case noire e5 · Cavalier blanc sur case noire d4 · Cavalier blanc sur case blanche e4 · Fou blanc sur case noire h4 · Dame noire sur case blanche a2 · Pion blanc sur case blanche c2 · Dame blanche sur case noire d2 · Pion blanc sur case blanche g2 · Pion blanc sur case noire h2 · Tour blanche sur case blanche d1 · Roi blanc sur case noire e1 · Fou blanc sur case blanche f1 · Tour blanche sur case blanche h1 | 6 |
| 5 | Tour noire sur case blanche a8 · Cavalier noir sur case noire b8 · Fou noir sur case blanche c8 · Roi noir sur case blanche e8 · Fou noir sur case noire f8 · Tour noire sur case noire h8 · Pion noir sur case blanche b7 · Cavalier noir sur case blanche d7 · Pion noir sur case blanche f7 · Pion noir sur case noire g7 · Pion noir sur case blanche a6 · Pion noir sur case blanche e6 · Pion noir sur case noire h6 · Pion blanc sur case noire e5 · Cavalier blanc sur case noire d4 · Cavalier blanc sur case blanche e4 · Fou blanc sur case noire h4 · Dame noire sur case blanche a2 · Pion blanc sur case blanche c2 · Dame blanche sur case noire d2 · Pion blanc sur case blanche g2 · Pion blanc sur case noire h2 · Tour blanche sur case blanche d1 · Roi blanc sur case noire e1 · Fou blanc sur case blanche f1 · Tour blanche sur case blanche h1 | Tour noire sur case blanche a8 · Cavalier noir sur case noire b8 · Fou noir sur case blanche c8 · Roi noir sur case blanche e8 · Fou noir sur case noire f8 · Tour noire sur case noire h8 · Pion noir sur case blanche b7 · Cavalier noir sur case blanche d7 · Pion noir sur case blanche f7 · Pion noir sur case noire g7 · Pion noir sur case blanche a6 · Pion noir sur case blanche e6 · Pion noir sur case noire h6 · Pion blanc sur case noire e5 · Cavalier blanc sur case noire d4 · Cavalier blanc sur case blanche e4 · Fou blanc sur case noire h4 · Dame noire sur case blanche a2 · Pion blanc sur case blanche c2 · Dame blanche sur case noire d2 · Pion blanc sur case blanche g2 · Pion blanc sur case noire h2 · Tour blanche sur case blanche d1 · Roi blanc sur case noire e1 · Fou blanc sur case blanche f1 · Tour blanche sur case blanche h1 | Tour noire sur case blanche a8 · Cavalier noir sur case noire b8 · Fou noir sur case blanche c8 · Roi noir sur case blanche e8 · Fou noir sur case noire f8 · Tour noire sur case noire h8 · Pion noir sur case blanche b7 · Cavalier noir sur case blanche d7 · Pion noir sur case blanche f7 · Pion noir sur case noire g7 · Pion noir sur case blanche a6 · Pion noir sur case blanche e6 · Pion noir sur case noire h6 · Pion blanc sur case noire e5 · Cavalier blanc sur case noire d4 · Cavalier blanc sur case blanche e4 · Fou blanc sur case noire h4 · Dame noire sur case blanche a2 · Pion blanc sur case blanche c2 · Dame blanche sur case noire d2 · Pion blanc sur case blanche g2 · Pion blanc sur case noire h2 · Tour blanche sur case blanche d1 · Roi blanc sur case noire e1 · Fou blanc sur case blanche f1 · Tour blanche sur case blanche h1 | Tour noire sur case blanche a8 · Cavalier noir sur case noire b8 · Fou noir sur case blanche c8 · Roi noir sur case blanche e8 · Fou noir sur case noire f8 · Tour noire sur case noire h8 · Pion noir sur case blanche b7 · Cavalier noir sur case blanche d7 · Pion noir sur case blanche f7 · Pion noir sur case noire g7 · Pion noir sur case blanche a6 · Pion noir sur case blanche e6 · Pion noir sur case noire h6 · Pion blanc sur case noire e5 · Cavalier blanc sur case noire d4 · Cavalier blanc sur case blanche e4 · Fou blanc sur case noire h4 · Dame noire sur case blanche a2 · Pion blanc sur case blanche c2 · Dame blanche sur case noire d2 · Pion blanc sur case blanche g2 · Pion blanc sur case noire h2 · Tour blanche sur case blanche d1 · Roi blanc sur case noire e1 · Fou blanc sur case blanche f1 · Tour blanche sur case blanche h1 | Tour noire sur case blanche a8 · Cavalier noir sur case noire b8 · Fou noir sur case blanche c8 · Roi noir sur case blanche e8 · Fou noir sur case noire f8 · Tour noire sur case noire h8 · Pion noir sur case blanche b7 · Cavalier noir sur case blanche d7 · Pion noir sur case blanche f7 · Pion noir sur case noire g7 · Pion noir sur case blanche a6 · Pion noir sur case blanche e6 · Pion noir sur case noire h6 · Pion blanc sur case noire e5 · Cavalier blanc sur case noire d4 · Cavalier blanc sur case blanche e4 · Fou blanc sur case noire h4 · Dame noire sur case blanche a2 · Pion blanc sur case blanche c2 · Dame blanche sur case noire d2 · Pion blanc sur case blanche g2 · Pion blanc sur case noire h2 · Tour blanche sur case blanche d1 · Roi blanc sur case noire e1 · Fou blanc sur case blanche f1 · Tour blanche sur case blanche h1 | Tour noire sur case blanche a8 · Cavalier noir sur case noire b8 · Fou noir sur case blanche c8 · Roi noir sur case blanche e8 · Fou noir sur case noire f8 · Tour noire sur case noire h8 · Pion noir sur case blanche b7 · Cavalier noir sur case blanche d7 · Pion noir sur case blanche f7 · Pion noir sur case noire g7 · Pion noir sur case blanche a6 · Pion noir sur case blanche e6 · Pion noir sur case noire h6 · Pion blanc sur case noire e5 · Cavalier blanc sur case noire d4 · Cavalier blanc sur case blanche e4 · Fou blanc sur case noire h4 · Dame noire sur case blanche a2 · Pion blanc sur case blanche c2 · Dame blanche sur case noire d2 · Pion blanc sur case blanche g2 · Pion blanc sur case noire h2 · Tour blanche sur case blanche d1 · Roi blanc sur case noire e1 · Fou blanc sur case blanche f1 · Tour blanche sur case blanche h1 | Tour noire sur case blanche a8 · Cavalier noir sur case noire b8 · Fou noir sur case blanche c8 · Roi noir sur case blanche e8 · Fou noir sur case noire f8 · Tour noire sur case noire h8 · Pion noir sur case blanche b7 · Cavalier noir sur case blanche d7 · Pion noir sur case blanche f7 · Pion noir sur case noire g7 · Pion noir sur case blanche a6 · Pion noir sur case blanche e6 · Pion noir sur case noire h6 · Pion blanc sur case noire e5 · Cavalier blanc sur case noire d4 · Cavalier blanc sur case blanche e4 · Fou blanc sur case noire h4 · Dame noire sur case blanche a2 · Pion blanc sur case blanche c2 · Dame blanche sur case noire d2 · Pion blanc sur case blanche g2 · Pion blanc sur case noire h2 · Tour blanche sur case blanche d1 · Roi blanc sur case noire e1 · Fou blanc sur case blanche f1 · Tour blanche sur case blanche h1 | Tour noire sur case blanche a8 · Cavalier noir sur case noire b8 · Fou noir sur case blanche c8 · Roi noir sur case blanche e8 · Fou noir sur case noire f8 · Tour noire sur case noire h8 · Pion noir sur case blanche b7 · Cavalier noir sur case blanche d7 · Pion noir sur case blanche f7 · Pion noir sur case noire g7 · Pion noir sur case blanche a6 · Pion noir sur case blanche e6 · Pion noir sur case noire h6 · Pion blanc sur case noire e5 · Cavalier blanc sur case noire d4 · Cavalier blanc sur case blanche e4 · Fou blanc sur case noire h4 · Dame noire sur case blanche a2 · Pion blanc sur case blanche c2 · Dame blanche sur case noire d2 · Pion blanc sur case blanche g2 · Pion blanc sur case noire h2 · Tour blanche sur case blanche d1 · Roi blanc sur case noire e1 · Fou blanc sur case blanche f1 · Tour blanche sur case blanche h1 | 5 |
| 4 | Tour noire sur case blanche a8 · Cavalier noir sur case noire b8 · Fou noir sur case blanche c8 · Roi noir sur case blanche e8 · Fou noir sur case noire f8 · Tour noire sur case noire h8 · Pion noir sur case blanche b7 · Cavalier noir sur case blanche d7 · Pion noir sur case blanche f7 · Pion noir sur case noire g7 · Pion noir sur case blanche a6 · Pion noir sur case blanche e6 · Pion noir sur case noire h6 · Pion blanc sur case noire e5 · Cavalier blanc sur case noire d4 · Cavalier blanc sur case blanche e4 · Fou blanc sur case noire h4 · Dame noire sur case blanche a2 · Pion blanc sur case blanche c2 · Dame blanche sur case noire d2 · Pion blanc sur case blanche g2 · Pion blanc sur case noire h2 · Tour blanche sur case blanche d1 · Roi blanc sur case noire e1 · Fou blanc sur case blanche f1 · Tour blanche sur case blanche h1 | Tour noire sur case blanche a8 · Cavalier noir sur case noire b8 · Fou noir sur case blanche c8 · Roi noir sur case blanche e8 · Fou noir sur case noire f8 · Tour noire sur case noire h8 · Pion noir sur case blanche b7 · Cavalier noir sur case blanche d7 · Pion noir sur case blanche f7 · Pion noir sur case noire g7 · Pion noir sur case blanche a6 · Pion noir sur case blanche e6 · Pion noir sur case noire h6 · Pion blanc sur case noire e5 · Cavalier blanc sur case noire d4 · Cavalier blanc sur case blanche e4 · Fou blanc sur case noire h4 · Dame noire sur case blanche a2 · Pion blanc sur case blanche c2 · Dame blanche sur case noire d2 · Pion blanc sur case blanche g2 · Pion blanc sur case noire h2 · Tour blanche sur case blanche d1 · Roi blanc sur case noire e1 · Fou blanc sur case blanche f1 · Tour blanche sur case blanche h1 | Tour noire sur case blanche a8 · Cavalier noir sur case noire b8 · Fou noir sur case blanche c8 · Roi noir sur case blanche e8 · Fou noir sur case noire f8 · Tour noire sur case noire h8 · Pion noir sur case blanche b7 · Cavalier noir sur case blanche d7 · Pion noir sur case blanche f7 · Pion noir sur case noire g7 · Pion noir sur case blanche a6 · Pion noir sur case blanche e6 · Pion noir sur case noire h6 · Pion blanc sur case noire e5 · Cavalier blanc sur case noire d4 · Cavalier blanc sur case blanche e4 · Fou blanc sur case noire h4 · Dame noire sur case blanche a2 · Pion blanc sur case blanche c2 · Dame blanche sur case noire d2 · Pion blanc sur case blanche g2 · Pion blanc sur case noire h2 · Tour blanche sur case blanche d1 · Roi blanc sur case noire e1 · Fou blanc sur case blanche f1 · Tour blanche sur case blanche h1 | Tour noire sur case blanche a8 · Cavalier noir sur case noire b8 · Fou noir sur case blanche c8 · Roi noir sur case blanche e8 · Fou noir sur case noire f8 · Tour noire sur case noire h8 · Pion noir sur case blanche b7 · Cavalier noir sur case blanche d7 · Pion noir sur case blanche f7 · Pion noir sur case noire g7 · Pion noir sur case blanche a6 · Pion noir sur case blanche e6 · Pion noir sur case noire h6 · Pion blanc sur case noire e5 · Cavalier blanc sur case noire d4 · Cavalier blanc sur case blanche e4 · Fou blanc sur case noire h4 · Dame noire sur case blanche a2 · Pion blanc sur case blanche c2 · Dame blanche sur case noire d2 · Pion blanc sur case blanche g2 · Pion blanc sur case noire h2 · Tour blanche sur case blanche d1 · Roi blanc sur case noire e1 · Fou blanc sur case blanche f1 · Tour blanche sur case blanche h1 | Tour noire sur case blanche a8 · Cavalier noir sur case noire b8 · Fou noir sur case blanche c8 · Roi noir sur case blanche e8 · Fou noir sur case noire f8 · Tour noire sur case noire h8 · Pion noir sur case blanche b7 · Cavalier noir sur case blanche d7 · Pion noir sur case blanche f7 · Pion noir sur case noire g7 · Pion noir sur case blanche a6 · Pion noir sur case blanche e6 · Pion noir sur case noire h6 · Pion blanc sur case noire e5 · Cavalier blanc sur case noire d4 · Cavalier blanc sur case blanche e4 · Fou blanc sur case noire h4 · Dame noire sur case blanche a2 · Pion blanc sur case blanche c2 · Dame blanche sur case noire d2 · Pion blanc sur case blanche g2 · Pion blanc sur case noire h2 · Tour blanche sur case blanche d1 · Roi blanc sur case noire e1 · Fou blanc sur case blanche f1 · Tour blanche sur case blanche h1 | Tour noire sur case blanche a8 · Cavalier noir sur case noire b8 · Fou noir sur case blanche c8 · Roi noir sur case blanche e8 · Fou noir sur case noire f8 · Tour noire sur case noire h8 · Pion noir sur case blanche b7 · Cavalier noir sur case blanche d7 · Pion noir sur case blanche f7 · Pion noir sur case noire g7 · Pion noir sur case blanche a6 · Pion noir sur case blanche e6 · Pion noir sur case noire h6 · Pion blanc sur case noire e5 · Cavalier blanc sur case noire d4 · Cavalier blanc sur case blanche e4 · Fou blanc sur case noire h4 · Dame noire sur case blanche a2 · Pion blanc sur case blanche c2 · Dame blanche sur case noire d2 · Pion blanc sur case blanche g2 · Pion blanc sur case noire h2 · Tour blanche sur case blanche d1 · Roi blanc sur case noire e1 · Fou blanc sur case blanche f1 · Tour blanche sur case blanche h1 | Tour noire sur case blanche a8 · Cavalier noir sur case noire b8 · Fou noir sur case blanche c8 · Roi noir sur case blanche e8 · Fou noir sur case noire f8 · Tour noire sur case noire h8 · Pion noir sur case blanche b7 · Cavalier noir sur case blanche d7 · Pion noir sur case blanche f7 · Pion noir sur case noire g7 · Pion noir sur case blanche a6 · Pion noir sur case blanche e6 · Pion noir sur case noire h6 · Pion blanc sur case noire e5 · Cavalier blanc sur case noire d4 · Cavalier blanc sur case blanche e4 · Fou blanc sur case noire h4 · Dame noire sur case blanche a2 · Pion blanc sur case blanche c2 · Dame blanche sur case noire d2 · Pion blanc sur case blanche g2 · Pion blanc sur case noire h2 · Tour blanche sur case blanche d1 · Roi blanc sur case noire e1 · Fou blanc sur case blanche f1 · Tour blanche sur case blanche h1 | Tour noire sur case blanche a8 · Cavalier noir sur case noire b8 · Fou noir sur case blanche c8 · Roi noir sur case blanche e8 · Fou noir sur case noire f8 · Tour noire sur case noire h8 · Pion noir sur case blanche b7 · Cavalier noir sur case blanche d7 · Pion noir sur case blanche f7 · Pion noir sur case noire g7 · Pion noir sur case blanche a6 · Pion noir sur case blanche e6 · Pion noir sur case noire h6 · Pion blanc sur case noire e5 · Cavalier blanc sur case noire d4 · Cavalier blanc sur case blanche e4 · Fou blanc sur case noire h4 · Dame noire sur case blanche a2 · Pion blanc sur case blanche c2 · Dame blanche sur case noire d2 · Pion blanc sur case blanche g2 · Pion blanc sur case noire h2 · Tour blanche sur case blanche d1 · Roi blanc sur case noire e1 · Fou blanc sur case blanche f1 · Tour blanche sur case blanche h1 | 4 |
| 3 | Tour noire sur case blanche a8 · Cavalier noir sur case noire b8 · Fou noir sur case blanche c8 · Roi noir sur case blanche e8 · Fou noir sur case noire f8 · Tour noire sur case noire h8 · Pion noir sur case blanche b7 · Cavalier noir sur case blanche d7 · Pion noir sur case blanche f7 · Pion noir sur case noire g7 · Pion noir sur case blanche a6 · Pion noir sur case blanche e6 · Pion noir sur case noire h6 · Pion blanc sur case noire e5 · Cavalier blanc sur case noire d4 · Cavalier blanc sur case blanche e4 · Fou blanc sur case noire h4 · Dame noire sur case blanche a2 · Pion blanc sur case blanche c2 · Dame blanche sur case noire d2 · Pion blanc sur case blanche g2 · Pion blanc sur case noire h2 · Tour blanche sur case blanche d1 · Roi blanc sur case noire e1 · Fou blanc sur case blanche f1 · Tour blanche sur case blanche h1 | Tour noire sur case blanche a8 · Cavalier noir sur case noire b8 · Fou noir sur case blanche c8 · Roi noir sur case blanche e8 · Fou noir sur case noire f8 · Tour noire sur case noire h8 · Pion noir sur case blanche b7 · Cavalier noir sur case blanche d7 · Pion noir sur case blanche f7 · Pion noir sur case noire g7 · Pion noir sur case blanche a6 · Pion noir sur case blanche e6 · Pion noir sur case noire h6 · Pion blanc sur case noire e5 · Cavalier blanc sur case noire d4 · Cavalier blanc sur case blanche e4 · Fou blanc sur case noire h4 · Dame noire sur case blanche a2 · Pion blanc sur case blanche c2 · Dame blanche sur case noire d2 · Pion blanc sur case blanche g2 · Pion blanc sur case noire h2 · Tour blanche sur case blanche d1 · Roi blanc sur case noire e1 · Fou blanc sur case blanche f1 · Tour blanche sur case blanche h1 | Tour noire sur case blanche a8 · Cavalier noir sur case noire b8 · Fou noir sur case blanche c8 · Roi noir sur case blanche e8 · Fou noir sur case noire f8 · Tour noire sur case noire h8 · Pion noir sur case blanche b7 · Cavalier noir sur case blanche d7 · Pion noir sur case blanche f7 · Pion noir sur case noire g7 · Pion noir sur case blanche a6 · Pion noir sur case blanche e6 · Pion noir sur case noire h6 · Pion blanc sur case noire e5 · Cavalier blanc sur case noire d4 · Cavalier blanc sur case blanche e4 · Fou blanc sur case noire h4 · Dame noire sur case blanche a2 · Pion blanc sur case blanche c2 · Dame blanche sur case noire d2 · Pion blanc sur case blanche g2 · Pion blanc sur case noire h2 · Tour blanche sur case blanche d1 · Roi blanc sur case noire e1 · Fou blanc sur case blanche f1 · Tour blanche sur case blanche h1 | Tour noire sur case blanche a8 · Cavalier noir sur case noire b8 · Fou noir sur case blanche c8 · Roi noir sur case blanche e8 · Fou noir sur case noire f8 · Tour noire sur case noire h8 · Pion noir sur case blanche b7 · Cavalier noir sur case blanche d7 · Pion noir sur case blanche f7 · Pion noir sur case noire g7 · Pion noir sur case blanche a6 · Pion noir sur case blanche e6 · Pion noir sur case noire h6 · Pion blanc sur case noire e5 · Cavalier blanc sur case noire d4 · Cavalier blanc sur case blanche e4 · Fou blanc sur case noire h4 · Dame noire sur case blanche a2 · Pion blanc sur case blanche c2 · Dame blanche sur case noire d2 · Pion blanc sur case blanche g2 · Pion blanc sur case noire h2 · Tour blanche sur case blanche d1 · Roi blanc sur case noire e1 · Fou blanc sur case blanche f1 · Tour blanche sur case blanche h1 | Tour noire sur case blanche a8 · Cavalier noir sur case noire b8 · Fou noir sur case blanche c8 · Roi noir sur case blanche e8 · Fou noir sur case noire f8 · Tour noire sur case noire h8 · Pion noir sur case blanche b7 · Cavalier noir sur case blanche d7 · Pion noir sur case blanche f7 · Pion noir sur case noire g7 · Pion noir sur case blanche a6 · Pion noir sur case blanche e6 · Pion noir sur case noire h6 · Pion blanc sur case noire e5 · Cavalier blanc sur case noire d4 · Cavalier blanc sur case blanche e4 · Fou blanc sur case noire h4 · Dame noire sur case blanche a2 · Pion blanc sur case blanche c2 · Dame blanche sur case noire d2 · Pion blanc sur case blanche g2 · Pion blanc sur case noire h2 · Tour blanche sur case blanche d1 · Roi blanc sur case noire e1 · Fou blanc sur case blanche f1 · Tour blanche sur case blanche h1 | Tour noire sur case blanche a8 · Cavalier noir sur case noire b8 · Fou noir sur case blanche c8 · Roi noir sur case blanche e8 · Fou noir sur case noire f8 · Tour noire sur case noire h8 · Pion noir sur case blanche b7 · Cavalier noir sur case blanche d7 · Pion noir sur case blanche f7 · Pion noir sur case noire g7 · Pion noir sur case blanche a6 · Pion noir sur case blanche e6 · Pion noir sur case noire h6 · Pion blanc sur case noire e5 · Cavalier blanc sur case noire d4 · Cavalier blanc sur case blanche e4 · Fou blanc sur case noire h4 · Dame noire sur case blanche a2 · Pion blanc sur case blanche c2 · Dame blanche sur case noire d2 · Pion blanc sur case blanche g2 · Pion blanc sur case noire h2 · Tour blanche sur case blanche d1 · Roi blanc sur case noire e1 · Fou blanc sur case blanche f1 · Tour blanche sur case blanche h1 | Tour noire sur case blanche a8 · Cavalier noir sur case noire b8 · Fou noir sur case blanche c8 · Roi noir sur case blanche e8 · Fou noir sur case noire f8 · Tour noire sur case noire h8 · Pion noir sur case blanche b7 · Cavalier noir sur case blanche d7 · Pion noir sur case blanche f7 · Pion noir sur case noire g7 · Pion noir sur case blanche a6 · Pion noir sur case blanche e6 · Pion noir sur case noire h6 · Pion blanc sur case noire e5 · Cavalier blanc sur case noire d4 · Cavalier blanc sur case blanche e4 · Fou blanc sur case noire h4 · Dame noire sur case blanche a2 · Pion blanc sur case blanche c2 · Dame blanche sur case noire d2 · Pion blanc sur case blanche g2 · Pion blanc sur case noire h2 · Tour blanche sur case blanche d1 · Roi blanc sur case noire e1 · Fou blanc sur case blanche f1 · Tour blanche sur case blanche h1 | Tour noire sur case blanche a8 · Cavalier noir sur case noire b8 · Fou noir sur case blanche c8 · Roi noir sur case blanche e8 · Fou noir sur case noire f8 · Tour noire sur case noire h8 · Pion noir sur case blanche b7 · Cavalier noir sur case blanche d7 · Pion noir sur case blanche f7 · Pion noir sur case noire g7 · Pion noir sur case blanche a6 · Pion noir sur case blanche e6 · Pion noir sur case noire h6 · Pion blanc sur case noire e5 · Cavalier blanc sur case noire d4 · Cavalier blanc sur case blanche e4 · Fou blanc sur case noire h4 · Dame noire sur case blanche a2 · Pion blanc sur case blanche c2 · Dame blanche sur case noire d2 · Pion blanc sur case blanche g2 · Pion blanc sur case noire h2 · Tour blanche sur case blanche d1 · Roi blanc sur case noire e1 · Fou blanc sur case blanche f1 · Tour blanche sur case blanche h1 | 3 |
| 2 | Tour noire sur case blanche a8 · Cavalier noir sur case noire b8 · Fou noir sur case blanche c8 · Roi noir sur case blanche e8 · Fou noir sur case noire f8 · Tour noire sur case noire h8 · Pion noir sur case blanche b7 · Cavalier noir sur case blanche d7 · Pion noir sur case blanche f7 · Pion noir sur case noire g7 · Pion noir sur case blanche a6 · Pion noir sur case blanche e6 · Pion noir sur case noire h6 · Pion blanc sur case noire e5 · Cavalier blanc sur case noire d4 · Cavalier blanc sur case blanche e4 · Fou blanc sur case noire h4 · Dame noire sur case blanche a2 · Pion blanc sur case blanche c2 · Dame blanche sur case noire d2 · Pion blanc sur case blanche g2 · Pion blanc sur case noire h2 · Tour blanche sur case blanche d1 · Roi blanc sur case noire e1 · Fou blanc sur case blanche f1 · Tour blanche sur case blanche h1 | Tour noire sur case blanche a8 · Cavalier noir sur case noire b8 · Fou noir sur case blanche c8 · Roi noir sur case blanche e8 · Fou noir sur case noire f8 · Tour noire sur case noire h8 · Pion noir sur case blanche b7 · Cavalier noir sur case blanche d7 · Pion noir sur case blanche f7 · Pion noir sur case noire g7 · Pion noir sur case blanche a6 · Pion noir sur case blanche e6 · Pion noir sur case noire h6 · Pion blanc sur case noire e5 · Cavalier blanc sur case noire d4 · Cavalier blanc sur case blanche e4 · Fou blanc sur case noire h4 · Dame noire sur case blanche a2 · Pion blanc sur case blanche c2 · Dame blanche sur case noire d2 · Pion blanc sur case blanche g2 · Pion blanc sur case noire h2 · Tour blanche sur case blanche d1 · Roi blanc sur case noire e1 · Fou blanc sur case blanche f1 · Tour blanche sur case blanche h1 | Tour noire sur case blanche a8 · Cavalier noir sur case noire b8 · Fou noir sur case blanche c8 · Roi noir sur case blanche e8 · Fou noir sur case noire f8 · Tour noire sur case noire h8 · Pion noir sur case blanche b7 · Cavalier noir sur case blanche d7 · Pion noir sur case blanche f7 · Pion noir sur case noire g7 · Pion noir sur case blanche a6 · Pion noir sur case blanche e6 · Pion noir sur case noire h6 · Pion blanc sur case noire e5 · Cavalier blanc sur case noire d4 · Cavalier blanc sur case blanche e4 · Fou blanc sur case noire h4 · Dame noire sur case blanche a2 · Pion blanc sur case blanche c2 · Dame blanche sur case noire d2 · Pion blanc sur case blanche g2 · Pion blanc sur case noire h2 · Tour blanche sur case blanche d1 · Roi blanc sur case noire e1 · Fou blanc sur case blanche f1 · Tour blanche sur case blanche h1 | Tour noire sur case blanche a8 · Cavalier noir sur case noire b8 · Fou noir sur case blanche c8 · Roi noir sur case blanche e8 · Fou noir sur case noire f8 · Tour noire sur case noire h8 · Pion noir sur case blanche b7 · Cavalier noir sur case blanche d7 · Pion noir sur case blanche f7 · Pion noir sur case noire g7 · Pion noir sur case blanche a6 · Pion noir sur case blanche e6 · Pion noir sur case noire h6 · Pion blanc sur case noire e5 · Cavalier blanc sur case noire d4 · Cavalier blanc sur case blanche e4 · Fou blanc sur case noire h4 · Dame noire sur case blanche a2 · Pion blanc sur case blanche c2 · Dame blanche sur case noire d2 · Pion blanc sur case blanche g2 · Pion blanc sur case noire h2 · Tour blanche sur case blanche d1 · Roi blanc sur case noire e1 · Fou blanc sur case blanche f1 · Tour blanche sur case blanche h1 | Tour noire sur case blanche a8 · Cavalier noir sur case noire b8 · Fou noir sur case blanche c8 · Roi noir sur case blanche e8 · Fou noir sur case noire f8 · Tour noire sur case noire h8 · Pion noir sur case blanche b7 · Cavalier noir sur case blanche d7 · Pion noir sur case blanche f7 · Pion noir sur case noire g7 · Pion noir sur case blanche a6 · Pion noir sur case blanche e6 · Pion noir sur case noire h6 · Pion blanc sur case noire e5 · Cavalier blanc sur case noire d4 · Cavalier blanc sur case blanche e4 · Fou blanc sur case noire h4 · Dame noire sur case blanche a2 · Pion blanc sur case blanche c2 · Dame blanche sur case noire d2 · Pion blanc sur case blanche g2 · Pion blanc sur case noire h2 · Tour blanche sur case blanche d1 · Roi blanc sur case noire e1 · Fou blanc sur case blanche f1 · Tour blanche sur case blanche h1 | Tour noire sur case blanche a8 · Cavalier noir sur case noire b8 · Fou noir sur case blanche c8 · Roi noir sur case blanche e8 · Fou noir sur case noire f8 · Tour noire sur case noire h8 · Pion noir sur case blanche b7 · Cavalier noir sur case blanche d7 · Pion noir sur case blanche f7 · Pion noir sur case noire g7 · Pion noir sur case blanche a6 · Pion noir sur case blanche e6 · Pion noir sur case noire h6 · Pion blanc sur case noire e5 · Cavalier blanc sur case noire d4 · Cavalier blanc sur case blanche e4 · Fou blanc sur case noire h4 · Dame noire sur case blanche a2 · Pion blanc sur case blanche c2 · Dame blanche sur case noire d2 · Pion blanc sur case blanche g2 · Pion blanc sur case noire h2 · Tour blanche sur case blanche d1 · Roi blanc sur case noire e1 · Fou blanc sur case blanche f1 · Tour blanche sur case blanche h1 | Tour noire sur case blanche a8 · Cavalier noir sur case noire b8 · Fou noir sur case blanche c8 · Roi noir sur case blanche e8 · Fou noir sur case noire f8 · Tour noire sur case noire h8 · Pion noir sur case blanche b7 · Cavalier noir sur case blanche d7 · Pion noir sur case blanche f7 · Pion noir sur case noire g7 · Pion noir sur case blanche a6 · Pion noir sur case blanche e6 · Pion noir sur case noire h6 · Pion blanc sur case noire e5 · Cavalier blanc sur case noire d4 · Cavalier blanc sur case blanche e4 · Fou blanc sur case noire h4 · Dame noire sur case blanche a2 · Pion blanc sur case blanche c2 · Dame blanche sur case noire d2 · Pion blanc sur case blanche g2 · Pion blanc sur case noire h2 · Tour blanche sur case blanche d1 · Roi blanc sur case noire e1 · Fou blanc sur case blanche f1 · Tour blanche sur case blanche h1 | Tour noire sur case blanche a8 · Cavalier noir sur case noire b8 · Fou noir sur case blanche c8 · Roi noir sur case blanche e8 · Fou noir sur case noire f8 · Tour noire sur case noire h8 · Pion noir sur case blanche b7 · Cavalier noir sur case blanche d7 · Pion noir sur case blanche f7 · Pion noir sur case noire g7 · Pion noir sur case blanche a6 · Pion noir sur case blanche e6 · Pion noir sur case noire h6 · Pion blanc sur case noire e5 · Cavalier blanc sur case noire d4 · Cavalier blanc sur case blanche e4 · Fou blanc sur case noire h4 · Dame noire sur case blanche a2 · Pion blanc sur case blanche c2 · Dame blanche sur case noire d2 · Pion blanc sur case blanche g2 · Pion blanc sur case noire h2 · Tour blanche sur case blanche d1 · Roi blanc sur case noire e1 · Fou blanc sur case blanche f1 · Tour blanche sur case blanche h1 | 2 |
| 1 | Tour noire sur case blanche a8 · Cavalier noir sur case noire b8 · Fou noir sur case blanche c8 · Roi noir sur case blanche e8 · Fou noir sur case noire f8 · Tour noire sur case noire h8 · Pion noir sur case blanche b7 · Cavalier noir sur case blanche d7 · Pion noir sur case blanche f7 · Pion noir sur case noire g7 · Pion noir sur case blanche a6 · Pion noir sur case blanche e6 · Pion noir sur case noire h6 · Pion blanc sur case noire e5 · Cavalier blanc sur case noire d4 · Cavalier blanc sur case blanche e4 · Fou blanc sur case noire h4 · Dame noire sur case blanche a2 · Pion blanc sur case blanche c2 · Dame blanche sur case noire d2 · Pion blanc sur case blanche g2 · Pion blanc sur case noire h2 · Tour blanche sur case blanche d1 · Roi blanc sur case noire e1 · Fou blanc sur case blanche f1 · Tour blanche sur case blanche h1 | Tour noire sur case blanche a8 · Cavalier noir sur case noire b8 · Fou noir sur case blanche c8 · Roi noir sur case blanche e8 · Fou noir sur case noire f8 · Tour noire sur case noire h8 · Pion noir sur case blanche b7 · Cavalier noir sur case blanche d7 · Pion noir sur case blanche f7 · Pion noir sur case noire g7 · Pion noir sur case blanche a6 · Pion noir sur case blanche e6 · Pion noir sur case noire h6 · Pion blanc sur case noire e5 · Cavalier blanc sur case noire d4 · Cavalier blanc sur case blanche e4 · Fou blanc sur case noire h4 · Dame noire sur case blanche a2 · Pion blanc sur case blanche c2 · Dame blanche sur case noire d2 · Pion blanc sur case blanche g2 · Pion blanc sur case noire h2 · Tour blanche sur case blanche d1 · Roi blanc sur case noire e1 · Fou blanc sur case blanche f1 · Tour blanche sur case blanche h1 | Tour noire sur case blanche a8 · Cavalier noir sur case noire b8 · Fou noir sur case blanche c8 · Roi noir sur case blanche e8 · Fou noir sur case noire f8 · Tour noire sur case noire h8 · Pion noir sur case blanche b7 · Cavalier noir sur case blanche d7 · Pion noir sur case blanche f7 · Pion noir sur case noire g7 · Pion noir sur case blanche a6 · Pion noir sur case blanche e6 · Pion noir sur case noire h6 · Pion blanc sur case noire e5 · Cavalier blanc sur case noire d4 · Cavalier blanc sur case blanche e4 · Fou blanc sur case noire h4 · Dame noire sur case blanche a2 · Pion blanc sur case blanche c2 · Dame blanche sur case noire d2 · Pion blanc sur case blanche g2 · Pion blanc sur case noire h2 · Tour blanche sur case blanche d1 · Roi blanc sur case noire e1 · Fou blanc sur case blanche f1 · Tour blanche sur case blanche h1 | Tour noire sur case blanche a8 · Cavalier noir sur case noire b8 · Fou noir sur case blanche c8 · Roi noir sur case blanche e8 · Fou noir sur case noire f8 · Tour noire sur case noire h8 · Pion noir sur case blanche b7 · Cavalier noir sur case blanche d7 · Pion noir sur case blanche f7 · Pion noir sur case noire g7 · Pion noir sur case blanche a6 · Pion noir sur case blanche e6 · Pion noir sur case noire h6 · Pion blanc sur case noire e5 · Cavalier blanc sur case noire d4 · Cavalier blanc sur case blanche e4 · Fou blanc sur case noire h4 · Dame noire sur case blanche a2 · Pion blanc sur case blanche c2 · Dame blanche sur case noire d2 · Pion blanc sur case blanche g2 · Pion blanc sur case noire h2 · Tour blanche sur case blanche d1 · Roi blanc sur case noire e1 · Fou blanc sur case blanche f1 · Tour blanche sur case blanche h1 | Tour noire sur case blanche a8 · Cavalier noir sur case noire b8 · Fou noir sur case blanche c8 · Roi noir sur case blanche e8 · Fou noir sur case noire f8 · Tour noire sur case noire h8 · Pion noir sur case blanche b7 · Cavalier noir sur case blanche d7 · Pion noir sur case blanche f7 · Pion noir sur case noire g7 · Pion noir sur case blanche a6 · Pion noir sur case blanche e6 · Pion noir sur case noire h6 · Pion blanc sur case noire e5 · Cavalier blanc sur case noire d4 · Cavalier blanc sur case blanche e4 · Fou blanc sur case noire h4 · Dame noire sur case blanche a2 · Pion blanc sur case blanche c2 · Dame blanche sur case noire d2 · Pion blanc sur case blanche g2 · Pion blanc sur case noire h2 · Tour blanche sur case blanche d1 · Roi blanc sur case noire e1 · Fou blanc sur case blanche f1 · Tour blanche sur case blanche h1 | Tour noire sur case blanche a8 · Cavalier noir sur case noire b8 · Fou noir sur case blanche c8 · Roi noir sur case blanche e8 · Fou noir sur case noire f8 · Tour noire sur case noire h8 · Pion noir sur case blanche b7 · Cavalier noir sur case blanche d7 · Pion noir sur case blanche f7 · Pion noir sur case noire g7 · Pion noir sur case blanche a6 · Pion noir sur case blanche e6 · Pion noir sur case noire h6 · Pion blanc sur case noire e5 · Cavalier blanc sur case noire d4 · Cavalier blanc sur case blanche e4 · Fou blanc sur case noire h4 · Dame noire sur case blanche a2 · Pion blanc sur case blanche c2 · Dame blanche sur case noire d2 · Pion blanc sur case blanche g2 · Pion blanc sur case noire h2 · Tour blanche sur case blanche d1 · Roi blanc sur case noire e1 · Fou blanc sur case blanche f1 · Tour blanche sur case blanche h1 | Tour noire sur case blanche a8 · Cavalier noir sur case noire b8 · Fou noir sur case blanche c8 · Roi noir sur case blanche e8 · Fou noir sur case noire f8 · Tour noire sur case noire h8 · Pion noir sur case blanche b7 · Cavalier noir sur case blanche d7 · Pion noir sur case blanche f7 · Pion noir sur case noire g7 · Pion noir sur case blanche a6 · Pion noir sur case blanche e6 · Pion noir sur case noire h6 · Pion blanc sur case noire e5 · Cavalier blanc sur case noire d4 · Cavalier blanc sur case blanche e4 · Fou blanc sur case noire h4 · Dame noire sur case blanche a2 · Pion blanc sur case blanche c2 · Dame blanche sur case noire d2 · Pion blanc sur case blanche g2 · Pion blanc sur case noire h2 · Tour blanche sur case blanche d1 · Roi blanc sur case noire e1 · Fou blanc sur case blanche f1 · Tour blanche sur case blanche h1 | Tour noire sur case blanche a8 · Cavalier noir sur case noire b8 · Fou noir sur case blanche c8 · Roi noir sur case blanche e8 · Fou noir sur case noire f8 · Tour noire sur case noire h8 · Pion noir sur case blanche b7 · Cavalier noir sur case blanche d7 · Pion noir sur case blanche f7 · Pion noir sur case noire g7 · Pion noir sur case blanche a6 · Pion noir sur case blanche e6 · Pion noir sur case noire h6 · Pion blanc sur case noire e5 · Cavalier blanc sur case noire d4 · Cavalier blanc sur case blanche e4 · Fou blanc sur case noire h4 · Dame noire sur case blanche a2 · Pion blanc sur case blanche c2 · Dame blanche sur case noire d2 · Pion blanc sur case blanche g2 · Pion blanc sur case noire h2 · Tour blanche sur case blanche d1 · Roi blanc sur case noire e1 · Fou blanc sur case blanche f1 · Tour blanche sur case blanche h1 | 1 |
|   | a | b | c | d | e | f | g | h |   |

La variante 10. e5 semblait donc complètement et définitivement épuisée lorsqu'en 2005, le grand maître français Igor Nataf propose une nouvelle idée : après 12. Ce4 h6, il continue par 13. Fh4 Dxa2 14. Td1 (cf diagramme), au lieu de l'habituel 14. Tb3 (par exemple Kortchnoï - Tolouch, Riga 1958). Cet essai ouvre un nouveau chapitre dans l'histoire de la variante quand les grands maîtres de l'élite mondiale entament une discussion théorique sur ce coup (parties Motylev - Anand et Anand - Van Wely, tournoi Corus 2007). Les Blancs obtiennent souvent une attaque prometteuse, avec par exemple la suite due à Shirov (Shirov - Guliyev, rapide 2007) : 14. Td1 Dd5 15. De3 Dxe5 16. Fe2 Fc5 17. Fg3 Fxd4 18. Txd4 Da5+ 19. Td2 0-0 20. Fd6 Cc6 21. 0-0.
Alexeï Shirov (2745) - Wang Hao (2696) [B97]
16e championnat par équipes russe Dagomys RUS (2), 5 avril 2009
1.e4 c5 2.Cf3 d6 3.d4 cxd4 4.Cxd4 Cf6 5.Cc3 a6 6.Fg5 e6 7.f4 Db6 8.Dd2 Dxb2 9.Tb1 Da3 10.e5 dxe5 11.fxe5 Cfd7 12.Ce4 h6 13.Fh4 Dxa2 14.Td1 Dd5 15.De3 Fc5 16.Cxe6 Fb4+ 17.c3 Dxe6 18.cxb4 0-0 19.Td6 Dxe5 20.Fc4 Cc6 21.0-0 Dh5 22.Df4 Cde5 23.Txh6 1-0

### Lignes secondaires après 9. Tb1 Da3
Lorsque 10. e5 commença à perdre de son éclat dans les années 1960, les Blancs essayèrent le coup plus positionnel 10. Fxf6 : ils affaiblissent la structure de pions noire, puis se développent, en espérant que les faiblesses ainsi créées se révèleront persistantes. Après les coups 10. Fxf6 gxf6 11. Fe2, les Noirs ont une alternative entre 11... Fg7, qui d'après Nunn conduit parfois à des finales légèrement inférieures, et la préférence actuelle 11... Cc6. Après 12. Cxc6 bxc6 13. 0-0, les Noirs choisissent principalement entre 13... h5, 13... Da5 et 13... Fe7 : leur structure est détériorée sur les deux ailes et leur roi doit rester au centre, mais les deux fous et la phalange de pions centraux constituent un rempart difficile à percer.
|   | a | b | c | d | e | f | g | h |   |
| 8 | Tour noire sur case blanche a8 · Cavalier noir sur case noire b8 · Fou noir sur case blanche c8 · Roi noir sur case blanche e8 · Fou noir sur case noire f8 · Tour noire sur case noire h8 · Pion noir sur case blanche b7 · Pion noir sur case blanche f7 · Pion noir sur case noire g7 · Pion noir sur case blanche h7 · Pion noir sur case blanche a6 · Pion noir sur case noire d6 · Pion noir sur case blanche e6 · Cavalier noir sur case noire f6 · Fou blanc sur case noire g5 · Cavalier blanc sur case noire d4 · Pion blanc sur case blanche e4 · Pion blanc sur case noire f4 · Dame noire sur case noire a3 · Cavalier blanc sur case noire c3 · Pion blanc sur case blanche a2 · Pion blanc sur case blanche c2 · Dame blanche sur case noire d2 · Fou blanc sur case blanche e2 · Pion blanc sur case blanche g2 · Pion blanc sur case noire h2 · Tour blanche sur case blanche b1 · Roi blanc sur case noire e1 · Tour blanche sur case blanche h1 | Tour noire sur case blanche a8 · Cavalier noir sur case noire b8 · Fou noir sur case blanche c8 · Roi noir sur case blanche e8 · Fou noir sur case noire f8 · Tour noire sur case noire h8 · Pion noir sur case blanche b7 · Pion noir sur case blanche f7 · Pion noir sur case noire g7 · Pion noir sur case blanche h7 · Pion noir sur case blanche a6 · Pion noir sur case noire d6 · Pion noir sur case blanche e6 · Cavalier noir sur case noire f6 · Fou blanc sur case noire g5 · Cavalier blanc sur case noire d4 · Pion blanc sur case blanche e4 · Pion blanc sur case noire f4 · Dame noire sur case noire a3 · Cavalier blanc sur case noire c3 · Pion blanc sur case blanche a2 · Pion blanc sur case blanche c2 · Dame blanche sur case noire d2 · Fou blanc sur case blanche e2 · Pion blanc sur case blanche g2 · Pion blanc sur case noire h2 · Tour blanche sur case blanche b1 · Roi blanc sur case noire e1 · Tour blanche sur case blanche h1 | Tour noire sur case blanche a8 · Cavalier noir sur case noire b8 · Fou noir sur case blanche c8 · Roi noir sur case blanche e8 · Fou noir sur case noire f8 · Tour noire sur case noire h8 · Pion noir sur case blanche b7 · Pion noir sur case blanche f7 · Pion noir sur case noire g7 · Pion noir sur case blanche h7 · Pion noir sur case blanche a6 · Pion noir sur case noire d6 · Pion noir sur case blanche e6 · Cavalier noir sur case noire f6 · Fou blanc sur case noire g5 · Cavalier blanc sur case noire d4 · Pion blanc sur case blanche e4 · Pion blanc sur case noire f4 · Dame noire sur case noire a3 · Cavalier blanc sur case noire c3 · Pion blanc sur case blanche a2 · Pion blanc sur case blanche c2 · Dame blanche sur case noire d2 · Fou blanc sur case blanche e2 · Pion blanc sur case blanche g2 · Pion blanc sur case noire h2 · Tour blanche sur case blanche b1 · Roi blanc sur case noire e1 · Tour blanche sur case blanche h1 | Tour noire sur case blanche a8 · Cavalier noir sur case noire b8 · Fou noir sur case blanche c8 · Roi noir sur case blanche e8 · Fou noir sur case noire f8 · Tour noire sur case noire h8 · Pion noir sur case blanche b7 · Pion noir sur case blanche f7 · Pion noir sur case noire g7 · Pion noir sur case blanche h7 · Pion noir sur case blanche a6 · Pion noir sur case noire d6 · Pion noir sur case blanche e6 · Cavalier noir sur case noire f6 · Fou blanc sur case noire g5 · Cavalier blanc sur case noire d4 · Pion blanc sur case blanche e4 · Pion blanc sur case noire f4 · Dame noire sur case noire a3 · Cavalier blanc sur case noire c3 · Pion blanc sur case blanche a2 · Pion blanc sur case blanche c2 · Dame blanche sur case noire d2 · Fou blanc sur case blanche e2 · Pion blanc sur case blanche g2 · Pion blanc sur case noire h2 · Tour blanche sur case blanche b1 · Roi blanc sur case noire e1 · Tour blanche sur case blanche h1 | Tour noire sur case blanche a8 · Cavalier noir sur case noire b8 · Fou noir sur case blanche c8 · Roi noir sur case blanche e8 · Fou noir sur case noire f8 · Tour noire sur case noire h8 · Pion noir sur case blanche b7 · Pion noir sur case blanche f7 · Pion noir sur case noire g7 · Pion noir sur case blanche h7 · Pion noir sur case blanche a6 · Pion noir sur case noire d6 · Pion noir sur case blanche e6 · Cavalier noir sur case noire f6 · Fou blanc sur case noire g5 · Cavalier blanc sur case noire d4 · Pion blanc sur case blanche e4 · Pion blanc sur case noire f4 · Dame noire sur case noire a3 · Cavalier blanc sur case noire c3 · Pion blanc sur case blanche a2 · Pion blanc sur case blanche c2 · Dame blanche sur case noire d2 · Fou blanc sur case blanche e2 · Pion blanc sur case blanche g2 · Pion blanc sur case noire h2 · Tour blanche sur case blanche b1 · Roi blanc sur case noire e1 · Tour blanche sur case blanche h1 | Tour noire sur case blanche a8 · Cavalier noir sur case noire b8 · Fou noir sur case blanche c8 · Roi noir sur case blanche e8 · Fou noir sur case noire f8 · Tour noire sur case noire h8 · Pion noir sur case blanche b7 · Pion noir sur case blanche f7 · Pion noir sur case noire g7 · Pion noir sur case blanche h7 · Pion noir sur case blanche a6 · Pion noir sur case noire d6 · Pion noir sur case blanche e6 · Cavalier noir sur case noire f6 · Fou blanc sur case noire g5 · Cavalier blanc sur case noire d4 · Pion blanc sur case blanche e4 · Pion blanc sur case noire f4 · Dame noire sur case noire a3 · Cavalier blanc sur case noire c3 · Pion blanc sur case blanche a2 · Pion blanc sur case blanche c2 · Dame blanche sur case noire d2 · Fou blanc sur case blanche e2 · Pion blanc sur case blanche g2 · Pion blanc sur case noire h2 · Tour blanche sur case blanche b1 · Roi blanc sur case noire e1 · Tour blanche sur case blanche h1 | Tour noire sur case blanche a8 · Cavalier noir sur case noire b8 · Fou noir sur case blanche c8 · Roi noir sur case blanche e8 · Fou noir sur case noire f8 · Tour noire sur case noire h8 · Pion noir sur case blanche b7 · Pion noir sur case blanche f7 · Pion noir sur case noire g7 · Pion noir sur case blanche h7 · Pion noir sur case blanche a6 · Pion noir sur case noire d6 · Pion noir sur case blanche e6 · Cavalier noir sur case noire f6 · Fou blanc sur case noire g5 · Cavalier blanc sur case noire d4 · Pion blanc sur case blanche e4 · Pion blanc sur case noire f4 · Dame noire sur case noire a3 · Cavalier blanc sur case noire c3 · Pion blanc sur case blanche a2 · Pion blanc sur case blanche c2 · Dame blanche sur case noire d2 · Fou blanc sur case blanche e2 · Pion blanc sur case blanche g2 · Pion blanc sur case noire h2 · Tour blanche sur case blanche b1 · Roi blanc sur case noire e1 · Tour blanche sur case blanche h1 | Tour noire sur case blanche a8 · Cavalier noir sur case noire b8 · Fou noir sur case blanche c8 · Roi noir sur case blanche e8 · Fou noir sur case noire f8 · Tour noire sur case noire h8 · Pion noir sur case blanche b7 · Pion noir sur case blanche f7 · Pion noir sur case noire g7 · Pion noir sur case blanche h7 · Pion noir sur case blanche a6 · Pion noir sur case noire d6 · Pion noir sur case blanche e6 · Cavalier noir sur case noire f6 · Fou blanc sur case noire g5 · Cavalier blanc sur case noire d4 · Pion blanc sur case blanche e4 · Pion blanc sur case noire f4 · Dame noire sur case noire a3 · Cavalier blanc sur case noire c3 · Pion blanc sur case blanche a2 · Pion blanc sur case blanche c2 · Dame blanche sur case noire d2 · Fou blanc sur case blanche e2 · Pion blanc sur case blanche g2 · Pion blanc sur case noire h2 · Tour blanche sur case blanche b1 · Roi blanc sur case noire e1 · Tour blanche sur case blanche h1 | 8 |
| 7 | Tour noire sur case blanche a8 · Cavalier noir sur case noire b8 · Fou noir sur case blanche c8 · Roi noir sur case blanche e8 · Fou noir sur case noire f8 · Tour noire sur case noire h8 · Pion noir sur case blanche b7 · Pion noir sur case blanche f7 · Pion noir sur case noire g7 · Pion noir sur case blanche h7 · Pion noir sur case blanche a6 · Pion noir sur case noire d6 · Pion noir sur case blanche e6 · Cavalier noir sur case noire f6 · Fou blanc sur case noire g5 · Cavalier blanc sur case noire d4 · Pion blanc sur case blanche e4 · Pion blanc sur case noire f4 · Dame noire sur case noire a3 · Cavalier blanc sur case noire c3 · Pion blanc sur case blanche a2 · Pion blanc sur case blanche c2 · Dame blanche sur case noire d2 · Fou blanc sur case blanche e2 · Pion blanc sur case blanche g2 · Pion blanc sur case noire h2 · Tour blanche sur case blanche b1 · Roi blanc sur case noire e1 · Tour blanche sur case blanche h1 | Tour noire sur case blanche a8 · Cavalier noir sur case noire b8 · Fou noir sur case blanche c8 · Roi noir sur case blanche e8 · Fou noir sur case noire f8 · Tour noire sur case noire h8 · Pion noir sur case blanche b7 · Pion noir sur case blanche f7 · Pion noir sur case noire g7 · Pion noir sur case blanche h7 · Pion noir sur case blanche a6 · Pion noir sur case noire d6 · Pion noir sur case blanche e6 · Cavalier noir sur case noire f6 · Fou blanc sur case noire g5 · Cavalier blanc sur case noire d4 · Pion blanc sur case blanche e4 · Pion blanc sur case noire f4 · Dame noire sur case noire a3 · Cavalier blanc sur case noire c3 · Pion blanc sur case blanche a2 · Pion blanc sur case blanche c2 · Dame blanche sur case noire d2 · Fou blanc sur case blanche e2 · Pion blanc sur case blanche g2 · Pion blanc sur case noire h2 · Tour blanche sur case blanche b1 · Roi blanc sur case noire e1 · Tour blanche sur case blanche h1 | Tour noire sur case blanche a8 · Cavalier noir sur case noire b8 · Fou noir sur case blanche c8 · Roi noir sur case blanche e8 · Fou noir sur case noire f8 · Tour noire sur case noire h8 · Pion noir sur case blanche b7 · Pion noir sur case blanche f7 · Pion noir sur case noire g7 · Pion noir sur case blanche h7 · Pion noir sur case blanche a6 · Pion noir sur case noire d6 · Pion noir sur case blanche e6 · Cavalier noir sur case noire f6 · Fou blanc sur case noire g5 · Cavalier blanc sur case noire d4 · Pion blanc sur case blanche e4 · Pion blanc sur case noire f4 · Dame noire sur case noire a3 · Cavalier blanc sur case noire c3 · Pion blanc sur case blanche a2 · Pion blanc sur case blanche c2 · Dame blanche sur case noire d2 · Fou blanc sur case blanche e2 · Pion blanc sur case blanche g2 · Pion blanc sur case noire h2 · Tour blanche sur case blanche b1 · Roi blanc sur case noire e1 · Tour blanche sur case blanche h1 | Tour noire sur case blanche a8 · Cavalier noir sur case noire b8 · Fou noir sur case blanche c8 · Roi noir sur case blanche e8 · Fou noir sur case noire f8 · Tour noire sur case noire h8 · Pion noir sur case blanche b7 · Pion noir sur case blanche f7 · Pion noir sur case noire g7 · Pion noir sur case blanche h7 · Pion noir sur case blanche a6 · Pion noir sur case noire d6 · Pion noir sur case blanche e6 · Cavalier noir sur case noire f6 · Fou blanc sur case noire g5 · Cavalier blanc sur case noire d4 · Pion blanc sur case blanche e4 · Pion blanc sur case noire f4 · Dame noire sur case noire a3 · Cavalier blanc sur case noire c3 · Pion blanc sur case blanche a2 · Pion blanc sur case blanche c2 · Dame blanche sur case noire d2 · Fou blanc sur case blanche e2 · Pion blanc sur case blanche g2 · Pion blanc sur case noire h2 · Tour blanche sur case blanche b1 · Roi blanc sur case noire e1 · Tour blanche sur case blanche h1 | Tour noire sur case blanche a8 · Cavalier noir sur case noire b8 · Fou noir sur case blanche c8 · Roi noir sur case blanche e8 · Fou noir sur case noire f8 · Tour noire sur case noire h8 · Pion noir sur case blanche b7 · Pion noir sur case blanche f7 · Pion noir sur case noire g7 · Pion noir sur case blanche h7 · Pion noir sur case blanche a6 · Pion noir sur case noire d6 · Pion noir sur case blanche e6 · Cavalier noir sur case noire f6 · Fou blanc sur case noire g5 · Cavalier blanc sur case noire d4 · Pion blanc sur case blanche e4 · Pion blanc sur case noire f4 · Dame noire sur case noire a3 · Cavalier blanc sur case noire c3 · Pion blanc sur case blanche a2 · Pion blanc sur case blanche c2 · Dame blanche sur case noire d2 · Fou blanc sur case blanche e2 · Pion blanc sur case blanche g2 · Pion blanc sur case noire h2 · Tour blanche sur case blanche b1 · Roi blanc sur case noire e1 · Tour blanche sur case blanche h1 | Tour noire sur case blanche a8 · Cavalier noir sur case noire b8 · Fou noir sur case blanche c8 · Roi noir sur case blanche e8 · Fou noir sur case noire f8 · Tour noire sur case noire h8 · Pion noir sur case blanche b7 · Pion noir sur case blanche f7 · Pion noir sur case noire g7 · Pion noir sur case blanche h7 · Pion noir sur case blanche a6 · Pion noir sur case noire d6 · Pion noir sur case blanche e6 · Cavalier noir sur case noire f6 · Fou blanc sur case noire g5 · Cavalier blanc sur case noire d4 · Pion blanc sur case blanche e4 · Pion blanc sur case noire f4 · Dame noire sur case noire a3 · Cavalier blanc sur case noire c3 · Pion blanc sur case blanche a2 · Pion blanc sur case blanche c2 · Dame blanche sur case noire d2 · Fou blanc sur case blanche e2 · Pion blanc sur case blanche g2 · Pion blanc sur case noire h2 · Tour blanche sur case blanche b1 · Roi blanc sur case noire e1 · Tour blanche sur case blanche h1 | Tour noire sur case blanche a8 · Cavalier noir sur case noire b8 · Fou noir sur case blanche c8 · Roi noir sur case blanche e8 · Fou noir sur case noire f8 · Tour noire sur case noire h8 · Pion noir sur case blanche b7 · Pion noir sur case blanche f7 · Pion noir sur case noire g7 · Pion noir sur case blanche h7 · Pion noir sur case blanche a6 · Pion noir sur case noire d6 · Pion noir sur case blanche e6 · Cavalier noir sur case noire f6 · Fou blanc sur case noire g5 · Cavalier blanc sur case noire d4 · Pion blanc sur case blanche e4 · Pion blanc sur case noire f4 · Dame noire sur case noire a3 · Cavalier blanc sur case noire c3 · Pion blanc sur case blanche a2 · Pion blanc sur case blanche c2 · Dame blanche sur case noire d2 · Fou blanc sur case blanche e2 · Pion blanc sur case blanche g2 · Pion blanc sur case noire h2 · Tour blanche sur case blanche b1 · Roi blanc sur case noire e1 · Tour blanche sur case blanche h1 | Tour noire sur case blanche a8 · Cavalier noir sur case noire b8 · Fou noir sur case blanche c8 · Roi noir sur case blanche e8 · Fou noir sur case noire f8 · Tour noire sur case noire h8 · Pion noir sur case blanche b7 · Pion noir sur case blanche f7 · Pion noir sur case noire g7 · Pion noir sur case blanche h7 · Pion noir sur case blanche a6 · Pion noir sur case noire d6 · Pion noir sur case blanche e6 · Cavalier noir sur case noire f6 · Fou blanc sur case noire g5 · Cavalier blanc sur case noire d4 · Pion blanc sur case blanche e4 · Pion blanc sur case noire f4 · Dame noire sur case noire a3 · Cavalier blanc sur case noire c3 · Pion blanc sur case blanche a2 · Pion blanc sur case blanche c2 · Dame blanche sur case noire d2 · Fou blanc sur case blanche e2 · Pion blanc sur case blanche g2 · Pion blanc sur case noire h2 · Tour blanche sur case blanche b1 · Roi blanc sur case noire e1 · Tour blanche sur case blanche h1 | 7 |
| 6 | Tour noire sur case blanche a8 · Cavalier noir sur case noire b8 · Fou noir sur case blanche c8 · Roi noir sur case blanche e8 · Fou noir sur case noire f8 · Tour noire sur case noire h8 · Pion noir sur case blanche b7 · Pion noir sur case blanche f7 · Pion noir sur case noire g7 · Pion noir sur case blanche h7 · Pion noir sur case blanche a6 · Pion noir sur case noire d6 · Pion noir sur case blanche e6 · Cavalier noir sur case noire f6 · Fou blanc sur case noire g5 · Cavalier blanc sur case noire d4 · Pion blanc sur case blanche e4 · Pion blanc sur case noire f4 · Dame noire sur case noire a3 · Cavalier blanc sur case noire c3 · Pion blanc sur case blanche a2 · Pion blanc sur case blanche c2 · Dame blanche sur case noire d2 · Fou blanc sur case blanche e2 · Pion blanc sur case blanche g2 · Pion blanc sur case noire h2 · Tour blanche sur case blanche b1 · Roi blanc sur case noire e1 · Tour blanche sur case blanche h1 | Tour noire sur case blanche a8 · Cavalier noir sur case noire b8 · Fou noir sur case blanche c8 · Roi noir sur case blanche e8 · Fou noir sur case noire f8 · Tour noire sur case noire h8 · Pion noir sur case blanche b7 · Pion noir sur case blanche f7 · Pion noir sur case noire g7 · Pion noir sur case blanche h7 · Pion noir sur case blanche a6 · Pion noir sur case noire d6 · Pion noir sur case blanche e6 · Cavalier noir sur case noire f6 · Fou blanc sur case noire g5 · Cavalier blanc sur case noire d4 · Pion blanc sur case blanche e4 · Pion blanc sur case noire f4 · Dame noire sur case noire a3 · Cavalier blanc sur case noire c3 · Pion blanc sur case blanche a2 · Pion blanc sur case blanche c2 · Dame blanche sur case noire d2 · Fou blanc sur case blanche e2 · Pion blanc sur case blanche g2 · Pion blanc sur case noire h2 · Tour blanche sur case blanche b1 · Roi blanc sur case noire e1 · Tour blanche sur case blanche h1 | Tour noire sur case blanche a8 · Cavalier noir sur case noire b8 · Fou noir sur case blanche c8 · Roi noir sur case blanche e8 · Fou noir sur case noire f8 · Tour noire sur case noire h8 · Pion noir sur case blanche b7 · Pion noir sur case blanche f7 · Pion noir sur case noire g7 · Pion noir sur case blanche h7 · Pion noir sur case blanche a6 · Pion noir sur case noire d6 · Pion noir sur case blanche e6 · Cavalier noir sur case noire f6 · Fou blanc sur case noire g5 · Cavalier blanc sur case noire d4 · Pion blanc sur case blanche e4 · Pion blanc sur case noire f4 · Dame noire sur case noire a3 · Cavalier blanc sur case noire c3 · Pion blanc sur case blanche a2 · Pion blanc sur case blanche c2 · Dame blanche sur case noire d2 · Fou blanc sur case blanche e2 · Pion blanc sur case blanche g2 · Pion blanc sur case noire h2 · Tour blanche sur case blanche b1 · Roi blanc sur case noire e1 · Tour blanche sur case blanche h1 | Tour noire sur case blanche a8 · Cavalier noir sur case noire b8 · Fou noir sur case blanche c8 · Roi noir sur case blanche e8 · Fou noir sur case noire f8 · Tour noire sur case noire h8 · Pion noir sur case blanche b7 · Pion noir sur case blanche f7 · Pion noir sur case noire g7 · Pion noir sur case blanche h7 · Pion noir sur case blanche a6 · Pion noir sur case noire d6 · Pion noir sur case blanche e6 · Cavalier noir sur case noire f6 · Fou blanc sur case noire g5 · Cavalier blanc sur case noire d4 · Pion blanc sur case blanche e4 · Pion blanc sur case noire f4 · Dame noire sur case noire a3 · Cavalier blanc sur case noire c3 · Pion blanc sur case blanche a2 · Pion blanc sur case blanche c2 · Dame blanche sur case noire d2 · Fou blanc sur case blanche e2 · Pion blanc sur case blanche g2 · Pion blanc sur case noire h2 · Tour blanche sur case blanche b1 · Roi blanc sur case noire e1 · Tour blanche sur case blanche h1 | Tour noire sur case blanche a8 · Cavalier noir sur case noire b8 · Fou noir sur case blanche c8 · Roi noir sur case blanche e8 · Fou noir sur case noire f8 · Tour noire sur case noire h8 · Pion noir sur case blanche b7 · Pion noir sur case blanche f7 · Pion noir sur case noire g7 · Pion noir sur case blanche h7 · Pion noir sur case blanche a6 · Pion noir sur case noire d6 · Pion noir sur case blanche e6 · Cavalier noir sur case noire f6 · Fou blanc sur case noire g5 · Cavalier blanc sur case noire d4 · Pion blanc sur case blanche e4 · Pion blanc sur case noire f4 · Dame noire sur case noire a3 · Cavalier blanc sur case noire c3 · Pion blanc sur case blanche a2 · Pion blanc sur case blanche c2 · Dame blanche sur case noire d2 · Fou blanc sur case blanche e2 · Pion blanc sur case blanche g2 · Pion blanc sur case noire h2 · Tour blanche sur case blanche b1 · Roi blanc sur case noire e1 · Tour blanche sur case blanche h1 | Tour noire sur case blanche a8 · Cavalier noir sur case noire b8 · Fou noir sur case blanche c8 · Roi noir sur case blanche e8 · Fou noir sur case noire f8 · Tour noire sur case noire h8 · Pion noir sur case blanche b7 · Pion noir sur case blanche f7 · Pion noir sur case noire g7 · Pion noir sur case blanche h7 · Pion noir sur case blanche a6 · Pion noir sur case noire d6 · Pion noir sur case blanche e6 · Cavalier noir sur case noire f6 · Fou blanc sur case noire g5 · Cavalier blanc sur case noire d4 · Pion blanc sur case blanche e4 · Pion blanc sur case noire f4 · Dame noire sur case noire a3 · Cavalier blanc sur case noire c3 · Pion blanc sur case blanche a2 · Pion blanc sur case blanche c2 · Dame blanche sur case noire d2 · Fou blanc sur case blanche e2 · Pion blanc sur case blanche g2 · Pion blanc sur case noire h2 · Tour blanche sur case blanche b1 · Roi blanc sur case noire e1 · Tour blanche sur case blanche h1 | Tour noire sur case blanche a8 · Cavalier noir sur case noire b8 · Fou noir sur case blanche c8 · Roi noir sur case blanche e8 · Fou noir sur case noire f8 · Tour noire sur case noire h8 · Pion noir sur case blanche b7 · Pion noir sur case blanche f7 · Pion noir sur case noire g7 · Pion noir sur case blanche h7 · Pion noir sur case blanche a6 · Pion noir sur case noire d6 · Pion noir sur case blanche e6 · Cavalier noir sur case noire f6 · Fou blanc sur case noire g5 · Cavalier blanc sur case noire d4 · Pion blanc sur case blanche e4 · Pion blanc sur case noire f4 · Dame noire sur case noire a3 · Cavalier blanc sur case noire c3 · Pion blanc sur case blanche a2 · Pion blanc sur case blanche c2 · Dame blanche sur case noire d2 · Fou blanc sur case blanche e2 · Pion blanc sur case blanche g2 · Pion blanc sur case noire h2 · Tour blanche sur case blanche b1 · Roi blanc sur case noire e1 · Tour blanche sur case blanche h1 | Tour noire sur case blanche a8 · Cavalier noir sur case noire b8 · Fou noir sur case blanche c8 · Roi noir sur case blanche e8 · Fou noir sur case noire f8 · Tour noire sur case noire h8 · Pion noir sur case blanche b7 · Pion noir sur case blanche f7 · Pion noir sur case noire g7 · Pion noir sur case blanche h7 · Pion noir sur case blanche a6 · Pion noir sur case noire d6 · Pion noir sur case blanche e6 · Cavalier noir sur case noire f6 · Fou blanc sur case noire g5 · Cavalier blanc sur case noire d4 · Pion blanc sur case blanche e4 · Pion blanc sur case noire f4 · Dame noire sur case noire a3 · Cavalier blanc sur case noire c3 · Pion blanc sur case blanche a2 · Pion blanc sur case blanche c2 · Dame blanche sur case noire d2 · Fou blanc sur case blanche e2 · Pion blanc sur case blanche g2 · Pion blanc sur case noire h2 · Tour blanche sur case blanche b1 · Roi blanc sur case noire e1 · Tour blanche sur case blanche h1 | 6 |
| 5 | Tour noire sur case blanche a8 · Cavalier noir sur case noire b8 · Fou noir sur case blanche c8 · Roi noir sur case blanche e8 · Fou noir sur case noire f8 · Tour noire sur case noire h8 · Pion noir sur case blanche b7 · Pion noir sur case blanche f7 · Pion noir sur case noire g7 · Pion noir sur case blanche h7 · Pion noir sur case blanche a6 · Pion noir sur case noire d6 · Pion noir sur case blanche e6 · Cavalier noir sur case noire f6 · Fou blanc sur case noire g5 · Cavalier blanc sur case noire d4 · Pion blanc sur case blanche e4 · Pion blanc sur case noire f4 · Dame noire sur case noire a3 · Cavalier blanc sur case noire c3 · Pion blanc sur case blanche a2 · Pion blanc sur case blanche c2 · Dame blanche sur case noire d2 · Fou blanc sur case blanche e2 · Pion blanc sur case blanche g2 · Pion blanc sur case noire h2 · Tour blanche sur case blanche b1 · Roi blanc sur case noire e1 · Tour blanche sur case blanche h1 | Tour noire sur case blanche a8 · Cavalier noir sur case noire b8 · Fou noir sur case blanche c8 · Roi noir sur case blanche e8 · Fou noir sur case noire f8 · Tour noire sur case noire h8 · Pion noir sur case blanche b7 · Pion noir sur case blanche f7 · Pion noir sur case noire g7 · Pion noir sur case blanche h7 · Pion noir sur case blanche a6 · Pion noir sur case noire d6 · Pion noir sur case blanche e6 · Cavalier noir sur case noire f6 · Fou blanc sur case noire g5 · Cavalier blanc sur case noire d4 · Pion blanc sur case blanche e4 · Pion blanc sur case noire f4 · Dame noire sur case noire a3 · Cavalier blanc sur case noire c3 · Pion blanc sur case blanche a2 · Pion blanc sur case blanche c2 · Dame blanche sur case noire d2 · Fou blanc sur case blanche e2 · Pion blanc sur case blanche g2 · Pion blanc sur case noire h2 · Tour blanche sur case blanche b1 · Roi blanc sur case noire e1 · Tour blanche sur case blanche h1 | Tour noire sur case blanche a8 · Cavalier noir sur case noire b8 · Fou noir sur case blanche c8 · Roi noir sur case blanche e8 · Fou noir sur case noire f8 · Tour noire sur case noire h8 · Pion noir sur case blanche b7 · Pion noir sur case blanche f7 · Pion noir sur case noire g7 · Pion noir sur case blanche h7 · Pion noir sur case blanche a6 · Pion noir sur case noire d6 · Pion noir sur case blanche e6 · Cavalier noir sur case noire f6 · Fou blanc sur case noire g5 · Cavalier blanc sur case noire d4 · Pion blanc sur case blanche e4 · Pion blanc sur case noire f4 · Dame noire sur case noire a3 · Cavalier blanc sur case noire c3 · Pion blanc sur case blanche a2 · Pion blanc sur case blanche c2 · Dame blanche sur case noire d2 · Fou blanc sur case blanche e2 · Pion blanc sur case blanche g2 · Pion blanc sur case noire h2 · Tour blanche sur case blanche b1 · Roi blanc sur case noire e1 · Tour blanche sur case blanche h1 | Tour noire sur case blanche a8 · Cavalier noir sur case noire b8 · Fou noir sur case blanche c8 · Roi noir sur case blanche e8 · Fou noir sur case noire f8 · Tour noire sur case noire h8 · Pion noir sur case blanche b7 · Pion noir sur case blanche f7 · Pion noir sur case noire g7 · Pion noir sur case blanche h7 · Pion noir sur case blanche a6 · Pion noir sur case noire d6 · Pion noir sur case blanche e6 · Cavalier noir sur case noire f6 · Fou blanc sur case noire g5 · Cavalier blanc sur case noire d4 · Pion blanc sur case blanche e4 · Pion blanc sur case noire f4 · Dame noire sur case noire a3 · Cavalier blanc sur case noire c3 · Pion blanc sur case blanche a2 · Pion blanc sur case blanche c2 · Dame blanche sur case noire d2 · Fou blanc sur case blanche e2 · Pion blanc sur case blanche g2 · Pion blanc sur case noire h2 · Tour blanche sur case blanche b1 · Roi blanc sur case noire e1 · Tour blanche sur case blanche h1 | Tour noire sur case blanche a8 · Cavalier noir sur case noire b8 · Fou noir sur case blanche c8 · Roi noir sur case blanche e8 · Fou noir sur case noire f8 · Tour noire sur case noire h8 · Pion noir sur case blanche b7 · Pion noir sur case blanche f7 · Pion noir sur case noire g7 · Pion noir sur case blanche h7 · Pion noir sur case blanche a6 · Pion noir sur case noire d6 · Pion noir sur case blanche e6 · Cavalier noir sur case noire f6 · Fou blanc sur case noire g5 · Cavalier blanc sur case noire d4 · Pion blanc sur case blanche e4 · Pion blanc sur case noire f4 · Dame noire sur case noire a3 · Cavalier blanc sur case noire c3 · Pion blanc sur case blanche a2 · Pion blanc sur case blanche c2 · Dame blanche sur case noire d2 · Fou blanc sur case blanche e2 · Pion blanc sur case blanche g2 · Pion blanc sur case noire h2 · Tour blanche sur case blanche b1 · Roi blanc sur case noire e1 · Tour blanche sur case blanche h1 | Tour noire sur case blanche a8 · Cavalier noir sur case noire b8 · Fou noir sur case blanche c8 · Roi noir sur case blanche e8 · Fou noir sur case noire f8 · Tour noire sur case noire h8 · Pion noir sur case blanche b7 · Pion noir sur case blanche f7 · Pion noir sur case noire g7 · Pion noir sur case blanche h7 · Pion noir sur case blanche a6 · Pion noir sur case noire d6 · Pion noir sur case blanche e6 · Cavalier noir sur case noire f6 · Fou blanc sur case noire g5 · Cavalier blanc sur case noire d4 · Pion blanc sur case blanche e4 · Pion blanc sur case noire f4 · Dame noire sur case noire a3 · Cavalier blanc sur case noire c3 · Pion blanc sur case blanche a2 · Pion blanc sur case blanche c2 · Dame blanche sur case noire d2 · Fou blanc sur case blanche e2 · Pion blanc sur case blanche g2 · Pion blanc sur case noire h2 · Tour blanche sur case blanche b1 · Roi blanc sur case noire e1 · Tour blanche sur case blanche h1 | Tour noire sur case blanche a8 · Cavalier noir sur case noire b8 · Fou noir sur case blanche c8 · Roi noir sur case blanche e8 · Fou noir sur case noire f8 · Tour noire sur case noire h8 · Pion noir sur case blanche b7 · Pion noir sur case blanche f7 · Pion noir sur case noire g7 · Pion noir sur case blanche h7 · Pion noir sur case blanche a6 · Pion noir sur case noire d6 · Pion noir sur case blanche e6 · Cavalier noir sur case noire f6 · Fou blanc sur case noire g5 · Cavalier blanc sur case noire d4 · Pion blanc sur case blanche e4 · Pion blanc sur case noire f4 · Dame noire sur case noire a3 · Cavalier blanc sur case noire c3 · Pion blanc sur case blanche a2 · Pion blanc sur case blanche c2 · Dame blanche sur case noire d2 · Fou blanc sur case blanche e2 · Pion blanc sur case blanche g2 · Pion blanc sur case noire h2 · Tour blanche sur case blanche b1 · Roi blanc sur case noire e1 · Tour blanche sur case blanche h1 | Tour noire sur case blanche a8 · Cavalier noir sur case noire b8 · Fou noir sur case blanche c8 · Roi noir sur case blanche e8 · Fou noir sur case noire f8 · Tour noire sur case noire h8 · Pion noir sur case blanche b7 · Pion noir sur case blanche f7 · Pion noir sur case noire g7 · Pion noir sur case blanche h7 · Pion noir sur case blanche a6 · Pion noir sur case noire d6 · Pion noir sur case blanche e6 · Cavalier noir sur case noire f6 · Fou blanc sur case noire g5 · Cavalier blanc sur case noire d4 · Pion blanc sur case blanche e4 · Pion blanc sur case noire f4 · Dame noire sur case noire a3 · Cavalier blanc sur case noire c3 · Pion blanc sur case blanche a2 · Pion blanc sur case blanche c2 · Dame blanche sur case noire d2 · Fou blanc sur case blanche e2 · Pion blanc sur case blanche g2 · Pion blanc sur case noire h2 · Tour blanche sur case blanche b1 · Roi blanc sur case noire e1 · Tour blanche sur case blanche h1 | 5 |
| 4 | Tour noire sur case blanche a8 · Cavalier noir sur case noire b8 · Fou noir sur case blanche c8 · Roi noir sur case blanche e8 · Fou noir sur case noire f8 · Tour noire sur case noire h8 · Pion noir sur case blanche b7 · Pion noir sur case blanche f7 · Pion noir sur case noire g7 · Pion noir sur case blanche h7 · Pion noir sur case blanche a6 · Pion noir sur case noire d6 · Pion noir sur case blanche e6 · Cavalier noir sur case noire f6 · Fou blanc sur case noire g5 · Cavalier blanc sur case noire d4 · Pion blanc sur case blanche e4 · Pion blanc sur case noire f4 · Dame noire sur case noire a3 · Cavalier blanc sur case noire c3 · Pion blanc sur case blanche a2 · Pion blanc sur case blanche c2 · Dame blanche sur case noire d2 · Fou blanc sur case blanche e2 · Pion blanc sur case blanche g2 · Pion blanc sur case noire h2 · Tour blanche sur case blanche b1 · Roi blanc sur case noire e1 · Tour blanche sur case blanche h1 | Tour noire sur case blanche a8 · Cavalier noir sur case noire b8 · Fou noir sur case blanche c8 · Roi noir sur case blanche e8 · Fou noir sur case noire f8 · Tour noire sur case noire h8 · Pion noir sur case blanche b7 · Pion noir sur case blanche f7 · Pion noir sur case noire g7 · Pion noir sur case blanche h7 · Pion noir sur case blanche a6 · Pion noir sur case noire d6 · Pion noir sur case blanche e6 · Cavalier noir sur case noire f6 · Fou blanc sur case noire g5 · Cavalier blanc sur case noire d4 · Pion blanc sur case blanche e4 · Pion blanc sur case noire f4 · Dame noire sur case noire a3 · Cavalier blanc sur case noire c3 · Pion blanc sur case blanche a2 · Pion blanc sur case blanche c2 · Dame blanche sur case noire d2 · Fou blanc sur case blanche e2 · Pion blanc sur case blanche g2 · Pion blanc sur case noire h2 · Tour blanche sur case blanche b1 · Roi blanc sur case noire e1 · Tour blanche sur case blanche h1 | Tour noire sur case blanche a8 · Cavalier noir sur case noire b8 · Fou noir sur case blanche c8 · Roi noir sur case blanche e8 · Fou noir sur case noire f8 · Tour noire sur case noire h8 · Pion noir sur case blanche b7 · Pion noir sur case blanche f7 · Pion noir sur case noire g7 · Pion noir sur case blanche h7 · Pion noir sur case blanche a6 · Pion noir sur case noire d6 · Pion noir sur case blanche e6 · Cavalier noir sur case noire f6 · Fou blanc sur case noire g5 · Cavalier blanc sur case noire d4 · Pion blanc sur case blanche e4 · Pion blanc sur case noire f4 · Dame noire sur case noire a3 · Cavalier blanc sur case noire c3 · Pion blanc sur case blanche a2 · Pion blanc sur case blanche c2 · Dame blanche sur case noire d2 · Fou blanc sur case blanche e2 · Pion blanc sur case blanche g2 · Pion blanc sur case noire h2 · Tour blanche sur case blanche b1 · Roi blanc sur case noire e1 · Tour blanche sur case blanche h1 | Tour noire sur case blanche a8 · Cavalier noir sur case noire b8 · Fou noir sur case blanche c8 · Roi noir sur case blanche e8 · Fou noir sur case noire f8 · Tour noire sur case noire h8 · Pion noir sur case blanche b7 · Pion noir sur case blanche f7 · Pion noir sur case noire g7 · Pion noir sur case blanche h7 · Pion noir sur case blanche a6 · Pion noir sur case noire d6 · Pion noir sur case blanche e6 · Cavalier noir sur case noire f6 · Fou blanc sur case noire g5 · Cavalier blanc sur case noire d4 · Pion blanc sur case blanche e4 · Pion blanc sur case noire f4 · Dame noire sur case noire a3 · Cavalier blanc sur case noire c3 · Pion blanc sur case blanche a2 · Pion blanc sur case blanche c2 · Dame blanche sur case noire d2 · Fou blanc sur case blanche e2 · Pion blanc sur case blanche g2 · Pion blanc sur case noire h2 · Tour blanche sur case blanche b1 · Roi blanc sur case noire e1 · Tour blanche sur case blanche h1 | Tour noire sur case blanche a8 · Cavalier noir sur case noire b8 · Fou noir sur case blanche c8 · Roi noir sur case blanche e8 · Fou noir sur case noire f8 · Tour noire sur case noire h8 · Pion noir sur case blanche b7 · Pion noir sur case blanche f7 · Pion noir sur case noire g7 · Pion noir sur case blanche h7 · Pion noir sur case blanche a6 · Pion noir sur case noire d6 · Pion noir sur case blanche e6 · Cavalier noir sur case noire f6 · Fou blanc sur case noire g5 · Cavalier blanc sur case noire d4 · Pion blanc sur case blanche e4 · Pion blanc sur case noire f4 · Dame noire sur case noire a3 · Cavalier blanc sur case noire c3 · Pion blanc sur case blanche a2 · Pion blanc sur case blanche c2 · Dame blanche sur case noire d2 · Fou blanc sur case blanche e2 · Pion blanc sur case blanche g2 · Pion blanc sur case noire h2 · Tour blanche sur case blanche b1 · Roi blanc sur case noire e1 · Tour blanche sur case blanche h1 | Tour noire sur case blanche a8 · Cavalier noir sur case noire b8 · Fou noir sur case blanche c8 · Roi noir sur case blanche e8 · Fou noir sur case noire f8 · Tour noire sur case noire h8 · Pion noir sur case blanche b7 · Pion noir sur case blanche f7 · Pion noir sur case noire g7 · Pion noir sur case blanche h7 · Pion noir sur case blanche a6 · Pion noir sur case noire d6 · Pion noir sur case blanche e6 · Cavalier noir sur case noire f6 · Fou blanc sur case noire g5 · Cavalier blanc sur case noire d4 · Pion blanc sur case blanche e4 · Pion blanc sur case noire f4 · Dame noire sur case noire a3 · Cavalier blanc sur case noire c3 · Pion blanc sur case blanche a2 · Pion blanc sur case blanche c2 · Dame blanche sur case noire d2 · Fou blanc sur case blanche e2 · Pion blanc sur case blanche g2 · Pion blanc sur case noire h2 · Tour blanche sur case blanche b1 · Roi blanc sur case noire e1 · Tour blanche sur case blanche h1 | Tour noire sur case blanche a8 · Cavalier noir sur case noire b8 · Fou noir sur case blanche c8 · Roi noir sur case blanche e8 · Fou noir sur case noire f8 · Tour noire sur case noire h8 · Pion noir sur case blanche b7 · Pion noir sur case blanche f7 · Pion noir sur case noire g7 · Pion noir sur case blanche h7 · Pion noir sur case blanche a6 · Pion noir sur case noire d6 · Pion noir sur case blanche e6 · Cavalier noir sur case noire f6 · Fou blanc sur case noire g5 · Cavalier blanc sur case noire d4 · Pion blanc sur case blanche e4 · Pion blanc sur case noire f4 · Dame noire sur case noire a3 · Cavalier blanc sur case noire c3 · Pion blanc sur case blanche a2 · Pion blanc sur case blanche c2 · Dame blanche sur case noire d2 · Fou blanc sur case blanche e2 · Pion blanc sur case blanche g2 · Pion blanc sur case noire h2 · Tour blanche sur case blanche b1 · Roi blanc sur case noire e1 · Tour blanche sur case blanche h1 | Tour noire sur case blanche a8 · Cavalier noir sur case noire b8 · Fou noir sur case blanche c8 · Roi noir sur case blanche e8 · Fou noir sur case noire f8 · Tour noire sur case noire h8 · Pion noir sur case blanche b7 · Pion noir sur case blanche f7 · Pion noir sur case noire g7 · Pion noir sur case blanche h7 · Pion noir sur case blanche a6 · Pion noir sur case noire d6 · Pion noir sur case blanche e6 · Cavalier noir sur case noire f6 · Fou blanc sur case noire g5 · Cavalier blanc sur case noire d4 · Pion blanc sur case blanche e4 · Pion blanc sur case noire f4 · Dame noire sur case noire a3 · Cavalier blanc sur case noire c3 · Pion blanc sur case blanche a2 · Pion blanc sur case blanche c2 · Dame blanche sur case noire d2 · Fou blanc sur case blanche e2 · Pion blanc sur case blanche g2 · Pion blanc sur case noire h2 · Tour blanche sur case blanche b1 · Roi blanc sur case noire e1 · Tour blanche sur case blanche h1 | 4 |
| 3 | Tour noire sur case blanche a8 · Cavalier noir sur case noire b8 · Fou noir sur case blanche c8 · Roi noir sur case blanche e8 · Fou noir sur case noire f8 · Tour noire sur case noire h8 · Pion noir sur case blanche b7 · Pion noir sur case blanche f7 · Pion noir sur case noire g7 · Pion noir sur case blanche h7 · Pion noir sur case blanche a6 · Pion noir sur case noire d6 · Pion noir sur case blanche e6 · Cavalier noir sur case noire f6 · Fou blanc sur case noire g5 · Cavalier blanc sur case noire d4 · Pion blanc sur case blanche e4 · Pion blanc sur case noire f4 · Dame noire sur case noire a3 · Cavalier blanc sur case noire c3 · Pion blanc sur case blanche a2 · Pion blanc sur case blanche c2 · Dame blanche sur case noire d2 · Fou blanc sur case blanche e2 · Pion blanc sur case blanche g2 · Pion blanc sur case noire h2 · Tour blanche sur case blanche b1 · Roi blanc sur case noire e1 · Tour blanche sur case blanche h1 | Tour noire sur case blanche a8 · Cavalier noir sur case noire b8 · Fou noir sur case blanche c8 · Roi noir sur case blanche e8 · Fou noir sur case noire f8 · Tour noire sur case noire h8 · Pion noir sur case blanche b7 · Pion noir sur case blanche f7 · Pion noir sur case noire g7 · Pion noir sur case blanche h7 · Pion noir sur case blanche a6 · Pion noir sur case noire d6 · Pion noir sur case blanche e6 · Cavalier noir sur case noire f6 · Fou blanc sur case noire g5 · Cavalier blanc sur case noire d4 · Pion blanc sur case blanche e4 · Pion blanc sur case noire f4 · Dame noire sur case noire a3 · Cavalier blanc sur case noire c3 · Pion blanc sur case blanche a2 · Pion blanc sur case blanche c2 · Dame blanche sur case noire d2 · Fou blanc sur case blanche e2 · Pion blanc sur case blanche g2 · Pion blanc sur case noire h2 · Tour blanche sur case blanche b1 · Roi blanc sur case noire e1 · Tour blanche sur case blanche h1 | Tour noire sur case blanche a8 · Cavalier noir sur case noire b8 · Fou noir sur case blanche c8 · Roi noir sur case blanche e8 · Fou noir sur case noire f8 · Tour noire sur case noire h8 · Pion noir sur case blanche b7 · Pion noir sur case blanche f7 · Pion noir sur case noire g7 · Pion noir sur case blanche h7 · Pion noir sur case blanche a6 · Pion noir sur case noire d6 · Pion noir sur case blanche e6 · Cavalier noir sur case noire f6 · Fou blanc sur case noire g5 · Cavalier blanc sur case noire d4 · Pion blanc sur case blanche e4 · Pion blanc sur case noire f4 · Dame noire sur case noire a3 · Cavalier blanc sur case noire c3 · Pion blanc sur case blanche a2 · Pion blanc sur case blanche c2 · Dame blanche sur case noire d2 · Fou blanc sur case blanche e2 · Pion blanc sur case blanche g2 · Pion blanc sur case noire h2 · Tour blanche sur case blanche b1 · Roi blanc sur case noire e1 · Tour blanche sur case blanche h1 | Tour noire sur case blanche a8 · Cavalier noir sur case noire b8 · Fou noir sur case blanche c8 · Roi noir sur case blanche e8 · Fou noir sur case noire f8 · Tour noire sur case noire h8 · Pion noir sur case blanche b7 · Pion noir sur case blanche f7 · Pion noir sur case noire g7 · Pion noir sur case blanche h7 · Pion noir sur case blanche a6 · Pion noir sur case noire d6 · Pion noir sur case blanche e6 · Cavalier noir sur case noire f6 · Fou blanc sur case noire g5 · Cavalier blanc sur case noire d4 · Pion blanc sur case blanche e4 · Pion blanc sur case noire f4 · Dame noire sur case noire a3 · Cavalier blanc sur case noire c3 · Pion blanc sur case blanche a2 · Pion blanc sur case blanche c2 · Dame blanche sur case noire d2 · Fou blanc sur case blanche e2 · Pion blanc sur case blanche g2 · Pion blanc sur case noire h2 · Tour blanche sur case blanche b1 · Roi blanc sur case noire e1 · Tour blanche sur case blanche h1 | Tour noire sur case blanche a8 · Cavalier noir sur case noire b8 · Fou noir sur case blanche c8 · Roi noir sur case blanche e8 · Fou noir sur case noire f8 · Tour noire sur case noire h8 · Pion noir sur case blanche b7 · Pion noir sur case blanche f7 · Pion noir sur case noire g7 · Pion noir sur case blanche h7 · Pion noir sur case blanche a6 · Pion noir sur case noire d6 · Pion noir sur case blanche e6 · Cavalier noir sur case noire f6 · Fou blanc sur case noire g5 · Cavalier blanc sur case noire d4 · Pion blanc sur case blanche e4 · Pion blanc sur case noire f4 · Dame noire sur case noire a3 · Cavalier blanc sur case noire c3 · Pion blanc sur case blanche a2 · Pion blanc sur case blanche c2 · Dame blanche sur case noire d2 · Fou blanc sur case blanche e2 · Pion blanc sur case blanche g2 · Pion blanc sur case noire h2 · Tour blanche sur case blanche b1 · Roi blanc sur case noire e1 · Tour blanche sur case blanche h1 | Tour noire sur case blanche a8 · Cavalier noir sur case noire b8 · Fou noir sur case blanche c8 · Roi noir sur case blanche e8 · Fou noir sur case noire f8 · Tour noire sur case noire h8 · Pion noir sur case blanche b7 · Pion noir sur case blanche f7 · Pion noir sur case noire g7 · Pion noir sur case blanche h7 · Pion noir sur case blanche a6 · Pion noir sur case noire d6 · Pion noir sur case blanche e6 · Cavalier noir sur case noire f6 · Fou blanc sur case noire g5 · Cavalier blanc sur case noire d4 · Pion blanc sur case blanche e4 · Pion blanc sur case noire f4 · Dame noire sur case noire a3 · Cavalier blanc sur case noire c3 · Pion blanc sur case blanche a2 · Pion blanc sur case blanche c2 · Dame blanche sur case noire d2 · Fou blanc sur case blanche e2 · Pion blanc sur case blanche g2 · Pion blanc sur case noire h2 · Tour blanche sur case blanche b1 · Roi blanc sur case noire e1 · Tour blanche sur case blanche h1 | Tour noire sur case blanche a8 · Cavalier noir sur case noire b8 · Fou noir sur case blanche c8 · Roi noir sur case blanche e8 · Fou noir sur case noire f8 · Tour noire sur case noire h8 · Pion noir sur case blanche b7 · Pion noir sur case blanche f7 · Pion noir sur case noire g7 · Pion noir sur case blanche h7 · Pion noir sur case blanche a6 · Pion noir sur case noire d6 · Pion noir sur case blanche e6 · Cavalier noir sur case noire f6 · Fou blanc sur case noire g5 · Cavalier blanc sur case noire d4 · Pion blanc sur case blanche e4 · Pion blanc sur case noire f4 · Dame noire sur case noire a3 · Cavalier blanc sur case noire c3 · Pion blanc sur case blanche a2 · Pion blanc sur case blanche c2 · Dame blanche sur case noire d2 · Fou blanc sur case blanche e2 · Pion blanc sur case blanche g2 · Pion blanc sur case noire h2 · Tour blanche sur case blanche b1 · Roi blanc sur case noire e1 · Tour blanche sur case blanche h1 | Tour noire sur case blanche a8 · Cavalier noir sur case noire b8 · Fou noir sur case blanche c8 · Roi noir sur case blanche e8 · Fou noir sur case noire f8 · Tour noire sur case noire h8 · Pion noir sur case blanche b7 · Pion noir sur case blanche f7 · Pion noir sur case noire g7 · Pion noir sur case blanche h7 · Pion noir sur case blanche a6 · Pion noir sur case noire d6 · Pion noir sur case blanche e6 · Cavalier noir sur case noire f6 · Fou blanc sur case noire g5 · Cavalier blanc sur case noire d4 · Pion blanc sur case blanche e4 · Pion blanc sur case noire f4 · Dame noire sur case noire a3 · Cavalier blanc sur case noire c3 · Pion blanc sur case blanche a2 · Pion blanc sur case blanche c2 · Dame blanche sur case noire d2 · Fou blanc sur case blanche e2 · Pion blanc sur case blanche g2 · Pion blanc sur case noire h2 · Tour blanche sur case blanche b1 · Roi blanc sur case noire e1 · Tour blanche sur case blanche h1 | 3 |
| 2 | Tour noire sur case blanche a8 · Cavalier noir sur case noire b8 · Fou noir sur case blanche c8 · Roi noir sur case blanche e8 · Fou noir sur case noire f8 · Tour noire sur case noire h8 · Pion noir sur case blanche b7 · Pion noir sur case blanche f7 · Pion noir sur case noire g7 · Pion noir sur case blanche h7 · Pion noir sur case blanche a6 · Pion noir sur case noire d6 · Pion noir sur case blanche e6 · Cavalier noir sur case noire f6 · Fou blanc sur case noire g5 · Cavalier blanc sur case noire d4 · Pion blanc sur case blanche e4 · Pion blanc sur case noire f4 · Dame noire sur case noire a3 · Cavalier blanc sur case noire c3 · Pion blanc sur case blanche a2 · Pion blanc sur case blanche c2 · Dame blanche sur case noire d2 · Fou blanc sur case blanche e2 · Pion blanc sur case blanche g2 · Pion blanc sur case noire h2 · Tour blanche sur case blanche b1 · Roi blanc sur case noire e1 · Tour blanche sur case blanche h1 | Tour noire sur case blanche a8 · Cavalier noir sur case noire b8 · Fou noir sur case blanche c8 · Roi noir sur case blanche e8 · Fou noir sur case noire f8 · Tour noire sur case noire h8 · Pion noir sur case blanche b7 · Pion noir sur case blanche f7 · Pion noir sur case noire g7 · Pion noir sur case blanche h7 · Pion noir sur case blanche a6 · Pion noir sur case noire d6 · Pion noir sur case blanche e6 · Cavalier noir sur case noire f6 · Fou blanc sur case noire g5 · Cavalier blanc sur case noire d4 · Pion blanc sur case blanche e4 · Pion blanc sur case noire f4 · Dame noire sur case noire a3 · Cavalier blanc sur case noire c3 · Pion blanc sur case blanche a2 · Pion blanc sur case blanche c2 · Dame blanche sur case noire d2 · Fou blanc sur case blanche e2 · Pion blanc sur case blanche g2 · Pion blanc sur case noire h2 · Tour blanche sur case blanche b1 · Roi blanc sur case noire e1 · Tour blanche sur case blanche h1 | Tour noire sur case blanche a8 · Cavalier noir sur case noire b8 · Fou noir sur case blanche c8 · Roi noir sur case blanche e8 · Fou noir sur case noire f8 · Tour noire sur case noire h8 · Pion noir sur case blanche b7 · Pion noir sur case blanche f7 · Pion noir sur case noire g7 · Pion noir sur case blanche h7 · Pion noir sur case blanche a6 · Pion noir sur case noire d6 · Pion noir sur case blanche e6 · Cavalier noir sur case noire f6 · Fou blanc sur case noire g5 · Cavalier blanc sur case noire d4 · Pion blanc sur case blanche e4 · Pion blanc sur case noire f4 · Dame noire sur case noire a3 · Cavalier blanc sur case noire c3 · Pion blanc sur case blanche a2 · Pion blanc sur case blanche c2 · Dame blanche sur case noire d2 · Fou blanc sur case blanche e2 · Pion blanc sur case blanche g2 · Pion blanc sur case noire h2 · Tour blanche sur case blanche b1 · Roi blanc sur case noire e1 · Tour blanche sur case blanche h1 | Tour noire sur case blanche a8 · Cavalier noir sur case noire b8 · Fou noir sur case blanche c8 · Roi noir sur case blanche e8 · Fou noir sur case noire f8 · Tour noire sur case noire h8 · Pion noir sur case blanche b7 · Pion noir sur case blanche f7 · Pion noir sur case noire g7 · Pion noir sur case blanche h7 · Pion noir sur case blanche a6 · Pion noir sur case noire d6 · Pion noir sur case blanche e6 · Cavalier noir sur case noire f6 · Fou blanc sur case noire g5 · Cavalier blanc sur case noire d4 · Pion blanc sur case blanche e4 · Pion blanc sur case noire f4 · Dame noire sur case noire a3 · Cavalier blanc sur case noire c3 · Pion blanc sur case blanche a2 · Pion blanc sur case blanche c2 · Dame blanche sur case noire d2 · Fou blanc sur case blanche e2 · Pion blanc sur case blanche g2 · Pion blanc sur case noire h2 · Tour blanche sur case blanche b1 · Roi blanc sur case noire e1 · Tour blanche sur case blanche h1 | Tour noire sur case blanche a8 · Cavalier noir sur case noire b8 · Fou noir sur case blanche c8 · Roi noir sur case blanche e8 · Fou noir sur case noire f8 · Tour noire sur case noire h8 · Pion noir sur case blanche b7 · Pion noir sur case blanche f7 · Pion noir sur case noire g7 · Pion noir sur case blanche h7 · Pion noir sur case blanche a6 · Pion noir sur case noire d6 · Pion noir sur case blanche e6 · Cavalier noir sur case noire f6 · Fou blanc sur case noire g5 · Cavalier blanc sur case noire d4 · Pion blanc sur case blanche e4 · Pion blanc sur case noire f4 · Dame noire sur case noire a3 · Cavalier blanc sur case noire c3 · Pion blanc sur case blanche a2 · Pion blanc sur case blanche c2 · Dame blanche sur case noire d2 · Fou blanc sur case blanche e2 · Pion blanc sur case blanche g2 · Pion blanc sur case noire h2 · Tour blanche sur case blanche b1 · Roi blanc sur case noire e1 · Tour blanche sur case blanche h1 | Tour noire sur case blanche a8 · Cavalier noir sur case noire b8 · Fou noir sur case blanche c8 · Roi noir sur case blanche e8 · Fou noir sur case noire f8 · Tour noire sur case noire h8 · Pion noir sur case blanche b7 · Pion noir sur case blanche f7 · Pion noir sur case noire g7 · Pion noir sur case blanche h7 · Pion noir sur case blanche a6 · Pion noir sur case noire d6 · Pion noir sur case blanche e6 · Cavalier noir sur case noire f6 · Fou blanc sur case noire g5 · Cavalier blanc sur case noire d4 · Pion blanc sur case blanche e4 · Pion blanc sur case noire f4 · Dame noire sur case noire a3 · Cavalier blanc sur case noire c3 · Pion blanc sur case blanche a2 · Pion blanc sur case blanche c2 · Dame blanche sur case noire d2 · Fou blanc sur case blanche e2 · Pion blanc sur case blanche g2 · Pion blanc sur case noire h2 · Tour blanche sur case blanche b1 · Roi blanc sur case noire e1 · Tour blanche sur case blanche h1 | Tour noire sur case blanche a8 · Cavalier noir sur case noire b8 · Fou noir sur case blanche c8 · Roi noir sur case blanche e8 · Fou noir sur case noire f8 · Tour noire sur case noire h8 · Pion noir sur case blanche b7 · Pion noir sur case blanche f7 · Pion noir sur case noire g7 · Pion noir sur case blanche h7 · Pion noir sur case blanche a6 · Pion noir sur case noire d6 · Pion noir sur case blanche e6 · Cavalier noir sur case noire f6 · Fou blanc sur case noire g5 · Cavalier blanc sur case noire d4 · Pion blanc sur case blanche e4 · Pion blanc sur case noire f4 · Dame noire sur case noire a3 · Cavalier blanc sur case noire c3 · Pion blanc sur case blanche a2 · Pion blanc sur case blanche c2 · Dame blanche sur case noire d2 · Fou blanc sur case blanche e2 · Pion blanc sur case blanche g2 · Pion blanc sur case noire h2 · Tour blanche sur case blanche b1 · Roi blanc sur case noire e1 · Tour blanche sur case blanche h1 | Tour noire sur case blanche a8 · Cavalier noir sur case noire b8 · Fou noir sur case blanche c8 · Roi noir sur case blanche e8 · Fou noir sur case noire f8 · Tour noire sur case noire h8 · Pion noir sur case blanche b7 · Pion noir sur case blanche f7 · Pion noir sur case noire g7 · Pion noir sur case blanche h7 · Pion noir sur case blanche a6 · Pion noir sur case noire d6 · Pion noir sur case blanche e6 · Cavalier noir sur case noire f6 · Fou blanc sur case noire g5 · Cavalier blanc sur case noire d4 · Pion blanc sur case blanche e4 · Pion blanc sur case noire f4 · Dame noire sur case noire a3 · Cavalier blanc sur case noire c3 · Pion blanc sur case blanche a2 · Pion blanc sur case blanche c2 · Dame blanche sur case noire d2 · Fou blanc sur case blanche e2 · Pion blanc sur case blanche g2 · Pion blanc sur case noire h2 · Tour blanche sur case blanche b1 · Roi blanc sur case noire e1 · Tour blanche sur case blanche h1 | 2 |
| 1 | Tour noire sur case blanche a8 · Cavalier noir sur case noire b8 · Fou noir sur case blanche c8 · Roi noir sur case blanche e8 · Fou noir sur case noire f8 · Tour noire sur case noire h8 · Pion noir sur case blanche b7 · Pion noir sur case blanche f7 · Pion noir sur case noire g7 · Pion noir sur case blanche h7 · Pion noir sur case blanche a6 · Pion noir sur case noire d6 · Pion noir sur case blanche e6 · Cavalier noir sur case noire f6 · Fou blanc sur case noire g5 · Cavalier blanc sur case noire d4 · Pion blanc sur case blanche e4 · Pion blanc sur case noire f4 · Dame noire sur case noire a3 · Cavalier blanc sur case noire c3 · Pion blanc sur case blanche a2 · Pion blanc sur case blanche c2 · Dame blanche sur case noire d2 · Fou blanc sur case blanche e2 · Pion blanc sur case blanche g2 · Pion blanc sur case noire h2 · Tour blanche sur case blanche b1 · Roi blanc sur case noire e1 · Tour blanche sur case blanche h1 | Tour noire sur case blanche a8 · Cavalier noir sur case noire b8 · Fou noir sur case blanche c8 · Roi noir sur case blanche e8 · Fou noir sur case noire f8 · Tour noire sur case noire h8 · Pion noir sur case blanche b7 · Pion noir sur case blanche f7 · Pion noir sur case noire g7 · Pion noir sur case blanche h7 · Pion noir sur case blanche a6 · Pion noir sur case noire d6 · Pion noir sur case blanche e6 · Cavalier noir sur case noire f6 · Fou blanc sur case noire g5 · Cavalier blanc sur case noire d4 · Pion blanc sur case blanche e4 · Pion blanc sur case noire f4 · Dame noire sur case noire a3 · Cavalier blanc sur case noire c3 · Pion blanc sur case blanche a2 · Pion blanc sur case blanche c2 · Dame blanche sur case noire d2 · Fou blanc sur case blanche e2 · Pion blanc sur case blanche g2 · Pion blanc sur case noire h2 · Tour blanche sur case blanche b1 · Roi blanc sur case noire e1 · Tour blanche sur case blanche h1 | Tour noire sur case blanche a8 · Cavalier noir sur case noire b8 · Fou noir sur case blanche c8 · Roi noir sur case blanche e8 · Fou noir sur case noire f8 · Tour noire sur case noire h8 · Pion noir sur case blanche b7 · Pion noir sur case blanche f7 · Pion noir sur case noire g7 · Pion noir sur case blanche h7 · Pion noir sur case blanche a6 · Pion noir sur case noire d6 · Pion noir sur case blanche e6 · Cavalier noir sur case noire f6 · Fou blanc sur case noire g5 · Cavalier blanc sur case noire d4 · Pion blanc sur case blanche e4 · Pion blanc sur case noire f4 · Dame noire sur case noire a3 · Cavalier blanc sur case noire c3 · Pion blanc sur case blanche a2 · Pion blanc sur case blanche c2 · Dame blanche sur case noire d2 · Fou blanc sur case blanche e2 · Pion blanc sur case blanche g2 · Pion blanc sur case noire h2 · Tour blanche sur case blanche b1 · Roi blanc sur case noire e1 · Tour blanche sur case blanche h1 | Tour noire sur case blanche a8 · Cavalier noir sur case noire b8 · Fou noir sur case blanche c8 · Roi noir sur case blanche e8 · Fou noir sur case noire f8 · Tour noire sur case noire h8 · Pion noir sur case blanche b7 · Pion noir sur case blanche f7 · Pion noir sur case noire g7 · Pion noir sur case blanche h7 · Pion noir sur case blanche a6 · Pion noir sur case noire d6 · Pion noir sur case blanche e6 · Cavalier noir sur case noire f6 · Fou blanc sur case noire g5 · Cavalier blanc sur case noire d4 · Pion blanc sur case blanche e4 · Pion blanc sur case noire f4 · Dame noire sur case noire a3 · Cavalier blanc sur case noire c3 · Pion blanc sur case blanche a2 · Pion blanc sur case blanche c2 · Dame blanche sur case noire d2 · Fou blanc sur case blanche e2 · Pion blanc sur case blanche g2 · Pion blanc sur case noire h2 · Tour blanche sur case blanche b1 · Roi blanc sur case noire e1 · Tour blanche sur case blanche h1 | Tour noire sur case blanche a8 · Cavalier noir sur case noire b8 · Fou noir sur case blanche c8 · Roi noir sur case blanche e8 · Fou noir sur case noire f8 · Tour noire sur case noire h8 · Pion noir sur case blanche b7 · Pion noir sur case blanche f7 · Pion noir sur case noire g7 · Pion noir sur case blanche h7 · Pion noir sur case blanche a6 · Pion noir sur case noire d6 · Pion noir sur case blanche e6 · Cavalier noir sur case noire f6 · Fou blanc sur case noire g5 · Cavalier blanc sur case noire d4 · Pion blanc sur case blanche e4 · Pion blanc sur case noire f4 · Dame noire sur case noire a3 · Cavalier blanc sur case noire c3 · Pion blanc sur case blanche a2 · Pion blanc sur case blanche c2 · Dame blanche sur case noire d2 · Fou blanc sur case blanche e2 · Pion blanc sur case blanche g2 · Pion blanc sur case noire h2 · Tour blanche sur case blanche b1 · Roi blanc sur case noire e1 · Tour blanche sur case blanche h1 | Tour noire sur case blanche a8 · Cavalier noir sur case noire b8 · Fou noir sur case blanche c8 · Roi noir sur case blanche e8 · Fou noir sur case noire f8 · Tour noire sur case noire h8 · Pion noir sur case blanche b7 · Pion noir sur case blanche f7 · Pion noir sur case noire g7 · Pion noir sur case blanche h7 · Pion noir sur case blanche a6 · Pion noir sur case noire d6 · Pion noir sur case blanche e6 · Cavalier noir sur case noire f6 · Fou blanc sur case noire g5 · Cavalier blanc sur case noire d4 · Pion blanc sur case blanche e4 · Pion blanc sur case noire f4 · Dame noire sur case noire a3 · Cavalier blanc sur case noire c3 · Pion blanc sur case blanche a2 · Pion blanc sur case blanche c2 · Dame blanche sur case noire d2 · Fou blanc sur case blanche e2 · Pion blanc sur case blanche g2 · Pion blanc sur case noire h2 · Tour blanche sur case blanche b1 · Roi blanc sur case noire e1 · Tour blanche sur case blanche h1 | Tour noire sur case blanche a8 · Cavalier noir sur case noire b8 · Fou noir sur case blanche c8 · Roi noir sur case blanche e8 · Fou noir sur case noire f8 · Tour noire sur case noire h8 · Pion noir sur case blanche b7 · Pion noir sur case blanche f7 · Pion noir sur case noire g7 · Pion noir sur case blanche h7 · Pion noir sur case blanche a6 · Pion noir sur case noire d6 · Pion noir sur case blanche e6 · Cavalier noir sur case noire f6 · Fou blanc sur case noire g5 · Cavalier blanc sur case noire d4 · Pion blanc sur case blanche e4 · Pion blanc sur case noire f4 · Dame noire sur case noire a3 · Cavalier blanc sur case noire c3 · Pion blanc sur case blanche a2 · Pion blanc sur case blanche c2 · Dame blanche sur case noire d2 · Fou blanc sur case blanche e2 · Pion blanc sur case blanche g2 · Pion blanc sur case noire h2 · Tour blanche sur case blanche b1 · Roi blanc sur case noire e1 · Tour blanche sur case blanche h1 | Tour noire sur case blanche a8 · Cavalier noir sur case noire b8 · Fou noir sur case blanche c8 · Roi noir sur case blanche e8 · Fou noir sur case noire f8 · Tour noire sur case noire h8 · Pion noir sur case blanche b7 · Pion noir sur case blanche f7 · Pion noir sur case noire g7 · Pion noir sur case blanche h7 · Pion noir sur case blanche a6 · Pion noir sur case noire d6 · Pion noir sur case blanche e6 · Cavalier noir sur case noire f6 · Fou blanc sur case noire g5 · Cavalier blanc sur case noire d4 · Pion blanc sur case blanche e4 · Pion blanc sur case noire f4 · Dame noire sur case noire a3 · Cavalier blanc sur case noire c3 · Pion blanc sur case blanche a2 · Pion blanc sur case blanche c2 · Dame blanche sur case noire d2 · Fou blanc sur case blanche e2 · Pion blanc sur case blanche g2 · Pion blanc sur case noire h2 · Tour blanche sur case blanche b1 · Roi blanc sur case noire e1 · Tour blanche sur case blanche h1 | 1 |
|   | a | b | c | d | e | f | g | h |   |

Dans les années 1980, les Blancs orientèrent leurs recherches vers de nouvelles suites. Ainsi apparurent 10. Fe2 (cf diagramme) et 10. f5 Cc6 11. fxe6 fxe6 12. Cxc6 bxc6 13. Fe2. La variante 10. Fe2 connut quelques succès initiaux, par exemple :
Mikhail Tal (2610) - Lubomir Ftáčnik (2535) [B97]
Sotchi (1), 1982
1.e4 c5 2.Cf3 d6 3.d4 cxd4 4.Cxd4 Cf6 5.Cc3 a6 6.Fg5 e6 7.f4 Db6 8.Dd2 Dxb2 9.Tb1 Da3 10.Fe2 Fe7 11.0-0 Cbd7 12.e5 dxe5 13.fxe5 Cxe5 14.Fxf6 Fxf6 15.Txf6! gxf6 16.Ce4 De7 17.Df4 Rd8 18.Cxf6 Cd7! 19.Cxd7 Fxd7 20.Txb7 Tc8 21.Cf3! f6 22.Fxa6 Tf8? 23.Dd4 Re8 24.Fb5 Td8 25.Db6 e5 26.Cd2! f5 27.Cc4 Tf6 28.Fxd7+ Txd7 29.Db5 Te6 30.a4 e4 31.Rf1! Dg7? 32.Tb8+ 1-0 (ponctuation de Joe Gallagher)
Mais la variante de la partie ci-dessus fut finalement analysée comme menant à l'égalité après 14... gxf6 15. Ce4 f5 16. Tb3 Da4 17. Cxf5! (17. Dc3? Tg8!, Hort - Miles, Londres 1983) exf5 18. Cd6+ Fxd6 19. Dxd6 De4 20. Te1 Cc6 21. Rf1 Fe6 22. Fh5 Dc4+ 23. Td3 Cd8 : 24. Dd7+ est une nulle par échec perpétuel et 24. Txe6+ n'est pas clair. En fait, la variante 10. Fe2 a pratiquement disparu de la pratique depuis près de vingt-cinq ans. D'après Joe Gallagher, la raison principale de cette désaffection est la variante 10... Cbd7 11. 0-0 Dc5 12. Rh1 Fe7, donnée comme très confortable pour les Noirs.
Quant à la variante avec 13. Fe2, employée en premier au plus haut niveau par Jan Timman, elle donne principalement une nulle par répétition après 13... Fe7 14. 0-0 0-0 15. Tb3 Dc5+ 16. Fe3 De5 17. Ff4 ou 17. Fd4 Da5 18. Fb6; de très nombreuses parties de maîtres se sont terminées ainsi. Si les Blancs veulent jouer pour le gain, ils doivent essayer 17. Ff4 Dc5+ 18. Rh1, 15. Rh1 ou 16. Rh1. Ces essais ne sont guère populaires depuis la partie suivante et 13. Fe2 est principalement utilisé comme un moyen de faire nulle rapidement, mais Ivantchouk a récemment répété cette variante avec succès, indiquant peut-être qu'elle est toujours à prendre en considération (parties Ivantchouk - Grichtchouk et Ivantchouk - Carlsen, Tournoi Amber rapide 2010, ainsi que Ivantchouk - Grichtchouk, championnat russe par équipes 2010).
Vassili Ivantchouk (2665) - Garry Kasparov (2800) [B97]
Tournoi de Linares (7), 1990
1.e4 c5 2.Cf3 d6 3.d4 cxd4 4.Cxd4 Cf6 5.Cc3 a6 6.Fg5 e6 7.f4 Db6 8.Dd2 Dxb2 9.Tb1 Da3 10.f5 Cc6 11.fxe6 fxe6 12.Cxc6 bxc6 13.Fe2 Fe7 14.0-0 0-0 15.Tb3 Dc5+ 16.Fe3 De5 17.Ff4 Dc5+ 18.Rh1 Cg4 19.h3 e5 20.Ca4 Da7 21.Fc4+ Rh8 22.hxg4 exf4 23.Cb6 d5!? 24.exd5 cxd5 25.Fxd5 Tb8 26.Cxc8 Tbxc8 27.Th3 Db6 28.Te1 Fg5 29.Te6 Dd8! 30.c4?! Tb8! 31.Dd3 Fh4! 32.Fe4 Dg5 33.Fxh7 Tfd8 34.Dc2 f3 35.Txf3 Td2 36.De4 Td1+ 37.Rh2 Te1 38.Df5 Txe6 39.Dxe6 Rxh7 40.De4+ g6 41.Th3 Rg7 42.Dd4+ Rg8 43.De4 Df6! 0-1 (ponctuation de Karpov)

### La grande variante (10. f5 et 13. e5)
|   | a | b | c | d | e | f | g | h |   |
| 8 | Tour noire sur case blanche a8 · Fou noir sur case blanche c8 · Roi noir sur case blanche e8 · Fou noir sur case noire f8 · Tour noire sur case noire h8 · Pion noir sur case noire g7 · Pion noir sur case blanche h7 · Pion noir sur case blanche a6 · Pion noir sur case blanche c6 · Pion noir sur case noire d6 · Pion noir sur case blanche e6 · Cavalier noir sur case noire f6 · Pion blanc sur case noire e5 · Fou blanc sur case noire g5 · Dame noire sur case noire a3 · Cavalier blanc sur case noire c3 · Pion blanc sur case blanche a2 · Pion blanc sur case blanche c2 · Dame blanche sur case noire d2 · Pion blanc sur case blanche g2 · Pion blanc sur case noire h2 · Tour blanche sur case blanche b1 · Roi blanc sur case noire e1 · Fou blanc sur case blanche f1 · Tour blanche sur case blanche h1 | Tour noire sur case blanche a8 · Fou noir sur case blanche c8 · Roi noir sur case blanche e8 · Fou noir sur case noire f8 · Tour noire sur case noire h8 · Pion noir sur case noire g7 · Pion noir sur case blanche h7 · Pion noir sur case blanche a6 · Pion noir sur case blanche c6 · Pion noir sur case noire d6 · Pion noir sur case blanche e6 · Cavalier noir sur case noire f6 · Pion blanc sur case noire e5 · Fou blanc sur case noire g5 · Dame noire sur case noire a3 · Cavalier blanc sur case noire c3 · Pion blanc sur case blanche a2 · Pion blanc sur case blanche c2 · Dame blanche sur case noire d2 · Pion blanc sur case blanche g2 · Pion blanc sur case noire h2 · Tour blanche sur case blanche b1 · Roi blanc sur case noire e1 · Fou blanc sur case blanche f1 · Tour blanche sur case blanche h1 | Tour noire sur case blanche a8 · Fou noir sur case blanche c8 · Roi noir sur case blanche e8 · Fou noir sur case noire f8 · Tour noire sur case noire h8 · Pion noir sur case noire g7 · Pion noir sur case blanche h7 · Pion noir sur case blanche a6 · Pion noir sur case blanche c6 · Pion noir sur case noire d6 · Pion noir sur case blanche e6 · Cavalier noir sur case noire f6 · Pion blanc sur case noire e5 · Fou blanc sur case noire g5 · Dame noire sur case noire a3 · Cavalier blanc sur case noire c3 · Pion blanc sur case blanche a2 · Pion blanc sur case blanche c2 · Dame blanche sur case noire d2 · Pion blanc sur case blanche g2 · Pion blanc sur case noire h2 · Tour blanche sur case blanche b1 · Roi blanc sur case noire e1 · Fou blanc sur case blanche f1 · Tour blanche sur case blanche h1 | Tour noire sur case blanche a8 · Fou noir sur case blanche c8 · Roi noir sur case blanche e8 · Fou noir sur case noire f8 · Tour noire sur case noire h8 · Pion noir sur case noire g7 · Pion noir sur case blanche h7 · Pion noir sur case blanche a6 · Pion noir sur case blanche c6 · Pion noir sur case noire d6 · Pion noir sur case blanche e6 · Cavalier noir sur case noire f6 · Pion blanc sur case noire e5 · Fou blanc sur case noire g5 · Dame noire sur case noire a3 · Cavalier blanc sur case noire c3 · Pion blanc sur case blanche a2 · Pion blanc sur case blanche c2 · Dame blanche sur case noire d2 · Pion blanc sur case blanche g2 · Pion blanc sur case noire h2 · Tour blanche sur case blanche b1 · Roi blanc sur case noire e1 · Fou blanc sur case blanche f1 · Tour blanche sur case blanche h1 | Tour noire sur case blanche a8 · Fou noir sur case blanche c8 · Roi noir sur case blanche e8 · Fou noir sur case noire f8 · Tour noire sur case noire h8 · Pion noir sur case noire g7 · Pion noir sur case blanche h7 · Pion noir sur case blanche a6 · Pion noir sur case blanche c6 · Pion noir sur case noire d6 · Pion noir sur case blanche e6 · Cavalier noir sur case noire f6 · Pion blanc sur case noire e5 · Fou blanc sur case noire g5 · Dame noire sur case noire a3 · Cavalier blanc sur case noire c3 · Pion blanc sur case blanche a2 · Pion blanc sur case blanche c2 · Dame blanche sur case noire d2 · Pion blanc sur case blanche g2 · Pion blanc sur case noire h2 · Tour blanche sur case blanche b1 · Roi blanc sur case noire e1 · Fou blanc sur case blanche f1 · Tour blanche sur case blanche h1 | Tour noire sur case blanche a8 · Fou noir sur case blanche c8 · Roi noir sur case blanche e8 · Fou noir sur case noire f8 · Tour noire sur case noire h8 · Pion noir sur case noire g7 · Pion noir sur case blanche h7 · Pion noir sur case blanche a6 · Pion noir sur case blanche c6 · Pion noir sur case noire d6 · Pion noir sur case blanche e6 · Cavalier noir sur case noire f6 · Pion blanc sur case noire e5 · Fou blanc sur case noire g5 · Dame noire sur case noire a3 · Cavalier blanc sur case noire c3 · Pion blanc sur case blanche a2 · Pion blanc sur case blanche c2 · Dame blanche sur case noire d2 · Pion blanc sur case blanche g2 · Pion blanc sur case noire h2 · Tour blanche sur case blanche b1 · Roi blanc sur case noire e1 · Fou blanc sur case blanche f1 · Tour blanche sur case blanche h1 | Tour noire sur case blanche a8 · Fou noir sur case blanche c8 · Roi noir sur case blanche e8 · Fou noir sur case noire f8 · Tour noire sur case noire h8 · Pion noir sur case noire g7 · Pion noir sur case blanche h7 · Pion noir sur case blanche a6 · Pion noir sur case blanche c6 · Pion noir sur case noire d6 · Pion noir sur case blanche e6 · Cavalier noir sur case noire f6 · Pion blanc sur case noire e5 · Fou blanc sur case noire g5 · Dame noire sur case noire a3 · Cavalier blanc sur case noire c3 · Pion blanc sur case blanche a2 · Pion blanc sur case blanche c2 · Dame blanche sur case noire d2 · Pion blanc sur case blanche g2 · Pion blanc sur case noire h2 · Tour blanche sur case blanche b1 · Roi blanc sur case noire e1 · Fou blanc sur case blanche f1 · Tour blanche sur case blanche h1 | Tour noire sur case blanche a8 · Fou noir sur case blanche c8 · Roi noir sur case blanche e8 · Fou noir sur case noire f8 · Tour noire sur case noire h8 · Pion noir sur case noire g7 · Pion noir sur case blanche h7 · Pion noir sur case blanche a6 · Pion noir sur case blanche c6 · Pion noir sur case noire d6 · Pion noir sur case blanche e6 · Cavalier noir sur case noire f6 · Pion blanc sur case noire e5 · Fou blanc sur case noire g5 · Dame noire sur case noire a3 · Cavalier blanc sur case noire c3 · Pion blanc sur case blanche a2 · Pion blanc sur case blanche c2 · Dame blanche sur case noire d2 · Pion blanc sur case blanche g2 · Pion blanc sur case noire h2 · Tour blanche sur case blanche b1 · Roi blanc sur case noire e1 · Fou blanc sur case blanche f1 · Tour blanche sur case blanche h1 | 8 |
| 7 | Tour noire sur case blanche a8 · Fou noir sur case blanche c8 · Roi noir sur case blanche e8 · Fou noir sur case noire f8 · Tour noire sur case noire h8 · Pion noir sur case noire g7 · Pion noir sur case blanche h7 · Pion noir sur case blanche a6 · Pion noir sur case blanche c6 · Pion noir sur case noire d6 · Pion noir sur case blanche e6 · Cavalier noir sur case noire f6 · Pion blanc sur case noire e5 · Fou blanc sur case noire g5 · Dame noire sur case noire a3 · Cavalier blanc sur case noire c3 · Pion blanc sur case blanche a2 · Pion blanc sur case blanche c2 · Dame blanche sur case noire d2 · Pion blanc sur case blanche g2 · Pion blanc sur case noire h2 · Tour blanche sur case blanche b1 · Roi blanc sur case noire e1 · Fou blanc sur case blanche f1 · Tour blanche sur case blanche h1 | Tour noire sur case blanche a8 · Fou noir sur case blanche c8 · Roi noir sur case blanche e8 · Fou noir sur case noire f8 · Tour noire sur case noire h8 · Pion noir sur case noire g7 · Pion noir sur case blanche h7 · Pion noir sur case blanche a6 · Pion noir sur case blanche c6 · Pion noir sur case noire d6 · Pion noir sur case blanche e6 · Cavalier noir sur case noire f6 · Pion blanc sur case noire e5 · Fou blanc sur case noire g5 · Dame noire sur case noire a3 · Cavalier blanc sur case noire c3 · Pion blanc sur case blanche a2 · Pion blanc sur case blanche c2 · Dame blanche sur case noire d2 · Pion blanc sur case blanche g2 · Pion blanc sur case noire h2 · Tour blanche sur case blanche b1 · Roi blanc sur case noire e1 · Fou blanc sur case blanche f1 · Tour blanche sur case blanche h1 | Tour noire sur case blanche a8 · Fou noir sur case blanche c8 · Roi noir sur case blanche e8 · Fou noir sur case noire f8 · Tour noire sur case noire h8 · Pion noir sur case noire g7 · Pion noir sur case blanche h7 · Pion noir sur case blanche a6 · Pion noir sur case blanche c6 · Pion noir sur case noire d6 · Pion noir sur case blanche e6 · Cavalier noir sur case noire f6 · Pion blanc sur case noire e5 · Fou blanc sur case noire g5 · Dame noire sur case noire a3 · Cavalier blanc sur case noire c3 · Pion blanc sur case blanche a2 · Pion blanc sur case blanche c2 · Dame blanche sur case noire d2 · Pion blanc sur case blanche g2 · Pion blanc sur case noire h2 · Tour blanche sur case blanche b1 · Roi blanc sur case noire e1 · Fou blanc sur case blanche f1 · Tour blanche sur case blanche h1 | Tour noire sur case blanche a8 · Fou noir sur case blanche c8 · Roi noir sur case blanche e8 · Fou noir sur case noire f8 · Tour noire sur case noire h8 · Pion noir sur case noire g7 · Pion noir sur case blanche h7 · Pion noir sur case blanche a6 · Pion noir sur case blanche c6 · Pion noir sur case noire d6 · Pion noir sur case blanche e6 · Cavalier noir sur case noire f6 · Pion blanc sur case noire e5 · Fou blanc sur case noire g5 · Dame noire sur case noire a3 · Cavalier blanc sur case noire c3 · Pion blanc sur case blanche a2 · Pion blanc sur case blanche c2 · Dame blanche sur case noire d2 · Pion blanc sur case blanche g2 · Pion blanc sur case noire h2 · Tour blanche sur case blanche b1 · Roi blanc sur case noire e1 · Fou blanc sur case blanche f1 · Tour blanche sur case blanche h1 | Tour noire sur case blanche a8 · Fou noir sur case blanche c8 · Roi noir sur case blanche e8 · Fou noir sur case noire f8 · Tour noire sur case noire h8 · Pion noir sur case noire g7 · Pion noir sur case blanche h7 · Pion noir sur case blanche a6 · Pion noir sur case blanche c6 · Pion noir sur case noire d6 · Pion noir sur case blanche e6 · Cavalier noir sur case noire f6 · Pion blanc sur case noire e5 · Fou blanc sur case noire g5 · Dame noire sur case noire a3 · Cavalier blanc sur case noire c3 · Pion blanc sur case blanche a2 · Pion blanc sur case blanche c2 · Dame blanche sur case noire d2 · Pion blanc sur case blanche g2 · Pion blanc sur case noire h2 · Tour blanche sur case blanche b1 · Roi blanc sur case noire e1 · Fou blanc sur case blanche f1 · Tour blanche sur case blanche h1 | Tour noire sur case blanche a8 · Fou noir sur case blanche c8 · Roi noir sur case blanche e8 · Fou noir sur case noire f8 · Tour noire sur case noire h8 · Pion noir sur case noire g7 · Pion noir sur case blanche h7 · Pion noir sur case blanche a6 · Pion noir sur case blanche c6 · Pion noir sur case noire d6 · Pion noir sur case blanche e6 · Cavalier noir sur case noire f6 · Pion blanc sur case noire e5 · Fou blanc sur case noire g5 · Dame noire sur case noire a3 · Cavalier blanc sur case noire c3 · Pion blanc sur case blanche a2 · Pion blanc sur case blanche c2 · Dame blanche sur case noire d2 · Pion blanc sur case blanche g2 · Pion blanc sur case noire h2 · Tour blanche sur case blanche b1 · Roi blanc sur case noire e1 · Fou blanc sur case blanche f1 · Tour blanche sur case blanche h1 | Tour noire sur case blanche a8 · Fou noir sur case blanche c8 · Roi noir sur case blanche e8 · Fou noir sur case noire f8 · Tour noire sur case noire h8 · Pion noir sur case noire g7 · Pion noir sur case blanche h7 · Pion noir sur case blanche a6 · Pion noir sur case blanche c6 · Pion noir sur case noire d6 · Pion noir sur case blanche e6 · Cavalier noir sur case noire f6 · Pion blanc sur case noire e5 · Fou blanc sur case noire g5 · Dame noire sur case noire a3 · Cavalier blanc sur case noire c3 · Pion blanc sur case blanche a2 · Pion blanc sur case blanche c2 · Dame blanche sur case noire d2 · Pion blanc sur case blanche g2 · Pion blanc sur case noire h2 · Tour blanche sur case blanche b1 · Roi blanc sur case noire e1 · Fou blanc sur case blanche f1 · Tour blanche sur case blanche h1 | Tour noire sur case blanche a8 · Fou noir sur case blanche c8 · Roi noir sur case blanche e8 · Fou noir sur case noire f8 · Tour noire sur case noire h8 · Pion noir sur case noire g7 · Pion noir sur case blanche h7 · Pion noir sur case blanche a6 · Pion noir sur case blanche c6 · Pion noir sur case noire d6 · Pion noir sur case blanche e6 · Cavalier noir sur case noire f6 · Pion blanc sur case noire e5 · Fou blanc sur case noire g5 · Dame noire sur case noire a3 · Cavalier blanc sur case noire c3 · Pion blanc sur case blanche a2 · Pion blanc sur case blanche c2 · Dame blanche sur case noire d2 · Pion blanc sur case blanche g2 · Pion blanc sur case noire h2 · Tour blanche sur case blanche b1 · Roi blanc sur case noire e1 · Fou blanc sur case blanche f1 · Tour blanche sur case blanche h1 | 7 |
| 6 | Tour noire sur case blanche a8 · Fou noir sur case blanche c8 · Roi noir sur case blanche e8 · Fou noir sur case noire f8 · Tour noire sur case noire h8 · Pion noir sur case noire g7 · Pion noir sur case blanche h7 · Pion noir sur case blanche a6 · Pion noir sur case blanche c6 · Pion noir sur case noire d6 · Pion noir sur case blanche e6 · Cavalier noir sur case noire f6 · Pion blanc sur case noire e5 · Fou blanc sur case noire g5 · Dame noire sur case noire a3 · Cavalier blanc sur case noire c3 · Pion blanc sur case blanche a2 · Pion blanc sur case blanche c2 · Dame blanche sur case noire d2 · Pion blanc sur case blanche g2 · Pion blanc sur case noire h2 · Tour blanche sur case blanche b1 · Roi blanc sur case noire e1 · Fou blanc sur case blanche f1 · Tour blanche sur case blanche h1 | Tour noire sur case blanche a8 · Fou noir sur case blanche c8 · Roi noir sur case blanche e8 · Fou noir sur case noire f8 · Tour noire sur case noire h8 · Pion noir sur case noire g7 · Pion noir sur case blanche h7 · Pion noir sur case blanche a6 · Pion noir sur case blanche c6 · Pion noir sur case noire d6 · Pion noir sur case blanche e6 · Cavalier noir sur case noire f6 · Pion blanc sur case noire e5 · Fou blanc sur case noire g5 · Dame noire sur case noire a3 · Cavalier blanc sur case noire c3 · Pion blanc sur case blanche a2 · Pion blanc sur case blanche c2 · Dame blanche sur case noire d2 · Pion blanc sur case blanche g2 · Pion blanc sur case noire h2 · Tour blanche sur case blanche b1 · Roi blanc sur case noire e1 · Fou blanc sur case blanche f1 · Tour blanche sur case blanche h1 | Tour noire sur case blanche a8 · Fou noir sur case blanche c8 · Roi noir sur case blanche e8 · Fou noir sur case noire f8 · Tour noire sur case noire h8 · Pion noir sur case noire g7 · Pion noir sur case blanche h7 · Pion noir sur case blanche a6 · Pion noir sur case blanche c6 · Pion noir sur case noire d6 · Pion noir sur case blanche e6 · Cavalier noir sur case noire f6 · Pion blanc sur case noire e5 · Fou blanc sur case noire g5 · Dame noire sur case noire a3 · Cavalier blanc sur case noire c3 · Pion blanc sur case blanche a2 · Pion blanc sur case blanche c2 · Dame blanche sur case noire d2 · Pion blanc sur case blanche g2 · Pion blanc sur case noire h2 · Tour blanche sur case blanche b1 · Roi blanc sur case noire e1 · Fou blanc sur case blanche f1 · Tour blanche sur case blanche h1 | Tour noire sur case blanche a8 · Fou noir sur case blanche c8 · Roi noir sur case blanche e8 · Fou noir sur case noire f8 · Tour noire sur case noire h8 · Pion noir sur case noire g7 · Pion noir sur case blanche h7 · Pion noir sur case blanche a6 · Pion noir sur case blanche c6 · Pion noir sur case noire d6 · Pion noir sur case blanche e6 · Cavalier noir sur case noire f6 · Pion blanc sur case noire e5 · Fou blanc sur case noire g5 · Dame noire sur case noire a3 · Cavalier blanc sur case noire c3 · Pion blanc sur case blanche a2 · Pion blanc sur case blanche c2 · Dame blanche sur case noire d2 · Pion blanc sur case blanche g2 · Pion blanc sur case noire h2 · Tour blanche sur case blanche b1 · Roi blanc sur case noire e1 · Fou blanc sur case blanche f1 · Tour blanche sur case blanche h1 | Tour noire sur case blanche a8 · Fou noir sur case blanche c8 · Roi noir sur case blanche e8 · Fou noir sur case noire f8 · Tour noire sur case noire h8 · Pion noir sur case noire g7 · Pion noir sur case blanche h7 · Pion noir sur case blanche a6 · Pion noir sur case blanche c6 · Pion noir sur case noire d6 · Pion noir sur case blanche e6 · Cavalier noir sur case noire f6 · Pion blanc sur case noire e5 · Fou blanc sur case noire g5 · Dame noire sur case noire a3 · Cavalier blanc sur case noire c3 · Pion blanc sur case blanche a2 · Pion blanc sur case blanche c2 · Dame blanche sur case noire d2 · Pion blanc sur case blanche g2 · Pion blanc sur case noire h2 · Tour blanche sur case blanche b1 · Roi blanc sur case noire e1 · Fou blanc sur case blanche f1 · Tour blanche sur case blanche h1 | Tour noire sur case blanche a8 · Fou noir sur case blanche c8 · Roi noir sur case blanche e8 · Fou noir sur case noire f8 · Tour noire sur case noire h8 · Pion noir sur case noire g7 · Pion noir sur case blanche h7 · Pion noir sur case blanche a6 · Pion noir sur case blanche c6 · Pion noir sur case noire d6 · Pion noir sur case blanche e6 · Cavalier noir sur case noire f6 · Pion blanc sur case noire e5 · Fou blanc sur case noire g5 · Dame noire sur case noire a3 · Cavalier blanc sur case noire c3 · Pion blanc sur case blanche a2 · Pion blanc sur case blanche c2 · Dame blanche sur case noire d2 · Pion blanc sur case blanche g2 · Pion blanc sur case noire h2 · Tour blanche sur case blanche b1 · Roi blanc sur case noire e1 · Fou blanc sur case blanche f1 · Tour blanche sur case blanche h1 | Tour noire sur case blanche a8 · Fou noir sur case blanche c8 · Roi noir sur case blanche e8 · Fou noir sur case noire f8 · Tour noire sur case noire h8 · Pion noir sur case noire g7 · Pion noir sur case blanche h7 · Pion noir sur case blanche a6 · Pion noir sur case blanche c6 · Pion noir sur case noire d6 · Pion noir sur case blanche e6 · Cavalier noir sur case noire f6 · Pion blanc sur case noire e5 · Fou blanc sur case noire g5 · Dame noire sur case noire a3 · Cavalier blanc sur case noire c3 · Pion blanc sur case blanche a2 · Pion blanc sur case blanche c2 · Dame blanche sur case noire d2 · Pion blanc sur case blanche g2 · Pion blanc sur case noire h2 · Tour blanche sur case blanche b1 · Roi blanc sur case noire e1 · Fou blanc sur case blanche f1 · Tour blanche sur case blanche h1 | Tour noire sur case blanche a8 · Fou noir sur case blanche c8 · Roi noir sur case blanche e8 · Fou noir sur case noire f8 · Tour noire sur case noire h8 · Pion noir sur case noire g7 · Pion noir sur case blanche h7 · Pion noir sur case blanche a6 · Pion noir sur case blanche c6 · Pion noir sur case noire d6 · Pion noir sur case blanche e6 · Cavalier noir sur case noire f6 · Pion blanc sur case noire e5 · Fou blanc sur case noire g5 · Dame noire sur case noire a3 · Cavalier blanc sur case noire c3 · Pion blanc sur case blanche a2 · Pion blanc sur case blanche c2 · Dame blanche sur case noire d2 · Pion blanc sur case blanche g2 · Pion blanc sur case noire h2 · Tour blanche sur case blanche b1 · Roi blanc sur case noire e1 · Fou blanc sur case blanche f1 · Tour blanche sur case blanche h1 | 6 |
| 5 | Tour noire sur case blanche a8 · Fou noir sur case blanche c8 · Roi noir sur case blanche e8 · Fou noir sur case noire f8 · Tour noire sur case noire h8 · Pion noir sur case noire g7 · Pion noir sur case blanche h7 · Pion noir sur case blanche a6 · Pion noir sur case blanche c6 · Pion noir sur case noire d6 · Pion noir sur case blanche e6 · Cavalier noir sur case noire f6 · Pion blanc sur case noire e5 · Fou blanc sur case noire g5 · Dame noire sur case noire a3 · Cavalier blanc sur case noire c3 · Pion blanc sur case blanche a2 · Pion blanc sur case blanche c2 · Dame blanche sur case noire d2 · Pion blanc sur case blanche g2 · Pion blanc sur case noire h2 · Tour blanche sur case blanche b1 · Roi blanc sur case noire e1 · Fou blanc sur case blanche f1 · Tour blanche sur case blanche h1 | Tour noire sur case blanche a8 · Fou noir sur case blanche c8 · Roi noir sur case blanche e8 · Fou noir sur case noire f8 · Tour noire sur case noire h8 · Pion noir sur case noire g7 · Pion noir sur case blanche h7 · Pion noir sur case blanche a6 · Pion noir sur case blanche c6 · Pion noir sur case noire d6 · Pion noir sur case blanche e6 · Cavalier noir sur case noire f6 · Pion blanc sur case noire e5 · Fou blanc sur case noire g5 · Dame noire sur case noire a3 · Cavalier blanc sur case noire c3 · Pion blanc sur case blanche a2 · Pion blanc sur case blanche c2 · Dame blanche sur case noire d2 · Pion blanc sur case blanche g2 · Pion blanc sur case noire h2 · Tour blanche sur case blanche b1 · Roi blanc sur case noire e1 · Fou blanc sur case blanche f1 · Tour blanche sur case blanche h1 | Tour noire sur case blanche a8 · Fou noir sur case blanche c8 · Roi noir sur case blanche e8 · Fou noir sur case noire f8 · Tour noire sur case noire h8 · Pion noir sur case noire g7 · Pion noir sur case blanche h7 · Pion noir sur case blanche a6 · Pion noir sur case blanche c6 · Pion noir sur case noire d6 · Pion noir sur case blanche e6 · Cavalier noir sur case noire f6 · Pion blanc sur case noire e5 · Fou blanc sur case noire g5 · Dame noire sur case noire a3 · Cavalier blanc sur case noire c3 · Pion blanc sur case blanche a2 · Pion blanc sur case blanche c2 · Dame blanche sur case noire d2 · Pion blanc sur case blanche g2 · Pion blanc sur case noire h2 · Tour blanche sur case blanche b1 · Roi blanc sur case noire e1 · Fou blanc sur case blanche f1 · Tour blanche sur case blanche h1 | Tour noire sur case blanche a8 · Fou noir sur case blanche c8 · Roi noir sur case blanche e8 · Fou noir sur case noire f8 · Tour noire sur case noire h8 · Pion noir sur case noire g7 · Pion noir sur case blanche h7 · Pion noir sur case blanche a6 · Pion noir sur case blanche c6 · Pion noir sur case noire d6 · Pion noir sur case blanche e6 · Cavalier noir sur case noire f6 · Pion blanc sur case noire e5 · Fou blanc sur case noire g5 · Dame noire sur case noire a3 · Cavalier blanc sur case noire c3 · Pion blanc sur case blanche a2 · Pion blanc sur case blanche c2 · Dame blanche sur case noire d2 · Pion blanc sur case blanche g2 · Pion blanc sur case noire h2 · Tour blanche sur case blanche b1 · Roi blanc sur case noire e1 · Fou blanc sur case blanche f1 · Tour blanche sur case blanche h1 | Tour noire sur case blanche a8 · Fou noir sur case blanche c8 · Roi noir sur case blanche e8 · Fou noir sur case noire f8 · Tour noire sur case noire h8 · Pion noir sur case noire g7 · Pion noir sur case blanche h7 · Pion noir sur case blanche a6 · Pion noir sur case blanche c6 · Pion noir sur case noire d6 · Pion noir sur case blanche e6 · Cavalier noir sur case noire f6 · Pion blanc sur case noire e5 · Fou blanc sur case noire g5 · Dame noire sur case noire a3 · Cavalier blanc sur case noire c3 · Pion blanc sur case blanche a2 · Pion blanc sur case blanche c2 · Dame blanche sur case noire d2 · Pion blanc sur case blanche g2 · Pion blanc sur case noire h2 · Tour blanche sur case blanche b1 · Roi blanc sur case noire e1 · Fou blanc sur case blanche f1 · Tour blanche sur case blanche h1 | Tour noire sur case blanche a8 · Fou noir sur case blanche c8 · Roi noir sur case blanche e8 · Fou noir sur case noire f8 · Tour noire sur case noire h8 · Pion noir sur case noire g7 · Pion noir sur case blanche h7 · Pion noir sur case blanche a6 · Pion noir sur case blanche c6 · Pion noir sur case noire d6 · Pion noir sur case blanche e6 · Cavalier noir sur case noire f6 · Pion blanc sur case noire e5 · Fou blanc sur case noire g5 · Dame noire sur case noire a3 · Cavalier blanc sur case noire c3 · Pion blanc sur case blanche a2 · Pion blanc sur case blanche c2 · Dame blanche sur case noire d2 · Pion blanc sur case blanche g2 · Pion blanc sur case noire h2 · Tour blanche sur case blanche b1 · Roi blanc sur case noire e1 · Fou blanc sur case blanche f1 · Tour blanche sur case blanche h1 | Tour noire sur case blanche a8 · Fou noir sur case blanche c8 · Roi noir sur case blanche e8 · Fou noir sur case noire f8 · Tour noire sur case noire h8 · Pion noir sur case noire g7 · Pion noir sur case blanche h7 · Pion noir sur case blanche a6 · Pion noir sur case blanche c6 · Pion noir sur case noire d6 · Pion noir sur case blanche e6 · Cavalier noir sur case noire f6 · Pion blanc sur case noire e5 · Fou blanc sur case noire g5 · Dame noire sur case noire a3 · Cavalier blanc sur case noire c3 · Pion blanc sur case blanche a2 · Pion blanc sur case blanche c2 · Dame blanche sur case noire d2 · Pion blanc sur case blanche g2 · Pion blanc sur case noire h2 · Tour blanche sur case blanche b1 · Roi blanc sur case noire e1 · Fou blanc sur case blanche f1 · Tour blanche sur case blanche h1 | Tour noire sur case blanche a8 · Fou noir sur case blanche c8 · Roi noir sur case blanche e8 · Fou noir sur case noire f8 · Tour noire sur case noire h8 · Pion noir sur case noire g7 · Pion noir sur case blanche h7 · Pion noir sur case blanche a6 · Pion noir sur case blanche c6 · Pion noir sur case noire d6 · Pion noir sur case blanche e6 · Cavalier noir sur case noire f6 · Pion blanc sur case noire e5 · Fou blanc sur case noire g5 · Dame noire sur case noire a3 · Cavalier blanc sur case noire c3 · Pion blanc sur case blanche a2 · Pion blanc sur case blanche c2 · Dame blanche sur case noire d2 · Pion blanc sur case blanche g2 · Pion blanc sur case noire h2 · Tour blanche sur case blanche b1 · Roi blanc sur case noire e1 · Fou blanc sur case blanche f1 · Tour blanche sur case blanche h1 | 5 |
| 4 | Tour noire sur case blanche a8 · Fou noir sur case blanche c8 · Roi noir sur case blanche e8 · Fou noir sur case noire f8 · Tour noire sur case noire h8 · Pion noir sur case noire g7 · Pion noir sur case blanche h7 · Pion noir sur case blanche a6 · Pion noir sur case blanche c6 · Pion noir sur case noire d6 · Pion noir sur case blanche e6 · Cavalier noir sur case noire f6 · Pion blanc sur case noire e5 · Fou blanc sur case noire g5 · Dame noire sur case noire a3 · Cavalier blanc sur case noire c3 · Pion blanc sur case blanche a2 · Pion blanc sur case blanche c2 · Dame blanche sur case noire d2 · Pion blanc sur case blanche g2 · Pion blanc sur case noire h2 · Tour blanche sur case blanche b1 · Roi blanc sur case noire e1 · Fou blanc sur case blanche f1 · Tour blanche sur case blanche h1 | Tour noire sur case blanche a8 · Fou noir sur case blanche c8 · Roi noir sur case blanche e8 · Fou noir sur case noire f8 · Tour noire sur case noire h8 · Pion noir sur case noire g7 · Pion noir sur case blanche h7 · Pion noir sur case blanche a6 · Pion noir sur case blanche c6 · Pion noir sur case noire d6 · Pion noir sur case blanche e6 · Cavalier noir sur case noire f6 · Pion blanc sur case noire e5 · Fou blanc sur case noire g5 · Dame noire sur case noire a3 · Cavalier blanc sur case noire c3 · Pion blanc sur case blanche a2 · Pion blanc sur case blanche c2 · Dame blanche sur case noire d2 · Pion blanc sur case blanche g2 · Pion blanc sur case noire h2 · Tour blanche sur case blanche b1 · Roi blanc sur case noire e1 · Fou blanc sur case blanche f1 · Tour blanche sur case blanche h1 | Tour noire sur case blanche a8 · Fou noir sur case blanche c8 · Roi noir sur case blanche e8 · Fou noir sur case noire f8 · Tour noire sur case noire h8 · Pion noir sur case noire g7 · Pion noir sur case blanche h7 · Pion noir sur case blanche a6 · Pion noir sur case blanche c6 · Pion noir sur case noire d6 · Pion noir sur case blanche e6 · Cavalier noir sur case noire f6 · Pion blanc sur case noire e5 · Fou blanc sur case noire g5 · Dame noire sur case noire a3 · Cavalier blanc sur case noire c3 · Pion blanc sur case blanche a2 · Pion blanc sur case blanche c2 · Dame blanche sur case noire d2 · Pion blanc sur case blanche g2 · Pion blanc sur case noire h2 · Tour blanche sur case blanche b1 · Roi blanc sur case noire e1 · Fou blanc sur case blanche f1 · Tour blanche sur case blanche h1 | Tour noire sur case blanche a8 · Fou noir sur case blanche c8 · Roi noir sur case blanche e8 · Fou noir sur case noire f8 · Tour noire sur case noire h8 · Pion noir sur case noire g7 · Pion noir sur case blanche h7 · Pion noir sur case blanche a6 · Pion noir sur case blanche c6 · Pion noir sur case noire d6 · Pion noir sur case blanche e6 · Cavalier noir sur case noire f6 · Pion blanc sur case noire e5 · Fou blanc sur case noire g5 · Dame noire sur case noire a3 · Cavalier blanc sur case noire c3 · Pion blanc sur case blanche a2 · Pion blanc sur case blanche c2 · Dame blanche sur case noire d2 · Pion blanc sur case blanche g2 · Pion blanc sur case noire h2 · Tour blanche sur case blanche b1 · Roi blanc sur case noire e1 · Fou blanc sur case blanche f1 · Tour blanche sur case blanche h1 | Tour noire sur case blanche a8 · Fou noir sur case blanche c8 · Roi noir sur case blanche e8 · Fou noir sur case noire f8 · Tour noire sur case noire h8 · Pion noir sur case noire g7 · Pion noir sur case blanche h7 · Pion noir sur case blanche a6 · Pion noir sur case blanche c6 · Pion noir sur case noire d6 · Pion noir sur case blanche e6 · Cavalier noir sur case noire f6 · Pion blanc sur case noire e5 · Fou blanc sur case noire g5 · Dame noire sur case noire a3 · Cavalier blanc sur case noire c3 · Pion blanc sur case blanche a2 · Pion blanc sur case blanche c2 · Dame blanche sur case noire d2 · Pion blanc sur case blanche g2 · Pion blanc sur case noire h2 · Tour blanche sur case blanche b1 · Roi blanc sur case noire e1 · Fou blanc sur case blanche f1 · Tour blanche sur case blanche h1 | Tour noire sur case blanche a8 · Fou noir sur case blanche c8 · Roi noir sur case blanche e8 · Fou noir sur case noire f8 · Tour noire sur case noire h8 · Pion noir sur case noire g7 · Pion noir sur case blanche h7 · Pion noir sur case blanche a6 · Pion noir sur case blanche c6 · Pion noir sur case noire d6 · Pion noir sur case blanche e6 · Cavalier noir sur case noire f6 · Pion blanc sur case noire e5 · Fou blanc sur case noire g5 · Dame noire sur case noire a3 · Cavalier blanc sur case noire c3 · Pion blanc sur case blanche a2 · Pion blanc sur case blanche c2 · Dame blanche sur case noire d2 · Pion blanc sur case blanche g2 · Pion blanc sur case noire h2 · Tour blanche sur case blanche b1 · Roi blanc sur case noire e1 · Fou blanc sur case blanche f1 · Tour blanche sur case blanche h1 | Tour noire sur case blanche a8 · Fou noir sur case blanche c8 · Roi noir sur case blanche e8 · Fou noir sur case noire f8 · Tour noire sur case noire h8 · Pion noir sur case noire g7 · Pion noir sur case blanche h7 · Pion noir sur case blanche a6 · Pion noir sur case blanche c6 · Pion noir sur case noire d6 · Pion noir sur case blanche e6 · Cavalier noir sur case noire f6 · Pion blanc sur case noire e5 · Fou blanc sur case noire g5 · Dame noire sur case noire a3 · Cavalier blanc sur case noire c3 · Pion blanc sur case blanche a2 · Pion blanc sur case blanche c2 · Dame blanche sur case noire d2 · Pion blanc sur case blanche g2 · Pion blanc sur case noire h2 · Tour blanche sur case blanche b1 · Roi blanc sur case noire e1 · Fou blanc sur case blanche f1 · Tour blanche sur case blanche h1 | Tour noire sur case blanche a8 · Fou noir sur case blanche c8 · Roi noir sur case blanche e8 · Fou noir sur case noire f8 · Tour noire sur case noire h8 · Pion noir sur case noire g7 · Pion noir sur case blanche h7 · Pion noir sur case blanche a6 · Pion noir sur case blanche c6 · Pion noir sur case noire d6 · Pion noir sur case blanche e6 · Cavalier noir sur case noire f6 · Pion blanc sur case noire e5 · Fou blanc sur case noire g5 · Dame noire sur case noire a3 · Cavalier blanc sur case noire c3 · Pion blanc sur case blanche a2 · Pion blanc sur case blanche c2 · Dame blanche sur case noire d2 · Pion blanc sur case blanche g2 · Pion blanc sur case noire h2 · Tour blanche sur case blanche b1 · Roi blanc sur case noire e1 · Fou blanc sur case blanche f1 · Tour blanche sur case blanche h1 | 4 |
| 3 | Tour noire sur case blanche a8 · Fou noir sur case blanche c8 · Roi noir sur case blanche e8 · Fou noir sur case noire f8 · Tour noire sur case noire h8 · Pion noir sur case noire g7 · Pion noir sur case blanche h7 · Pion noir sur case blanche a6 · Pion noir sur case blanche c6 · Pion noir sur case noire d6 · Pion noir sur case blanche e6 · Cavalier noir sur case noire f6 · Pion blanc sur case noire e5 · Fou blanc sur case noire g5 · Dame noire sur case noire a3 · Cavalier blanc sur case noire c3 · Pion blanc sur case blanche a2 · Pion blanc sur case blanche c2 · Dame blanche sur case noire d2 · Pion blanc sur case blanche g2 · Pion blanc sur case noire h2 · Tour blanche sur case blanche b1 · Roi blanc sur case noire e1 · Fou blanc sur case blanche f1 · Tour blanche sur case blanche h1 | Tour noire sur case blanche a8 · Fou noir sur case blanche c8 · Roi noir sur case blanche e8 · Fou noir sur case noire f8 · Tour noire sur case noire h8 · Pion noir sur case noire g7 · Pion noir sur case blanche h7 · Pion noir sur case blanche a6 · Pion noir sur case blanche c6 · Pion noir sur case noire d6 · Pion noir sur case blanche e6 · Cavalier noir sur case noire f6 · Pion blanc sur case noire e5 · Fou blanc sur case noire g5 · Dame noire sur case noire a3 · Cavalier blanc sur case noire c3 · Pion blanc sur case blanche a2 · Pion blanc sur case blanche c2 · Dame blanche sur case noire d2 · Pion blanc sur case blanche g2 · Pion blanc sur case noire h2 · Tour blanche sur case blanche b1 · Roi blanc sur case noire e1 · Fou blanc sur case blanche f1 · Tour blanche sur case blanche h1 | Tour noire sur case blanche a8 · Fou noir sur case blanche c8 · Roi noir sur case blanche e8 · Fou noir sur case noire f8 · Tour noire sur case noire h8 · Pion noir sur case noire g7 · Pion noir sur case blanche h7 · Pion noir sur case blanche a6 · Pion noir sur case blanche c6 · Pion noir sur case noire d6 · Pion noir sur case blanche e6 · Cavalier noir sur case noire f6 · Pion blanc sur case noire e5 · Fou blanc sur case noire g5 · Dame noire sur case noire a3 · Cavalier blanc sur case noire c3 · Pion blanc sur case blanche a2 · Pion blanc sur case blanche c2 · Dame blanche sur case noire d2 · Pion blanc sur case blanche g2 · Pion blanc sur case noire h2 · Tour blanche sur case blanche b1 · Roi blanc sur case noire e1 · Fou blanc sur case blanche f1 · Tour blanche sur case blanche h1 | Tour noire sur case blanche a8 · Fou noir sur case blanche c8 · Roi noir sur case blanche e8 · Fou noir sur case noire f8 · Tour noire sur case noire h8 · Pion noir sur case noire g7 · Pion noir sur case blanche h7 · Pion noir sur case blanche a6 · Pion noir sur case blanche c6 · Pion noir sur case noire d6 · Pion noir sur case blanche e6 · Cavalier noir sur case noire f6 · Pion blanc sur case noire e5 · Fou blanc sur case noire g5 · Dame noire sur case noire a3 · Cavalier blanc sur case noire c3 · Pion blanc sur case blanche a2 · Pion blanc sur case blanche c2 · Dame blanche sur case noire d2 · Pion blanc sur case blanche g2 · Pion blanc sur case noire h2 · Tour blanche sur case blanche b1 · Roi blanc sur case noire e1 · Fou blanc sur case blanche f1 · Tour blanche sur case blanche h1 | Tour noire sur case blanche a8 · Fou noir sur case blanche c8 · Roi noir sur case blanche e8 · Fou noir sur case noire f8 · Tour noire sur case noire h8 · Pion noir sur case noire g7 · Pion noir sur case blanche h7 · Pion noir sur case blanche a6 · Pion noir sur case blanche c6 · Pion noir sur case noire d6 · Pion noir sur case blanche e6 · Cavalier noir sur case noire f6 · Pion blanc sur case noire e5 · Fou blanc sur case noire g5 · Dame noire sur case noire a3 · Cavalier blanc sur case noire c3 · Pion blanc sur case blanche a2 · Pion blanc sur case blanche c2 · Dame blanche sur case noire d2 · Pion blanc sur case blanche g2 · Pion blanc sur case noire h2 · Tour blanche sur case blanche b1 · Roi blanc sur case noire e1 · Fou blanc sur case blanche f1 · Tour blanche sur case blanche h1 | Tour noire sur case blanche a8 · Fou noir sur case blanche c8 · Roi noir sur case blanche e8 · Fou noir sur case noire f8 · Tour noire sur case noire h8 · Pion noir sur case noire g7 · Pion noir sur case blanche h7 · Pion noir sur case blanche a6 · Pion noir sur case blanche c6 · Pion noir sur case noire d6 · Pion noir sur case blanche e6 · Cavalier noir sur case noire f6 · Pion blanc sur case noire e5 · Fou blanc sur case noire g5 · Dame noire sur case noire a3 · Cavalier blanc sur case noire c3 · Pion blanc sur case blanche a2 · Pion blanc sur case blanche c2 · Dame blanche sur case noire d2 · Pion blanc sur case blanche g2 · Pion blanc sur case noire h2 · Tour blanche sur case blanche b1 · Roi blanc sur case noire e1 · Fou blanc sur case blanche f1 · Tour blanche sur case blanche h1 | Tour noire sur case blanche a8 · Fou noir sur case blanche c8 · Roi noir sur case blanche e8 · Fou noir sur case noire f8 · Tour noire sur case noire h8 · Pion noir sur case noire g7 · Pion noir sur case blanche h7 · Pion noir sur case blanche a6 · Pion noir sur case blanche c6 · Pion noir sur case noire d6 · Pion noir sur case blanche e6 · Cavalier noir sur case noire f6 · Pion blanc sur case noire e5 · Fou blanc sur case noire g5 · Dame noire sur case noire a3 · Cavalier blanc sur case noire c3 · Pion blanc sur case blanche a2 · Pion blanc sur case blanche c2 · Dame blanche sur case noire d2 · Pion blanc sur case blanche g2 · Pion blanc sur case noire h2 · Tour blanche sur case blanche b1 · Roi blanc sur case noire e1 · Fou blanc sur case blanche f1 · Tour blanche sur case blanche h1 | Tour noire sur case blanche a8 · Fou noir sur case blanche c8 · Roi noir sur case blanche e8 · Fou noir sur case noire f8 · Tour noire sur case noire h8 · Pion noir sur case noire g7 · Pion noir sur case blanche h7 · Pion noir sur case blanche a6 · Pion noir sur case blanche c6 · Pion noir sur case noire d6 · Pion noir sur case blanche e6 · Cavalier noir sur case noire f6 · Pion blanc sur case noire e5 · Fou blanc sur case noire g5 · Dame noire sur case noire a3 · Cavalier blanc sur case noire c3 · Pion blanc sur case blanche a2 · Pion blanc sur case blanche c2 · Dame blanche sur case noire d2 · Pion blanc sur case blanche g2 · Pion blanc sur case noire h2 · Tour blanche sur case blanche b1 · Roi blanc sur case noire e1 · Fou blanc sur case blanche f1 · Tour blanche sur case blanche h1 | 3 |
| 2 | Tour noire sur case blanche a8 · Fou noir sur case blanche c8 · Roi noir sur case blanche e8 · Fou noir sur case noire f8 · Tour noire sur case noire h8 · Pion noir sur case noire g7 · Pion noir sur case blanche h7 · Pion noir sur case blanche a6 · Pion noir sur case blanche c6 · Pion noir sur case noire d6 · Pion noir sur case blanche e6 · Cavalier noir sur case noire f6 · Pion blanc sur case noire e5 · Fou blanc sur case noire g5 · Dame noire sur case noire a3 · Cavalier blanc sur case noire c3 · Pion blanc sur case blanche a2 · Pion blanc sur case blanche c2 · Dame blanche sur case noire d2 · Pion blanc sur case blanche g2 · Pion blanc sur case noire h2 · Tour blanche sur case blanche b1 · Roi blanc sur case noire e1 · Fou blanc sur case blanche f1 · Tour blanche sur case blanche h1 | Tour noire sur case blanche a8 · Fou noir sur case blanche c8 · Roi noir sur case blanche e8 · Fou noir sur case noire f8 · Tour noire sur case noire h8 · Pion noir sur case noire g7 · Pion noir sur case blanche h7 · Pion noir sur case blanche a6 · Pion noir sur case blanche c6 · Pion noir sur case noire d6 · Pion noir sur case blanche e6 · Cavalier noir sur case noire f6 · Pion blanc sur case noire e5 · Fou blanc sur case noire g5 · Dame noire sur case noire a3 · Cavalier blanc sur case noire c3 · Pion blanc sur case blanche a2 · Pion blanc sur case blanche c2 · Dame blanche sur case noire d2 · Pion blanc sur case blanche g2 · Pion blanc sur case noire h2 · Tour blanche sur case blanche b1 · Roi blanc sur case noire e1 · Fou blanc sur case blanche f1 · Tour blanche sur case blanche h1 | Tour noire sur case blanche a8 · Fou noir sur case blanche c8 · Roi noir sur case blanche e8 · Fou noir sur case noire f8 · Tour noire sur case noire h8 · Pion noir sur case noire g7 · Pion noir sur case blanche h7 · Pion noir sur case blanche a6 · Pion noir sur case blanche c6 · Pion noir sur case noire d6 · Pion noir sur case blanche e6 · Cavalier noir sur case noire f6 · Pion blanc sur case noire e5 · Fou blanc sur case noire g5 · Dame noire sur case noire a3 · Cavalier blanc sur case noire c3 · Pion blanc sur case blanche a2 · Pion blanc sur case blanche c2 · Dame blanche sur case noire d2 · Pion blanc sur case blanche g2 · Pion blanc sur case noire h2 · Tour blanche sur case blanche b1 · Roi blanc sur case noire e1 · Fou blanc sur case blanche f1 · Tour blanche sur case blanche h1 | Tour noire sur case blanche a8 · Fou noir sur case blanche c8 · Roi noir sur case blanche e8 · Fou noir sur case noire f8 · Tour noire sur case noire h8 · Pion noir sur case noire g7 · Pion noir sur case blanche h7 · Pion noir sur case blanche a6 · Pion noir sur case blanche c6 · Pion noir sur case noire d6 · Pion noir sur case blanche e6 · Cavalier noir sur case noire f6 · Pion blanc sur case noire e5 · Fou blanc sur case noire g5 · Dame noire sur case noire a3 · Cavalier blanc sur case noire c3 · Pion blanc sur case blanche a2 · Pion blanc sur case blanche c2 · Dame blanche sur case noire d2 · Pion blanc sur case blanche g2 · Pion blanc sur case noire h2 · Tour blanche sur case blanche b1 · Roi blanc sur case noire e1 · Fou blanc sur case blanche f1 · Tour blanche sur case blanche h1 | Tour noire sur case blanche a8 · Fou noir sur case blanche c8 · Roi noir sur case blanche e8 · Fou noir sur case noire f8 · Tour noire sur case noire h8 · Pion noir sur case noire g7 · Pion noir sur case blanche h7 · Pion noir sur case blanche a6 · Pion noir sur case blanche c6 · Pion noir sur case noire d6 · Pion noir sur case blanche e6 · Cavalier noir sur case noire f6 · Pion blanc sur case noire e5 · Fou blanc sur case noire g5 · Dame noire sur case noire a3 · Cavalier blanc sur case noire c3 · Pion blanc sur case blanche a2 · Pion blanc sur case blanche c2 · Dame blanche sur case noire d2 · Pion blanc sur case blanche g2 · Pion blanc sur case noire h2 · Tour blanche sur case blanche b1 · Roi blanc sur case noire e1 · Fou blanc sur case blanche f1 · Tour blanche sur case blanche h1 | Tour noire sur case blanche a8 · Fou noir sur case blanche c8 · Roi noir sur case blanche e8 · Fou noir sur case noire f8 · Tour noire sur case noire h8 · Pion noir sur case noire g7 · Pion noir sur case blanche h7 · Pion noir sur case blanche a6 · Pion noir sur case blanche c6 · Pion noir sur case noire d6 · Pion noir sur case blanche e6 · Cavalier noir sur case noire f6 · Pion blanc sur case noire e5 · Fou blanc sur case noire g5 · Dame noire sur case noire a3 · Cavalier blanc sur case noire c3 · Pion blanc sur case blanche a2 · Pion blanc sur case blanche c2 · Dame blanche sur case noire d2 · Pion blanc sur case blanche g2 · Pion blanc sur case noire h2 · Tour blanche sur case blanche b1 · Roi blanc sur case noire e1 · Fou blanc sur case blanche f1 · Tour blanche sur case blanche h1 | Tour noire sur case blanche a8 · Fou noir sur case blanche c8 · Roi noir sur case blanche e8 · Fou noir sur case noire f8 · Tour noire sur case noire h8 · Pion noir sur case noire g7 · Pion noir sur case blanche h7 · Pion noir sur case blanche a6 · Pion noir sur case blanche c6 · Pion noir sur case noire d6 · Pion noir sur case blanche e6 · Cavalier noir sur case noire f6 · Pion blanc sur case noire e5 · Fou blanc sur case noire g5 · Dame noire sur case noire a3 · Cavalier blanc sur case noire c3 · Pion blanc sur case blanche a2 · Pion blanc sur case blanche c2 · Dame blanche sur case noire d2 · Pion blanc sur case blanche g2 · Pion blanc sur case noire h2 · Tour blanche sur case blanche b1 · Roi blanc sur case noire e1 · Fou blanc sur case blanche f1 · Tour blanche sur case blanche h1 | Tour noire sur case blanche a8 · Fou noir sur case blanche c8 · Roi noir sur case blanche e8 · Fou noir sur case noire f8 · Tour noire sur case noire h8 · Pion noir sur case noire g7 · Pion noir sur case blanche h7 · Pion noir sur case blanche a6 · Pion noir sur case blanche c6 · Pion noir sur case noire d6 · Pion noir sur case blanche e6 · Cavalier noir sur case noire f6 · Pion blanc sur case noire e5 · Fou blanc sur case noire g5 · Dame noire sur case noire a3 · Cavalier blanc sur case noire c3 · Pion blanc sur case blanche a2 · Pion blanc sur case blanche c2 · Dame blanche sur case noire d2 · Pion blanc sur case blanche g2 · Pion blanc sur case noire h2 · Tour blanche sur case blanche b1 · Roi blanc sur case noire e1 · Fou blanc sur case blanche f1 · Tour blanche sur case blanche h1 | 2 |
| 1 | Tour noire sur case blanche a8 · Fou noir sur case blanche c8 · Roi noir sur case blanche e8 · Fou noir sur case noire f8 · Tour noire sur case noire h8 · Pion noir sur case noire g7 · Pion noir sur case blanche h7 · Pion noir sur case blanche a6 · Pion noir sur case blanche c6 · Pion noir sur case noire d6 · Pion noir sur case blanche e6 · Cavalier noir sur case noire f6 · Pion blanc sur case noire e5 · Fou blanc sur case noire g5 · Dame noire sur case noire a3 · Cavalier blanc sur case noire c3 · Pion blanc sur case blanche a2 · Pion blanc sur case blanche c2 · Dame blanche sur case noire d2 · Pion blanc sur case blanche g2 · Pion blanc sur case noire h2 · Tour blanche sur case blanche b1 · Roi blanc sur case noire e1 · Fou blanc sur case blanche f1 · Tour blanche sur case blanche h1 | Tour noire sur case blanche a8 · Fou noir sur case blanche c8 · Roi noir sur case blanche e8 · Fou noir sur case noire f8 · Tour noire sur case noire h8 · Pion noir sur case noire g7 · Pion noir sur case blanche h7 · Pion noir sur case blanche a6 · Pion noir sur case blanche c6 · Pion noir sur case noire d6 · Pion noir sur case blanche e6 · Cavalier noir sur case noire f6 · Pion blanc sur case noire e5 · Fou blanc sur case noire g5 · Dame noire sur case noire a3 · Cavalier blanc sur case noire c3 · Pion blanc sur case blanche a2 · Pion blanc sur case blanche c2 · Dame blanche sur case noire d2 · Pion blanc sur case blanche g2 · Pion blanc sur case noire h2 · Tour blanche sur case blanche b1 · Roi blanc sur case noire e1 · Fou blanc sur case blanche f1 · Tour blanche sur case blanche h1 | Tour noire sur case blanche a8 · Fou noir sur case blanche c8 · Roi noir sur case blanche e8 · Fou noir sur case noire f8 · Tour noire sur case noire h8 · Pion noir sur case noire g7 · Pion noir sur case blanche h7 · Pion noir sur case blanche a6 · Pion noir sur case blanche c6 · Pion noir sur case noire d6 · Pion noir sur case blanche e6 · Cavalier noir sur case noire f6 · Pion blanc sur case noire e5 · Fou blanc sur case noire g5 · Dame noire sur case noire a3 · Cavalier blanc sur case noire c3 · Pion blanc sur case blanche a2 · Pion blanc sur case blanche c2 · Dame blanche sur case noire d2 · Pion blanc sur case blanche g2 · Pion blanc sur case noire h2 · Tour blanche sur case blanche b1 · Roi blanc sur case noire e1 · Fou blanc sur case blanche f1 · Tour blanche sur case blanche h1 | Tour noire sur case blanche a8 · Fou noir sur case blanche c8 · Roi noir sur case blanche e8 · Fou noir sur case noire f8 · Tour noire sur case noire h8 · Pion noir sur case noire g7 · Pion noir sur case blanche h7 · Pion noir sur case blanche a6 · Pion noir sur case blanche c6 · Pion noir sur case noire d6 · Pion noir sur case blanche e6 · Cavalier noir sur case noire f6 · Pion blanc sur case noire e5 · Fou blanc sur case noire g5 · Dame noire sur case noire a3 · Cavalier blanc sur case noire c3 · Pion blanc sur case blanche a2 · Pion blanc sur case blanche c2 · Dame blanche sur case noire d2 · Pion blanc sur case blanche g2 · Pion blanc sur case noire h2 · Tour blanche sur case blanche b1 · Roi blanc sur case noire e1 · Fou blanc sur case blanche f1 · Tour blanche sur case blanche h1 | Tour noire sur case blanche a8 · Fou noir sur case blanche c8 · Roi noir sur case blanche e8 · Fou noir sur case noire f8 · Tour noire sur case noire h8 · Pion noir sur case noire g7 · Pion noir sur case blanche h7 · Pion noir sur case blanche a6 · Pion noir sur case blanche c6 · Pion noir sur case noire d6 · Pion noir sur case blanche e6 · Cavalier noir sur case noire f6 · Pion blanc sur case noire e5 · Fou blanc sur case noire g5 · Dame noire sur case noire a3 · Cavalier blanc sur case noire c3 · Pion blanc sur case blanche a2 · Pion blanc sur case blanche c2 · Dame blanche sur case noire d2 · Pion blanc sur case blanche g2 · Pion blanc sur case noire h2 · Tour blanche sur case blanche b1 · Roi blanc sur case noire e1 · Fou blanc sur case blanche f1 · Tour blanche sur case blanche h1 | Tour noire sur case blanche a8 · Fou noir sur case blanche c8 · Roi noir sur case blanche e8 · Fou noir sur case noire f8 · Tour noire sur case noire h8 · Pion noir sur case noire g7 · Pion noir sur case blanche h7 · Pion noir sur case blanche a6 · Pion noir sur case blanche c6 · Pion noir sur case noire d6 · Pion noir sur case blanche e6 · Cavalier noir sur case noire f6 · Pion blanc sur case noire e5 · Fou blanc sur case noire g5 · Dame noire sur case noire a3 · Cavalier blanc sur case noire c3 · Pion blanc sur case blanche a2 · Pion blanc sur case blanche c2 · Dame blanche sur case noire d2 · Pion blanc sur case blanche g2 · Pion blanc sur case noire h2 · Tour blanche sur case blanche b1 · Roi blanc sur case noire e1 · Fou blanc sur case blanche f1 · Tour blanche sur case blanche h1 | Tour noire sur case blanche a8 · Fou noir sur case blanche c8 · Roi noir sur case blanche e8 · Fou noir sur case noire f8 · Tour noire sur case noire h8 · Pion noir sur case noire g7 · Pion noir sur case blanche h7 · Pion noir sur case blanche a6 · Pion noir sur case blanche c6 · Pion noir sur case noire d6 · Pion noir sur case blanche e6 · Cavalier noir sur case noire f6 · Pion blanc sur case noire e5 · Fou blanc sur case noire g5 · Dame noire sur case noire a3 · Cavalier blanc sur case noire c3 · Pion blanc sur case blanche a2 · Pion blanc sur case blanche c2 · Dame blanche sur case noire d2 · Pion blanc sur case blanche g2 · Pion blanc sur case noire h2 · Tour blanche sur case blanche b1 · Roi blanc sur case noire e1 · Fou blanc sur case blanche f1 · Tour blanche sur case blanche h1 | Tour noire sur case blanche a8 · Fou noir sur case blanche c8 · Roi noir sur case blanche e8 · Fou noir sur case noire f8 · Tour noire sur case noire h8 · Pion noir sur case noire g7 · Pion noir sur case blanche h7 · Pion noir sur case blanche a6 · Pion noir sur case blanche c6 · Pion noir sur case noire d6 · Pion noir sur case blanche e6 · Cavalier noir sur case noire f6 · Pion blanc sur case noire e5 · Fou blanc sur case noire g5 · Dame noire sur case noire a3 · Cavalier blanc sur case noire c3 · Pion blanc sur case blanche a2 · Pion blanc sur case blanche c2 · Dame blanche sur case noire d2 · Pion blanc sur case blanche g2 · Pion blanc sur case noire h2 · Tour blanche sur case blanche b1 · Roi blanc sur case noire e1 · Fou blanc sur case blanche f1 · Tour blanche sur case blanche h1 | 1 |
|   | a | b | c | d | e | f | g | h |   |

7... Db6 8. Dd2 Dxb2 9. Tb1 Da3 10. f5 Cc6 11. fxe6 fxe6 12. Cxc6 bxc6 13. e5 (cf diagramme) est la grande ligne de la variante du pion empoisonné, analysée de façon extrêmement détaillée entre les années 1960 et 1990. 
En réponse à 13. e5, les Noirs peuvent répondre 13... Cd5, mais la variante est rare, spécialement dans le jeu à la pendule. La variante a pour réputation d'être douteuse et risquée, par exemple 13.e5 Cd5 14.Cxd5 cxd5 15.Fe2 dxe5 16.0-0 Fc5+ 17.Rh1 Tf8 18.c4 Txf1+ 19.Txf1 Fb7, et là 20. Dc2 est très fort pour les Blancs (une suggestion de Fischer après sa partie contre Geller à Monaco en 1967, jouée plus tard avec succès par Tal). On ne trouve plus guère de volontaire sinon par correspondance pour défendre la variante 16. 0-0 Ta7, analysée en détail par Nunn dans The Complete Najdorf 6. Bg5. De plus, quand les Noirs s'aventurent à jouer 13... Cd5, les Blancs répondent à présent 15. Fd3, une idée remise au goût du jour par Magnus Carlsen (Carlsen - Popov, Tournoi Corus C 2004).
13... dxe5 est donc la variante courante. L'embranchement suivant survient au 15e coup noir, après 14. Fxf6 gxf6 15. Ce4 (cf diagramme) : 15... De7 est considéré comme réfuté, ce qui laisse l'alternative entre 15... Dxa2 et 15... Fe7. La ligne 15... Dxa2 est généralement considérée comme menant à la nulle par échec perpétuel, par exemple :
- Francisco Vallejo Pons (2666) - Garry Kasparov (2817) [B97], Match Arménie - Reste du monde, Moscou (2), 11 juin 2004

13.e5 dxe5 14.Fxf6 gxf6 15.Ce4 Dxa2 16.Td1 Fe7 17.Fe2 0-0 18.0-0 Ta7 19.Tf3 Rh8 20.Tg3 Td7 21.Dh6 Tf7 22.Dh5 Txd1+ 23.Fxd1 Da5 24.Rf1 Dd8 25.Dxf7 Dxd1+ 26.Rf2 Dxc2+ 27.Rf3 Dd1+ 28.Rf2 Dc2+ 29.Re3 Fc5+ 30.Cxc5 Dxc5+ 31.Rd2 Df2+ 32.Rc3 Dd4+ 33.Rc2 Df2+ 34.Rc3 ½-½
Les Noirs peuvent essayer de dévier, par exemple avec 19... Td7, et ainsi éviter la nulle immédiate, mais l'évaluation ne change guère :
- Alexander Grichtchouk (2733) - Viswanathan Anand (2791) [B97], XXVIe tournoi SuperGM Linares ESP (13), 6 mars 2009

13.e5 dxe5 14.Fxf6 gxf6 15.Ce4 Dxa2 16.Td1 Fe7 17.Fe2 0-0 18.0-0 Ta7 19.Tf3 Td7 20.Fd3 f5 21.Dh6 Rh8 22.Cg5 Fc5+ 23.Rh1 Da5 24.Th3 Dc7 25.Cxe6 Dd6 26.Cxf8 Dxf8 27.Tf1 Tf7 28.Dh5 De7 29.Thf3 f4 30.Fe4 Tg7 31.Tb3 Fa7 32.Td3 Fg4 33.Dh6 Fe2 ½-½
|   | a | b | c | d | e | f | g | h |   |
| 8 | Tour noire sur case blanche a8 · Fou noir sur case blanche c8 · Roi noir sur case blanche e8 · Fou noir sur case noire f8 · Tour noire sur case noire h8 · Pion noir sur case blanche h7 · Pion noir sur case blanche a6 · Pion noir sur case blanche c6 · Pion noir sur case blanche e6 · Pion noir sur case noire f6 · Pion noir sur case noire e5 · Cavalier blanc sur case blanche e4 · Dame noire sur case noire a3 · Pion blanc sur case blanche a2 · Pion blanc sur case blanche c2 · Dame blanche sur case noire d2 · Pion blanc sur case blanche g2 · Pion blanc sur case noire h2 · Tour blanche sur case blanche b1 · Roi blanc sur case noire e1 · Fou blanc sur case blanche f1 · Tour blanche sur case blanche h1 | Tour noire sur case blanche a8 · Fou noir sur case blanche c8 · Roi noir sur case blanche e8 · Fou noir sur case noire f8 · Tour noire sur case noire h8 · Pion noir sur case blanche h7 · Pion noir sur case blanche a6 · Pion noir sur case blanche c6 · Pion noir sur case blanche e6 · Pion noir sur case noire f6 · Pion noir sur case noire e5 · Cavalier blanc sur case blanche e4 · Dame noire sur case noire a3 · Pion blanc sur case blanche a2 · Pion blanc sur case blanche c2 · Dame blanche sur case noire d2 · Pion blanc sur case blanche g2 · Pion blanc sur case noire h2 · Tour blanche sur case blanche b1 · Roi blanc sur case noire e1 · Fou blanc sur case blanche f1 · Tour blanche sur case blanche h1 | Tour noire sur case blanche a8 · Fou noir sur case blanche c8 · Roi noir sur case blanche e8 · Fou noir sur case noire f8 · Tour noire sur case noire h8 · Pion noir sur case blanche h7 · Pion noir sur case blanche a6 · Pion noir sur case blanche c6 · Pion noir sur case blanche e6 · Pion noir sur case noire f6 · Pion noir sur case noire e5 · Cavalier blanc sur case blanche e4 · Dame noire sur case noire a3 · Pion blanc sur case blanche a2 · Pion blanc sur case blanche c2 · Dame blanche sur case noire d2 · Pion blanc sur case blanche g2 · Pion blanc sur case noire h2 · Tour blanche sur case blanche b1 · Roi blanc sur case noire e1 · Fou blanc sur case blanche f1 · Tour blanche sur case blanche h1 | Tour noire sur case blanche a8 · Fou noir sur case blanche c8 · Roi noir sur case blanche e8 · Fou noir sur case noire f8 · Tour noire sur case noire h8 · Pion noir sur case blanche h7 · Pion noir sur case blanche a6 · Pion noir sur case blanche c6 · Pion noir sur case blanche e6 · Pion noir sur case noire f6 · Pion noir sur case noire e5 · Cavalier blanc sur case blanche e4 · Dame noire sur case noire a3 · Pion blanc sur case blanche a2 · Pion blanc sur case blanche c2 · Dame blanche sur case noire d2 · Pion blanc sur case blanche g2 · Pion blanc sur case noire h2 · Tour blanche sur case blanche b1 · Roi blanc sur case noire e1 · Fou blanc sur case blanche f1 · Tour blanche sur case blanche h1 | Tour noire sur case blanche a8 · Fou noir sur case blanche c8 · Roi noir sur case blanche e8 · Fou noir sur case noire f8 · Tour noire sur case noire h8 · Pion noir sur case blanche h7 · Pion noir sur case blanche a6 · Pion noir sur case blanche c6 · Pion noir sur case blanche e6 · Pion noir sur case noire f6 · Pion noir sur case noire e5 · Cavalier blanc sur case blanche e4 · Dame noire sur case noire a3 · Pion blanc sur case blanche a2 · Pion blanc sur case blanche c2 · Dame blanche sur case noire d2 · Pion blanc sur case blanche g2 · Pion blanc sur case noire h2 · Tour blanche sur case blanche b1 · Roi blanc sur case noire e1 · Fou blanc sur case blanche f1 · Tour blanche sur case blanche h1 | Tour noire sur case blanche a8 · Fou noir sur case blanche c8 · Roi noir sur case blanche e8 · Fou noir sur case noire f8 · Tour noire sur case noire h8 · Pion noir sur case blanche h7 · Pion noir sur case blanche a6 · Pion noir sur case blanche c6 · Pion noir sur case blanche e6 · Pion noir sur case noire f6 · Pion noir sur case noire e5 · Cavalier blanc sur case blanche e4 · Dame noire sur case noire a3 · Pion blanc sur case blanche a2 · Pion blanc sur case blanche c2 · Dame blanche sur case noire d2 · Pion blanc sur case blanche g2 · Pion blanc sur case noire h2 · Tour blanche sur case blanche b1 · Roi blanc sur case noire e1 · Fou blanc sur case blanche f1 · Tour blanche sur case blanche h1 | Tour noire sur case blanche a8 · Fou noir sur case blanche c8 · Roi noir sur case blanche e8 · Fou noir sur case noire f8 · Tour noire sur case noire h8 · Pion noir sur case blanche h7 · Pion noir sur case blanche a6 · Pion noir sur case blanche c6 · Pion noir sur case blanche e6 · Pion noir sur case noire f6 · Pion noir sur case noire e5 · Cavalier blanc sur case blanche e4 · Dame noire sur case noire a3 · Pion blanc sur case blanche a2 · Pion blanc sur case blanche c2 · Dame blanche sur case noire d2 · Pion blanc sur case blanche g2 · Pion blanc sur case noire h2 · Tour blanche sur case blanche b1 · Roi blanc sur case noire e1 · Fou blanc sur case blanche f1 · Tour blanche sur case blanche h1 | Tour noire sur case blanche a8 · Fou noir sur case blanche c8 · Roi noir sur case blanche e8 · Fou noir sur case noire f8 · Tour noire sur case noire h8 · Pion noir sur case blanche h7 · Pion noir sur case blanche a6 · Pion noir sur case blanche c6 · Pion noir sur case blanche e6 · Pion noir sur case noire f6 · Pion noir sur case noire e5 · Cavalier blanc sur case blanche e4 · Dame noire sur case noire a3 · Pion blanc sur case blanche a2 · Pion blanc sur case blanche c2 · Dame blanche sur case noire d2 · Pion blanc sur case blanche g2 · Pion blanc sur case noire h2 · Tour blanche sur case blanche b1 · Roi blanc sur case noire e1 · Fou blanc sur case blanche f1 · Tour blanche sur case blanche h1 | 8 |
| 7 | Tour noire sur case blanche a8 · Fou noir sur case blanche c8 · Roi noir sur case blanche e8 · Fou noir sur case noire f8 · Tour noire sur case noire h8 · Pion noir sur case blanche h7 · Pion noir sur case blanche a6 · Pion noir sur case blanche c6 · Pion noir sur case blanche e6 · Pion noir sur case noire f6 · Pion noir sur case noire e5 · Cavalier blanc sur case blanche e4 · Dame noire sur case noire a3 · Pion blanc sur case blanche a2 · Pion blanc sur case blanche c2 · Dame blanche sur case noire d2 · Pion blanc sur case blanche g2 · Pion blanc sur case noire h2 · Tour blanche sur case blanche b1 · Roi blanc sur case noire e1 · Fou blanc sur case blanche f1 · Tour blanche sur case blanche h1 | Tour noire sur case blanche a8 · Fou noir sur case blanche c8 · Roi noir sur case blanche e8 · Fou noir sur case noire f8 · Tour noire sur case noire h8 · Pion noir sur case blanche h7 · Pion noir sur case blanche a6 · Pion noir sur case blanche c6 · Pion noir sur case blanche e6 · Pion noir sur case noire f6 · Pion noir sur case noire e5 · Cavalier blanc sur case blanche e4 · Dame noire sur case noire a3 · Pion blanc sur case blanche a2 · Pion blanc sur case blanche c2 · Dame blanche sur case noire d2 · Pion blanc sur case blanche g2 · Pion blanc sur case noire h2 · Tour blanche sur case blanche b1 · Roi blanc sur case noire e1 · Fou blanc sur case blanche f1 · Tour blanche sur case blanche h1 | Tour noire sur case blanche a8 · Fou noir sur case blanche c8 · Roi noir sur case blanche e8 · Fou noir sur case noire f8 · Tour noire sur case noire h8 · Pion noir sur case blanche h7 · Pion noir sur case blanche a6 · Pion noir sur case blanche c6 · Pion noir sur case blanche e6 · Pion noir sur case noire f6 · Pion noir sur case noire e5 · Cavalier blanc sur case blanche e4 · Dame noire sur case noire a3 · Pion blanc sur case blanche a2 · Pion blanc sur case blanche c2 · Dame blanche sur case noire d2 · Pion blanc sur case blanche g2 · Pion blanc sur case noire h2 · Tour blanche sur case blanche b1 · Roi blanc sur case noire e1 · Fou blanc sur case blanche f1 · Tour blanche sur case blanche h1 | Tour noire sur case blanche a8 · Fou noir sur case blanche c8 · Roi noir sur case blanche e8 · Fou noir sur case noire f8 · Tour noire sur case noire h8 · Pion noir sur case blanche h7 · Pion noir sur case blanche a6 · Pion noir sur case blanche c6 · Pion noir sur case blanche e6 · Pion noir sur case noire f6 · Pion noir sur case noire e5 · Cavalier blanc sur case blanche e4 · Dame noire sur case noire a3 · Pion blanc sur case blanche a2 · Pion blanc sur case blanche c2 · Dame blanche sur case noire d2 · Pion blanc sur case blanche g2 · Pion blanc sur case noire h2 · Tour blanche sur case blanche b1 · Roi blanc sur case noire e1 · Fou blanc sur case blanche f1 · Tour blanche sur case blanche h1 | Tour noire sur case blanche a8 · Fou noir sur case blanche c8 · Roi noir sur case blanche e8 · Fou noir sur case noire f8 · Tour noire sur case noire h8 · Pion noir sur case blanche h7 · Pion noir sur case blanche a6 · Pion noir sur case blanche c6 · Pion noir sur case blanche e6 · Pion noir sur case noire f6 · Pion noir sur case noire e5 · Cavalier blanc sur case blanche e4 · Dame noire sur case noire a3 · Pion blanc sur case blanche a2 · Pion blanc sur case blanche c2 · Dame blanche sur case noire d2 · Pion blanc sur case blanche g2 · Pion blanc sur case noire h2 · Tour blanche sur case blanche b1 · Roi blanc sur case noire e1 · Fou blanc sur case blanche f1 · Tour blanche sur case blanche h1 | Tour noire sur case blanche a8 · Fou noir sur case blanche c8 · Roi noir sur case blanche e8 · Fou noir sur case noire f8 · Tour noire sur case noire h8 · Pion noir sur case blanche h7 · Pion noir sur case blanche a6 · Pion noir sur case blanche c6 · Pion noir sur case blanche e6 · Pion noir sur case noire f6 · Pion noir sur case noire e5 · Cavalier blanc sur case blanche e4 · Dame noire sur case noire a3 · Pion blanc sur case blanche a2 · Pion blanc sur case blanche c2 · Dame blanche sur case noire d2 · Pion blanc sur case blanche g2 · Pion blanc sur case noire h2 · Tour blanche sur case blanche b1 · Roi blanc sur case noire e1 · Fou blanc sur case blanche f1 · Tour blanche sur case blanche h1 | Tour noire sur case blanche a8 · Fou noir sur case blanche c8 · Roi noir sur case blanche e8 · Fou noir sur case noire f8 · Tour noire sur case noire h8 · Pion noir sur case blanche h7 · Pion noir sur case blanche a6 · Pion noir sur case blanche c6 · Pion noir sur case blanche e6 · Pion noir sur case noire f6 · Pion noir sur case noire e5 · Cavalier blanc sur case blanche e4 · Dame noire sur case noire a3 · Pion blanc sur case blanche a2 · Pion blanc sur case blanche c2 · Dame blanche sur case noire d2 · Pion blanc sur case blanche g2 · Pion blanc sur case noire h2 · Tour blanche sur case blanche b1 · Roi blanc sur case noire e1 · Fou blanc sur case blanche f1 · Tour blanche sur case blanche h1 | Tour noire sur case blanche a8 · Fou noir sur case blanche c8 · Roi noir sur case blanche e8 · Fou noir sur case noire f8 · Tour noire sur case noire h8 · Pion noir sur case blanche h7 · Pion noir sur case blanche a6 · Pion noir sur case blanche c6 · Pion noir sur case blanche e6 · Pion noir sur case noire f6 · Pion noir sur case noire e5 · Cavalier blanc sur case blanche e4 · Dame noire sur case noire a3 · Pion blanc sur case blanche a2 · Pion blanc sur case blanche c2 · Dame blanche sur case noire d2 · Pion blanc sur case blanche g2 · Pion blanc sur case noire h2 · Tour blanche sur case blanche b1 · Roi blanc sur case noire e1 · Fou blanc sur case blanche f1 · Tour blanche sur case blanche h1 | 7 |
| 6 | Tour noire sur case blanche a8 · Fou noir sur case blanche c8 · Roi noir sur case blanche e8 · Fou noir sur case noire f8 · Tour noire sur case noire h8 · Pion noir sur case blanche h7 · Pion noir sur case blanche a6 · Pion noir sur case blanche c6 · Pion noir sur case blanche e6 · Pion noir sur case noire f6 · Pion noir sur case noire e5 · Cavalier blanc sur case blanche e4 · Dame noire sur case noire a3 · Pion blanc sur case blanche a2 · Pion blanc sur case blanche c2 · Dame blanche sur case noire d2 · Pion blanc sur case blanche g2 · Pion blanc sur case noire h2 · Tour blanche sur case blanche b1 · Roi blanc sur case noire e1 · Fou blanc sur case blanche f1 · Tour blanche sur case blanche h1 | Tour noire sur case blanche a8 · Fou noir sur case blanche c8 · Roi noir sur case blanche e8 · Fou noir sur case noire f8 · Tour noire sur case noire h8 · Pion noir sur case blanche h7 · Pion noir sur case blanche a6 · Pion noir sur case blanche c6 · Pion noir sur case blanche e6 · Pion noir sur case noire f6 · Pion noir sur case noire e5 · Cavalier blanc sur case blanche e4 · Dame noire sur case noire a3 · Pion blanc sur case blanche a2 · Pion blanc sur case blanche c2 · Dame blanche sur case noire d2 · Pion blanc sur case blanche g2 · Pion blanc sur case noire h2 · Tour blanche sur case blanche b1 · Roi blanc sur case noire e1 · Fou blanc sur case blanche f1 · Tour blanche sur case blanche h1 | Tour noire sur case blanche a8 · Fou noir sur case blanche c8 · Roi noir sur case blanche e8 · Fou noir sur case noire f8 · Tour noire sur case noire h8 · Pion noir sur case blanche h7 · Pion noir sur case blanche a6 · Pion noir sur case blanche c6 · Pion noir sur case blanche e6 · Pion noir sur case noire f6 · Pion noir sur case noire e5 · Cavalier blanc sur case blanche e4 · Dame noire sur case noire a3 · Pion blanc sur case blanche a2 · Pion blanc sur case blanche c2 · Dame blanche sur case noire d2 · Pion blanc sur case blanche g2 · Pion blanc sur case noire h2 · Tour blanche sur case blanche b1 · Roi blanc sur case noire e1 · Fou blanc sur case blanche f1 · Tour blanche sur case blanche h1 | Tour noire sur case blanche a8 · Fou noir sur case blanche c8 · Roi noir sur case blanche e8 · Fou noir sur case noire f8 · Tour noire sur case noire h8 · Pion noir sur case blanche h7 · Pion noir sur case blanche a6 · Pion noir sur case blanche c6 · Pion noir sur case blanche e6 · Pion noir sur case noire f6 · Pion noir sur case noire e5 · Cavalier blanc sur case blanche e4 · Dame noire sur case noire a3 · Pion blanc sur case blanche a2 · Pion blanc sur case blanche c2 · Dame blanche sur case noire d2 · Pion blanc sur case blanche g2 · Pion blanc sur case noire h2 · Tour blanche sur case blanche b1 · Roi blanc sur case noire e1 · Fou blanc sur case blanche f1 · Tour blanche sur case blanche h1 | Tour noire sur case blanche a8 · Fou noir sur case blanche c8 · Roi noir sur case blanche e8 · Fou noir sur case noire f8 · Tour noire sur case noire h8 · Pion noir sur case blanche h7 · Pion noir sur case blanche a6 · Pion noir sur case blanche c6 · Pion noir sur case blanche e6 · Pion noir sur case noire f6 · Pion noir sur case noire e5 · Cavalier blanc sur case blanche e4 · Dame noire sur case noire a3 · Pion blanc sur case blanche a2 · Pion blanc sur case blanche c2 · Dame blanche sur case noire d2 · Pion blanc sur case blanche g2 · Pion blanc sur case noire h2 · Tour blanche sur case blanche b1 · Roi blanc sur case noire e1 · Fou blanc sur case blanche f1 · Tour blanche sur case blanche h1 | Tour noire sur case blanche a8 · Fou noir sur case blanche c8 · Roi noir sur case blanche e8 · Fou noir sur case noire f8 · Tour noire sur case noire h8 · Pion noir sur case blanche h7 · Pion noir sur case blanche a6 · Pion noir sur case blanche c6 · Pion noir sur case blanche e6 · Pion noir sur case noire f6 · Pion noir sur case noire e5 · Cavalier blanc sur case blanche e4 · Dame noire sur case noire a3 · Pion blanc sur case blanche a2 · Pion blanc sur case blanche c2 · Dame blanche sur case noire d2 · Pion blanc sur case blanche g2 · Pion blanc sur case noire h2 · Tour blanche sur case blanche b1 · Roi blanc sur case noire e1 · Fou blanc sur case blanche f1 · Tour blanche sur case blanche h1 | Tour noire sur case blanche a8 · Fou noir sur case blanche c8 · Roi noir sur case blanche e8 · Fou noir sur case noire f8 · Tour noire sur case noire h8 · Pion noir sur case blanche h7 · Pion noir sur case blanche a6 · Pion noir sur case blanche c6 · Pion noir sur case blanche e6 · Pion noir sur case noire f6 · Pion noir sur case noire e5 · Cavalier blanc sur case blanche e4 · Dame noire sur case noire a3 · Pion blanc sur case blanche a2 · Pion blanc sur case blanche c2 · Dame blanche sur case noire d2 · Pion blanc sur case blanche g2 · Pion blanc sur case noire h2 · Tour blanche sur case blanche b1 · Roi blanc sur case noire e1 · Fou blanc sur case blanche f1 · Tour blanche sur case blanche h1 | Tour noire sur case blanche a8 · Fou noir sur case blanche c8 · Roi noir sur case blanche e8 · Fou noir sur case noire f8 · Tour noire sur case noire h8 · Pion noir sur case blanche h7 · Pion noir sur case blanche a6 · Pion noir sur case blanche c6 · Pion noir sur case blanche e6 · Pion noir sur case noire f6 · Pion noir sur case noire e5 · Cavalier blanc sur case blanche e4 · Dame noire sur case noire a3 · Pion blanc sur case blanche a2 · Pion blanc sur case blanche c2 · Dame blanche sur case noire d2 · Pion blanc sur case blanche g2 · Pion blanc sur case noire h2 · Tour blanche sur case blanche b1 · Roi blanc sur case noire e1 · Fou blanc sur case blanche f1 · Tour blanche sur case blanche h1 | 6 |
| 5 | Tour noire sur case blanche a8 · Fou noir sur case blanche c8 · Roi noir sur case blanche e8 · Fou noir sur case noire f8 · Tour noire sur case noire h8 · Pion noir sur case blanche h7 · Pion noir sur case blanche a6 · Pion noir sur case blanche c6 · Pion noir sur case blanche e6 · Pion noir sur case noire f6 · Pion noir sur case noire e5 · Cavalier blanc sur case blanche e4 · Dame noire sur case noire a3 · Pion blanc sur case blanche a2 · Pion blanc sur case blanche c2 · Dame blanche sur case noire d2 · Pion blanc sur case blanche g2 · Pion blanc sur case noire h2 · Tour blanche sur case blanche b1 · Roi blanc sur case noire e1 · Fou blanc sur case blanche f1 · Tour blanche sur case blanche h1 | Tour noire sur case blanche a8 · Fou noir sur case blanche c8 · Roi noir sur case blanche e8 · Fou noir sur case noire f8 · Tour noire sur case noire h8 · Pion noir sur case blanche h7 · Pion noir sur case blanche a6 · Pion noir sur case blanche c6 · Pion noir sur case blanche e6 · Pion noir sur case noire f6 · Pion noir sur case noire e5 · Cavalier blanc sur case blanche e4 · Dame noire sur case noire a3 · Pion blanc sur case blanche a2 · Pion blanc sur case blanche c2 · Dame blanche sur case noire d2 · Pion blanc sur case blanche g2 · Pion blanc sur case noire h2 · Tour blanche sur case blanche b1 · Roi blanc sur case noire e1 · Fou blanc sur case blanche f1 · Tour blanche sur case blanche h1 | Tour noire sur case blanche a8 · Fou noir sur case blanche c8 · Roi noir sur case blanche e8 · Fou noir sur case noire f8 · Tour noire sur case noire h8 · Pion noir sur case blanche h7 · Pion noir sur case blanche a6 · Pion noir sur case blanche c6 · Pion noir sur case blanche e6 · Pion noir sur case noire f6 · Pion noir sur case noire e5 · Cavalier blanc sur case blanche e4 · Dame noire sur case noire a3 · Pion blanc sur case blanche a2 · Pion blanc sur case blanche c2 · Dame blanche sur case noire d2 · Pion blanc sur case blanche g2 · Pion blanc sur case noire h2 · Tour blanche sur case blanche b1 · Roi blanc sur case noire e1 · Fou blanc sur case blanche f1 · Tour blanche sur case blanche h1 | Tour noire sur case blanche a8 · Fou noir sur case blanche c8 · Roi noir sur case blanche e8 · Fou noir sur case noire f8 · Tour noire sur case noire h8 · Pion noir sur case blanche h7 · Pion noir sur case blanche a6 · Pion noir sur case blanche c6 · Pion noir sur case blanche e6 · Pion noir sur case noire f6 · Pion noir sur case noire e5 · Cavalier blanc sur case blanche e4 · Dame noire sur case noire a3 · Pion blanc sur case blanche a2 · Pion blanc sur case blanche c2 · Dame blanche sur case noire d2 · Pion blanc sur case blanche g2 · Pion blanc sur case noire h2 · Tour blanche sur case blanche b1 · Roi blanc sur case noire e1 · Fou blanc sur case blanche f1 · Tour blanche sur case blanche h1 | Tour noire sur case blanche a8 · Fou noir sur case blanche c8 · Roi noir sur case blanche e8 · Fou noir sur case noire f8 · Tour noire sur case noire h8 · Pion noir sur case blanche h7 · Pion noir sur case blanche a6 · Pion noir sur case blanche c6 · Pion noir sur case blanche e6 · Pion noir sur case noire f6 · Pion noir sur case noire e5 · Cavalier blanc sur case blanche e4 · Dame noire sur case noire a3 · Pion blanc sur case blanche a2 · Pion blanc sur case blanche c2 · Dame blanche sur case noire d2 · Pion blanc sur case blanche g2 · Pion blanc sur case noire h2 · Tour blanche sur case blanche b1 · Roi blanc sur case noire e1 · Fou blanc sur case blanche f1 · Tour blanche sur case blanche h1 | Tour noire sur case blanche a8 · Fou noir sur case blanche c8 · Roi noir sur case blanche e8 · Fou noir sur case noire f8 · Tour noire sur case noire h8 · Pion noir sur case blanche h7 · Pion noir sur case blanche a6 · Pion noir sur case blanche c6 · Pion noir sur case blanche e6 · Pion noir sur case noire f6 · Pion noir sur case noire e5 · Cavalier blanc sur case blanche e4 · Dame noire sur case noire a3 · Pion blanc sur case blanche a2 · Pion blanc sur case blanche c2 · Dame blanche sur case noire d2 · Pion blanc sur case blanche g2 · Pion blanc sur case noire h2 · Tour blanche sur case blanche b1 · Roi blanc sur case noire e1 · Fou blanc sur case blanche f1 · Tour blanche sur case blanche h1 | Tour noire sur case blanche a8 · Fou noir sur case blanche c8 · Roi noir sur case blanche e8 · Fou noir sur case noire f8 · Tour noire sur case noire h8 · Pion noir sur case blanche h7 · Pion noir sur case blanche a6 · Pion noir sur case blanche c6 · Pion noir sur case blanche e6 · Pion noir sur case noire f6 · Pion noir sur case noire e5 · Cavalier blanc sur case blanche e4 · Dame noire sur case noire a3 · Pion blanc sur case blanche a2 · Pion blanc sur case blanche c2 · Dame blanche sur case noire d2 · Pion blanc sur case blanche g2 · Pion blanc sur case noire h2 · Tour blanche sur case blanche b1 · Roi blanc sur case noire e1 · Fou blanc sur case blanche f1 · Tour blanche sur case blanche h1 | Tour noire sur case blanche a8 · Fou noir sur case blanche c8 · Roi noir sur case blanche e8 · Fou noir sur case noire f8 · Tour noire sur case noire h8 · Pion noir sur case blanche h7 · Pion noir sur case blanche a6 · Pion noir sur case blanche c6 · Pion noir sur case blanche e6 · Pion noir sur case noire f6 · Pion noir sur case noire e5 · Cavalier blanc sur case blanche e4 · Dame noire sur case noire a3 · Pion blanc sur case blanche a2 · Pion blanc sur case blanche c2 · Dame blanche sur case noire d2 · Pion blanc sur case blanche g2 · Pion blanc sur case noire h2 · Tour blanche sur case blanche b1 · Roi blanc sur case noire e1 · Fou blanc sur case blanche f1 · Tour blanche sur case blanche h1 | 5 |
| 4 | Tour noire sur case blanche a8 · Fou noir sur case blanche c8 · Roi noir sur case blanche e8 · Fou noir sur case noire f8 · Tour noire sur case noire h8 · Pion noir sur case blanche h7 · Pion noir sur case blanche a6 · Pion noir sur case blanche c6 · Pion noir sur case blanche e6 · Pion noir sur case noire f6 · Pion noir sur case noire e5 · Cavalier blanc sur case blanche e4 · Dame noire sur case noire a3 · Pion blanc sur case blanche a2 · Pion blanc sur case blanche c2 · Dame blanche sur case noire d2 · Pion blanc sur case blanche g2 · Pion blanc sur case noire h2 · Tour blanche sur case blanche b1 · Roi blanc sur case noire e1 · Fou blanc sur case blanche f1 · Tour blanche sur case blanche h1 | Tour noire sur case blanche a8 · Fou noir sur case blanche c8 · Roi noir sur case blanche e8 · Fou noir sur case noire f8 · Tour noire sur case noire h8 · Pion noir sur case blanche h7 · Pion noir sur case blanche a6 · Pion noir sur case blanche c6 · Pion noir sur case blanche e6 · Pion noir sur case noire f6 · Pion noir sur case noire e5 · Cavalier blanc sur case blanche e4 · Dame noire sur case noire a3 · Pion blanc sur case blanche a2 · Pion blanc sur case blanche c2 · Dame blanche sur case noire d2 · Pion blanc sur case blanche g2 · Pion blanc sur case noire h2 · Tour blanche sur case blanche b1 · Roi blanc sur case noire e1 · Fou blanc sur case blanche f1 · Tour blanche sur case blanche h1 | Tour noire sur case blanche a8 · Fou noir sur case blanche c8 · Roi noir sur case blanche e8 · Fou noir sur case noire f8 · Tour noire sur case noire h8 · Pion noir sur case blanche h7 · Pion noir sur case blanche a6 · Pion noir sur case blanche c6 · Pion noir sur case blanche e6 · Pion noir sur case noire f6 · Pion noir sur case noire e5 · Cavalier blanc sur case blanche e4 · Dame noire sur case noire a3 · Pion blanc sur case blanche a2 · Pion blanc sur case blanche c2 · Dame blanche sur case noire d2 · Pion blanc sur case blanche g2 · Pion blanc sur case noire h2 · Tour blanche sur case blanche b1 · Roi blanc sur case noire e1 · Fou blanc sur case blanche f1 · Tour blanche sur case blanche h1 | Tour noire sur case blanche a8 · Fou noir sur case blanche c8 · Roi noir sur case blanche e8 · Fou noir sur case noire f8 · Tour noire sur case noire h8 · Pion noir sur case blanche h7 · Pion noir sur case blanche a6 · Pion noir sur case blanche c6 · Pion noir sur case blanche e6 · Pion noir sur case noire f6 · Pion noir sur case noire e5 · Cavalier blanc sur case blanche e4 · Dame noire sur case noire a3 · Pion blanc sur case blanche a2 · Pion blanc sur case blanche c2 · Dame blanche sur case noire d2 · Pion blanc sur case blanche g2 · Pion blanc sur case noire h2 · Tour blanche sur case blanche b1 · Roi blanc sur case noire e1 · Fou blanc sur case blanche f1 · Tour blanche sur case blanche h1 | Tour noire sur case blanche a8 · Fou noir sur case blanche c8 · Roi noir sur case blanche e8 · Fou noir sur case noire f8 · Tour noire sur case noire h8 · Pion noir sur case blanche h7 · Pion noir sur case blanche a6 · Pion noir sur case blanche c6 · Pion noir sur case blanche e6 · Pion noir sur case noire f6 · Pion noir sur case noire e5 · Cavalier blanc sur case blanche e4 · Dame noire sur case noire a3 · Pion blanc sur case blanche a2 · Pion blanc sur case blanche c2 · Dame blanche sur case noire d2 · Pion blanc sur case blanche g2 · Pion blanc sur case noire h2 · Tour blanche sur case blanche b1 · Roi blanc sur case noire e1 · Fou blanc sur case blanche f1 · Tour blanche sur case blanche h1 | Tour noire sur case blanche a8 · Fou noir sur case blanche c8 · Roi noir sur case blanche e8 · Fou noir sur case noire f8 · Tour noire sur case noire h8 · Pion noir sur case blanche h7 · Pion noir sur case blanche a6 · Pion noir sur case blanche c6 · Pion noir sur case blanche e6 · Pion noir sur case noire f6 · Pion noir sur case noire e5 · Cavalier blanc sur case blanche e4 · Dame noire sur case noire a3 · Pion blanc sur case blanche a2 · Pion blanc sur case blanche c2 · Dame blanche sur case noire d2 · Pion blanc sur case blanche g2 · Pion blanc sur case noire h2 · Tour blanche sur case blanche b1 · Roi blanc sur case noire e1 · Fou blanc sur case blanche f1 · Tour blanche sur case blanche h1 | Tour noire sur case blanche a8 · Fou noir sur case blanche c8 · Roi noir sur case blanche e8 · Fou noir sur case noire f8 · Tour noire sur case noire h8 · Pion noir sur case blanche h7 · Pion noir sur case blanche a6 · Pion noir sur case blanche c6 · Pion noir sur case blanche e6 · Pion noir sur case noire f6 · Pion noir sur case noire e5 · Cavalier blanc sur case blanche e4 · Dame noire sur case noire a3 · Pion blanc sur case blanche a2 · Pion blanc sur case blanche c2 · Dame blanche sur case noire d2 · Pion blanc sur case blanche g2 · Pion blanc sur case noire h2 · Tour blanche sur case blanche b1 · Roi blanc sur case noire e1 · Fou blanc sur case blanche f1 · Tour blanche sur case blanche h1 | Tour noire sur case blanche a8 · Fou noir sur case blanche c8 · Roi noir sur case blanche e8 · Fou noir sur case noire f8 · Tour noire sur case noire h8 · Pion noir sur case blanche h7 · Pion noir sur case blanche a6 · Pion noir sur case blanche c6 · Pion noir sur case blanche e6 · Pion noir sur case noire f6 · Pion noir sur case noire e5 · Cavalier blanc sur case blanche e4 · Dame noire sur case noire a3 · Pion blanc sur case blanche a2 · Pion blanc sur case blanche c2 · Dame blanche sur case noire d2 · Pion blanc sur case blanche g2 · Pion blanc sur case noire h2 · Tour blanche sur case blanche b1 · Roi blanc sur case noire e1 · Fou blanc sur case blanche f1 · Tour blanche sur case blanche h1 | 4 |
| 3 | Tour noire sur case blanche a8 · Fou noir sur case blanche c8 · Roi noir sur case blanche e8 · Fou noir sur case noire f8 · Tour noire sur case noire h8 · Pion noir sur case blanche h7 · Pion noir sur case blanche a6 · Pion noir sur case blanche c6 · Pion noir sur case blanche e6 · Pion noir sur case noire f6 · Pion noir sur case noire e5 · Cavalier blanc sur case blanche e4 · Dame noire sur case noire a3 · Pion blanc sur case blanche a2 · Pion blanc sur case blanche c2 · Dame blanche sur case noire d2 · Pion blanc sur case blanche g2 · Pion blanc sur case noire h2 · Tour blanche sur case blanche b1 · Roi blanc sur case noire e1 · Fou blanc sur case blanche f1 · Tour blanche sur case blanche h1 | Tour noire sur case blanche a8 · Fou noir sur case blanche c8 · Roi noir sur case blanche e8 · Fou noir sur case noire f8 · Tour noire sur case noire h8 · Pion noir sur case blanche h7 · Pion noir sur case blanche a6 · Pion noir sur case blanche c6 · Pion noir sur case blanche e6 · Pion noir sur case noire f6 · Pion noir sur case noire e5 · Cavalier blanc sur case blanche e4 · Dame noire sur case noire a3 · Pion blanc sur case blanche a2 · Pion blanc sur case blanche c2 · Dame blanche sur case noire d2 · Pion blanc sur case blanche g2 · Pion blanc sur case noire h2 · Tour blanche sur case blanche b1 · Roi blanc sur case noire e1 · Fou blanc sur case blanche f1 · Tour blanche sur case blanche h1 | Tour noire sur case blanche a8 · Fou noir sur case blanche c8 · Roi noir sur case blanche e8 · Fou noir sur case noire f8 · Tour noire sur case noire h8 · Pion noir sur case blanche h7 · Pion noir sur case blanche a6 · Pion noir sur case blanche c6 · Pion noir sur case blanche e6 · Pion noir sur case noire f6 · Pion noir sur case noire e5 · Cavalier blanc sur case blanche e4 · Dame noire sur case noire a3 · Pion blanc sur case blanche a2 · Pion blanc sur case blanche c2 · Dame blanche sur case noire d2 · Pion blanc sur case blanche g2 · Pion blanc sur case noire h2 · Tour blanche sur case blanche b1 · Roi blanc sur case noire e1 · Fou blanc sur case blanche f1 · Tour blanche sur case blanche h1 | Tour noire sur case blanche a8 · Fou noir sur case blanche c8 · Roi noir sur case blanche e8 · Fou noir sur case noire f8 · Tour noire sur case noire h8 · Pion noir sur case blanche h7 · Pion noir sur case blanche a6 · Pion noir sur case blanche c6 · Pion noir sur case blanche e6 · Pion noir sur case noire f6 · Pion noir sur case noire e5 · Cavalier blanc sur case blanche e4 · Dame noire sur case noire a3 · Pion blanc sur case blanche a2 · Pion blanc sur case blanche c2 · Dame blanche sur case noire d2 · Pion blanc sur case blanche g2 · Pion blanc sur case noire h2 · Tour blanche sur case blanche b1 · Roi blanc sur case noire e1 · Fou blanc sur case blanche f1 · Tour blanche sur case blanche h1 | Tour noire sur case blanche a8 · Fou noir sur case blanche c8 · Roi noir sur case blanche e8 · Fou noir sur case noire f8 · Tour noire sur case noire h8 · Pion noir sur case blanche h7 · Pion noir sur case blanche a6 · Pion noir sur case blanche c6 · Pion noir sur case blanche e6 · Pion noir sur case noire f6 · Pion noir sur case noire e5 · Cavalier blanc sur case blanche e4 · Dame noire sur case noire a3 · Pion blanc sur case blanche a2 · Pion blanc sur case blanche c2 · Dame blanche sur case noire d2 · Pion blanc sur case blanche g2 · Pion blanc sur case noire h2 · Tour blanche sur case blanche b1 · Roi blanc sur case noire e1 · Fou blanc sur case blanche f1 · Tour blanche sur case blanche h1 | Tour noire sur case blanche a8 · Fou noir sur case blanche c8 · Roi noir sur case blanche e8 · Fou noir sur case noire f8 · Tour noire sur case noire h8 · Pion noir sur case blanche h7 · Pion noir sur case blanche a6 · Pion noir sur case blanche c6 · Pion noir sur case blanche e6 · Pion noir sur case noire f6 · Pion noir sur case noire e5 · Cavalier blanc sur case blanche e4 · Dame noire sur case noire a3 · Pion blanc sur case blanche a2 · Pion blanc sur case blanche c2 · Dame blanche sur case noire d2 · Pion blanc sur case blanche g2 · Pion blanc sur case noire h2 · Tour blanche sur case blanche b1 · Roi blanc sur case noire e1 · Fou blanc sur case blanche f1 · Tour blanche sur case blanche h1 | Tour noire sur case blanche a8 · Fou noir sur case blanche c8 · Roi noir sur case blanche e8 · Fou noir sur case noire f8 · Tour noire sur case noire h8 · Pion noir sur case blanche h7 · Pion noir sur case blanche a6 · Pion noir sur case blanche c6 · Pion noir sur case blanche e6 · Pion noir sur case noire f6 · Pion noir sur case noire e5 · Cavalier blanc sur case blanche e4 · Dame noire sur case noire a3 · Pion blanc sur case blanche a2 · Pion blanc sur case blanche c2 · Dame blanche sur case noire d2 · Pion blanc sur case blanche g2 · Pion blanc sur case noire h2 · Tour blanche sur case blanche b1 · Roi blanc sur case noire e1 · Fou blanc sur case blanche f1 · Tour blanche sur case blanche h1 | Tour noire sur case blanche a8 · Fou noir sur case blanche c8 · Roi noir sur case blanche e8 · Fou noir sur case noire f8 · Tour noire sur case noire h8 · Pion noir sur case blanche h7 · Pion noir sur case blanche a6 · Pion noir sur case blanche c6 · Pion noir sur case blanche e6 · Pion noir sur case noire f6 · Pion noir sur case noire e5 · Cavalier blanc sur case blanche e4 · Dame noire sur case noire a3 · Pion blanc sur case blanche a2 · Pion blanc sur case blanche c2 · Dame blanche sur case noire d2 · Pion blanc sur case blanche g2 · Pion blanc sur case noire h2 · Tour blanche sur case blanche b1 · Roi blanc sur case noire e1 · Fou blanc sur case blanche f1 · Tour blanche sur case blanche h1 | 3 |
| 2 | Tour noire sur case blanche a8 · Fou noir sur case blanche c8 · Roi noir sur case blanche e8 · Fou noir sur case noire f8 · Tour noire sur case noire h8 · Pion noir sur case blanche h7 · Pion noir sur case blanche a6 · Pion noir sur case blanche c6 · Pion noir sur case blanche e6 · Pion noir sur case noire f6 · Pion noir sur case noire e5 · Cavalier blanc sur case blanche e4 · Dame noire sur case noire a3 · Pion blanc sur case blanche a2 · Pion blanc sur case blanche c2 · Dame blanche sur case noire d2 · Pion blanc sur case blanche g2 · Pion blanc sur case noire h2 · Tour blanche sur case blanche b1 · Roi blanc sur case noire e1 · Fou blanc sur case blanche f1 · Tour blanche sur case blanche h1 | Tour noire sur case blanche a8 · Fou noir sur case blanche c8 · Roi noir sur case blanche e8 · Fou noir sur case noire f8 · Tour noire sur case noire h8 · Pion noir sur case blanche h7 · Pion noir sur case blanche a6 · Pion noir sur case blanche c6 · Pion noir sur case blanche e6 · Pion noir sur case noire f6 · Pion noir sur case noire e5 · Cavalier blanc sur case blanche e4 · Dame noire sur case noire a3 · Pion blanc sur case blanche a2 · Pion blanc sur case blanche c2 · Dame blanche sur case noire d2 · Pion blanc sur case blanche g2 · Pion blanc sur case noire h2 · Tour blanche sur case blanche b1 · Roi blanc sur case noire e1 · Fou blanc sur case blanche f1 · Tour blanche sur case blanche h1 | Tour noire sur case blanche a8 · Fou noir sur case blanche c8 · Roi noir sur case blanche e8 · Fou noir sur case noire f8 · Tour noire sur case noire h8 · Pion noir sur case blanche h7 · Pion noir sur case blanche a6 · Pion noir sur case blanche c6 · Pion noir sur case blanche e6 · Pion noir sur case noire f6 · Pion noir sur case noire e5 · Cavalier blanc sur case blanche e4 · Dame noire sur case noire a3 · Pion blanc sur case blanche a2 · Pion blanc sur case blanche c2 · Dame blanche sur case noire d2 · Pion blanc sur case blanche g2 · Pion blanc sur case noire h2 · Tour blanche sur case blanche b1 · Roi blanc sur case noire e1 · Fou blanc sur case blanche f1 · Tour blanche sur case blanche h1 | Tour noire sur case blanche a8 · Fou noir sur case blanche c8 · Roi noir sur case blanche e8 · Fou noir sur case noire f8 · Tour noire sur case noire h8 · Pion noir sur case blanche h7 · Pion noir sur case blanche a6 · Pion noir sur case blanche c6 · Pion noir sur case blanche e6 · Pion noir sur case noire f6 · Pion noir sur case noire e5 · Cavalier blanc sur case blanche e4 · Dame noire sur case noire a3 · Pion blanc sur case blanche a2 · Pion blanc sur case blanche c2 · Dame blanche sur case noire d2 · Pion blanc sur case blanche g2 · Pion blanc sur case noire h2 · Tour blanche sur case blanche b1 · Roi blanc sur case noire e1 · Fou blanc sur case blanche f1 · Tour blanche sur case blanche h1 | Tour noire sur case blanche a8 · Fou noir sur case blanche c8 · Roi noir sur case blanche e8 · Fou noir sur case noire f8 · Tour noire sur case noire h8 · Pion noir sur case blanche h7 · Pion noir sur case blanche a6 · Pion noir sur case blanche c6 · Pion noir sur case blanche e6 · Pion noir sur case noire f6 · Pion noir sur case noire e5 · Cavalier blanc sur case blanche e4 · Dame noire sur case noire a3 · Pion blanc sur case blanche a2 · Pion blanc sur case blanche c2 · Dame blanche sur case noire d2 · Pion blanc sur case blanche g2 · Pion blanc sur case noire h2 · Tour blanche sur case blanche b1 · Roi blanc sur case noire e1 · Fou blanc sur case blanche f1 · Tour blanche sur case blanche h1 | Tour noire sur case blanche a8 · Fou noir sur case blanche c8 · Roi noir sur case blanche e8 · Fou noir sur case noire f8 · Tour noire sur case noire h8 · Pion noir sur case blanche h7 · Pion noir sur case blanche a6 · Pion noir sur case blanche c6 · Pion noir sur case blanche e6 · Pion noir sur case noire f6 · Pion noir sur case noire e5 · Cavalier blanc sur case blanche e4 · Dame noire sur case noire a3 · Pion blanc sur case blanche a2 · Pion blanc sur case blanche c2 · Dame blanche sur case noire d2 · Pion blanc sur case blanche g2 · Pion blanc sur case noire h2 · Tour blanche sur case blanche b1 · Roi blanc sur case noire e1 · Fou blanc sur case blanche f1 · Tour blanche sur case blanche h1 | Tour noire sur case blanche a8 · Fou noir sur case blanche c8 · Roi noir sur case blanche e8 · Fou noir sur case noire f8 · Tour noire sur case noire h8 · Pion noir sur case blanche h7 · Pion noir sur case blanche a6 · Pion noir sur case blanche c6 · Pion noir sur case blanche e6 · Pion noir sur case noire f6 · Pion noir sur case noire e5 · Cavalier blanc sur case blanche e4 · Dame noire sur case noire a3 · Pion blanc sur case blanche a2 · Pion blanc sur case blanche c2 · Dame blanche sur case noire d2 · Pion blanc sur case blanche g2 · Pion blanc sur case noire h2 · Tour blanche sur case blanche b1 · Roi blanc sur case noire e1 · Fou blanc sur case blanche f1 · Tour blanche sur case blanche h1 | Tour noire sur case blanche a8 · Fou noir sur case blanche c8 · Roi noir sur case blanche e8 · Fou noir sur case noire f8 · Tour noire sur case noire h8 · Pion noir sur case blanche h7 · Pion noir sur case blanche a6 · Pion noir sur case blanche c6 · Pion noir sur case blanche e6 · Pion noir sur case noire f6 · Pion noir sur case noire e5 · Cavalier blanc sur case blanche e4 · Dame noire sur case noire a3 · Pion blanc sur case blanche a2 · Pion blanc sur case blanche c2 · Dame blanche sur case noire d2 · Pion blanc sur case blanche g2 · Pion blanc sur case noire h2 · Tour blanche sur case blanche b1 · Roi blanc sur case noire e1 · Fou blanc sur case blanche f1 · Tour blanche sur case blanche h1 | 2 |
| 1 | Tour noire sur case blanche a8 · Fou noir sur case blanche c8 · Roi noir sur case blanche e8 · Fou noir sur case noire f8 · Tour noire sur case noire h8 · Pion noir sur case blanche h7 · Pion noir sur case blanche a6 · Pion noir sur case blanche c6 · Pion noir sur case blanche e6 · Pion noir sur case noire f6 · Pion noir sur case noire e5 · Cavalier blanc sur case blanche e4 · Dame noire sur case noire a3 · Pion blanc sur case blanche a2 · Pion blanc sur case blanche c2 · Dame blanche sur case noire d2 · Pion blanc sur case blanche g2 · Pion blanc sur case noire h2 · Tour blanche sur case blanche b1 · Roi blanc sur case noire e1 · Fou blanc sur case blanche f1 · Tour blanche sur case blanche h1 | Tour noire sur case blanche a8 · Fou noir sur case blanche c8 · Roi noir sur case blanche e8 · Fou noir sur case noire f8 · Tour noire sur case noire h8 · Pion noir sur case blanche h7 · Pion noir sur case blanche a6 · Pion noir sur case blanche c6 · Pion noir sur case blanche e6 · Pion noir sur case noire f6 · Pion noir sur case noire e5 · Cavalier blanc sur case blanche e4 · Dame noire sur case noire a3 · Pion blanc sur case blanche a2 · Pion blanc sur case blanche c2 · Dame blanche sur case noire d2 · Pion blanc sur case blanche g2 · Pion blanc sur case noire h2 · Tour blanche sur case blanche b1 · Roi blanc sur case noire e1 · Fou blanc sur case blanche f1 · Tour blanche sur case blanche h1 | Tour noire sur case blanche a8 · Fou noir sur case blanche c8 · Roi noir sur case blanche e8 · Fou noir sur case noire f8 · Tour noire sur case noire h8 · Pion noir sur case blanche h7 · Pion noir sur case blanche a6 · Pion noir sur case blanche c6 · Pion noir sur case blanche e6 · Pion noir sur case noire f6 · Pion noir sur case noire e5 · Cavalier blanc sur case blanche e4 · Dame noire sur case noire a3 · Pion blanc sur case blanche a2 · Pion blanc sur case blanche c2 · Dame blanche sur case noire d2 · Pion blanc sur case blanche g2 · Pion blanc sur case noire h2 · Tour blanche sur case blanche b1 · Roi blanc sur case noire e1 · Fou blanc sur case blanche f1 · Tour blanche sur case blanche h1 | Tour noire sur case blanche a8 · Fou noir sur case blanche c8 · Roi noir sur case blanche e8 · Fou noir sur case noire f8 · Tour noire sur case noire h8 · Pion noir sur case blanche h7 · Pion noir sur case blanche a6 · Pion noir sur case blanche c6 · Pion noir sur case blanche e6 · Pion noir sur case noire f6 · Pion noir sur case noire e5 · Cavalier blanc sur case blanche e4 · Dame noire sur case noire a3 · Pion blanc sur case blanche a2 · Pion blanc sur case blanche c2 · Dame blanche sur case noire d2 · Pion blanc sur case blanche g2 · Pion blanc sur case noire h2 · Tour blanche sur case blanche b1 · Roi blanc sur case noire e1 · Fou blanc sur case blanche f1 · Tour blanche sur case blanche h1 | Tour noire sur case blanche a8 · Fou noir sur case blanche c8 · Roi noir sur case blanche e8 · Fou noir sur case noire f8 · Tour noire sur case noire h8 · Pion noir sur case blanche h7 · Pion noir sur case blanche a6 · Pion noir sur case blanche c6 · Pion noir sur case blanche e6 · Pion noir sur case noire f6 · Pion noir sur case noire e5 · Cavalier blanc sur case blanche e4 · Dame noire sur case noire a3 · Pion blanc sur case blanche a2 · Pion blanc sur case blanche c2 · Dame blanche sur case noire d2 · Pion blanc sur case blanche g2 · Pion blanc sur case noire h2 · Tour blanche sur case blanche b1 · Roi blanc sur case noire e1 · Fou blanc sur case blanche f1 · Tour blanche sur case blanche h1 | Tour noire sur case blanche a8 · Fou noir sur case blanche c8 · Roi noir sur case blanche e8 · Fou noir sur case noire f8 · Tour noire sur case noire h8 · Pion noir sur case blanche h7 · Pion noir sur case blanche a6 · Pion noir sur case blanche c6 · Pion noir sur case blanche e6 · Pion noir sur case noire f6 · Pion noir sur case noire e5 · Cavalier blanc sur case blanche e4 · Dame noire sur case noire a3 · Pion blanc sur case blanche a2 · Pion blanc sur case blanche c2 · Dame blanche sur case noire d2 · Pion blanc sur case blanche g2 · Pion blanc sur case noire h2 · Tour blanche sur case blanche b1 · Roi blanc sur case noire e1 · Fou blanc sur case blanche f1 · Tour blanche sur case blanche h1 | Tour noire sur case blanche a8 · Fou noir sur case blanche c8 · Roi noir sur case blanche e8 · Fou noir sur case noire f8 · Tour noire sur case noire h8 · Pion noir sur case blanche h7 · Pion noir sur case blanche a6 · Pion noir sur case blanche c6 · Pion noir sur case blanche e6 · Pion noir sur case noire f6 · Pion noir sur case noire e5 · Cavalier blanc sur case blanche e4 · Dame noire sur case noire a3 · Pion blanc sur case blanche a2 · Pion blanc sur case blanche c2 · Dame blanche sur case noire d2 · Pion blanc sur case blanche g2 · Pion blanc sur case noire h2 · Tour blanche sur case blanche b1 · Roi blanc sur case noire e1 · Fou blanc sur case blanche f1 · Tour blanche sur case blanche h1 | Tour noire sur case blanche a8 · Fou noir sur case blanche c8 · Roi noir sur case blanche e8 · Fou noir sur case noire f8 · Tour noire sur case noire h8 · Pion noir sur case blanche h7 · Pion noir sur case blanche a6 · Pion noir sur case blanche c6 · Pion noir sur case blanche e6 · Pion noir sur case noire f6 · Pion noir sur case noire e5 · Cavalier blanc sur case blanche e4 · Dame noire sur case noire a3 · Pion blanc sur case blanche a2 · Pion blanc sur case blanche c2 · Dame blanche sur case noire d2 · Pion blanc sur case blanche g2 · Pion blanc sur case noire h2 · Tour blanche sur case blanche b1 · Roi blanc sur case noire e1 · Fou blanc sur case blanche f1 · Tour blanche sur case blanche h1 | 1 |
|   | a | b | c | d | e | f | g | h |   |

L'autre coup, 15... Fe7, était la raison pour laquelle les Blancs ont longtemps abandonné la variante du pion empoisonné. Les ressources blanches s'épuisèrent dans la ligne classique 15... Fe7 16. Fe2 h5 17. Tb3 Da4 18. c4; à partir de 1977 la discussion tourna autour du sacrifice de pièce inventé par Alvis Vītoliņš, 18. Cxf6+ Fxf6 19. c4 et là 19... Ta7 ou 19... Fh4+, mais la théorie finit par donner un léger avantage noir dans cette dernière variante également.
- Aleksandr Beliavski (2615) - Robert Hübner (2640) [B97], Tilburg, 1981

13.e5 dxe5 14.Fxf6 gxf6 15.Ce4 Fe7 16.Fe2 h5 17. Tb3 Da4 18.Cxf6+ Fxf6 19.c4 Fh4+ 20.g3 Fe7 21.0-0 Ta7 (après cette partie les Noirs choisirent 21... h4, avec un bon jeu) 22.Tb8 Tc7 23.Dd3 Fc5+ 24.Rh1 Re7 25.De4 Rd6 (25... Td7 mène probablement à la nulle) 26.Td1+ Dxd1+ 27.Fxd1 h4 28.Dd3+ Fd4 29.c5+ Rxc5 30.Da3+ Rd5 31.Fb3+ Re4 32.Fc4 Rf5 33.Df3+ Rg5 34.gxh4+ Txh4 35.Dg3+ 1-0
Il semblait donc que le dernier mot était dit quand une obscure partie entre deux joueurs qui ne faisaient pas partie de l'élite mondiale remit en question l'évaluation d'une position analysée et jouée par les meilleurs joueurs du monde depuis trente ans; c'est ainsi qu'au lieu du coup 17. Tb3 apparut la variante 17. Tf1 :
- Alexey Gubajdullin (2472) - Oleg V Biriukov (2362) [B97], Open international de Saint-Pétersbourg (Russie), 2003

13.e5 dxe5 14.Fxf6 gxf6 15.Ce4 Fe7 16.Fe2 h5 17. Tf1 f5 18.Tf3 Dxa2 19.Tfb3 (l'idée clé : la dame noire reste enfermée en a2, pendant que les Blancs préparent l'attaque décisive ) fxe4 20.Dc3 Fd8 21.Dxc6+ Fd7 22.Dxe4 Rf7 23.Rf1 Tc8 24.Td1 Fc6 25.Dxe5 Dxc2 26.Tbd3 Tf8 27.Rg1 h4 28.Fh5+ Rg8 29.Dxe6+ Rh8 30.Dh6+ Rg8 31.Ff7+ Txf7 32.Dg6+ Rf8 33.Txd8+ Fe8 34.Txe8+ Rxe8 35.Dg8+ Re7 36.Te1+ Rd6 37.Dxf7 Dc5+ 38.Rh1 Dc1 39.De6+ 1-0
Si la ligne demande sans aucun doute des tests supplémentaires, spécialement au plus haut niveau (par exemple le grand maître polonais Radoslaw Wojtaszek a rejoué la variante dans une partie de Bundesliga en 2009 et obtenu la nulle  avec le coup 22... Re7) beaucoup de joueurs, y compris Garry Kasparov, ont renoncé à 15... Fe7 après cette partie.
Ainsi, si les Blancs n'ont toujours pas réussi à réfuter la variante du pion empoisonné, ils ont proposé avec un certain succès de nouvelles idées au cours de la dernière décennie, renouvelant le débat sur la ligne tout entière.